# Sozialdemokratische Partei Deutschlands
Die Sozialdemokratische Partei Deutschlands (SPD) ist eine politische Partei in Deutschland.
Vorläufer der Partei waren der 1863 gegründete Allgemeine Deutsche Arbeiterverein und die 1869 gegründete Sozialdemokratische Arbeiterpartei, die sich 1875 zur Sozialistischen Arbeiterpartei Deutschlands zusammenschlossen. Ihren heutigen Namen gab sich die Partei 1890. Sie gilt als älteste noch bestehende Partei Deutschlands. Von 1890 bis 1930 wurde sie bei allen Reichstagswahlen die stimmenstärkste Partei und stellte in der Weimarer Republik mit Friedrich Ebert das erste demokratisch gewählte Staatsoberhaupt der deutschen Geschichte und neben Ebert auch mit Philipp Scheidemann, Gustav Bauer und Hermann Müller vier Regierungschefs. Sie war Gründungsmitglied der Zweiten Internationalen und der Sozialistischen Arbeiterinternationale.
Während der nationalsozialistischen Diktatur war die SPD, die zuvor als einzige Partei gegen das Ermächtigungsgesetz gestimmt hatte, verboten und operierte daraufhin im Exil unter der Bezeichnung Sopade. Nach dem Zweiten Weltkrieg, im Oktober 1945 wiedergegründet, wurde die SPD in der Sowjetischen Besatzungszone mit der KPD zur SED zwangsvereinigt. In Westdeutschland und damit später in der wiedervereinigten Republik konnte sie sich mit dem Godesberger Programm, mit dem die SPD ihr Bekenntnis zum Marxismus aufgab, als eine von zwei großen Volksparteien neben der CDU etablieren. Die SPD ist seit Bestehen sowohl in der Bundesrepublik bis 1990 als auch im wiedervereinigten Deutschland bis 2008 die mitgliederstärkste Partei gewesen. Von 2016 bis 2023 war sie wieder die mitgliederstärkste Partei in Deutschland.
Sie war von 1966 bis 1982, von 1998 bis 2009 und ist seit 2013 erneut an der Bundesregierung beteiligt. Sie war dabei entweder im Rahmen einer Großen Koalition Juniorpartner der Union oder stellte mit Willy Brandt, Helmut Schmidt, Gerhard Schröder oder Olaf Scholz selbst den Bundeskanzler. Parteivorsitzende sind seit 2021 Lars Klingbeil und seit 2025 Bärbel Bas.
Auf Länderebene ist sie als einzige Partei in allen Landesparlamenten in Fraktionsstärke vertreten. Aktuell (Dezember 2024) ist sie in zwölf Ländern an der Regierung beteiligt, in sieben stellt sie den Regierungschef. In einem Land regiert die SPD allein, ansonsten bildet sie Koalitionsregierungen mit Bündnis 90/Die Grünen (rot-grüne Koalition), der CDU (rot-schwarze Koalition), der Linken (rot-rote Koalition) und dem BSW (rot-lila Koalition) sowie Koalitionen mit zwei weiteren Parteien (rot-rot-grüne Koalition, Ampelkoalition, schwarz-rot-gelbe Koalition, Brombeerkoalition). Im Gegensatz zu früheren Jahren gibt es zurzeit keine Koalition nur mit der FDP (sozialliberale Koalition).
Die SPD ist Bestandteil der Sozialdemokratischen Partei Europas und sitzt als Teil der Fraktion der Progressiven Allianz der Sozialdemokraten im Europäischen Parlament, wo sie mit sechzehn Mitgliedern die drittgrößte Partei ist. Sie ist Mitglied der Progressiven Allianz.

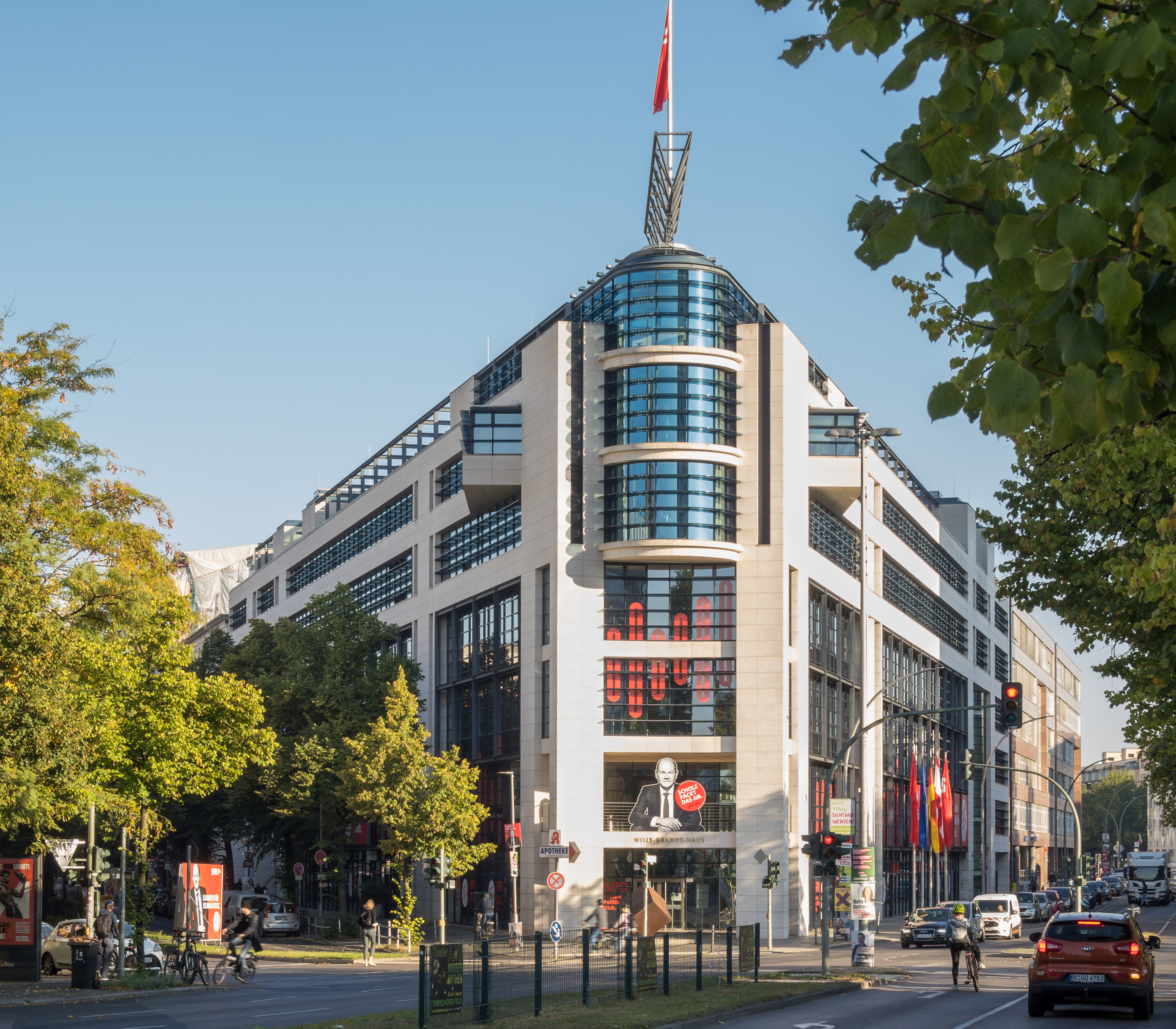
Das Willy-Brandt-Haus in Berlin, Hauptsitz der SPD

## Profil

### Tradition
Die SPD sieht „ihre Wurzeln in Judentum und Christentum, Humanismus und Aufklärung, marxistischer Gesellschaftsanalyse und den Erfahrungen der Arbeiterbewegung“ und sich selbst als „linke Volkspartei“.

### Grundsätze
Das Selbstverständnis der SPD, das sie auch in ihren Parteiprogrammen zu tradieren versucht, beinhaltet eine Konzentration auf politische Inhalte und langfristige Ziele, die nicht zu Gunsten einer kurzfristigen Personenwirkung aufgegeben werden wollen. Ihr Grundsatzprogramm begreift sie als „moralische Rechtfertigung für ihre Politik“.

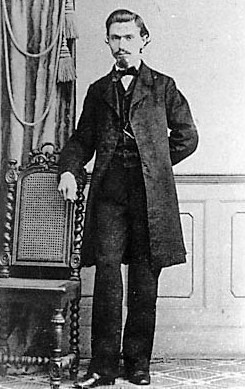
August Bebel (1863)

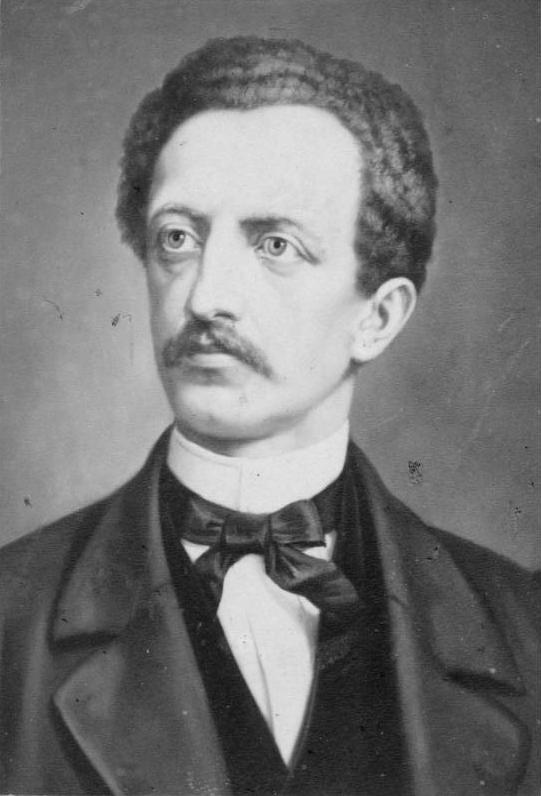
Ferdinand Lassalle (1860)

Folgende Grundsatzprogramme wurden beschlossen:
- 1869 – Eisenacher Programm der Sozialdemokratischen Arbeiterpartei (SDAP)
- 1875 – Gothaer Programm: Vereinigungsparteitag der beiden Arbeiterparteien ADAV und SDAP
- 1891 – Erfurter Programm: Mischung aus Marxismus und Revisionismus
- 1921 – Görlitzer Programm: Trennung von SPD und USPD
- 1925 – Heidelberger Programm: Forderung nach Vereinigten Staaten von Europa
- 1959 – Godesberger Programm: Wandel von einer Arbeiter- zur Volkspartei
- 1989 – Berliner Programm: Umwelt- und Friedenspolitik[9]
- 2007 – Hamburger Programm

Zunächst war die SPD eine sozialistische Arbeiterpartei. Zunehmend wandelt sie sich bis zum Godesberger Programm zu einer sozialdemokratischen Volkspartei.
Das derzeitige Parteiprogramm der SPD, das „Hamburger Programm“, wurde im Jahr 2007 beschlossen. In ihm wird das Ziel festgeschrieben, mit Hilfe der „solidarischen Mehrheit“ zu regieren. Der demokratische Sozialismus wird beschrieben als „eine Ordnung von Wirtschaft, Staat und Gesellschaft, in der die bürgerlichen, politischen, sozialen und wirtschaftlichen Grundrechte für alle Menschen garantiert sind, alle Menschen ein Leben ohne Ausbeutung, Unterdrückung und Gewalt, also in sozialer und menschlicher Sicherheit führen können“ sowie als „Vision einer freien, gerechten und solidarischen Gesellschaft“, deren „Verwirklichung“ als „dauernde Aufgabe“ hervorgehoben wird. Die „soziale Demokratie“ diene dabei als das „Prinzip des Handelns“.
Freiheit, Gerechtigkeit und Solidarität sind nach dem Hamburger Programm für die SPD die Grundwerte des Demokratischen Sozialismus. So ist die soziale Gerechtigkeit einer ihrer vorrangigen politischen Leitwerte. Die koordinierte soziale Marktwirtschaft soll gestärkt werden, ihre Erträge dabei fair verteilt werden, da dies als notwendig für den Wohlstand der Gesamtbevölkerung angesehen wird. Die SPD erachtet auch in der Zukunft einen starken Staat und einen handlungsfähigen Sozialstaat für notwendig, um schwächere Bevölkerungsgruppen schützen zu können. Dazu legt sie Wert auf eine Finanzpolitik, die „nicht auf Kosten zukünftiger Generationen“ ausgestaltet ist und langfristig die Staatsverschuldung beendet bzw. zurückführt. Unter dem Stichwort vorsorgender Sozialstaat werden Änderungen am Sozialsystem begrüßt, die die Eigenverantwortung stärken sollen und im Rahmen der Agenda 2010 realisiert wurden.
Gesellschaftspolitisch tritt die SPD nach ihrem Programm für Bürgerrechte, Öffnung der Gesellschaft und Bürgerbeteiligung ein. Außenpolitisch will sie durch den Ausgleich der Interessen den Frieden in der Welt stärken. Die Globalisierung soll „durch eine demokratische Politik“ gestaltet werden. Sie ist bemüht, die Europäische Einigung zu erweitern und zu vertiefen.

### Programmatik

#### Außenpolitik sowie Sicherheits- und Verteidigungspolitik
Die SPD sieht die Friedenssicherung und Völkerverständigung im Zentrum ihrer Außenpolitik. Dabei baut sie auf Dialog und zivile Konfliktregelung auf. Sie möchte Menschenrechte sichern. Dabei sieht sie sich selbst als Partner des Westens und der NATO. Militäreinsätze der Bundeswehr befürwortet die SPD nur, wenn alle Mittel der Diplomatie ausreichend genutzt wurden und keine Lösung erzielt worden ist. Rüstungsexporte an Diktaturen lehnt sie ab.

#### Bildungspolitik
Bildung wird von der SPD als Schlüssel für gesellschaftliche Teilhabe und Wohlstand gesehen. Zentrales Ziel ist die Bildungsgerechtigkeit und die Aufstiegschance für Kinder aus bildungsfernen Schichten. Dem Kooperationsverbot von Bund und Ländern steht sie kritisch gegenüber. Als Möglichkeit, das Bildungssystem durchlässiger zu machen, sieht sie den Ausbau von Gesamtschulen an. Die SPD lehnt Studiengebühren strikt ab und hat diese in den von ihr regierten Bundesländern abgeschafft, beziehungsweise gar nicht eingeführt. Frühkindliche Bildung hat einen hohen Stellenwert innerhalb sozialdemokratischer Bildungspolitik. Dabei möchte sie gerade Kinder aus Migrantenfamilien in die Gesellschaft integrieren.

#### Energiepolitik
Die SPD lehnt Atomkraft ab. Daraus resultierend hat sie unter der rot-grünen Bundesregierung die Energiewende beschlossen und möchte den Wechsel von begrenzt verfügbaren Energiequellen zu unerschöpflichen und von schadstoffhaltigen zu schadstoffarmen Ressourcen. Arbeitsplätze in Industrie, Handwerk und Dienstleistungsberufen sowie in der Land- und Forstwirtschaft sollen dadurch entstehen. Kohle- und Gaskraftwerke sieht die SPD als Brückenenergiemöglichkeit an, um einen weiteren Anstieg der Energiekosten zu vermeiden. Sie steht somit für eine klimafreundliche Energiepolitik, die möglichst kostengünstig sein soll. Die Kosten sollten laut der SPD von allen gerecht bezahlt werden.

#### Europapolitik
Die SPD versteht sich als progressive Europapartei. Die europäische Integration soll vorangetrieben werden und nationale Souveränitäten an die Europäische Union abgegeben werden. Das Europäische Parlament soll in seinen Rechten gestärkt werden, zum Beispiel durch die Einführung eines Vorschlagsrechtes. Die Europäische Kommission soll zu einer richtigen Regierung ausgebaut werden. Die Direktwahl des Kommissionspräsidenten wird unterstützt. Zur Vermeidung von Lohndumping sollen, von dem jeweiligen Mitgliedsland abhängig, europaweite Mindeststandards eingeführt werden. In der Eurokrise unterstützt die SPD die Rettungspolitik durch ESM und Fiskalpakt, möchte jedoch gleichzeitig gezielte Investitionen in die Infrastruktur und Wirtschaft der Krisenländer, um die Arbeitslosigkeit zu vermindern.

#### Familienpolitik
Die Veränderung der Rollen von Männern, Frauen und des klassischen Familienbildes hin zu flexibleren und individuellen Lebensentwürfen erkennt die SPD an und begrüßt diese. Familien sollen in ihren individuellen Entwürfen gezielter gefördert werden.
Mittel sieht sie unter anderem in einem höheren Entlastungsbetrag für Alleinerziehende und in einem Ausbau des Ehegattensplittings zu einem Partnertarif, der Familien unabhängig von der gewählten Lebensform fördert. Dazu soll eine volle Gleichstellung von homosexuellen Lebenspartnern erreicht werden. Die Ehe für alle und das gemeinschaftliche Adoptionsrecht für verheiratete gleichgeschlechtliche Paare wurden im Sommer 2017 durch die SPD befürwortet.

#### Innenpolitik
Innenpolitik soll die Freiheit und Sicherheit der Bürger respektieren und sichern. Somit soll durch Innenpolitik das Zusammenleben in der Gesellschaft garantiert werden. Kriminalität soll bekämpft werden und die Sicherheitsapparate ausgebaut werden, ohne dass die Bürgerrechte angetastet werden. Die Integration von Einwanderern wird begrüßt. Dabei soll der Staat die Teilhabe und Chancengerechtigkeit der Migranten garantieren. Die SPD möchte eine Willkommenskultur erreichen. Im Ausland erworbene Bildungsabschlüsse sollen somit auch in Deutschland anerkannt werden und die doppelte Staatsbürgerschaft bekommen. Asylsuchende sollen von Deutschland aufgenommen werden und Kommunen in ihrer finanziellen Last stärker vom Bund unterstützt werden. Innerhalb der SPD wird ein Punktesystem als ein Einwanderungsrecht diskutiert.
Rechtspolitik soll eine moderne und tolerante Gesellschaft fördern. Hierzu soll beispielsweise eine gesetzliche Frauenquote die Emanzipation der Frau fördern. Die SPD unterstützt direkte Bürgerbeteiligung an der Demokratie und Volksabstimmungen, auch auf Bundesebene.

#### Sozialpolitik
Zentral innerhalb sozialdemokratischer Politik steht die Arbeits- und Sozialpolitik. Der Sozialstaat soll vorsorgend handeln und Menschen bei Krankheit, Behinderung oder Arbeitslosigkeit unterstützen. Dabei setzt die SPD auf das Prinzip von „fördern und fordern“, wonach Arbeitslosengeldempfänger finanzielle Sicherheit genießen sollen und gleichzeitig durch Kürzungen der Leistung, bei Ablehnung einer Arbeitsstelle, zur Leistung gefordert werden. Menschen sollen von ihrer Arbeit leben können, weshalb die SPD einen Mindestlohn von 8,50 € eingeführt hat, der mittlerweile auf 12,82 € angehoben wurde. Arbeitsplätze sollen geschaffen werden und gerade Langzeitarbeitslose in den Arbeitsmarkt reintegriert werden. Mieten sollen nur noch bis zu einem bestimmten Grad steigen dürfen, weshalb die SPD eine Mietpreisbremse fordert.

#### Wirtschaftspolitik
Die SPD steht für eine Wirtschaftspolitik, bei der es um Gemeinwohl und Fortschritt geht. Seit der Wirtschafts- und Finanzkrise steht die SPD für eine Regulierung der internationalen Finanzmärkte, um das Primat der Politik über die Wirtschaft wiederherzustellen. Die deutsche soziale Marktwirtschaft soll international ausgebaut werden. Dabei wird „[s]o viel Wettbewerb wie möglich, so viel regulierender Staat wie nötig“ gefordert. Deshalb muss der demokratische Staat handlungsfähig bleiben. Ökologische Nachhaltigkeit und eine gezielte Senkung der Schulden werden begrüßt. Auf dem Bundesparteitag 2023 wurde ein Leitantrag des Parteivorstands beschlossen, nach dem sich die Steuern für Reiche und Erben erhöhen sowie die Schuldenbremse gelockert werden soll. Zudem wird ein Staatsfonds sowie eine Reform der Mindestlohnkommission gefordert.

#### Flüchtlingspolitik
Die SPD will Flüchtlingen helfen und ihnen Perspektiven bieten. Sie setzt sich dafür ein, legale Migrationswege für Asylsuchende zu schaffen und die Fluchtursachen zu bekämpfen. Länder und Kommunen sollen bei der Unterbringung und Versorgung von Flüchtlingen und Asylsuchenden unterstützt werden. Die SPD setzt sich für einen gesteuerten Familiennachzug auch für nur subsidiär Schutzberechtigte ein. Im EU-Parlament setzt sich die SPD dafür ein, dass der Familiennachzug auch auf erwachsene und verheiratete Geschwister ausgedehnt wird.

## Organisation

Organisationsstruktur der SPD

### Gliederung
Die Mitglieder sind in rund 12.500 Ortsvereinen organisiert, die regelmäßig Mitgliederversammlungen abhalten und Delegierte in die Unterbezirksparteitage entsenden.
Die 12.500 Ortsvereine sind in 350 Unterbezirken organisiert, die regelmäßig Unterbezirksparteitage abhalten und Delegierte in die Landesparteitage entsenden.
Die 350 Unterbezirke sind wiederum in 20 Bezirken organisiert, die regelmäßig Bezirksparteitage abhalten, von denen 600 Delegierte in den Bundesparteitag entsendet werden. Ist ein SPD-Bezirk deckungsgleich mit einem Bundesland, nennt er sich Landesverband. In Bundesländern mit mehreren Bezirken bilden die Bezirke gemeinsam einen Landesverband. Außerdem entsendet jeder Bezirk Vertreter in den Parteirat.
Zusätzlich zu dieser Grundstruktur gibt es noch einige zusätzliche Gliederungsebenen, die meistens aus kommunalpolitischer Zweckmäßigkeit geschaffen wurden, nicht überall bestehen und teilweise nur eingeschränkte Rechte (z. B. beim Antragsrecht zu den Parteitagen oder bei der Kassenführung) haben, beispielsweise unter der Ortsvereinsebene die Sektionen. Dazu gehören insbesondere Kreisverbände als Untergliederung von Unterbezirken, die mehr als einen Landkreis umfassen; den Namen „Kreisverband“ führen allerdings teilweise auch Unterbezirke selbst, wenn ihr Zuschnitt genau einem Landkreis entspricht. In Bayern, Rheinland-Pfalz und Nordrhein-Westfalen bestehen unterhalb der Ebene des Landesverbandes, der dort jeweils dem Bezirk im oben verwendeten Sinne entspricht, zusätzlich sogenannte Regionen oder (begrifflich missverständlich) Bezirke. In Rheinland-Pfalz und Nordrhein-Westfalen bilden diese Regionen die alten Parteibezirke ab, die bis zu ihrer Fusion zu einem Landesbezirk bestanden. In Bayern entsprechen die Bezirksverbände den Regierungsbezirken, die dort mit den Bezirkstagen eine eigenständige kommunale Körperschaft bilden.

### Parteitag

Außerordentlicher Parteitag der SPD in Bonn am 14. Juni 1987. Wahl von Willy Brandt zum Ehrenvorsitzenden auf Lebenszeit

Der Bundesparteitag ist das oberste Organ der Partei. Er bestimmt die Grundlinien der SPD-Politik, verabschiedet das Parteiprogramm, wählt den Parteivorstand, die Kontrollkommission und das Bundesschiedsgericht. Außerdem beschließt er über das Organisationsstatut, die Satzung der SPD.

### Parteivorstand

SPD-Bundesparteitag 2017 in Berlin

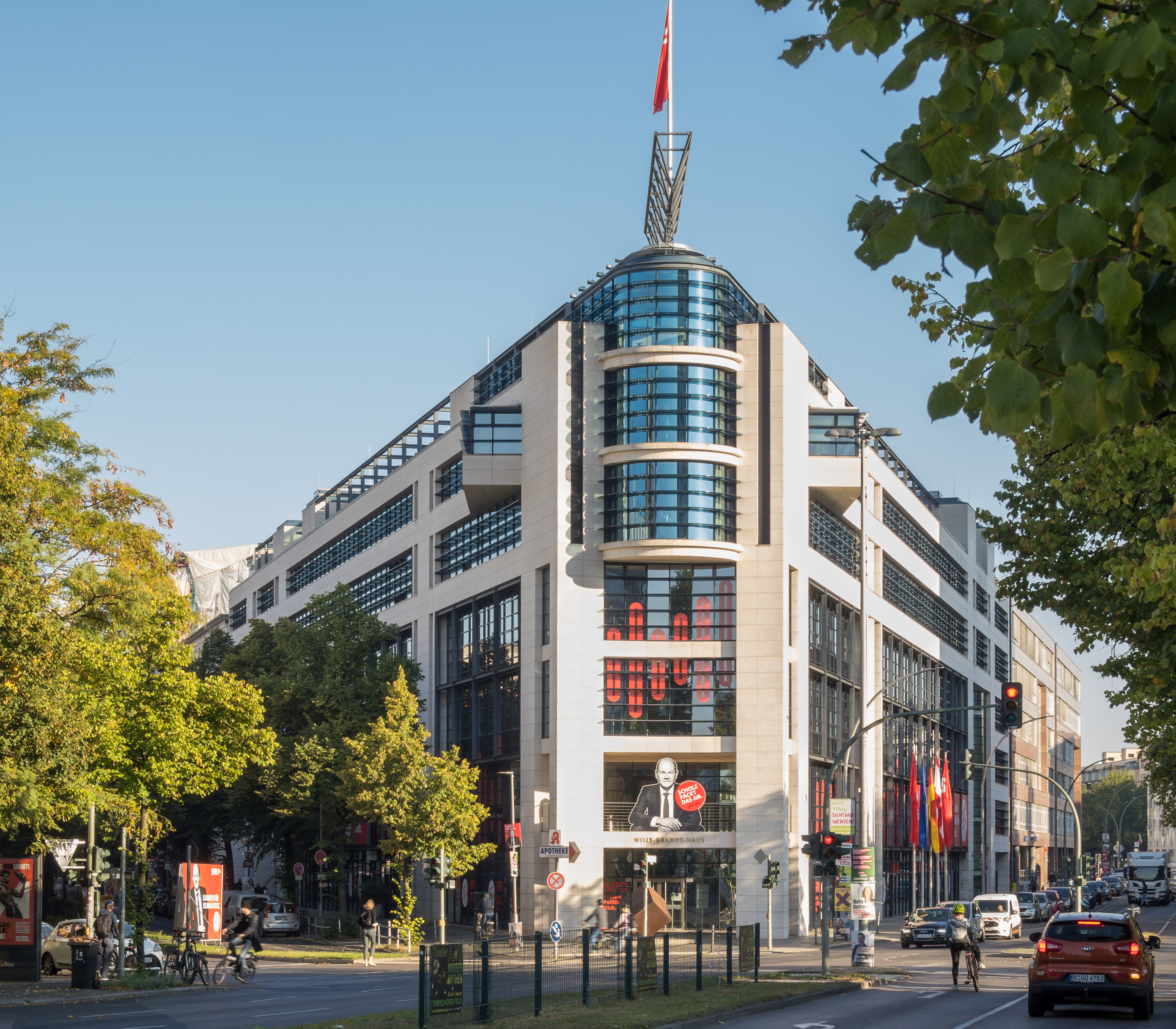
Berlin, Willy-Brandt-Haus im Bundestagswahlkampf 2021

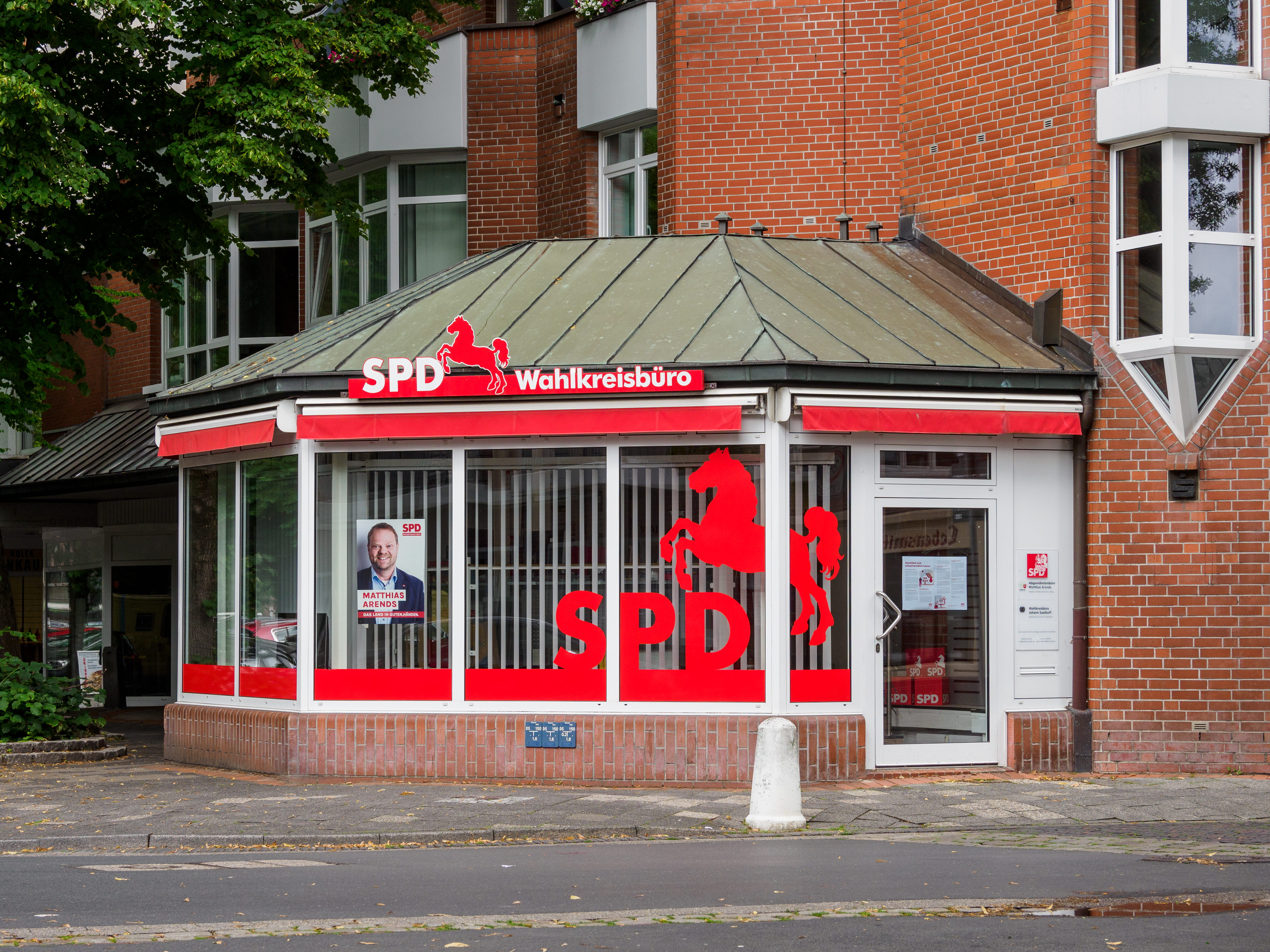
SPD-Wahlkreisbüro in Emden (2023)

Der Parteivorstand leitet die Amtsgeschäfte zwischen den Parteitagen. Zuletzt wurde er auf dem ordentlichen Bundesparteitag am 27. Juni 2025 in Berlin von den Delegierten gewählt. Aus dem Parteivorstand geht als geschäftsführender Vorstand das Parteipräsidium hervor, dem die beiden Vorsitzenden, die stellvertretenden Vorsitzenden, der Generalsekretär, der Schatzmeister und der Verantwortliche für die Europäische Union angehören.
| Vorsitzende                               | Bärbel Bas, Lars Klingbeil |
| Stellvertretende Vorsitzende              | Petra Köpping, Serpil Midyatli, Achim Post, Anke Rehlinger, Alexander Schweitzer |
| Generalsekretär                           | Tim Klüssendorf |
| Schatzmeister                             | Dietmar Nietan |
| Verantwortliche für die Europäische Union | Katarina Barley |
| Beisitzer                                 | Sabine Bätzing-Lichtenthäler, Andreas Bovenschulte, Ronja Endres, Wiebke Esdar, Fabian Ferber, Timon Gremmels, Oliver Kaczmarek, Elisabeth Kaiser, Annika Klose, Thorsten Kornblum, Sarah Lahrkamp, Kaweh Mansoori, Bettina Martin, Katja Mast, Siemtje Möller, Katja Pähle, Sarah Philipp, Boris Pistorius, Sebastian Roloff, Jessica Rosenthal, Dagmar Schmidt, Andreas Stoch, Marja-Liisa Völlers, Ibrahim Yetim |

Sitz des Parteivorstands und Bundeszentrale der Partei war ab 1950 ein auch als „Baracke“ bezeichneter provisorischen Bau in Bonn, der an selber Stelle 1975 vom Erich-Ollenhauer-Haus abgelöst wurde. 1999 verlegte der Parteivorstand den Sitz in das Willy-Brandt-Haus in Berlin.

### Daten der Landesverbände
| Landesverband          | Landesverband          | Vorsitz                | Vorsitz                | Mitglieder                                 | Mitglieder im Verhältnis zu den Beitrittsberechtigten | Ergebnis der letzten Wahl des Landesparlaments | Ergebnis der Bundestagswahl 2025 | SPD-Regierungschef                                      |
| ---------------------- | ---------------------- | ---------------------- | ---------------------- | ------------------------------------------ | ----------------------------------------------------- | ---------------------------------------------- | -------------------------------- | ------------------------------------------------------- |
| Baden-Württemberg      | Baden-Württemberg      |                        | Andreas Stoch          | 030.832 (Stand: 31. Dezember 2023)         | 0,34 %                                                | 11,0 % (2021)                                  | 14,2 %                           | nein                                                    |
| Bayern                 | Bayern                 | Ronja Endres           | Ronja Endres           | 048.942 (Stand: 31. Dezember 2023)         | 0,46 %                                                | 08,4 % (2023)                                  | 11,6 %                           | nein                                                    |
| Berlin                 | Berlin                 | Nicola Böcker-Giannini | Nicola Böcker-Giannini | 018.042 (Stand: April 2024)                | 0,61 %                                                | 18,4 % (2023)                                  | 15,1 %                           | nein                                                    |
| Berlin                 | Berlin                 | Martin Hikel           |                        | 018.042 (Stand: April 2024)                | 0,61 %                                                | 18,4 % (2023)                                  | 15,1 %                           | nein                                                    |
| Brandenburg            | Brandenburg            | Dietmar Woidke         | Dietmar Woidke         | 005.795 Mitglieder (Stand: 1. Januar 2025) | 0,27 %                                                | 30,9 % (2024)                                  | 14,8 %                           | Dietmar Woidke (Kabinett Woidke IV), seit 2013          |
| Bremen                 | Bremen                 | Falk-Constantin Wagner | Falk-Constantin Wagner | 003.548 (Stand: 31. Dezember 2023)         | 0,65 %                                                | 29,8 % (2023)                                  | 23,1 %                           | Andreas Bovenschulte (Senat Bovenschulte II), seit 2019 |
| Hamburg                | Hamburg                | Melanie Leonhard       | Melanie Leonhard       | 010.400 (Stand: Januar 2025)               | 0,66 %                                                | 33,5 % (2025)                                  | 22,7 %                           | Peter Tschentscher (Senat Tschentscher III), seit 2018  |
| Hamburg                | Hamburg                | Nils Weiland           | Nils Weiland           | 010.400 (Stand: Januar 2025)               | 0,66 %                                                | 33,5 % (2025)                                  | 22,7 %                           | Peter Tschentscher (Senat Tschentscher III), seit 2018  |
| Hessen                 | Hessen                 | Sören Bartol           | Sören Bartol           | 040.414 (Stand: Juni 2024)                 | 0,83 %                                                | 15,1 % (2023)                                  | 18,4 %                           | nein                                                    |
| Mecklenburg-Vorpommern | Mecklenburg-Vorpommern | Manuela Schwesig       | Manuela Schwesig       | 002.800 (Stand: 1. Januar 2025)            | 0,21 %                                                | 39,6 % (2021)                                  | 12,4 %                           | Manuela Schwesig (Kabinett Schwesig II), seit 2017      |
| Niedersachsen          | Niedersachsen          | Olaf Lies              | Olaf Lies              | 046.819 (Stand: Ende November 2024)        | 0,74 %                                                | 33,4 % (2022)                                  | 23,0 %                           | Olaf Lies (Kabinett Lies), seit 2025                    |
| Nordrhein-Westfalen    | Nordrhein-Westfalen    | Sarah Philipp          | Sarah Philipp          | 086.500 (Stand: Ende November 2024)        | 0,61 %                                                | 26,7 % (2022)                                  | 20,0 %                           | nein                                                    |
| Nordrhein-Westfalen    | Nordrhein-Westfalen    | Achim Post             | Achim Post             | 086.500 (Stand: Ende November 2024)        | 0,61 %                                                | 26,7 % (2022)                                  | 20,0 %                           | nein                                                    |
| Rheinland-Pfalz        | Rheinland-Pfalz        | Roger Lewentz          | Roger Lewentz          | 028.000 (Stand: Ende 2024)                 | 0,87 %                                                | 35,7 % (2021)                                  | 18,6 %                           | Alexander Schweitzer (Kabinett Schweitzer), seit 2024   |
| Saarland               | Saarland               | Anke Rehlinger         | Anke Rehlinger         | 013.500 (Stand: 31. Dezember 2024)         | 1,70 %                                                | 43,5 % (2022)                                  | 21,9 %                           | Anke Rehlinger (Kabinett Rehlinger), seit 2022          |
| Sachsen                | Sachsen                | Kathrin Michel         | Kathrin Michel         | 004.453 (Stand: 31. Dezember 2023)         | 0,13 %                                                | 07,3 % (2024)                                  | 8,5 %                            | nein                                                    |
| Sachsen                | Sachsen                | Henning Homann         | Henning Homann         | 004.453 (Stand: 31. Dezember 2023)         | 0,13 %                                                | 07,3 % (2024)                                  | 8,5 %                            | nein                                                    |
| Sachsen-Anhalt         | Sachsen-Anhalt         | Juliane Kleemann       | Juliane Kleemann       | 003.166 (Stand: 7. Februar 2025)           | 0,18 %                                                | 08,4 % (2021)                                  | 11,0 %                           | nein                                                    |
| Sachsen-Anhalt         | Sachsen-Anhalt         | Andreas Schmidt        | Andreas Schmidt        | 003.166 (Stand: 7. Februar 2025)           | 0,18 %                                                | 08,4 % (2021)                                  | 11,0 %                           | nein                                                    |
| Schleswig-Holstein     | Schleswig-Holstein     | Serpil Midyatli        | Serpil Midyatli        | 014.136 Mitglieder (Stand: Ende 2024)      | 0,61 %                                                | 16,0 % (2022)                                  | 18,8 %                           | nein                                                    |
| Thüringen              | Thüringen              | Georg Maier            | Georg Maier            | 003.400 (Stand: 12. Februar 2025)          | 0,20 %                                                | 06,1 % (2024)                                  | 8,8 %                            | nein                                                    |

### Bundesschiedskommission
Die Bundesschiedskommission ist das oberste Parteischiedsgericht der SPD. Es ist zur Schlichtung und Entscheidung von Streitigkeiten der SPD oder ihrer Gliederungen mit einzelnen Mitgliedern und Streitigkeiten über die Auslegung und Anwendung der Satzung (insbesondere Organisationsstatut, Wahlordnung) gebildet worden. Sie dient der Absicherung der innerparteilichen Demokratie, der Gewährleistung der mitgliedschaftlichen Rechte der Parteimitglieder und der Sicherung der Ordnung der Partei. Vorsitzender ist Thorsten Jobs.

### Arbeitsgemeinschaften
Die SPD hat für eine Reihe von Zielgruppen und Themenbereichen Arbeitsgemeinschaften eingerichtet; diese haben Antragsrecht zu den Parteitagen der SPD und arbeiten teilautonom. Mitglied bei den Jusos ist jedes SPD-Mitglied automatisch, das jünger als 35 Jahre ist. Der ASF gehören alle weiblichen Mitglieder der SPD an, der AG 60 plus automatisch alle SPD-Mitglieder, die älter als 60 Jahre sind. Die Mitgliedschaft bei allen anderen Arbeitsgemeinschaften ist nicht automatisch oder verpflichtend. Bei allen Arbeitsgemeinschaften besteht die Möglichkeit, vollberechtigtes Mitglied zu werden, ohne der SPD anzugehören (sogenannte Unterstützermitgliedschaft).

### Arbeitskreise und Foren

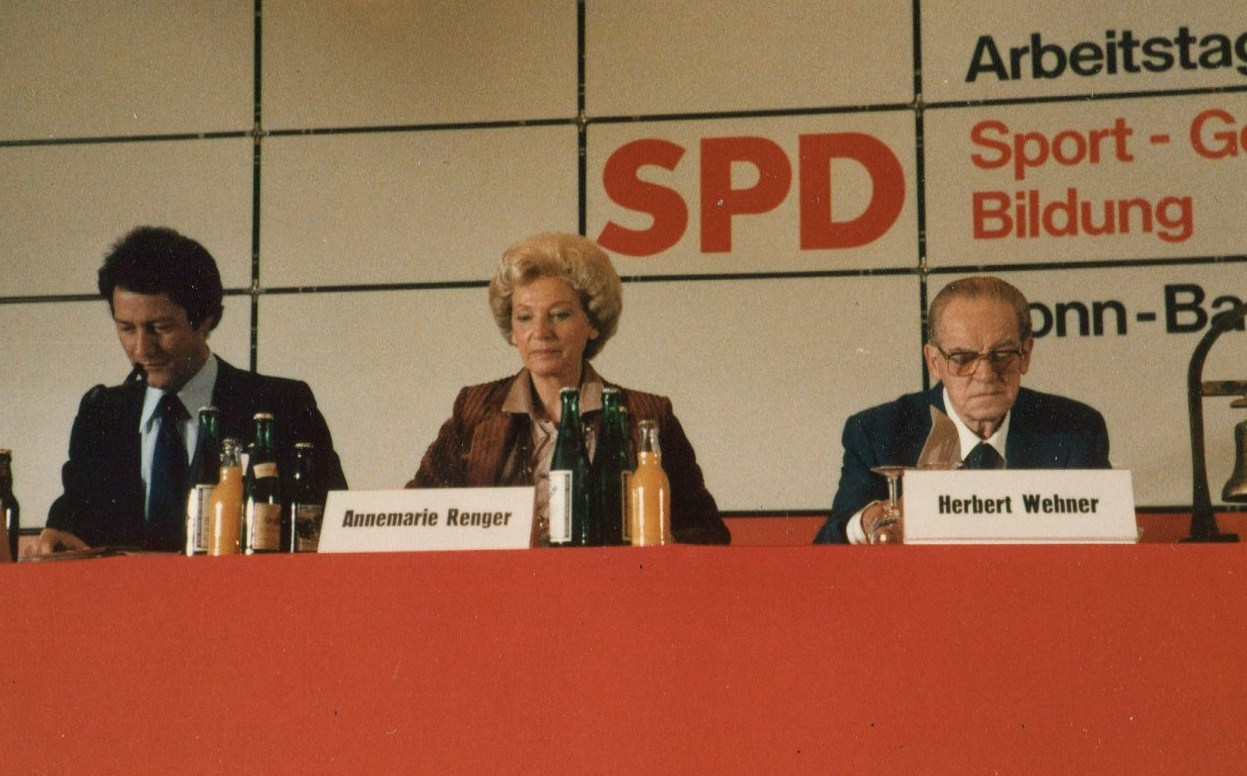
Gemeinsame Tagung verschiedener Bundes-Arbeitsgemeinschaften (von links nach rechts): Björn Engholm, Annemarie Renger und Herbert Wehner

Für einige Themengebiete und Zielgruppen bestehen in der SPD Arbeitskreise, Foren und Projektgruppen. Es gibt den Arbeitsgemeinschaft ehemals verfolgter Sozialdemokraten (AvS), den Arbeitskreis Christinnen und Christen in der SPD (AKC), den Arbeitskreis jüdischer Sozialdemokratinnen und Sozialdemokraten (AJS), den Arbeitskreis muslimischer Sozialdemokratinnen und Sozialdemokraten (AKMS), den Arbeitskreis Säkularität und Humanismus in der SPD (AKSH), sowie die SPD International. Diese sechs Organisationen sind ähnlich den Arbeitsgemeinschaften organisiert (mit Bundesvorstand, Bundeskonferenzen und regionalen Unterorganisationen), haben aber nicht deren Rechte.
Die Zielsetzung der Arbeitskreise ist eher intern orientiert, sie sollen SPD-Mitgliedern bestimmter Zielgruppen oder in bestimmten Themengebieten eine Zusammenarbeit ermöglichen; einige der Arbeitskreise treten zudem nach außen auf. Die Foren haben dagegen das vorrangige Ziel, die Vernetzung der SPD mit Organisationen in bestimmten Themengebieten auszubauen.
Im Unterschied dazu ist das Wirtschaftsforum der SPD kein Forum der Partei, sondern ein der SPD nahestehender eingetragener Verein.

### Gleichstellung
Um den Anteil von Frauen in Führungspositionen zu erhöhen, wurde 1988 eine Geschlechterquote von 40 % eingeführt. Diese Quote besagt, dass alle Vorstände und Delegationen jeweils zu mindestens 40 % von jedem Geschlecht besetzt werden müssen. Da sich in der SPD erheblich weniger Frauen als Männer als Mitglieder engagieren – der Anteil der Frauen unter den Mitgliedern beträgt 32 % – hat dies eine Benachteiligung von Männern bei parteiinternen Wahlen zur Folge. Aus diesem Grund wird vielfach auch von einer „Frauenquote“ gesprochen. Die Aufstellung der Bundestags- und Europalisten erfolgt nach dem „Reißverschlussverfahren“, bei dem Frauen und Männer abwechselnd aufgestellt werden.

### Parteizeitung
Die SPD gibt die Mitgliederzeitung Vorwärts heraus. Deren Verlag ist als hundertprozentige Tochtergesellschaft im Besitz der Deutsche Druck- und Verlagsgesellschaft. 1876 von Wilhelm Liebknecht und anderen als Tageszeitung gegründet und später zum Wochenmagazin umgebaut., erscheint der Vorwärts seit 2016 zweimonatlich.

### Logo und Farben
Farblich überragende Bedeutung in der Außenkommunikation der SPD hat die Farbe rot, die Logo und Corporate Design der Partei prägt. Weiß, Purpur, Dunkelrot und Cyanblau ergänzen das Farbschema.

#### Parteilogos

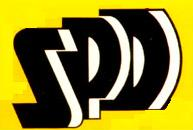
1930er
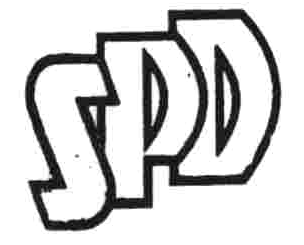
Um 1946
1969–1982
Seit 1989[38]
Variante 2009–2011[39]

#### Sonderlogos

Seit Dezember 2019: Logo mit Claim „In die neue Zeit“
Seit der Bundestagswahl 2021: Logo mit Claim „Soziale Politik für Dich.“

### Finanzen

#### Einnahmen

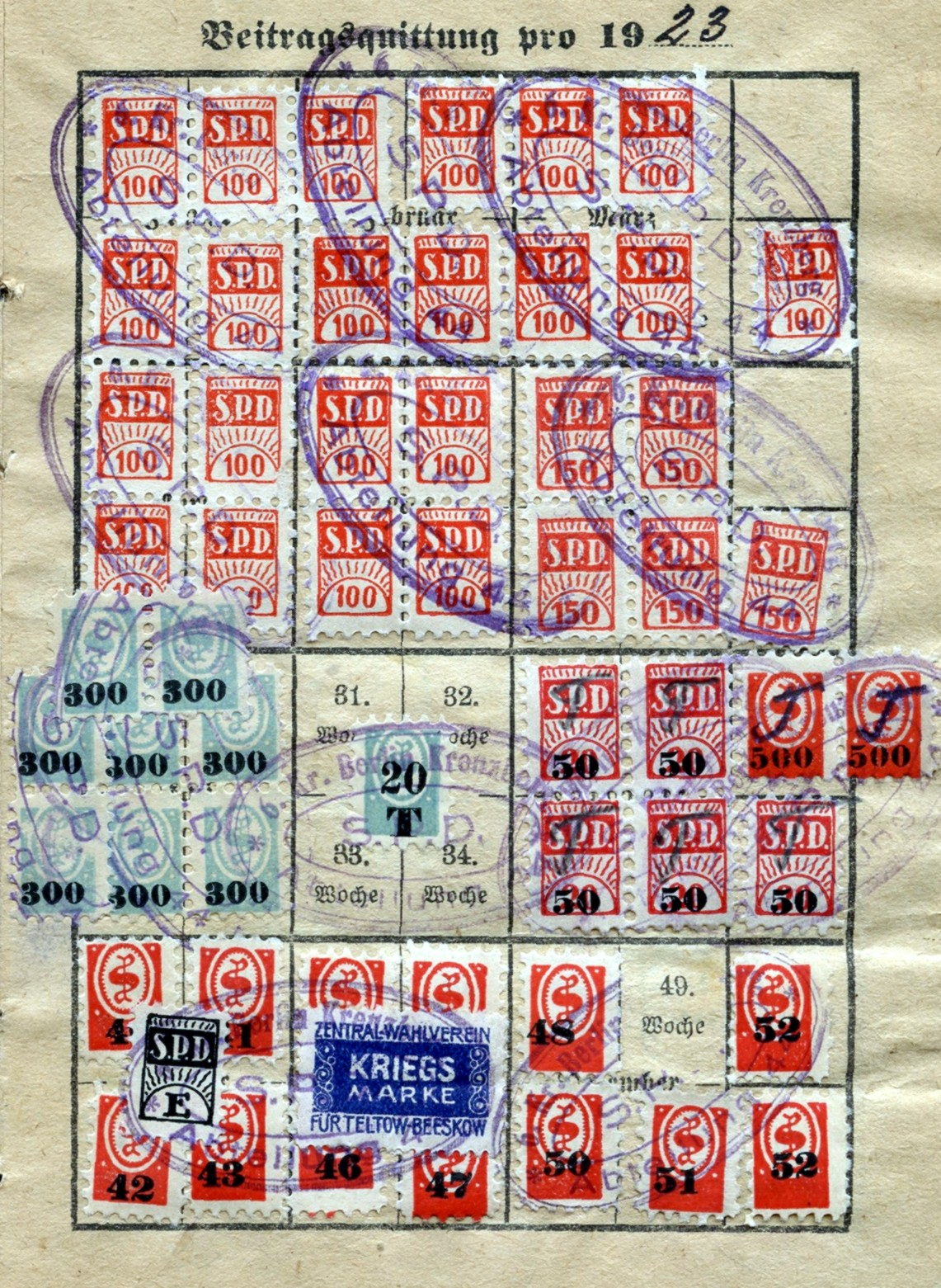
SPD-Beitragsmarken
aus dem Jahr 1923

Die Gesamteinnahmen der SPD betrugen 2014 161.826.665,18 Euro. Zu ihren wichtigsten Einnahmequellen zählen Mitgliedsbeiträge und staatliche Mittel. Die Parteispenden sind bei der SPD traditionell niedrig. Die SPD hat vergleichsweise hohe Einnahmen aus Unternehmenstätigkeit, Beteiligungen und aus sonstigem Vermögen.
| Einnahmen der SPD im Jahr 2014                                                                                        | EUR           | Anteil   |
| --- | ------------- | -------- |
| Mitgliedsbeiträge | 49.984.619,90 | 030,89 % |
| Mandatsträgerbeiträge und ähnliche regelmäßige Beiträge                                                               | 24.458.914,48 | 015,11 % |
| Spenden von natürlichen Personen                                                                                      | 12.575.615,99 | 007,77 % |
| Spenden von juristischen Personen                                                                                     | 02.532.489,27 | 001,57 % |
| Einnahmen aus Unternehmenstätigkeit und Beteiligungen                                                                 | 02.134.003,78 | 001,32 % |
| Einnahmen aus sonstigem Vermögen                                                                                      | 07.706.715,27 | 004,76 % |
| Veranstaltungen, Vertrieb von Druckschriften und Veröffentlichungen und sonstiger mit Einnahmen verbundener Tätigkeit | 12.791.866,48 | 007,91 % |
| Staatliche Mittel | 48.648.864,36 | 030,06 % |
| Sonstige Einnahmen | 00.993.575,65 | 000,61 % |
| Summe | ≈ 161.826.665 | 100 %    |

Spenden
Zwischen 30 % und 40 % der Spendeneinnahmen von juristischen Personen stammten aus Großspenden von mehr als 20.000 € je Spende. Zu den größten Spendern (juristische Personen, aufsummierte Spendensummen von 2000 bis 2008, ab 2007 nur Spenden ab 50.000 Euro) zählten folgende Unternehmen und Verbände:
1. 1.371.143 € Daimler Chrysler AG
2. 0 657.522 € BMW AG
3. 0 638.393 € Allianz SE
4. 0 365.820 € Porsche AG
5. 0 302.115 € Verband der Chemischen Industrie e. V.
6. 0 300.000 € Deutsche Bank AG
7. 0 300.000 € E.ON AG
8. 0 281.211 € B.TV Television GmbH & Co. KG
9. 0 277.258 € Südwestmetall
10. 0 250.000 € Commerzbank AG

#### Unternehmensbeteiligungen
Die SPD ist die einzige politische Partei in Deutschland, die große Medienbeteiligungen unterhält. Über die Medienholding Deutsche Druck- und Verlagsgesellschaft (ddvg) hält die SPD Beteiligungen an über 70 Zeitungen mit einer Gesamtauflage von über 6 Mio. Exemplaren und 12 Mio. Lesern, darunter die Neue Westfälische, die 2016 zu 100 % übernommen wurde. An der Öko-Test Holding AG ist die SPD mit 65,67 % beteiligt. Diese ist ihrerseits Alleineigentümerin der Öko-Test Verlag GmbH (Magazin Öko-Test) und der Öko-Test Media GmbH.
Von Mai 2004 bis 2006 hielt die ddvg einen 90-prozentigen Anteil an der Frankfurter Rundschau; die Zeitung hatte finanzielle Schwierigkeiten. Die Übernahme war umstritten; Kritiker äußerten die Befürchtung, ein Käufer könnte Einfluss auf die Berichterstattung nehmen. 2006 verkaufte sie 50 % der Anteile und eine Stimme an die Kölner Verlagsgruppe M. DuMont Schauberg.
Der Jahresüberschuss der ddvg betrug 2008 15,5 Mio. Euro und 2007 17,2 Mio. Euro, von denen 11,4 Mio. an die SPD als Gesellschafterin ausgeschüttet wurden.
Die SPD ist außerdem über Treuhänder an der Konzentration GmbH beteiligt, die wiederum als Treuhänderin die Immobilien der SPD verwaltet.

### Mitglieder
Das Mindestalter von 14 Jahren und die Bekennung zu den Zielen der Partei sind Mitgliedschaftsvoraussetzungen. Mitglied werden können ausdrücklich auch Deutsche, die dauerhaft im Ausland leben, und Ausländer, die in Deutschland leben.
Nach der Bestandsangabe vom April 2018 hatte die SPD 457.700 Mitglieder. 54 % der SPD-Mitglieder sind älter als 60 Jahre, 8 % sind jünger als 30 Jahre. 68 % der Mitglieder sind männlich, 32 % weiblich. 34 % Rentner, 23 % Beamte, 15 % Angestellte, 8 % Arbeiter, 5 % Arbeitslose, 5 % Hausfrauen, 4 % Selbständige, 2 % Freiberufler, 2 % Schüler und 2 % ohne Angaben.
Sprachlich ist unter SPD-Mitgliedern ein konsequentes gegenseitiges Duzen und seit den 1990er Jahren auch ein Nennen beim Vornamen üblich. Zudem betrachten und bezeichnen sie sich gegenseitig als Genossen. Mitglieder der SPD werden umgangssprachlich als Sozis oder (dann häufig etwas abwertend) Sozen bezeichnet.
Mitgliederentwicklung

Mitgliederentwicklung von 1946 bis 2023

Parteibuch der SPD und SPD-Card (viele Vergünstigungen mit der SPD-Card gibt es seit 2007 nicht mehr)

Unmittelbar nach Kriegsende übernahm die SPD viele Mitglieder sozialistischer und sozialdemokratischer Exil- und Widerstandsorganisationen. Bei der ersten Bundestagswahl 1949 hatte sie bereits wieder um die 750.000 Mitglieder, bis 1951 ein vorläufiger Höchststand von etwa 820.000 Mitgliedern erreicht wurde. Im Laufe der 1950er fiel diese Zahl und erreichte 1958 den Stand von etwa 590.000 Personen.
Seit den 1960ern erholten sich die Mitgliederzahlen der SPD wieder und überschritten 1977 erstmals den Stand von einer Million. In den 1980ern verlor die Partei Mitglieder, blieb jedoch über der Marke von 900.000 Personen. Kurzzeitig verbuchte die SPD einen leichten Mitgliederzugewinn infolge der Deutschen Einheit. Ab 1990 erlitt die SPD drastische Mitgliedereinbußen von mehr als der Hälfte, bis 2020. Im Jahr 2008 löste die CDU die SPD erstmals als mitgliederstärkste Partei in Deutschland ab. Mit Stichtag 31. Dezember 2022 hatte die SPD noch 379.861 Mitglieder.
Die Gewichtung der gesellschaftlichen Herkunft der Mitglieder hat sich – unter anderem infolge der demografischen Entwicklung – seit dem Ende der 1950er Jahre stark verschoben. Bildeten bis dahin vorwiegend Arbeiter und kleine Angestellte die Mehrheit der Mitglieder, so verschob sich dies in den Folgejahren zugunsten der Beamten und Rentner.
Siehe auch: Mitgliederentwicklung der deutschen Parteien
Unvereinbarkeiten
Mit einer Mitgliedschaft in der SPD ist oder war eine Mitgliedschaft in einer der folgenden Organisationen unvereinbar:
- Bund freies Deutschland[57]
- Burschenschaftliche Gemeinschaft[58]
- Demokratischer Kulturbund Deutschlands[57]
- Hilfsgemeinschaft auf Gegenseitigkeit der Angehörigen der ehemaligen Waffen-SS[57]
- Sozialistische Deutsche Arbeiterjugend[57]
- Scientology-Kirche[59]
- Vereinigung der Verfolgten des Naziregimes[57] (Beschluss am 25. Oktober 2010 aufgehoben)[60]

Ein Zusammenarbeitsverbot besteht in Bezug auf folgende Organisationen:
- Deutsche Kommunistische Partei und Freie Deutsche Jugend[57] (Berlin)
- Komitee für Frieden, Abrüstung und Zusammenarbeit[57]
- Komitees gegen Berufsverbote[57]

Außerdem ist wie bei den meisten anderen Parteien in Deutschland eine Mitgliedschaft in einer bei Wahlen konkurrierenden Partei, Bürgervereinigung oder Gruppierung nicht zulässig.

### Innerparteiliche Strömungen
Intern lässt sich die SPD unterteilen in eher linke Sozialdemokraten, die sich im Forum Demokratische Linke 21 und der Parlamentarischen Linken organisieren, und gemäßigt konservative Sozialdemokraten, die sich im Seeheimer Kreis zusammengeschlossen haben. 1999 hat sich mit dem Netzwerk Berlin zudem eine neue Generation zusammengeschlossen, die sich gegen die traditionalistische Flügelbildung stellt. Während die gemäßigt konservativen Sozialdemokraten den Reformkurs im Sinne Gerhard Schröders nahezu vorbehaltlos mittragen, treten die eher linken Sozialdemokraten für eine klassische linke und sozialstaatliche Politik ein, von der die SPD ihrer Auffassung nach in den vergangenen Jahren vor allem durch die Agenda 2010 und einen als zu wirtschaftsliberal empfundenen Kurs abgerückt ist.

## Geschichte

### 1863 bis 1918: Kaiserreich

#### 1863 bis 1914: Gründung, Sozialistengesetze

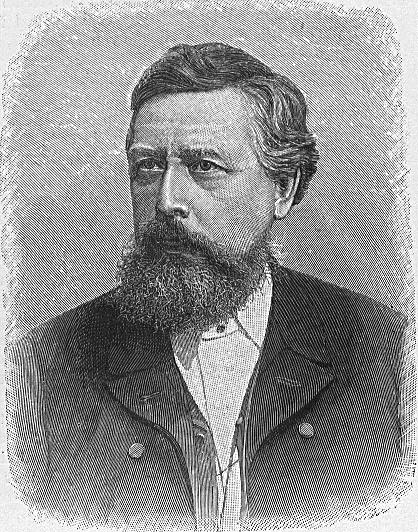
Wilhelm Liebknecht

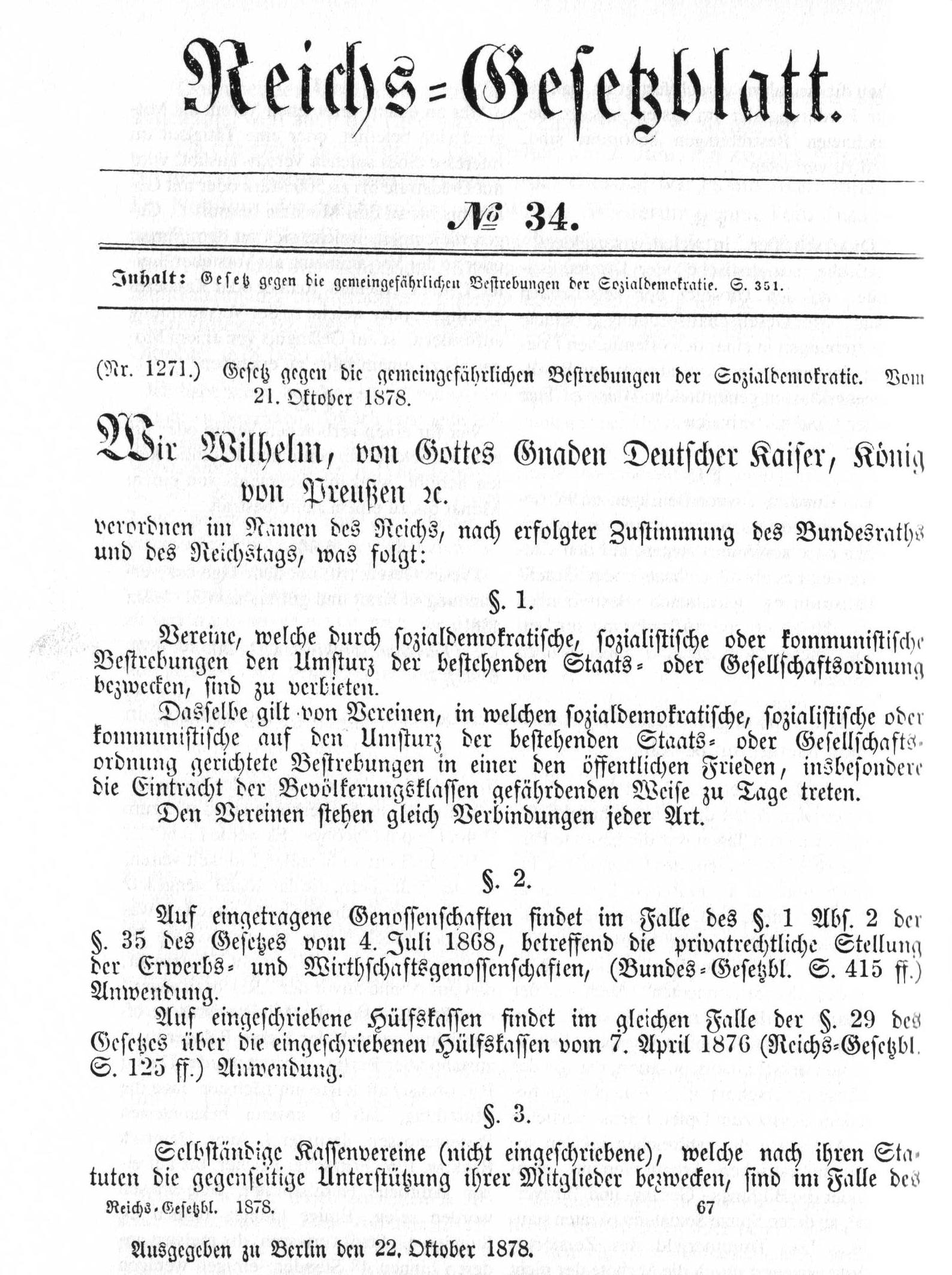
Gesetz gegen die gemeingefährlichen Bestrebungen der Sozialdemokratie, 1878

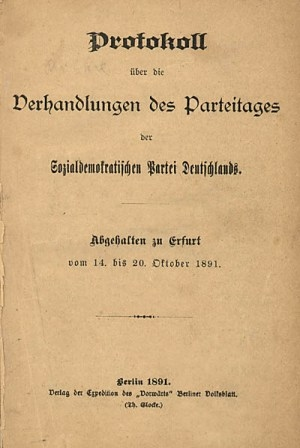
Protokoll des Erfurter Parteitages von 1891

Stimmenanteile der Parteien bei den Reichstagswahlen 1871–1912

Reichstagsmandate der Parteien 1871–1912

Die SPD hat mehrere in Betracht kommende Gründungsdaten. Sie selbst beruft sich auf die Gründung des Allgemeinen Deutschen Arbeitervereins (ADAV) durch Ferdinand Lassalle, die am 23. Mai 1863 im Leipziger Pantheon stattfand. Der ADAV wurde von 1871 bis 1875 von Wilhelm Hasenclever geführt. Seit 1869 gab es die von August Bebel und Wilhelm Liebknecht in Eisenach gegründete Sozialdemokratische Arbeiterpartei (SDAP). Oftmals wird das Jahr 1875 als das eigentliche Konstituierungsdatum genannt, als am Ende des Vereinigungsparteitages vom 22. bis 27. Mai in Gotha sich der ADAV und die SDAP zur Sozialistischen Arbeiterpartei Deutschlands (SAP) zusammenschlossen.
Das Sozialistengesetz von 1878 hatte das Ziel, die Sozialdemokratie als politische Kraft auszuschalten und drängte die SAP für zwölf Jahre faktisch in die Illegalität.
Ab 1883 bestand mit Die Neue Zeit eine Theoriezeitschrift der Partei, die zunächst verdeckt herausgegeben wurde. Die von Karl Kautsky gegründete Publikation sollte später Schauplatz der wichtigsten theoretischen Debatten des Sozialismus und Marxismus (Revisionismusstreit) und weltweit stark beachtet werden. Die Einstellung erfolgte 1923.
Nach dem Außerkrafttreten des Sozialistengesetzes im Herbst 1890 änderte die Partei ihren Namen in „Sozialdemokratische Partei Deutschlands“. Ein Jahr später verabschiedete sie auf ihrem Parteitag in Erfurt das gleichnamige Programm. Die von Karl Kautsky und Eduard Bernstein entworfenen Leitlinien lehnten den Reformismus ab und näherten sich wieder stärker an den Marxismus an.
Die frühe SPD stand den Gewerkschaften nahe und war ideologisch wie die meisten sozialistischen und sozialdemokratischen Parteien Europas im 19. Jahrhundert am revolutionären Marxismus ausgerichtet. Ende des 19./Anfang des 20. Jahrhunderts stellte Eduard Bernstein seine Revisionismustheorie dem noch mehrheitlich revolutionär gesinnten Lager der SPD entgegen. Die Revisionismustheorie setzte sich spätestens nach dem Ersten Weltkrieg in der Partei durch. Im Wesentlichen beinhaltet diese Theorie die angestrebte sozialistische Umwandlung der Gesellschaft durch Reformen nach einer demokratisch legitimierten Regierungsübernahme durch Wahlen.
Eine ähnliche grundlegende Auseinandersetzung war die Massenstreikdebatte, welche vor allem unter dem Eindruck europäischer Streikbewegungen, insbesondere der russischen Revolution von 1905, entbrannte. Hier setzte sich der linke Flügel um Rosa Luxemburg und teilweise der revisionistische mit den reformistischen Gewerkschaften um die Frage auseinander, ob ein Streik als politisches Kampfmittel auch jenseits des Kampfes um Verbesserung der Arbeitsbedingungen angewandt werden kann. Die Debatte wurde formal 1906 mit dem Einknicken vor den Gewerkschaften im Mannheimer Abkommen beendet.
Die historischen Auseinandersetzungen um die Sozialdemokraten (Verfolgung, Repressionen vor allem unter der Reichskanzlerschaft Otto von Bismarcks – siehe Sozialistengesetz) führten dazu, dass die Parteistruktur der SPD sich am intensivsten entwickelte und hohe Effizienz erlangte. Der riesigen Bevölkerungsgruppe der Arbeiter wohnte durch ihre kritische soziale Lage ein hohes politisches Potenzial inne. So wurde die SPD bald zur damals mitgliederstärksten Partei in Deutschland. Der Staat empfand das als Bedrohung. So forderte Generalfeldmarschall Alfred Graf von Waldersee, der sich als „politischer Offizier“ einen Namen gemacht hatte und ein reaktionärer Vertreter der Staatsmacht war, ein gewaltsames Vorgehen der Staatsgewalt gegen die Sozialdemokraten. Oder die Königlich Preußische und Großherzoglich Hessische Eisenbahn warnte in ihrem Amtsblatt vor sozialdemokratischen Flugblättern.
| Stimmenanteil und Zahl der Sitze der Sozialdemokratie bei den Reichstagswahlen 1871–1912 | Stimmenanteil und Zahl der Sitze der Sozialdemokratie bei den Reichstagswahlen 1871–1912 | Stimmenanteil und Zahl der Sitze der Sozialdemokratie bei den Reichstagswahlen 1871–1912 |
| Jahr                                                                                     | Stimmen                                                                                  | Sitze                                                                                    |
| ADAV zusammen mit SDAP                                                                   | ADAV zusammen mit SDAP                                                                   | ADAV zusammen mit SDAP                                                                   |
| ---------------------------------------------------------------------------------------- | ---------------------------------------------------------------------------------------- | ---------------------------------------------------------------------------------------- |
| 1871                                                                                     | 3,2 %                                                                                    | 2/382                                                                                    |
| 1874                                                                                     | 6,8 %                                                                                    | 9/397                                                                                    |
| SAP                                                                                      |                                                                                          |                                                                                          |
| 1877                                                                                     | 9,1 %                                                                                    | 12/397                                                                                   |
| 1878                                                                                     | 7,6 %                                                                                    | 9/397                                                                                    |
| 1881                                                                                     | 6,1 %                                                                                    | 12/397                                                                                   |
| 1884                                                                                     | 9,7 %                                                                                    | 24/397                                                                                   |
| 1887                                                                                     | 10,1 %                                                                                   | 11/397                                                                                   |
| 1890                                                                                     | 19,8 %                                                                                   | 35/397                                                                                   |
| SPD                                                                                      |                                                                                          |                                                                                          |
| 1893                                                                                     | 23,3 %                                                                                   | 44/397                                                                                   |
| 1898                                                                                     | 27,2 %                                                                                   | 56/397                                                                                   |
| 1903                                                                                     | 31,7 %                                                                                   | 81/397                                                                                   |
| 1907                                                                                     | 28,9 %                                                                                   | 43/397                                                                                   |
| 1912                                                                                     | 34,8 %                                                                                   | 110/397                                                                                  |

Die SPD gewann – unter anderem wegen ihrer Gewerkschaftsnähe – trotz Verfolgung und Unterdrückung während der Bismarck-Ära immer mehr an Einfluss bei den Arbeitern und deshalb auch im Reichstag. Im Jahr 1890 – unmittelbar nach der Aufhebung des Sozialistengesetzes – kam die Partei schon auf 19,8 % der Stimmen und war damit erstmals die wählerstärkste Partei im Reich. 1912 löste sie mit 34,8 % (110 Abgeordneten) das Zentrum als stärkste Fraktion im Reichstag ab. Nach dem Tode Bebels 1913, der als Integrationsfigur und Vermittler zwischen dem revolutionären und dem reformistischen Flügel der SPD galt, übernahm der deutlich gemäßigte Friedrich Ebert die Führung der Partei, die er sich mit Hugo Haase teilte.

#### 1914 bis 1919: Erster Weltkrieg, Spaltung, Novemberrevolution
Nachdem zuerst die SPD Großdemonstrationen gegen einen drohenden Krieg veranstalten und ihre internationalen Kontakte zur Vermittlung nutzen wollte, stimmte die SPD-Reichstagsfraktion der Gewährung von Kriegsanleihen für den Ersten Weltkrieg letztendlich zu, da sich in der SPD die Auffassung verbreitete, dass ein Krieg unvermeidbar sei. Einzig Karl Liebknecht (Sohn Wilhelm Liebknechts), der seit 1912 für die SPD mit im Reichstag saß, stimmte im Dezember 1914 gegen die Kredite, nachdem er der ersten Abstimmung darüber aus Gründen der Parteiraison ferngeblieben war. 1915 folgte ihm Otto Rühle. Nach einer Antikriegsdemonstration wurde Liebknecht 1916 verhaftet und zu Zuchthaus verurteilt, aus dem er erst unmittelbar vor Kriegsende wieder entlassen wurde. Viele Mitglieder der SPD waren wie der Parteivorsitzende Hugo Haase im Verlauf des Krieges zunehmend mit der kriegsbilligenden Haltung ihrer Partei, der sogenannten Burgfriedenspolitik, nicht einverstanden und gründeten die USPD (Unabhängige SPD).
Der linksrevolutionäre Spartakusbund, der 1916 unter Federführung von Karl Liebknecht und Rosa Luxemburg nach dem Ausschluss Liebknechts und anderer aus der SPD als „Gruppe Internationale“ gegründet worden war und gegen den Krieg agitiert hatte, schloss sich ebenfalls der USPD an und bildete deren linken Flügel.
Zur USPD wanderten nicht nur die linken „Antirevisionisten“ um Rosa Luxemburg ab, sondern auch Karl Kautsky, der langjährige Herausgeber der Zeitschrift Die Neue Zeit, sowie führende Theoretiker des Reformflügels wie der Vater des Revisionismus, Eduard Bernstein. In der verbliebenen „Mehrheits-SPD“ (MSPD) beeinflussten statt Kautsky und Bernstein ab 1915 die ehemaligen linken Antirevisionisten der Lensch-Cunow-Haenisch-Gruppe, die dem deutsch-russischen Publizisten Alexander Parvus nahestanden, die theoretischen Debatten. Ihr Ziel war es, den erhofften deutschen Sieg im Ersten Weltkrieg zur Durchsetzung der sozialistischen Gesellschaftsordnung in Europa und zur Befreiung der osteuropäischen Völker vom „Joch des Zarismus“ zu nutzen.
Heinrich Cunow, Völkerkundler und Dozent an der Parteischule der SPD, löste 1917 Kautsky als Herausgeber der Neuen Zeit ab. Er sollte später Mitautor des Görlitzer und Heidelberger Programms der SPD werden. Konrad Haenisch war nach 1918 zunächst preußischer Kultusminister, dann Regierungspräsident in Wiesbaden und schließlich einer der Begründer des Reichsbanners Schwarz-Rot-Gold, eines von der SPD dominierten überparteilichen Bündnisses parlamentarisch-demokratischen Parteien zum Schutz der Weimarer Republik gegen ihre Feinde an den politischen Rändern. Als vielen Sozialdemokraten ab 1917 bewusst wurde, dass der Krieg in eine Niederlage führt, schwand der Einfluss der Gruppe.
Zum Ende des Ersten Weltkrieges, als die militärische Führung des Kaiserreichs die deutsche Niederlage schon eingeräumt hatte, kam es 1918 im Anschluss an die Meuterei der Matrosen in Wilhelmshaven und Kiel zur Novemberrevolution, in deren Folge der Kaiser abdankte und nach Holland floh. Die MSPD unter Friedrich Ebert, dem im Zuge der revolutionären Ereignisse die Regierung von Prinz Maximilian von Baden übergeben worden war, gab mehr dem Druck der Ereignisse nach, als dass sie auf eine Regierungsübernahme vorbereitet gewesen wäre. Überlegungen Eberts, auf eine Abschaffung der Monarchie zunächst zu verzichten, um einen Bürgerkrieg zu verhindern, erwiesen sich als illusorisch.
Der Spartakusbund und Teile der USPD verfochten die Bildung einer Räterepublik, wie sie ein Jahr zuvor bei der Oktoberrevolution in Russland durchgesetzt worden war. Doch von den die Revolution tragenden aktiven revolutionären Soldaten- und Arbeiterräten hatte nur eine Minderheit das Vorbild des erfolgreichen Umsturzes der russischen Bolschewiki im Auge. Sie strebten mehrheitlich vor allem ein Ende des Krieges und der Militärherrschaft an. Mit diesem Ziel stellten sie sich zuerst hinter die SPD-Führung, der sie vertrauten, und forderten die Wiedervereinigung der Mehrheits-SPD mit der unabhängigen SPD. Die SPD-Führung bot daraufhin der USPD die Bildung eines Rates der Volksbeauftragten als neuer Regierung an. Diese paritätisch mit MSPD- und USPD-Mitgliedern besetzte Revolutionsregierung unter der Führung von Ebert und Haase verstand sich als Provisorium für die revolutionäre Umbruchphase und legte sich auf eine aus baldigen allgemeinen Wahlen hervorgehende Nationalversammlung als verfassungsgebendes Organ fest.

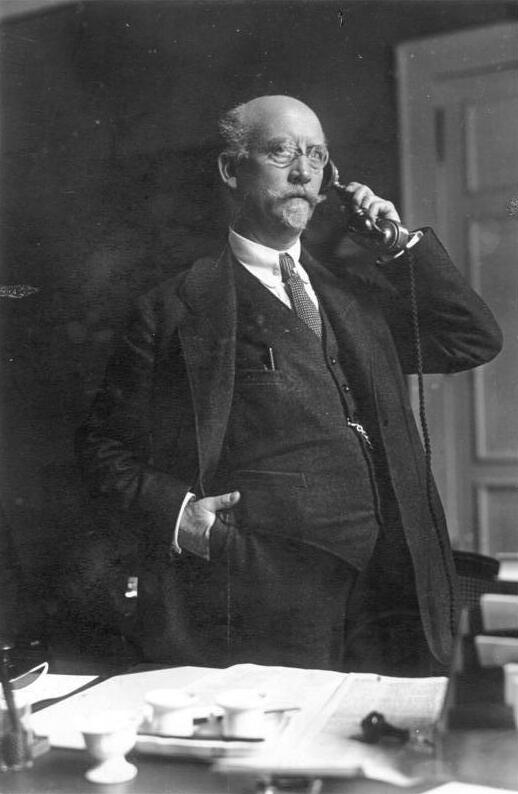
Philipp Scheidemann (1918)

Schon Ende 1918 scheiterte die Koalition zwischen MSPD und USPD am Streit um den Einsatz von Militär gegen die Matrosen der Volksmarinedivision in Berlin. Die nun allein die Regierung stellende MSPD empfand das eigenmächtige Vorgehen einzelner Räte als Verrat an den demokratischen Prinzipien der Arbeiterbewegung. Versuche, eine demokratische Volkswehr aufzubauen oder mehrheitssozialdemokratischen Freiwilligenverbänden eine Chance zu geben, scheiterten. Als während des Spartakusaufstandes im Januar 1919 die Volksbeauftragtenregierung angegriffen wurde, fiel die Entscheidung, dem Militär der alten Offiziere und den neuen Freikorpsführern zu vertrauen.
Mit der blutigen Niederschlagung des Spartakusaufstandes und der Münchner Räterepublik durch von Gustav Noske um den Jahreswechsel 1918/19 rekrutierte rechtsnationalistische Freikorps bis Mitte 1919 setzten sich die Mehrheitssozialdemokraten durch. Dabei erhielt der spätere erste Reichswehrminister der Weimarer Republik Gustav Noske den Beinamen „Bluthund“, den er sich im Grunde selber gab, als er bei der Anforderung, die Revolution niederzuschlagen, sagte: „Einer muss den Bluthund abgeben“. Unter seiner politischen Verantwortung standen zahlreiche Morde, die von den Freikorps an vielen bekannten und unbekannten auch vermeintlichen Revolutionären begangen wurden, darunter der Mord an Rosa Luxemburg und Karl Liebknecht am 15. Januar 1919, ausgeführt von Freikorpssoldaten unter Führung von Waldemar Pabst.
Die Rolle Eberts, Noskes und Scheidemanns während der Monate der Novemberrevolution und ihrer Niederschlagung führte bis in die Gegenwart zum historischen Vorwurf verschiedener parlamentarisch und vor allem außerparlamentarisch aktiver linker Gruppen und Parteien an die SPD, die Revolution und damit zu einem großen Teil gerade ihre eigenen Anhänger verraten zu haben. Aus dem Spartakusbund und weiteren linksrevolutionären Gruppierungen wurde bis zum 1. Januar 1919 die Kommunistische Partei Deutschlands (KPD) gegründet. Damit war es zur endgültigen Trennung zwischen dem revolutionären und reformistischen Flügel der Sozialdemokratie gekommen.
Die zunächst noch relativ einflussreiche USPD, die bei der Reichstagswahl 1920 in Anerkennung ihres Beitrags zum Widerstand gegen den Kapp-Putsch noch 17,9 % der Wählerstimmen erreichen konnte, schloss sich wenige Monate nach dieser Wahl mit ihrem starken linksrevolutionären Flügel der KPD an (→ VKPD) und wurde in den Folgejahren zwischen der KPD und der SPD weiter zerrieben. Sie spielte nach 1922, als nach einer weiteren Parteispaltung ein großer Teil der USPD in die SPD zurückgekehrt war, bis zu ihrem Aufgehen in der 1931 gegründeten SAP nur mehr eine marginale Rolle als Kleinpartei in der Weimarer Republik.

### 1919 bis 1933: Weimarer Republik
In der jungen Weimarer Republik stellte die SPD von 1919 bis 1925 mit Friedrich Ebert den Reichspräsidenten und war bis 1920 in allen Reichsregierungen (Friedrich Ebert, Philipp Scheidemann, Gustav Bauer, Hermann Müller) vertreten. Am 24. September 1922 erfolgte auf dem Vereinigungsparteitag in Nürnberg die Wiedervereinigung mit dem überwiegenden Teil der USPD; bis einschließlich 1924 nahm die Partei unter dem Kürzel VSPD (Vereinigte Sozialdemokratische Partei Deutschlands) an Wahlen teil. Fortan beteiligte sich die SPD nur noch an wenigen Reichsregierungen, zuletzt 1928 bis 1930 am Kabinett Müller II (Große Koalition) unter Reichskanzler Hermann Müller, während sie in Preußen mit Otto Braun von 1920 bis 1932 fast durchgehend den Ministerpräsidenten stellte.
Die SPD versuchte als „konstruktive Opposition“ ihren Einfluss auf die Reichspolitik zu wahren, da sie fürchtete, durch häufige Regierungsbeteiligungen noch mehr enttäuschte Arbeiter-Wähler an die KPD zu verlieren. Ihre soziale Basis während der Weimarer Republik stellten vor allem die gewerkschaftlich organisierten Facharbeiter dar.
Während des Aufstiegs der NSDAP konnte die SPD zwar ihren Wählerstamm halten, den Stimmengewinnen der Nationalsozialisten, die zu einem Gutteil aus dem Nicht- und Jungwählerreservoir kamen, hatte sie allerdings wenig entgegenzusetzen. Aufgrund ihrer organisatorischen Verkrustung, der Unmöglichkeit einer Zusammenarbeit mit der KPD, von der die SPD als „sozialfaschistisch“ bezeichnet wurde, und – mit Ausnahme des Zentrums – der Marginalisierung der bürgerlichen Parteien fand sie für den Widerstand gegen den heraufziehenden Nationalsozialismus keine Bündnispartner.
| Stimmenanteil der SPD bei der Wahl zur Nationalver- sammlung 1919 und den Reichstagswahlen 1920–1933 | Stimmenanteil der SPD bei der Wahl zur Nationalver- sammlung 1919 und den Reichstagswahlen 1920–1933 | Stimmenanteil der SPD bei der Wahl zur Nationalver- sammlung 1919 und den Reichstagswahlen 1920–1933 |
| Jahr                                                                                                 | Stimmen                                                                                              | Sitze                                                                                                |
| --- | --- | --- |
| Januar 1919                                                                                          | 37,9 %                                                                                               | 163/423                                                                                              |
| Juni 1920                                                                                            | 21,7 %                                                                                               | 102/459                                                                                              |
| Mai 1924                                                                                             | 20,5 %                                                                                               | 100/472                                                                                              |
| Dezember 1924                                                                                        | 26,0 %                                                                                               | 131/493                                                                                              |
| Mai 1928                                                                                             | 29,8 %                                                                                               | 153/491                                                                                              |
| September 1930                                                                                       | 24,5 %                                                                                               | 143/577                                                                                              |
| Juli 1932                                                                                            | 21,6 %                                                                                               | 133/608                                                                                              |
| November 1932                                                                                        | 20,4 %                                                                                               | 121/584                                                                                              |
| März 1933                                                                                            | 18,3 %                                                                                               | 120/647                                                                                              |

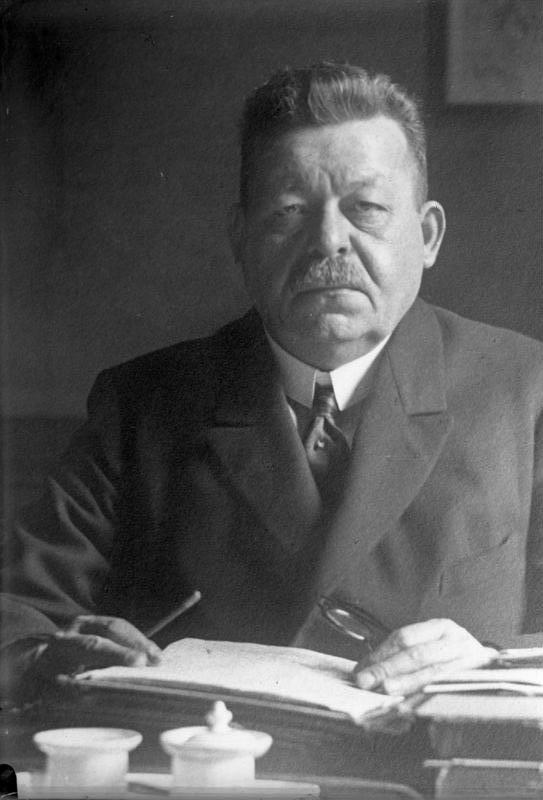
Friedrich Ebert (1923)

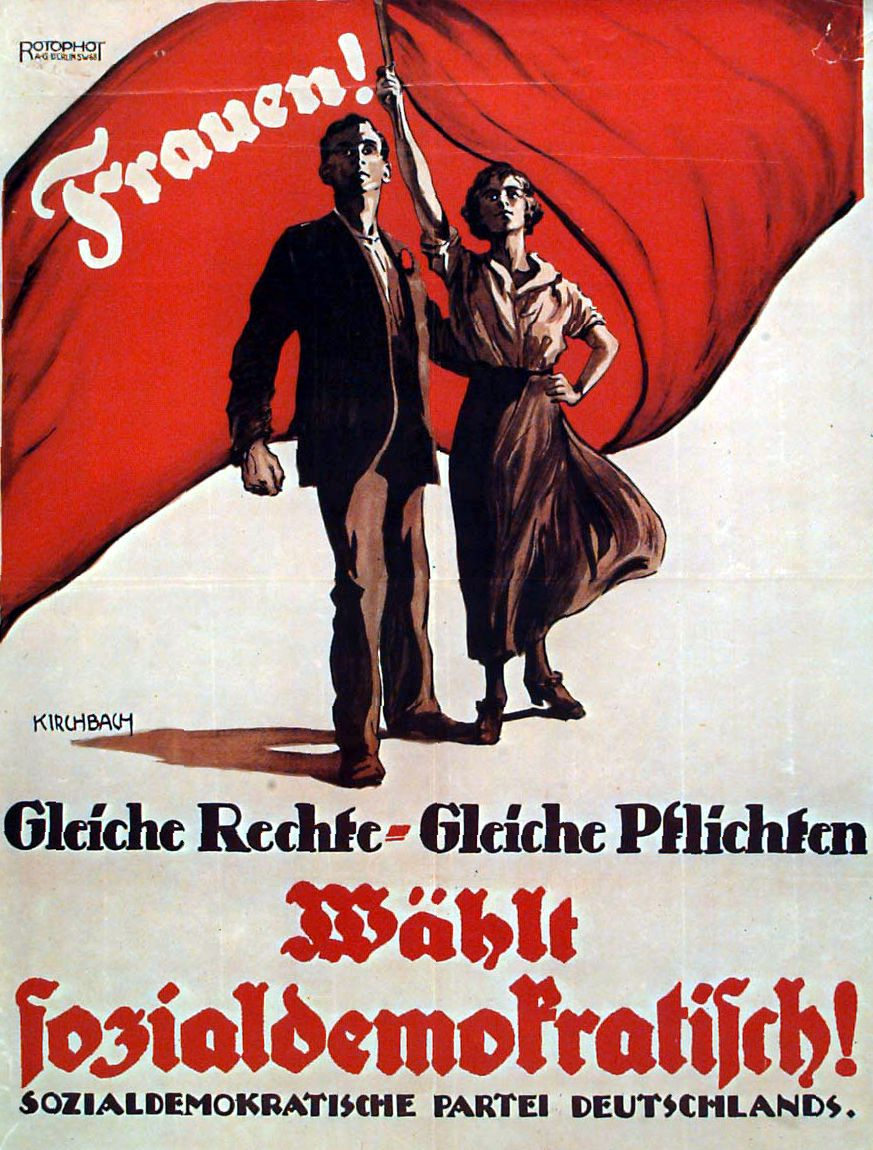
SPD-Wahlplakat (1919)

Die Tolerierungspolitik der SPD-Reichstagsfraktion gegenüber der Regierung Brüning 1930 bis 1932 führte vor allem bei Teilen der Parteijugend und beim linken Parteiflügel zu anwachsender Kritik an Partei- und Fraktionsführung und mündete 1931 in der Abspaltung eines Teils der Parteilinken, welche sich als Sozialistische Arbeiterpartei Deutschlands (SAP) formierte.
1932 wurde die SPD durch den „Preußenschlag“ ihrer letzten Bastion beraubt.

### 1933 bis 1945: Nationalsozialismus und Zweiter Weltkrieg

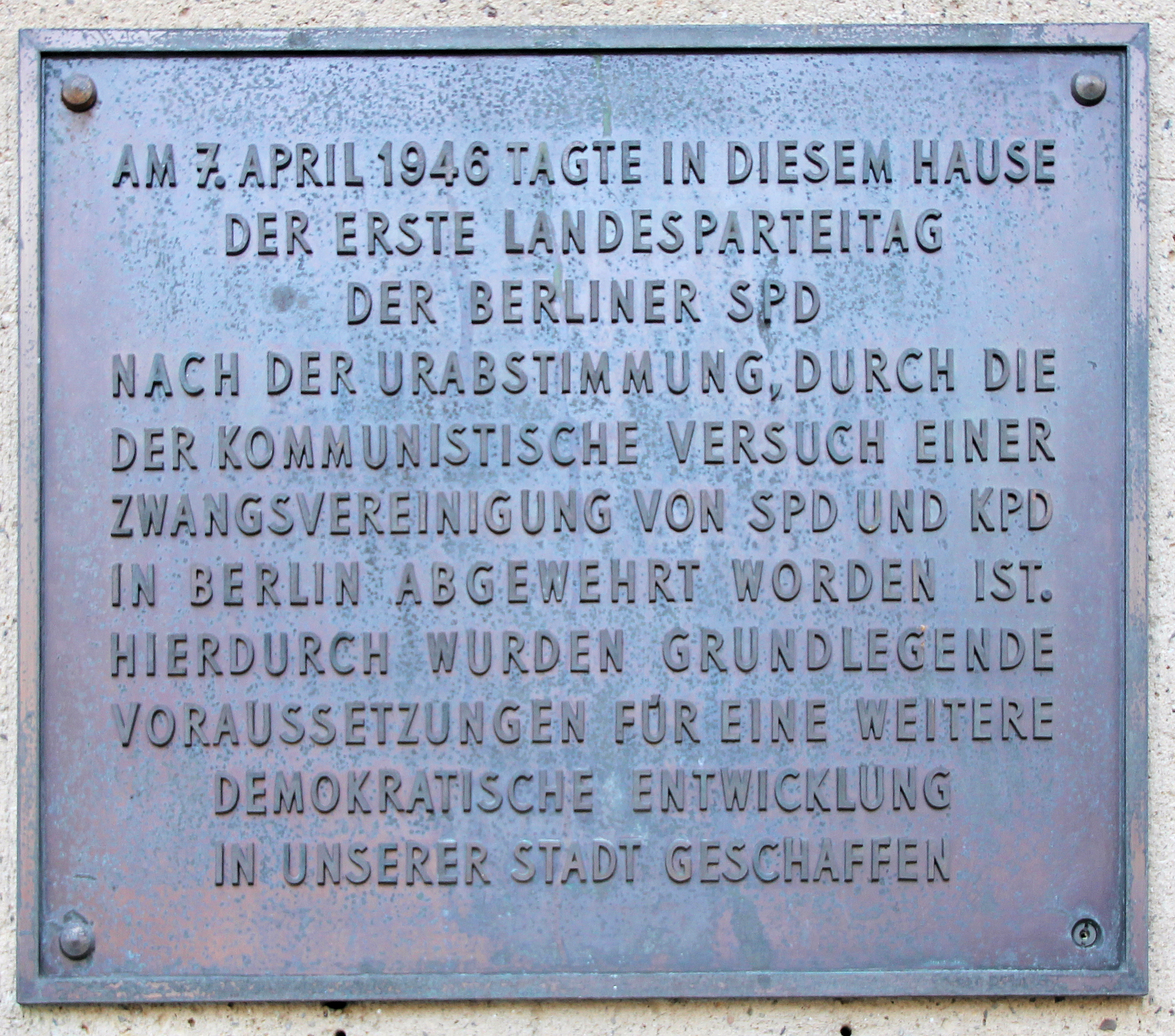
Gedenktafel am Haus Wilskistraße 78 in Berlin-Zehlendorf

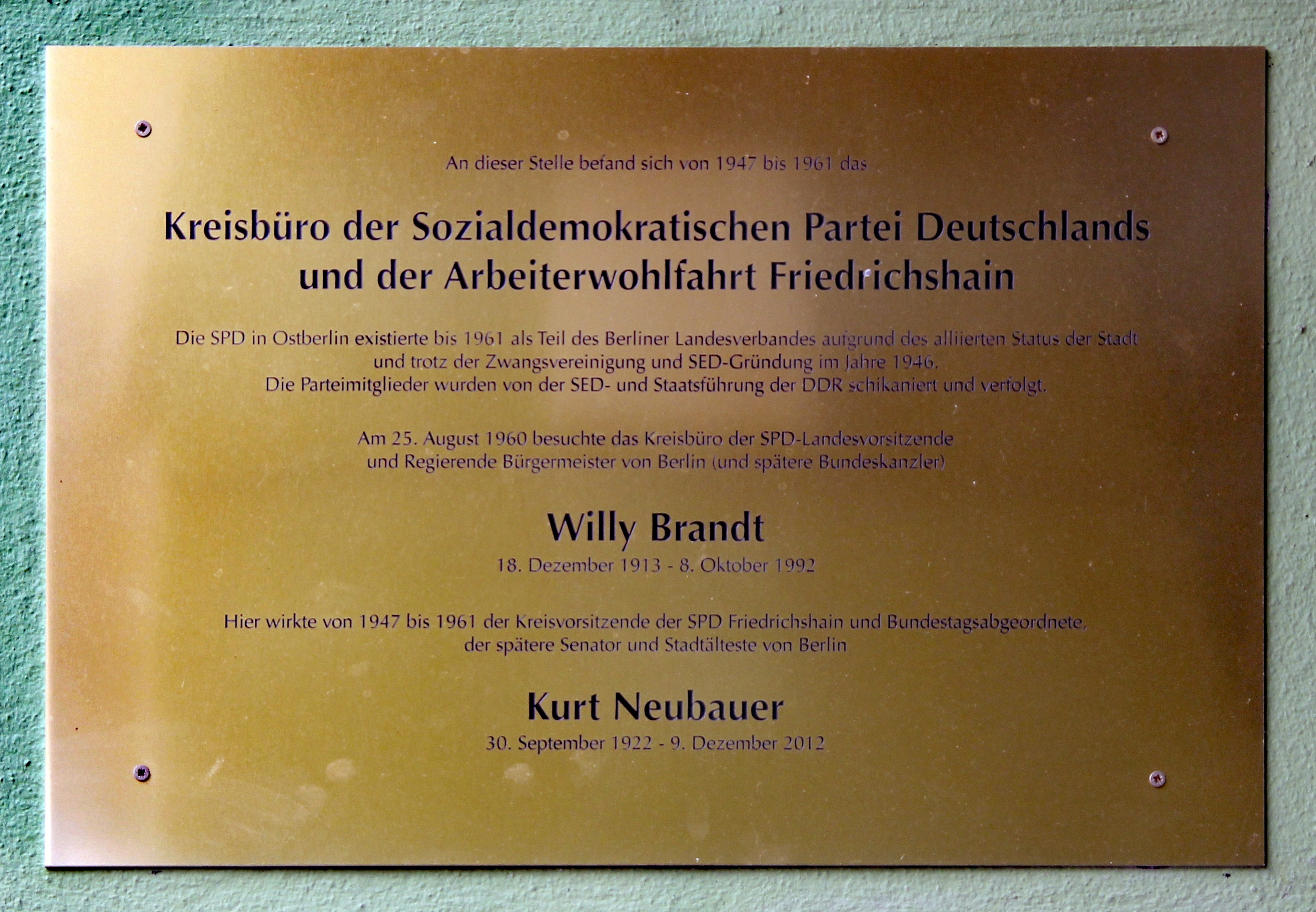
Gedenktafel am Haus, Krossener Straße 22, in Berlin-Friedrichshain

Am 22. März 1933 – wenige Wochen nach seiner Amtsübernahme als Reichskanzler des Deutschen Reiches – stellte Adolf Hitler sein Ermächtigungsgesetz, das den wichtigsten Schritt der Nationalsozialisten bei der Abschaffung des demokratischen Rechtsstaats auf formal legalem Wege darstellte, dem Reichstag vor. Diesen entscheidenden Schlag gegen die Verfassung und somit den Schritt zur Ausschaltung des Reichstages erkannte auch der SPD-Vorsitzende Otto Wels. Dieser kritisierte Hitler scharf und warf ihm Verfassungsbruch vor. Trotz des Wahlterrors durch die SA entschieden sich die 94 anwesenden SPD-Abgeordneten, die nicht verhaftet oder geflohen waren, geschlossen gegen die Gesetzesvorlage. Die restlichen anwesenden 444 Parlamentarier stimmten zu. Zwar wahrten die Neinstimmen der SPD die Ehre der demokratischen Parteien durch den persönlichen Mut Weniger, da aber alle bürgerlichen Parteien diesem Gesetz zustimmten, konnte Hitler sein Ziel erreichen und die Parteien auch formell aus der Legislative entfernen.
Die Sozialdemokraten gehörten während der Zeit des Nationalsozialismus zu den ersten Gruppierungen, die von den Nationalsozialisten verfolgt wurden. Nachdem die Einrichtungen der Partei bereits beschlagnahmt waren und ein großer Teil des Parteivorstandes emigriert war, stimmte am 17. Mai 1933 eine Rumpfgruppe der SPD-Reichstagsfraktion unter dem Eindruck von Morddrohungen für die außenpolitische Erklärung Adolf Hitlers. Aufgrund des Aufrufs der SPD-Leitung zum Sturz des nationalsozialistischen Regimes verbot Reichsinnenminister Wilhelm Frick die SPD am 22. Juni 1933 als „volks- und staatsfeindliche Organisation“; in den darauf folgenden Tagen lösten sich alle anderen Parteien mit Ausnahme der NSDAP selbst auf. Am 7. Juli hob die „Verordnung zur Sicherung der Staatsführung“ des Reichsinnenministers Frick sämtliche SPD-Abgeordnetenmandate im Reichstag, in den Landtagen und Gemeindeparlamenten auf, am 14. Juli schließlich folgte das Gesetz gegen die Neubildung von Parteien.
Gegen einzelne SPD-Mitglieder wurde ein Berufsverbot erlassen, das Vermögen der Partei wurde beschlagnahmt. Zahlreiche Sozialdemokraten wurden in der Folgezeit in „Schutzhaft“ genommen oder verschleppt. Viele Mitglieder, die nicht ins Exil flüchten konnten oder wollten, starben in Konzentrationslagern und Zuchthäusern. Eine Minderheit der Mitglieder der SPD leistete, teilweise als Mitglieder illegal weitergeführter Partei- oder Reichsbannerstrukturen, teilweise in sich kritisch vom Parteivorstand abgrenzenden Gruppen wie Neu Beginnen, den Revolutionären Sozialisten Deutschlands, der Sozialistischen Front oder dem Roten Stoßtrupp Widerstand gegen das NS-Regime. Einzelne bekannte SPD-Mitglieder wie Julius Leber, Adolf Reichwein oder Wilhelm Leuschner waren an den Planungen, die zum Aufstandsversuch am 20. Juli 1944 führten, beteiligt oder gehörten dem Kreisauer Kreis an. Das Gros der Parteimitglieder blieb gegenüber der nationalsozialistischen Ideologie resistent und bewahrte einen Zusammenhalt untereinander, war aber nicht an direkten Widerstandsaktivitäten beteiligt.
Die Exilorganisation SoPaDe wurde in Prag gegründet und verlegte ihren Sitz später nach Paris, danach nach London.

### 1945 bis 1949: Nachkriegszeit
Nach dem Krieg begann der Wiederaufbau der Partei mit der Gründung eines Zentralausschusses am 15. Juni 1945 in Berlin und örtlichen Initiativen in allen Landesteilen. Vorsitzender des Zentralausschusses war Otto Grotewohl, andere prominente Vertreter waren Gustav Dahrendorf, Annedore Leber, Erich W. Gniffke und Max Fechner. Kurt Schumacher arbeitete von Hannover aus, ausgehend vom Büro Dr. Schumacher, gegen die Anerkennung des Zentralausschusses in Berlin als nationalem Sammelpunkt und strebte eine ausschließlich auf die Westzonen beschränkte SPD an; Kontakte mit Sozialdemokraten in der SBZ hatte sein Büro nicht. Auf der Wennigser Konferenz in Wennigsen vom 5. bis 8. Oktober 1945 erfolgte die Wiedergründung der SPD. Zu dem als erste zentrale Zusammenkunft von Sozialdemokraten bezeichneten Treffen kamen Sozialdemokraten aus allen Teilen Deutschlands sowie der Londoner Exilvorstand zusammen. Schumacher setzte durch, dass der Zentralausschuss nur für die sowjetische Besatzungszone zuständig sein solle und er als „Beauftragter für die Westzonen“ eingesetzt wurde. Nach Unterredungen und Briefwechseln zwischen Schumacher einerseits und Otto Brenner und Willi Eichler andererseits schlossen sich in den Westzonen weiterhin die meisten Mitglieder der von diesen repräsentierten Gruppen Sozialistische Arbeiterpartei (SAP) und Internationaler Sozialistischer Kampfbund (ISK) der SPD (wieder) an.

#### In Westdeutschland
Vom 9. bis 11. Mai 1946 fand in Hannover in einem Saal der Hanomag der erste Parteitag nach dem Kriegsende statt. Die 258 Delegierten stammten aus den drei Westzonen sowie aus den vier Berliner Sektoren. Die Ostzone war nicht vertreten. In seiner programmatischen Rede über Aufgaben und Ziele der deutschen Sozialdemokratie wiederholte Kurt Schumacher die Kritik an der Politik der KPD/SED und erhob für den Parteitag den Vertretungsanspruch für die Sozialdemokraten in der SBZ. Nach Schumachers Rede sprach Viktor Agartz über eine sozialistische Wirtschaftspolitik. Auf dem Parteitag, der zuvor das neue Organisationsstatut verabschiedet hatte, wählten die Delegierten Kurt Schumacher zum 1. Vorsitzenden und Erich Ollenhauer sowie Wilhelm Knothe zu stellvertretende Vorsitzenden.

#### In Ostdeutschland
Die KPD, deren neue, aus Moskau heimgekehrte Führung zunächst scharf gegen die spontanen Initiativen zur Bildung einer einheitlichen Arbeiterpartei vorgegangen war, änderte gegen Ende 1945 ihre Haltung und drängte die SPD zu einer Vereinigung der beiden Parteien, was durch Repressalien seitens der sowjetischen Besatzungsmacht bestärkt wurde. Die KPD wollte die Macht in Ostdeutschland und die SPD hatte dazu die erforderliche Basis von 600.000 Mitgliedern. Otto Grotewohls Bemühen um einen deutschlandweiten Parteitag der SPD, der über dieses Ansinnen einer Vereinigung beraten und entscheiden sollte, wurde von Schumacher entschieden zurückgewiesen. Die Wiedererrichtung der Partei im nationalen Rahmen sei erst möglich, nachdem eine gesamtdeutsche Regierung gebildet worden sei, so Schumacher. Stattdessen forderte er den Zentralausschuss auf, die SPD in der sowjetischen Besatzungszone aufzulösen und eine separate SPD in den Westsektoren von Berlin zu bilden. Ersteres erreichte er nicht, letzteres organisierte er dann selber zusammen mit einigen Kreisvorsitzenden aus den Westsektoren. Nachdem die Besatzungsmächte für die Wahl zur Stadtverordnetenversammlung von Groß-Berlin (20. Oktober 1946) beide Arbeiterparteien zugelassen hatten, erhielt die SPD 48,7 % und die SED 19,8 % der Stimmen.
Zuvor war es auf einem Parteitag am 21. und 22. April 1946 zur Zwangsvereinigung von SPD und KPD zur SED (Sozialistische Einheitspartei Deutschlands) in der SBZ gekommen. Dies geschah beim sogenannten „Vereinigungsparteitag“, auf dem manche Delegierte der SPD aus der SBZ und Delegierte der KPD aus ganz Deutschland unter Kontrolle der Sowjets standen. Zahlreiche ostdeutsche Sozialdemokraten, die sich dem Druck nicht beugen wollten, flohen in die Westzonen (wie z. B. Wilhelm Korspeter und das spätere Mitglied des Zentralrats der Juden in Deutschland Franz Unikower). In vielen Fällen kam es zu Verhaftungen (wie z. B. im Falle von Dieter Rieke, Albert Thormann, Werner Rüdiger und Hugo Hose) und Hinrichtungen von Sozialdemokraten durch Kommunisten wie z. B. im Falle des jungen Günter Malkowski. Die Ortsvereine der SPD im sowjetisch besetzten Sektor Berlins, bestehend aus Mitgliedern, die sich nicht der SED angeschlossen hatten, existierten noch bis zum Mauerbau 1961. Im Zuge der Umwandlung der SED in eine „Partei neuen Typs“, also eine hierarchisch strukturierte Kaderpartei, bei der die nicht im Statut der SED vorgesehenen „Parteikonferenzen“ eine entscheidende Rolle spielten, wurden die in der SED verbliebenen Sozialdemokraten immer weiter in den Hintergrund gedrängt. Viele fielen den von Josef Stalin angeordneten Säuberungen zum Opfer.
→ Zum Hintergrund und der weiteren Entwicklung siehe bei der Geschichte der SED.

### 1949 bis 1990: Bonner Republik

#### 1949 bis 1966: Opposition im Bundestag
Bei den ersten Bundestagswahlen 1949 in der Bundesrepublik Deutschland lag die SPD unter Führung Kurt Schumachers nur knapp hinter der CDU/CSU unter der Führung Konrad Adenauers. Sie wurde damit Oppositionspartei, was sie bis 1966 blieb. In der Regierungszeit Adenauers wurde der SPD-Parteivorstand von 1953 bis 1962 mithilfe zweier Informanten (darunter Siegfried Ziegler) von der CDU ausspioniert. In dieser Zeit gelangten so knapp 500 vertrauliche Berichte der SPD-Führung in Adenauers Kanzleramt.
In Westdeutschland stand die SPD der von der Bundesregierung entworfenen sozialen Marktwirtschaft zunächst äußerst kritisch gegenüber und forderte die Verstaatlichung aller Grundstoffindustrien. Im Gegensatz zu Adenauers Politik der Westintegration stellte die SPD das Wiedervereinigungsgebot über eine zu enge Anlehnung an die USA und Westeuropa. SPD-Konzeptionen zur Deutschlandpolitik aus dieser Zeit halten eine politische Neutralität Deutschlands für möglich und sprechen sich strikt gegen eine Wiederbewaffnung des Landes aus. Demgegenüber engagierte sich eine Gruppe von Remigranten um Brandt und Ernst Reuter, vor allem von West-Berlin aus, für eine stärkere Westorientierung der SPD. Unterstützt wurden sie dabei von einer Gruppe liberaler amerikanischer Besatzungsoffiziere um Shepard Stone.
Nach für die Sozialdemokraten enttäuschenden Wahlergebnissen bei den Bundestagswahlen 1953 und 1957, bei denen Erich Ollenhauer beide Male als Kanzlerkandidat Bundeskanzler Adenauer unterlag, deutete sich ein Politikwechsel an. Das Godesberger Programm von 1959 markierte programmatisch den praktisch längst vollzogenen Wandel von einer Arbeiterpartei zur Volkspartei. Mit einer außenpolitischen Grundsatzrede Wehners akzeptierte die SPD 1960 schließlich die Westbindung und ließ ihren Deutschlandplan von 1959 fallen.
Diese Öffnung wirkte sich bei den Bundestagswahlen 1961 und 1965 positiv auf die Ergebnisse aus; ein weiterer Grund war, dass mit Berlins Regierendem Bürgermeister Willy Brandt ein neuer Spitzenkandidat aufgestellt wurde.
In einem Beitrag für ein von Martin Walser herausgegebenes rororo-Taschenbuch prägte Günter Grass 1961 die Bezeichnung „alte Tante“ für die SPD.

#### 1966 bis 1969: Erste Große Koalition
Im Rahmen der Großen Koalition von Dezember 1966 bis zur Bundestagswahl im September 1969 stellte die SPD erstmals in der Nachkriegszeit Regierungsmitglieder (siehe Kabinett Kiesinger), sie war unter Bundeskanzler Kiesinger Juniorpartner mit Willy Brandt als Außenminister. Die FDP konnte auf Grund ihrer geringen Sitzzahl kaum Oppositionsarbeit leisten. Es entwickelte sich eine zunehmend sozialistisch-revolutionär gesinnte außerparlamentarische Opposition (APO) unter anderem aus der Studentenbewegung, die organisatorisch vor allem vom Sozialistischen Deutschen Studentenbund (SDS) getragen wurde. Vor allem 1967/1968 kam es im Zuge der studentischen Proteste unter anderem gegen die geplante Notstandsgesetzgebung zu massiven Demonstrationen und teilweise militanten Krawallen gegen die Regierung der Großen Koalition.
Auf der Agenda der ersten Großen Koalition standen die Einführung der Notstandsgesetze, die Lohnfortzahlung im Krankheitsfall, das Stabilitätsgesetz und die Schaffung der Gemeinschaftsaufgaben. Die ursprünglich von SPD und vor allem von der Union geplante Einführung eines Mehrheitswahlsystems scheiterte am Widerstand der SPD-Basis. So hat die SPD 1968 auf ihrem Parteitag in Nürnberg für eine Verschiebung der Wahlrechtsreform gestimmt, welche danach aufgrund der Sozialliberalen Koalition nicht mehr realisiert wurde.
Wirtschaftspolitisch setzte die SPD vor allem mit ihrem Wirtschaftsminister Karl Schiller neue Akzente. Das Stabilitätsgesetz setzte eine neue, nachfrageorientierte Wirtschaftspolitik in Deutschland um, durch welche die Bundesrepublik ihre erste Rezession ab 1966 hinter sich lassen konnte.
Trotz all der großen Differenzen zwischen den Regierungsparteien, arbeitete die Regierung Kiesinger relativ geschlossen zusammen und konnte trotz der sehr kurzen Regierungszeit von noch nicht einmal einer vollen Legislaturperiode fast all ihre Vorhaben umsetzen. Ein gutes Beispiel ist die Zusammenarbeit von Karl Schiller und dem damaligen Bundesfinanzminister Franz Josef Strauß (CSU), welche zusammen als „Plisch und Plum“ bekannt wurden.
Dennoch wurde diese Koalition immer nur als „Vernunftehe“ und Übergangslösung betrachtet.

#### 1969 bis 1974: Sozialliberale Koalition unter Willy Brandt

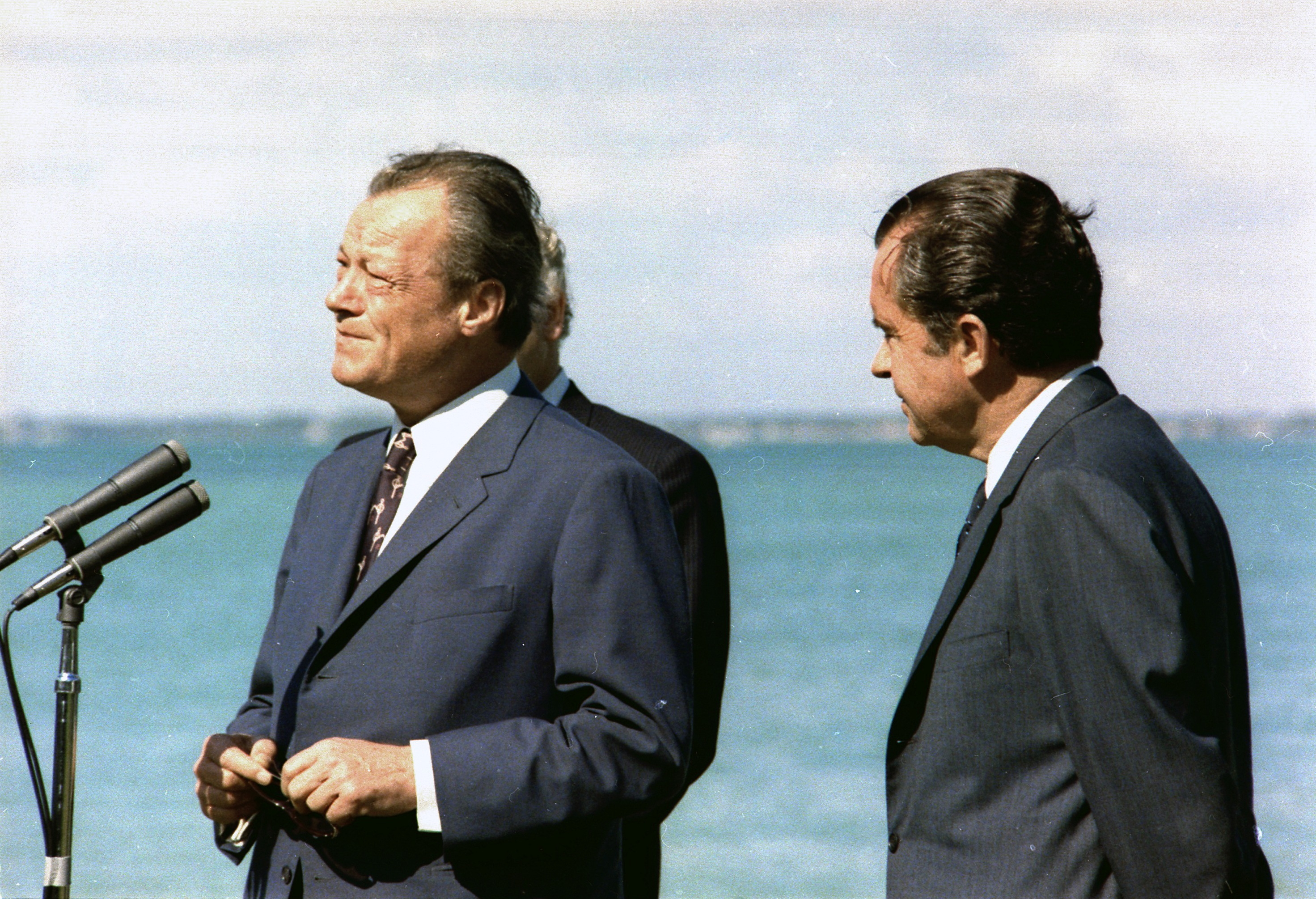
Willy Brandt (links) bei einem Treffen mit dem US-Präsidenten Richard Nixon (1971)

Bei der Wahl des deutschen Bundespräsidenten 1969 am 5. März wurde erstmals ein SPD-Politiker Bundespräsident, der bisherige Bundesjustizminister Gustav Heinemann. Ermöglicht wurde diese Mehrheit von Willy Brandt und dem FDP-Vorsitzenden Walter Scheel, welche verhandelten, dass die FDP-Mitglieder der Bundesversammlung für Heinemann stimmen. Erst im 3. Wahlgang konnte sich Heinemann durchsetzen. Er sprach bei seiner Antrittsrede von einem „Stück Machtwechsel“.
Aufgrund des Ergebnisses der Bundestagswahl 1969 konnte die SPD zum ersten Mal den Bundeskanzler stellen. SPD und FDP erhielten zusammen eine Mehrheit gegen CDU/CSU. Obwohl Helmut Schmidt und Herbert Wehner gegen eine solche Koalition votierten, bildete Willy Brandt unter dem Motto Mehr Demokratie wagen eine sozialliberale Koalition mit der FDP und wurde daraufhin zum Bundeskanzler gewählt (Kabinett Brandt).
Unter Willy Brandt folgte im Rahmen der Ostverträge eine Entspannungspolitik mit den Staaten des Warschauer Paktes sowie ein umfangreiches Reformprogramm in der Rechtspolitik, der Bildungspolitik und der Familienpolitik. Die sozialliberale Koalition wurde gerade wegen dieser Reformen von der Allgemeinheit, nach 20 Jahren Regierungsbeteiligung der Unionsparteien, als „Aufbruch“ betrachtet.
Der weltweit beachtete Kniefall von Warschau am 7. Dezember 1970 am Mahnmal des Ghetto-Aufstandes von 1943 leitete symbolisch die Entspannungspolitik ein, die später in die Ostverträge mit Polen und der Sowjetunion mündete. Hinzu kam der Grundlagenvertrag mit der DDR. 1970 hatte er sich in Erfurt mit dem Vorsitzenden des Ministerrates der DDR Willi Stoph zunächst zum ersten deutsch-deutschen Gipfeltreffen im Erfurter Hof und dann in Kassel getroffen. Die Erfurter „Willy, Willy“-Rufe waren eindeutig auf Brandt bezogen und irritierten die DDR-Machthaber. Es folgte ein Abkommen mit der Tschechoslowakei. Für seine Ostpolitik erhielt Brandt 1971 den Friedensnobelpreis.
Die neue Ostpolitik stieß bei einem Teil der Abgeordneten der Regierungskoalition auf Widerspruch. Einige von ihnen wechselten zur oppositionellen CDU/CSU, die Koalition verlor dadurch ihre Mehrheit. Der Versuch der Opposition, Willy Brandt 1972 mittels eines konstruktiven Misstrauensvotums durch Rainer Barzel abzulösen, misslang allerdings überraschend. Heute weiß man, dass zwei Bundestagsmitglieder der Union vom ostdeutschen Ministerium für Staatssicherheit („Stasi“) bestochen worden waren. Bei den darauf folgenden Neuwahlen errang die SPD den höchsten Stimmenanteil ihrer Geschichte und wurde erstmals stärkste Bundestagsfraktion.
Im Zuge der Ölkrise 1973 der 2. Rezession der deutschen Nachkriegsgeschichte und der Guillaume-Affäre, in der der enge Brandt-Mitarbeiter Günter Guillaume als DDR-Spion im Kanzleramt enttarnt wurde, trat Willy Brandt im Mai 1974 als Kanzler zurück (für die meisten völlig überraschend), blieb aber Parteivorsitzender. Helmut Schmidt wurde Kanzler.

#### 1974 bis 1982: Sozialliberale Koalition unter Helmut Schmidt

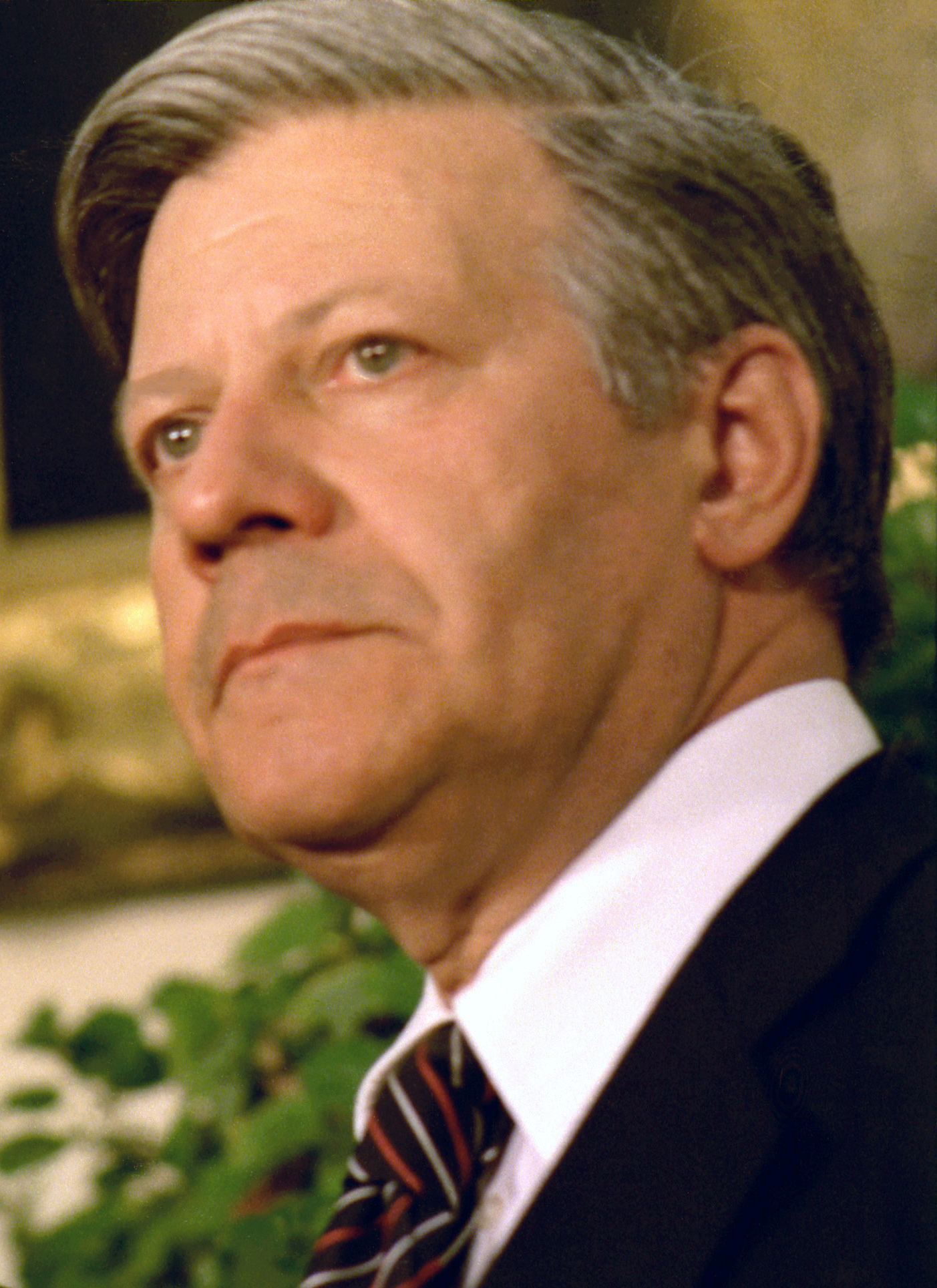
Helmut Schmidt als damaliger Bundeskanzler (1977)

Schmidt setzte in seiner Regierungspolitik die Reformen von Willy Brandt fort und konnte gleichzeitig die erste Ölkrise bezwingen, wodurch die Bundesrepublik die daraus resultierende Rezession um einiges besser bewältigen konnte, als die meisten anderen Industrienationen.
Schmidt setzte sich bei den Bundestagswahlen 1976 gegen Helmut Kohl durch. Die CDU/CSU wurde stärkste Kraft, doch konnte die SPD zusammen mit der FDP die absolute Mehrheit der Bundestagsmandate erringen und somit die sozialliberale Koalition fortführen.
Im September und Oktober 1977 kam es zum sogenannten Deutschen Herbst, welcher von Anschlägen der Rote Armee Fraktion (RAF) geprägt war. Helmut Schmidt berief den Großen Krisenstab, dem Mitglieder aller Fraktionen des deutschen Bundestages angehörten, wodurch er einen parteiübergreifenden Konsens herstellte. Die Regierung verfolgte eine harte Linie gegenüber den Terroristen, bei welcher sich „der Staat nicht erpressen lassen sollte“.
Bei der Bundestagswahl 1980 setzte sich die sozialliberale Koalition gegenüber den Unionsparteien, geführt von Franz Josef Strauß, durch.
Am 17. September 1982 kündigte die FDP die Koalition jedoch auf. Bezüglich der Gründe besteht in der Geschichtswissenschaft kein Konsens: Während etwa Henning Köhler die neoliberale Wende der FDP betont, die Otto Graf Lambsdorff mit seinem Konzept für eine Politik zur Überwindung der Wachstumsschwäche und zur Bekämpfung der Arbeitslosigkeit markierte, glaubt Joachim Scholtyseck, im Hintergrund sei die zunehmende Abkehr der SPD vom NATO-Doppelbeschluss – gegen die Linie von Helmut Schmidt – gewesen.

#### 1982 bis 1990: Wieder in der Opposition
Mit einem konstruktiven Misstrauensvotum wählten große Teile der FDP zusammen mit der CDU/CSU Helmut Kohl zum neuen Bundeskanzler.
Die ersten Jahre in der Opposition waren von einer inhaltlichen Neujustierung der Partei und dem Ziel, sich inhaltlich der sich wandelnden Gesellschaft anzupassen, geprägt, wobei diese Neujustierung parteiintern bisweilen emotionale Debatten auslöste.

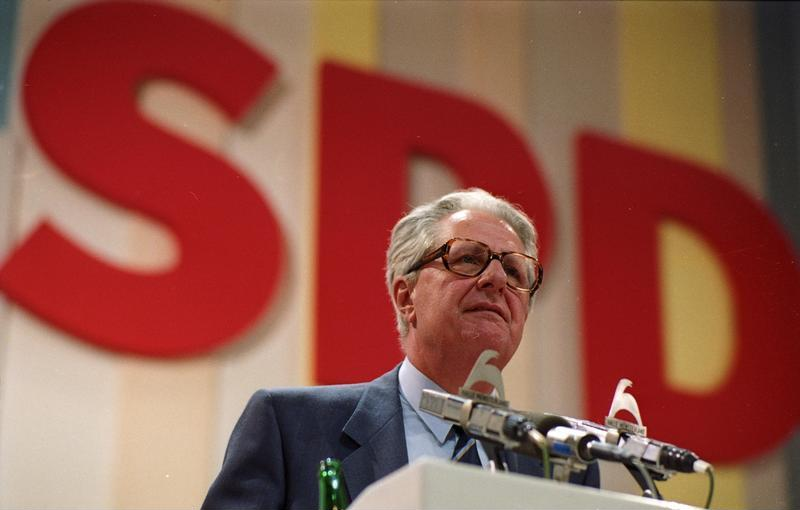
Hans-Jochen Vogel auf einem SPD-Parteitag (1988)

Bei den Bundestagswahlen 1983 und 1987 unterlagen ihre Kanzlerkandidaten Hans-Jochen Vogel und Johannes Rau gegen Helmut Kohl.
Am 7. Oktober 1989 wurde in Schwante bei Berlin die Sozialdemokratische Partei in der DDR (SDP) gegründet, die am Vereinigungsparteitag am 26./27. September 1990 in der SPD aufging. Zu den Gründungsmitgliedern der SDP gehörten Angelika Barbe, Martin Gutzeit, Markus Meckel, Stephan Hilsberg und Ibrahim Böhme.

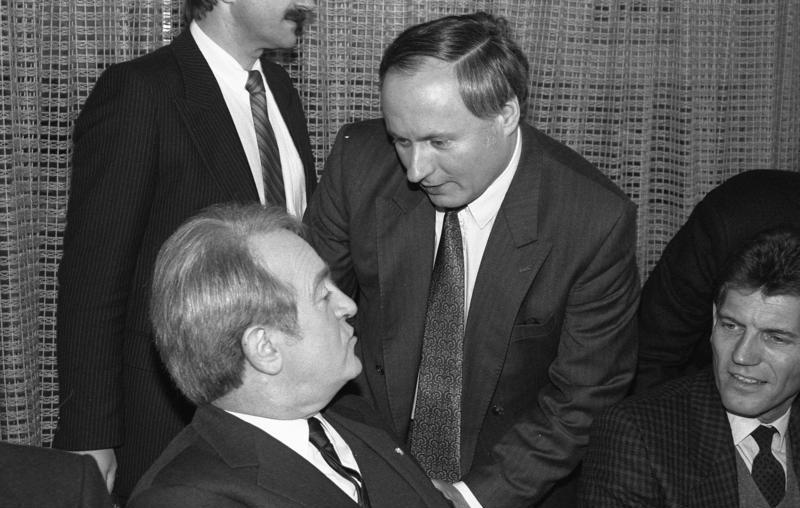
Oskar Lafontaine bei einer Beratung der Ministerpräsidenten mit Johannes Rau in Bonn (1986)

Saarlands Ministerpräsident Oskar Lafontaine kritisierte die geplante Ausdehnung des Geltungsbereichs der D-Mark zum 1. Juli in der DDR, da er im Falle der schnellen Währungsunion eine deutlich steigende Arbeitslosigkeit in Ostdeutschland befürchtete. Zudem befürwortete er im Gegensatz zu Kohl eine Steuererhöhung, da seiner Ansicht nach sonst eine Finanzierung der deutschen Einheit ohne stark steigende Staatsverschuldung nicht möglich wäre. Entgegen dem stand der SPD-Vorsitzende und innerparteiliche Konkurrent Hans-Jochen Vogel mit einer positiven Haltung zur Währungsreform. Eine skeptische Haltung zur schnellen wirtschaftlichen Wiedervereinigung erhielt in der Partei und den Umfragen zunächst Zuspruch und im Januar 1990 erzielte die SPD bei der Landtagswahl im Saarland unter Lafontaine mit 54,4 % zudem ihr bis heute bestes Ergebnis im Saarland. Lafontaine wurde daraufhin im März mit deutlicher Zustimmung, auch von Hans-Jochen Vogel, zum Kanzlerkandidaten der SPD gekürt. Die Situation änderte sich für die SPD jedoch mit dem Einigungsprozess, während dessen Lafontaine aufgrund eines Attentates, bei dem er lebensgefährlich verletzt wurde, zudem zeitweise ausfiel. Kanzler Helmut Kohl erhielt wegen seiner Außenpolitik, unter anderem nach dem Staatsbesuch bei Gorbatschow und der Unterzeichnung des Zwei-plus-Vier-Vertrages, durchgängig Lob von den Medien und die SPD-Kandidatur wurde bereits als aussichtslos beurteilt. In dieser Aufbruchsstimmung folgten Medien und Wähler, insbesondere in Ostdeutschland, zu einem großen Teil den optimistischen Vorstellungen („Blühende Landschaften“) der Regierung. Zusätzlich ergab sich für die SPD im Osten das Problem, dass sie im Wahlkampf von Medien als SED-nahe dargestellt wurde. Angesichts der Situation setzte auch Richard Schröder als Fraktionsvorsitzender der Ost-SPD auf Tempo bei der Realisierung einer Währungsunion um die Einheit schnellstmöglich zu erreichen. Auch Willy Brandt änderte seine zuvor skeptische Haltung und begrüßte die schnelle Vereinigung: „Jetzt wächst zusammen, was zusammengehört“. Der Historiker Heinrich August Winkler beschreibt die SPD wegen ihrer Haltung zur staatlichen Einheit Deutschlands als janusköpfige Partei: „Ihr eines Gesicht war das patriotische von Willy Brandt, das andere das postnationale das von Oskar Lafontaine.“
In der DDR erzielte die Sozialdemokratische Partei am 18. März 1990 bei der Wahl zur Volkskammer nur 21,7 % der Stimmen. Sie beteiligte sich danach vom 12. April bis 20. August 1990 als Juniorpartner an der ersten freien und demokratisch gewählten Regierung der DDR unter Ministerpräsident Lothar de Maizière (CDU).

### Seit 1990: Berliner Republik

#### 1990 bis 1998: Gesamtdeutsche Opposition
Bei der ersten gesamtdeutschen Bundestagswahl im wiedervereinigten Deutschland am 2. Dezember 1990 unterlag die SPD mit 33,5 % der Stimmen der schwarz-gelben Koalition. Die seit dem 26. September 1990 vereinigte Partei erzielte dabei im Wahlgebiet West 35,7 % und im Wahlgebiet Ost 24,3 %.
Innerparteilich umstritten waren in den folgenden Oppositionsjahren die Positionen zum Asylrecht und zu Auslandseinsätzen der Bundeswehr, wobei in den Medien die Position für die Einschränkungen des Rechtes und der Zustimmung zu den Einsätzen überwog. Mit der sogenannten Petersberger Wende stimmte die SPD schlussendlich der Begrenzung der Asylbewerberzahlen und Bundeswehr-Auslandseinsätzen zu.
Von Mai 1991 bis Mai 1993 war der schleswig-holsteinische Ministerpräsident Björn Engholm Bundesvorsitzender der SPD und auch designierter Kanzlerkandidat seiner Partei. Er trat vorzeitig von seinen Ämtern zurück, nachdem bekannt geworden war, dass er im Rahmen der Barschel-Affäre eine Falschaussage gemacht hatte (siehe auch „Schubladenaffäre“). In dieser Situation beschloss die Bundespartei ein völlig neues Verfahren zur Bestimmung des folgenden Parteivorsitzenden. Das erste Mal wurde eine Mitgliederbefragung über den Parteivorsitz unter den SPD-Mitgliedern durchgeführt, die Rudolf Scharping mit rund 40 % vor Gerhard Schröder und Heidemarie Wieczorek-Zeul gewann.
Der Kanzlerkandidat Scharping trat im Wahlkampf zusammen mit Gerhard Schröder und Oskar Lafontaine als sogenannte Troika an. Bestimmende Themen des Regierungsprogramms zur Wahl waren unter anderem Pläne zur Verringerung der Arbeitslosigkeit und die Entwicklung hin zu einer „ökologischen Marktwirtschaft“. Die SPD kritisierte auch explizit, dass die Kosten der Einheit zu einem großen Teil den Sozialversicherungen aufgetragen wurden und wandte sich gegen Privatisierungspläne im Gesundheitswesen. Bei der Bundestagswahl 1994 erhielt die SPD 36,4 % der Stimmen. Sie konnte somit ihre Stimmen vermehren, aber trotz der, nach der ernüchternden Entwicklung der Einheit, deutlich gesunkenen Popularität von Kohl keine Mehrheit erreichen. 1995 unterlag Scharping dann bei der Abstimmung um den Parteivorsitz dem damaligen saarländischen Ministerpräsidenten Oskar Lafontaine.

#### 1998 bis 2005: Rot-Grün unter Gerhard Schröder

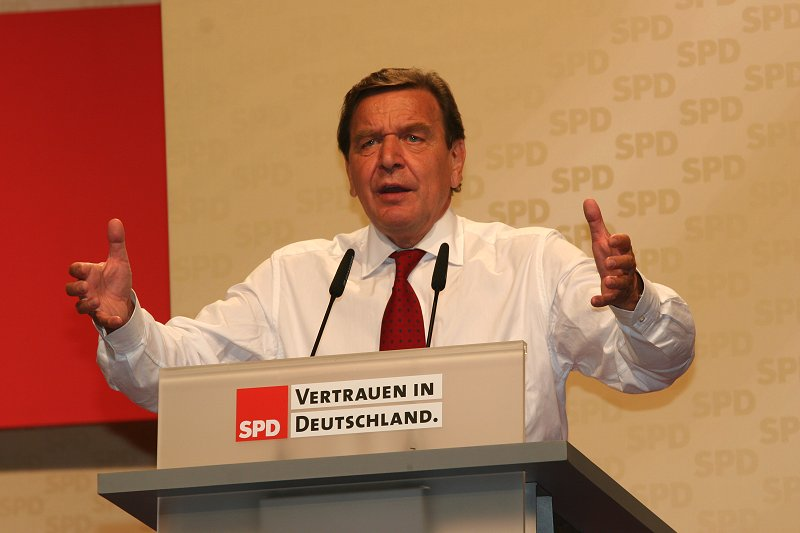
Gerhard Schröder bei einer Wahlkampfrede zur Bundestagswahl 2005

Erst bei der Bundestagswahl 1998 gelang der SPD mit dem damaligen Ministerpräsidenten Niedersachsens, Gerhard Schröder, als Kanzlerkandidat die Rückkehr an die Regierung, diesmal in einer rot-grünen Koalition mit Bündnis 90/Die Grünen. Dies bedeutete ein Novum in der Geschichte Deutschlands. Erstmals erhielten Parteien, die sich traditionell als „links der Mitte“ einstufen, mehr als 50 % der Stimmen. Erstmals wurde eine Bundesregierung komplett abgewählt.
Aufgrund der Tatsache, dass zum ersten Mal Vertreter der neuen sozialen Bewegung an die Regierung gelangten, sprach man schon bald vom „Projekt Rot-Grün“, das einen Wandel in der politischen Kultur Deutschlands verkörpern sollte.
1998/1999 kam es zum Kosovokrieg, in dessen Verlauf das Kabinett Schröder I erstmals einen Auslandseinsatz der Bundeswehr beschloss.
Der SPD-Vorsitzende Oskar Lafontaine wurde Finanzminister, trat jedoch wegen Differenzen mit Schröder im März 1999 von allen politischen und Parteiämtern zurück. Neuer SPD-Vorsitzender wurde daraufhin Bundeskanzler Gerhard Schröder.
Am 23. Mai 1999 wurde Johannes Rau zum Bundespräsidenten gewählt. Damit stellte die SPD erstmals seit Gustav Heinemann wieder den Bundespräsidenten.
In der Rot-Grünen Regierungszeit wurden Erneuerungen aller Politikfelder umgesetzt, wie die Modernisierung des Staatsbürgerschaftsrechts, Steuerreform, Rentenreform, Atomausstieg, Ökosteuer, Einführung des Lebenspartnerschaftsinstitutes oder Reformen im Bildungsbereich.
Bei der Bundestagswahl 2002 trat der bayerische Ministerpräsident Edmund Stoiber (CSU) als Kanzlerkandidat der Union gegen Bundeskanzler Schröder an. Die SPD verlor 2,4 und die Grünen gewannen 1,9 Prozentpunkte; rot-grün erhielt 1,2 Prozentpunkte mehr Wählerstimmen als Union und FDP zusammen. Die PDS scheiterte an der Fünf-Prozent-Hürde. Trotz der annähernd gleichen Anzahl an Zweitstimmen mit den Unionsparteien (SPD: 18.488.668; CDU/CSU: 18.482.641) stellte die SPD auf Grund von Überhangmandaten knapp die stärkste Bundestagsfraktion.
Die Regierung lehnte eine Teilnahme Deutschlands am Irakkrieg strikt ab, wodurch Gerhard Schröder sich einen Ruf als „Friedenskanzler“ erarbeitete.
2003 wurde die Agenda 2010 vorgestellt. Ein riesiges Reformpaket des deutschen Sozialsystems und Arbeitsmarktes, welche bis 2005 umgesetzt wurde. Sie sah unter anderen einen Sozialabbau und eine Liberalisierung der Wirtschaft vor, um Arbeitslosigkeit zu bekämpfen. Sie wurde von großen Teilen der SPD-Anhängerschaft aufgrund des Sozialabbaus als negativ empfunden. Heute sieht die SPD die Agenda als entscheidender Faktor für die sich anschließende positive wirtschaftliche Entwicklung Deutschlands. Inwieweit die Agenda 2010 tatsächlich dazu beigetragen hat, ist jedoch umstritten; auch andere Faktoren, wie eine bereits vor der Agenda 2010 begonnene Lohnzurückhaltung, könnten ursächlich dafür gewesen sein.
Nach verlorenen Landtagswahlen erhielt die SPD bei der Europawahl am 13. Juni 2004 mit 21,5 % ihr bis dahin niedrigstes Ergebnis in einer bundesweiten Wahl seit Bestehen der Bundesrepublik Deutschland. Stammwähler fühlten sich durch die Politik der Agenda 2010 verprellt und blieben der Wahl fern. Viele andere nahmen den Kurs der SPD, welcher nicht nur bei anderen Parteien, sondern auch innerhalb der SPD-Mitgliedschaft auf Kritik stieß, als zerstritten wahr. Der seit Anfang der 1980er anhaltende Mitgliederschwund beschleunigte sich. Teile des linken, gewerkschaftsnahen Flügels spalteten sich nach hitzigen Debatten ab und gründeten 2004 zuerst den Verein Wahlalternative Arbeit und soziale Gerechtigkeit, aus dem im Januar 2005 eine neue Partei, WASG, entstand, die politisch links von der „Neue Mitte“-SPD angesiedelt war.
Am 25. Mai 2005, unmittelbar nach der von der SPD verlorenen Landtagswahl in Nordrhein-Westfalen (NRW), trat der ehemalige Parteivorsitzende Oskar Lafontaine wegen der nach seiner Auffassung mit den Grundsätzen der Sozialdemokratie nicht zu vereinbarenden Regierungspolitik (Agenda 2010, Hartz IV) aus der SPD aus und wurde wenige Wochen später Mitglied der WASG, nachdem diese ein Linksbündnis mit der PDS für die Bundestagswahl im Herbst 2005 eingegangen war.
Eine vorzeitige Bundestagswahl war vom Bundeskanzler und der SPD-Parteispitze nach der Niederlage bei der Landtagswahl in Nordrhein-Westfalen angekündigt worden. Die Ziele der SPD für die Wahlen am 18. September 2005 waren: Verbleib in der Regierungsverantwortung und Fortführung der Reformen unter stärkerer Berücksichtigung sozialer Aspekte.

#### 2005 bis 2009: Zweite Große Koalition
Nachdem die SPD bei der herbeigeführten Bundestagswahl annähernd so stark wie die Unionsparteien geworden war und die Union zusammen mit der FDP keine Koalition bilden konnte, einigten sich CDU, CSU und SPD nach langen Sondierungsgesprächen auf eine Große Koalition unter Angela Merkel als Bundeskanzlerin.
Zuvor waren auch andere Koalitionen im Gespräch gewesen. So wurde eine Ampelkoalition aus SPD, Grünen und FDP sowie die sogenannte Jamaika-Koalition zwischen CDU/CSU, FDP und den Grünen diskutiert. Eine rot-rot-grüne Koalition aus SPD, Linkspartei und Bündnis 90/Die Grünen wurde von allen Parteien ausgeschlossen.
Gründe für den Verlust der rot-grünen Mehrheit wurden hauptsächlich darin gesehen, dass sich erstmals eine Partei „links“ der SPD (Linkspartei) etablieren konnte.

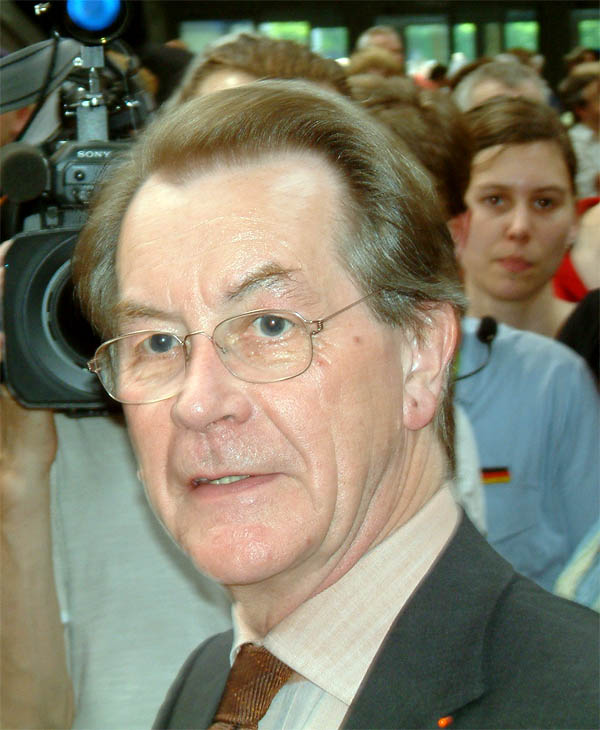
Franz Müntefering als damaliger Bundesarbeitsminister und Vizekanzler (2005–2007)

Nach der erfolgreichen Unterzeichnung des Koalitionsvertrages wurden von der von 397 Abgeordneten des Deutschen Bundestages gewählten Kanzlerin Angela Merkel acht Minister der SPD vorgeschlagen, die in die Große Koalition gingen, darunter Franz Müntefering als Arbeitsminister und Vizekanzler. Nach der Ernennung durch Bundespräsident Horst Köhler bildeten die 8 Bundesminister der SPD nun mit den 7 anderen Bundesministern der Union und der Bundeskanzlerin Merkel das erste Kabinett Merkel.
Die Zweite Große Koalition nahm sich, wie die erste, besondere Hauptaufgaben vor, um die Chancen durch absolute Mehrheiten in Bundestag und Bundesrat zu nutzen. Die erste war das Erreichen eines ausgeglichenen Haushaltes, also eines Haushaltsplanes ohne Nettokreditaufnahme, bis 2011. Eine Maßnahme war das Anheben der Mehrwertsteuer auf 19 % (1. Januar 2007), das die SPD 2005 im Wahlkampf abgelehnt hatte. In der Föderalismusreform wurde das Verhältnis von Bund und Ländern zueinander neu geordnet. Außerdem wurde mit dem Schacht Konrad das erste Endlager für leicht und mittelstark radioaktive Abfälle beschlossen und damit für 90 % des in Deutschland erzeugten Atommülls.
Der brandenburgische Ministerpräsident Matthias Platzeck, der nach einem parteiinternen Streit um die Wahl des Generalsekretärs den Parteivorsitz von Franz Müntefering übernommen hatte, trat am 10. April 2006 nach fünf Monaten aus gesundheitlichen Gründen als SPD-Vorsitzender zurück. Sein Nachfolger wurde der rheinland-pfälzische Ministerpräsident Kurt Beck, bis dahin einer der stellvertretenden Vorsitzenden.

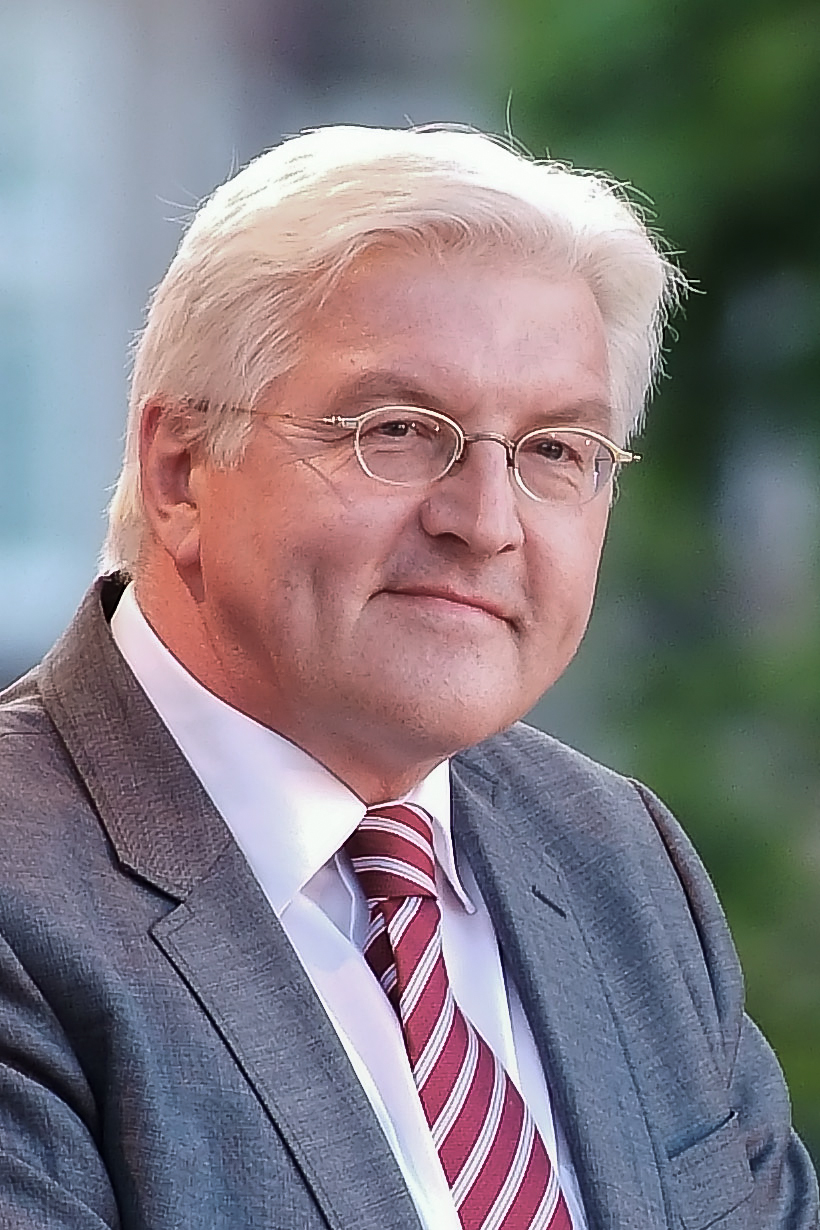
Frank-Walter Steinmeier als damaliger Bundesaußenminister (2005–2009, 2013–2017), Vizekanzler (2007–2009) und amtierender Bundespräsident (seit 2017)

Kurt Beck erklärte am 7. September 2008 im Rahmen einer Klausurtagung der Parteiführung seinen Rücktritt als Parteivorsitzender. Sein Stellvertreter Frank-Walter Steinmeier, der am selben Tag als Kanzlerkandidat für die Bundestagswahl 2009 nominiert worden war, übernahm kommissarisch den Parteivorsitz, bis der vom Parteipräsidium nominierte Franz Müntefering auf einem Sonderparteitag zum neuen Vorsitzenden gewählt wurde. Am 30. Juli 2009 stellte Steinmeier sein „Team Steinmeier“ für die Bundestagswahl vor, dem neben den damaligen Bundesministern mit SPD-Parteibuch lediglich zu dieser Zeit verhältnismäßig unbekannte Politiker angehörten.

#### 2009 bis 2013: Erneute Opposition
Bei der Bundestagswahl am 27. September 2009 sackte die SPD von 34,2 % auf 23,0 % der Stimmen ab, so dass eine Mehrheit für eine Regierungskoalition aus CDU/CSU und FDP möglich wurde. Infolge der Wahlniederlage erklärte der Parteivorsitzende Franz Müntefering seinen Rücktritt zum Parteitag im November 2009. Zu seinem Nachfolger wurde der ehemalige Bundesumweltminister Sigmar Gabriel gewählt, die bisherige stellvertretende Parteivorsitzende Andrea Nahles wurde neue Generalsekretärin. Die ehemaligen Bundesminister Peer Steinbrück und Frank-Walter Steinmeier schieden als stellvertretende Parteivorsitzende ebenfalls aus, die Nachfolge traten Manuela Schwesig, Klaus Wowereit, Olaf Scholz und Hannelore Kraft an. Zwei Jahre später wurde die Riege der Vize-Vorsitzenden um die türkischstämmige Aydan Özoguz erweitert. Kanzlerkandidat Frank-Walter Steinmeier wurde hingegen bereits zwei Tage nach der Bundestagswahl zum neuen Fraktionsvorsitzenden der SPD-Bundestagsfraktion gewählt.
Bei den folgenden Landtagswahlen konnte die SPD vornehmlich Erfolge erzielen. In Nordrhein-Westfalen, Hamburg, Schleswig-Holstein und Niedersachsen vermochten Hannelore Kraft, Olaf Scholz, Torsten Albig und Stephan Weil ihre christdemokratischen Vorgänger im Amt des jeweiligen Regierungschefs abzulösen. In Baden-Württemberg gelang es den Sozialdemokraten als Juniorpartner der Grünen eine Regierungsbeteiligung zu erreichen und die seit 1953 regierende CDU in die Opposition zu schicken. Im Saarland konnte 2012 aus der Opposition heraus die Rolle des Juniorpartners der CDU übernommen werden. Bei den übrigen Wahlen zu den Landesparlamenten vermochte die SPD ihren Status als Senior- bzw. Juniorpartner an der jeweiligen Landesregierung zu halten. Allein bei der Landtagswahl in Rheinland-Pfalz 2011 büßte die Partei die absolute Mandatsmehrheit ein und führt seitdem eine Koalition mit den Grünen. Somit verfügte die damalige schwarz-gelbe Koalition keine Mehrheit im Bundesrat mehr. Stattdessen herrscht momentan eine Mehrheit von SPD, Grünen, Linken und SSW.
Da die CDU in jüngerer Zeit einen noch rasanteren Mitgliederverlust verzeichnet, ist die SPD seit Juli 2012 wieder mitgliederstärkste Partei in Deutschland.

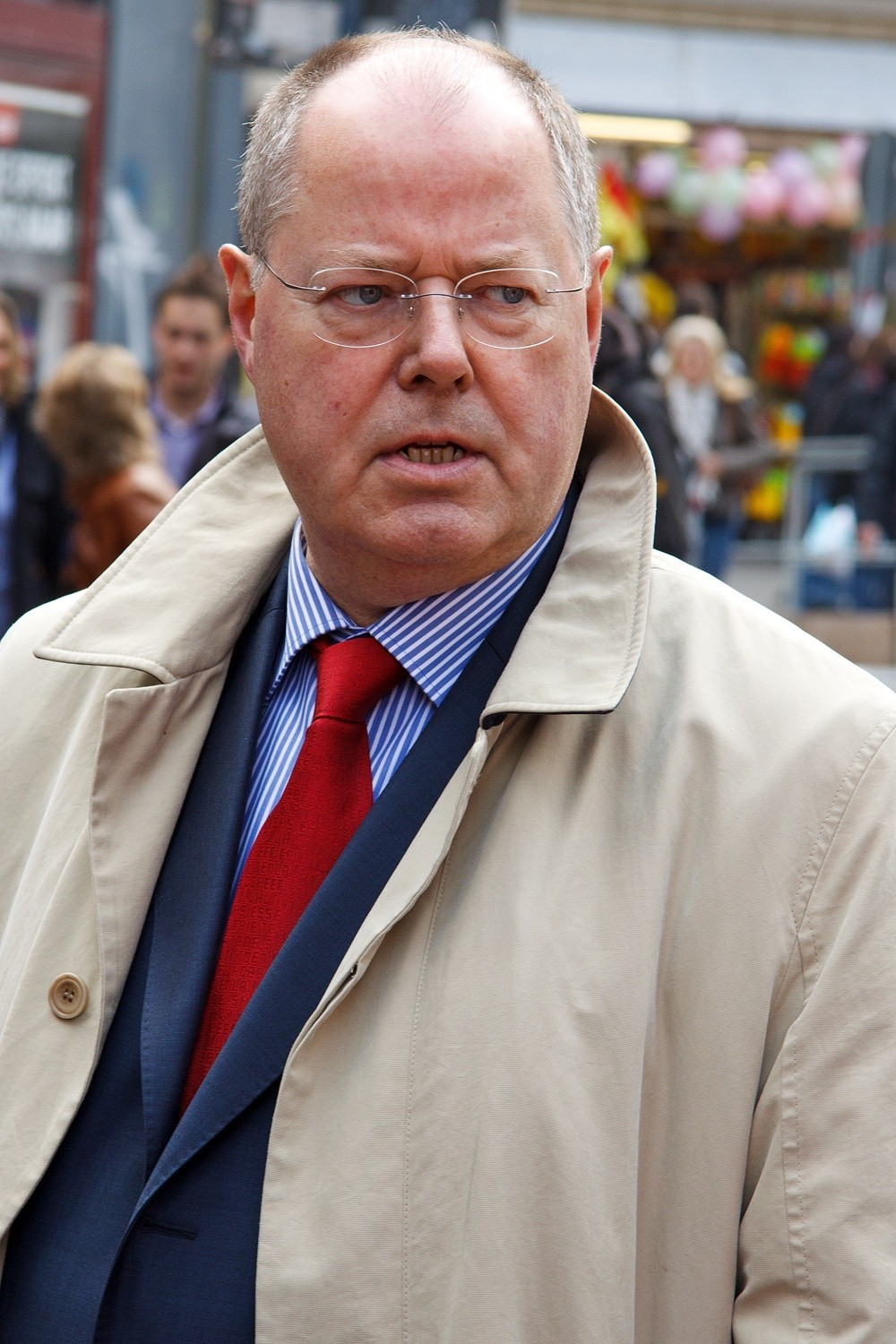
Peer Steinbrück, SPD-Kanzlerkandidat für die Bundestagswahl 2013

Im Rahmen einer gemeinsamen Pressekonferenz teilten Parteichef Sigmar Gabriel und Fraktionschef Frank-Walter Steinmeier in Beisein des ehemaligen Bundesfinanzministers Peer Steinbrück mit, dass Steinbrück als Kanzlerkandidat 2013 gegen Bundeskanzlerin Angela Merkel antreten würde. Er wurde am 1. Oktober 2012 vom SPD-Parteivorstand einstimmig nominiert. Steinbrück kündigte an, er strebe auf Bundesebene eine Neuauflage der rot-grünen Koalition an. Bündnisse seiner Partei mit der Piratenpartei Deutschland oder der Partei Die Linke nach der Bundestagswahl 2013 schloss Steinbrück bereits im Vorfeld aus. Zudem gab er an, nicht erneut Minister unter Bundeskanzlerin Angela Merkel werden zu wollen. Am 9. Dezember wurde Steinbrück mit 93 % zum Kanzlerkandidaten der SPD gewählt.
Im Jahr 2013 verließ die SPD zudem die Sozialistische Internationale (SI), nachdem sie die SI kritisiert hatte, weil manche Mitgliedsparteien von „Verbrechern“ geführt würden, die an Menschenrechtsverletzungen beteiligt gewesen waren. Die SPD gründete daraufhin die Progressive Allianz, der sich weltweit zahlreiche weiteren Parteien anschlossen.

#### 2013 bis 2017: Dritte Große Koalition

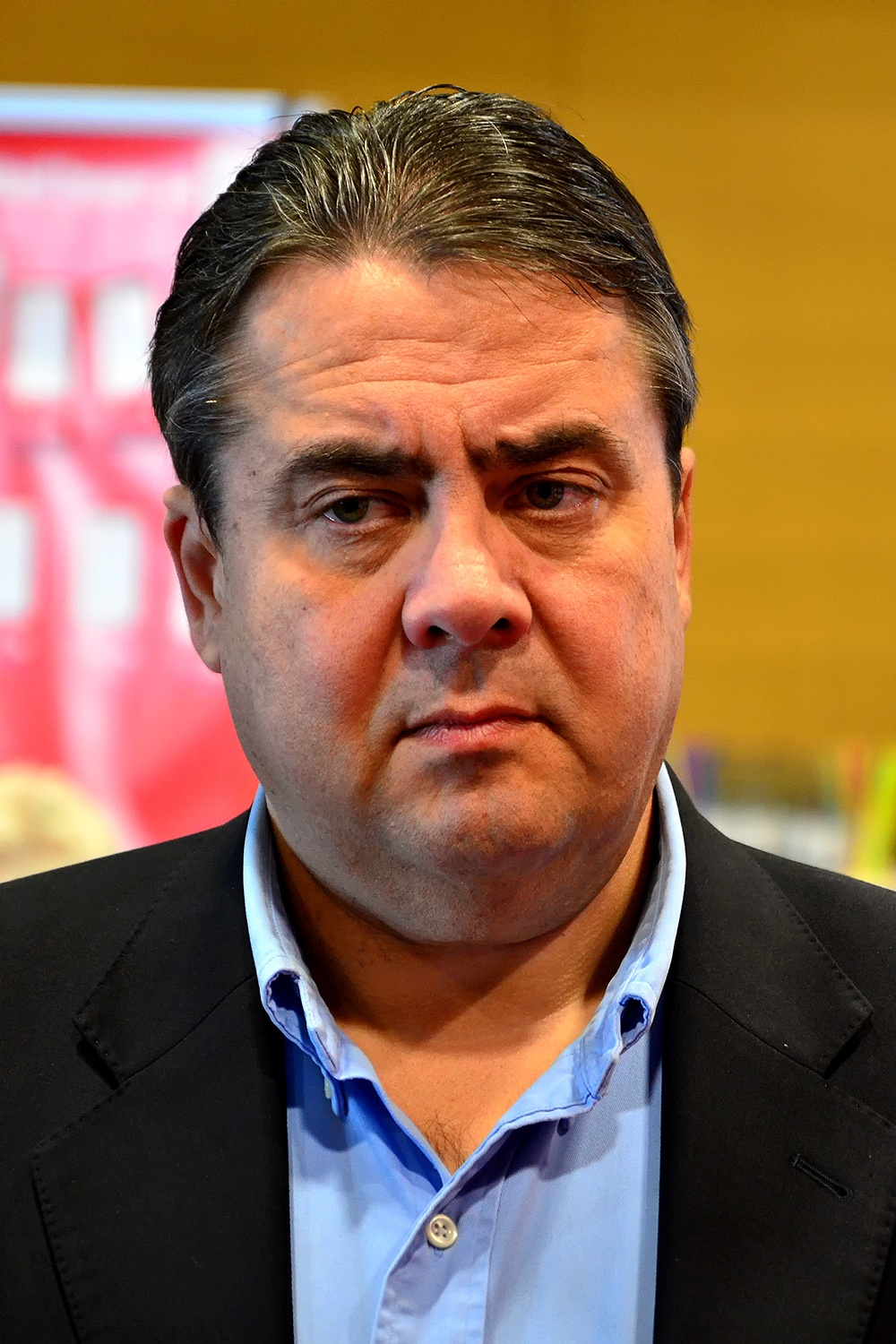
Sigmar Gabriel als damaliger SPD-Parteivorsitzender (2009–2017), Bundeswirtschaftsminister (2013–2017), Bundesaußenminister (2017–2018) und Vizekanzler (2013–2018)

Bei der Bundestagswahl 2013 konnte die SPD lediglich 25,7 % der Stimmen auf sich vereinen, was für eine rot-grüne Regierung nicht ausreichte. Die FDP, der bisherige Koalitionspartner der Unionsparteien CDU und CSU, erlangte allerdings nicht genug Stimmen, um im Bundestag zu verbleiben. Somit suchte die Union eine neue Partei für die Rolle des Koalitionspartners, wodurch es zu Sondierungsgesprächen mit der SPD kam.
Die SPD entschied vor der Bundestagswahl, über den Inhalt eines möglichen Koalitionsvertrags erstmals ein Mitgliedervotum durchzuführen. Dessen Ergebnis sollte umgesetzt werden, wenn sich mindestens 20 % der SPD-Mitglieder an der Abstimmung beteiligen würden.
Nachdem sich bei einer Wahlbeteiligung der Parteimitglieder von über 70 % gut Dreiviertel der abgegebenen Stimmen für eine Große Koalition ausgesprochen hatten, trat die SPD erneut in eine Koalition mit der CDU/CSU ein. Am 17. Dezember 2013 wurde die neue Bundesregierung im Kabinett Merkel III vereidigt. SPD-Parteichef Sigmar Gabriel übernahm die Position des Vizekanzlers und Bundeswirtschaftsministers. Frank-Walter Steinmeier wurde, wie bereits 2005 bis 2009, erneut Bundesaußenminister. Er führte das Amt bis Ende Januar 2017 und trat dann aufgrund seiner Kandidatur bei der Wahl des Bundespräsidenten am 12. Februar 2017 vom Amt zurück. Sein Nachfolger wurde Sigmar Gabriel, dessen Amt als Bundeswirtschaftsminister wiederum Brigitte Zypries übernahm.
Die SPD konnte sich in dem Koalitionsvertrag in vielen Themen durchsetzen, beispielsweise bei der Einführung eines Mindestlohnes von 8,50 €, einer gesetzlichen Frauenquote von 40 % in börsennotierten Unternehmen, dem Netzausbau, einer Reform des Erneuerbare-Energien-Gesetzes (EEG), einer Pflegereform, dem Elterngeld Plus, dem Ausbau von Kindertagesstätten, der Einführung einer Mietpreisbremse, der Abschaffung der Optionspflicht zugunsten der doppelten Staatsbürgerschaft und einer Rentenreform (u. a. Mindestrente, Rente mit 63).

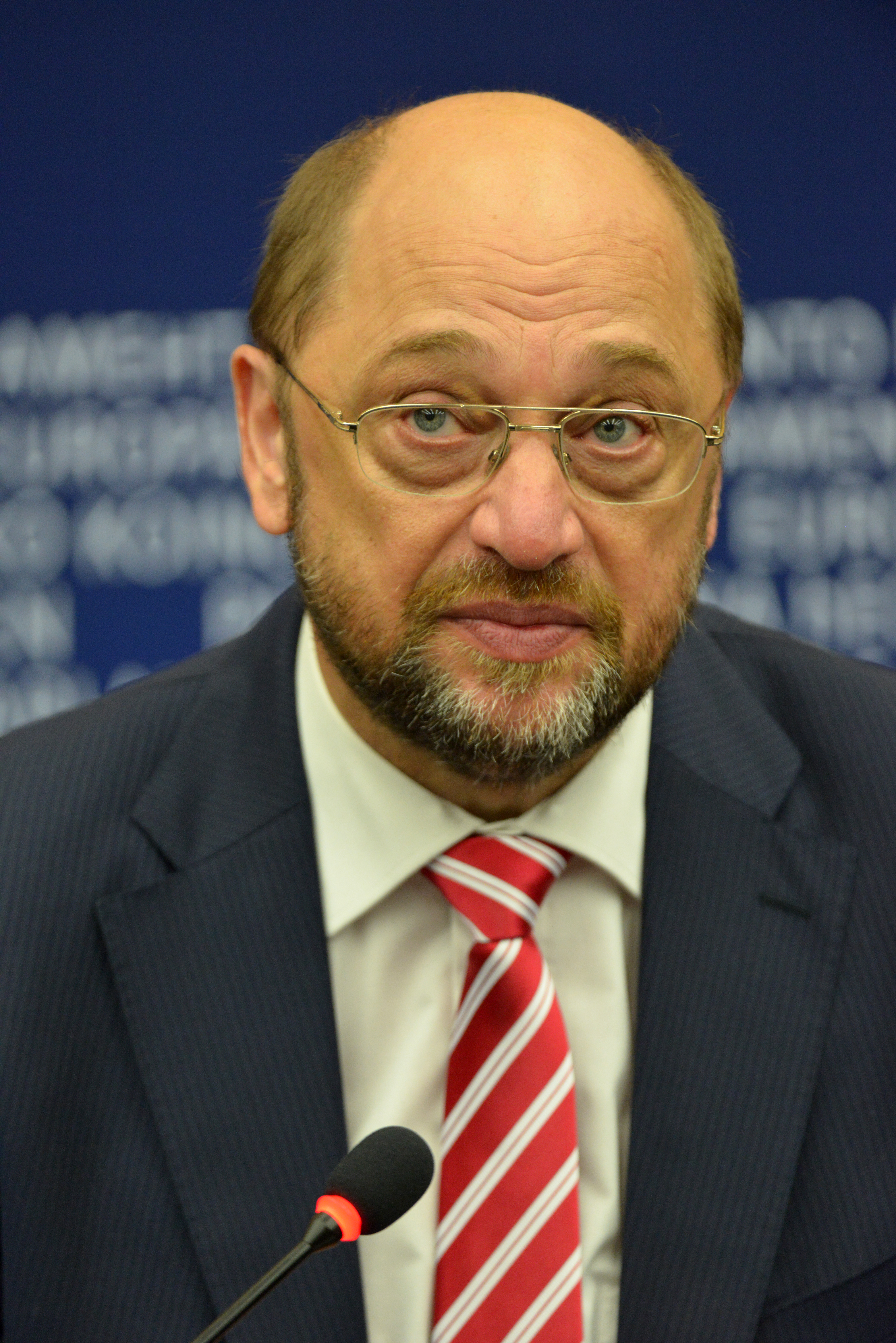
Martin Schulz als damaliger EU-Parlamentspräsident (2012–2017)

Für die Europawahl 2014 stellen die europäischen Parteifamilien erstmals europaweite Spitzenkandidaten für das Amt des Kommissionspräsidenten bereit. Für die europäische Sozialdemokratie trat der Präsident des Europäischen Parlaments, der deutsche Martin Schulz an. Dabei stellte die SPD das zweitbeste Ergebnis nach der Union mit 27,3 % und verbesserte sich damit um 6,5 % im Vergleich zu 2009.
Mit Beginn des Wahljahres 2017 verzichtete Sigmar Gabriel auf die Kanzlerkandidatur und sprach sich für Martin Schulz als Spitzenkandidaten und SPD-Vorsitzenden aus. Nach der Nominierung von Schulz durch den SPD-Parteivorstand am 29. Januar 2017 legte die SPD in Umfragen bundesweit deutlich zu, teilweise um bis zu 8 %. Innerhalb weniger Tage verzeichnete die SPD zudem mehrere tausend Parteieintritte. Der als „Schulz-Zug“ bekannte Popularitätsschub hielt nur wenige Monate an, die Landtagswahlen im Saarland, Schleswig-Holstein und Nordrhein-Westfalen verlor die SPD.

#### 2018 bis 2021: Vierte Große Koalition
Bei der Bundestagswahl 2017 erzielte die SPD mit 20,5 % ihr schlechtestes Ergebnis bei einer Bundestagswahl überhaupt. Unmittelbar nach dem Ergebnis erklärte die SPD, für eine Neuauflage der Großen Koalition nicht zur Verfügung zu stehen und in die Opposition zu gehen.
Aus der Landtagswahl in Niedersachsen am 15. Oktober ging die SPD als stärkste Kraft hervor und führt dort seither eine Koalition mit der CDU.
Nachdem die Verhandlungen für ein Schwarz-Gelb-Grünes-Bündnis („Jamaika-Koalition“) aus CDU/CSU, FDP und Grünen am 19. November gescheitert waren, erneuerte der SPD-Vorstand zunächst seine Ablehnung, in eine neue Regierung einzutreten. Nach einem Treffen zwischen Schulz und Bundespräsident Steinmeier erklärte der damalige Generalsekretär Hubertus Heil, man werde „sich Gesprächen nicht verschließen“.
Am 30. November trafen sich die Parteispitzen von SPD, CDU und CSU zu einem Gespräch mit dem Bundespräsidenten, in dem die Möglichkeit einer Regierungsbildung erörtert wurde. Nach fünfeinhalb-tägigen Sondierungsgesprächen legten die Parteispitzen am 12. Januar 2018 ein 28-seitiges Papier vor. Am 21. Januar stimmten auf einem Sonderparteitag der SPD in Bonn 56,4 % der Delegierten für die Aufnahme von Koalitionsverhandlungen mit CDU/CSU.

Die Spitzen von CDU, CSU und SPD bei der Unterzeichnung des Koalitionsvertrages 2018–2021

Am 7. Februar 2018 einigten sich die Spitzen von Union und SPD auf einen Koalitionsvertrag. Nach dem Rücktritt von Martin Schulz als Parteichef übernahm am 13. Februar Olaf Scholz als dienstältester Partei-Vize bis zur Wahl eines Nachfolgers durch einen Bundesparteitag kommissarisch das Amt des SPD-Parteivorsitzenden. Bei dem Mitgliedervotum, dessen Ergebnis am 4. März 2018 verkündet wurde, entschieden sich 66 % der SPD-Mitglieder für eine Große Koalition.
Am 9. März stellte die SPD ihre Minister im Kabinett Merkel IV vor, das am 14. März vereidigt wurde.

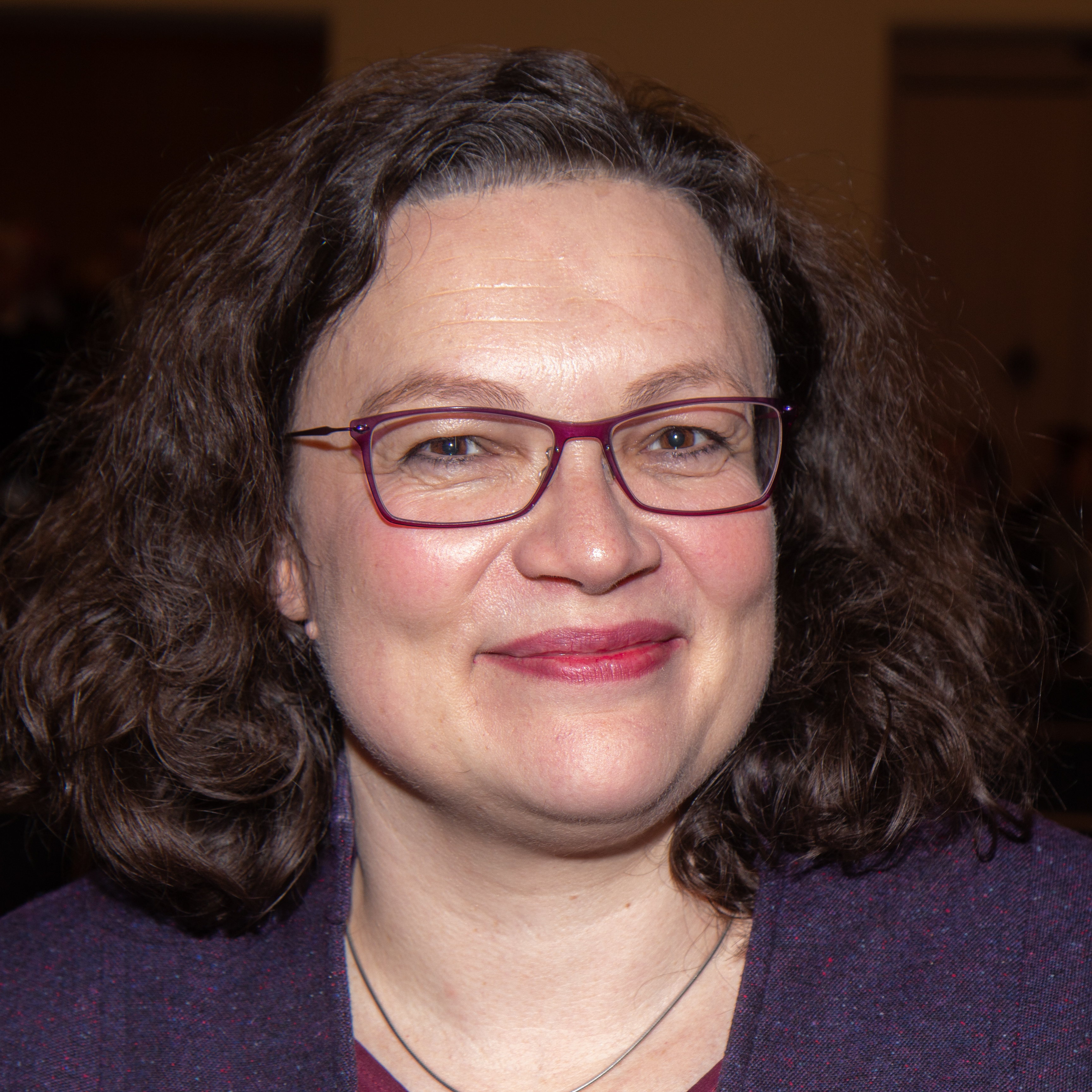
Andrea Nahles als damalige SPD-Parteivorsitzende (2018–2019)

Am 22. April 2018 wählte ein erneuter SPD-Sonderparteitag Andrea Nahles zur neuen Vorsitzenden. In einer Kampfabstimmung gegen die Flensburger Oberbürgermeisterin Simone Lange (27,5 %) erhielt Nahles rund 66 % der Delegiertenstimmen, das zweitschlechteste Ergebnis in der Geschichte einer SPD-Vorsitzendenwahl, allerdings das beste bei einer Wahl mit mehreren Kandidaten. Am 14. Oktober 2018 erzielte die SPD mit 9,7 % bei der Landtagswahl in Bayern ihr bis dahin schlechtestes Wahlergebnis bei einer Landtagswahl in Deutschland. Auch bei der kurz darauf stattfindenden Landtagswahl in Hessen erlitt die SPD deutliche Verluste und wurde erstmals nur drittstärkste Kraft in Hessen.
Das anschließende Wahljahr 2019 war ebenfalls von schweren Niederlagen für die Partei gekennzeichnet. Bei der Europawahl erzielte sie mit noch 15,8 Prozent das schlechteste gesamtdeutsche Ergebnis seit 1887 und war erstmals in der Geschichte der Bundesrepublik nur noch drittstärkste Kraft bei einer bundesweiten Wahl. Die folgenden Landtagswahlen endeten ebenfalls ausnahmslos mit Verlusten für die Partei, wobei sie in Bremen erstmals seit dem Zweiten Weltkrieg hinter der CDU lag und in Sachsen und Thüringen nur noch einstellige Ergebnisse hatte. Mit 7,7 Prozent in Sachsen hat sie nicht nur ihr schlechtestes Landtagswahlergebnis eingefahren, sondern ist erstmals auch kleinste Fraktion in einem aus mehr als drei Fraktionen bestehenden Landesparlament.

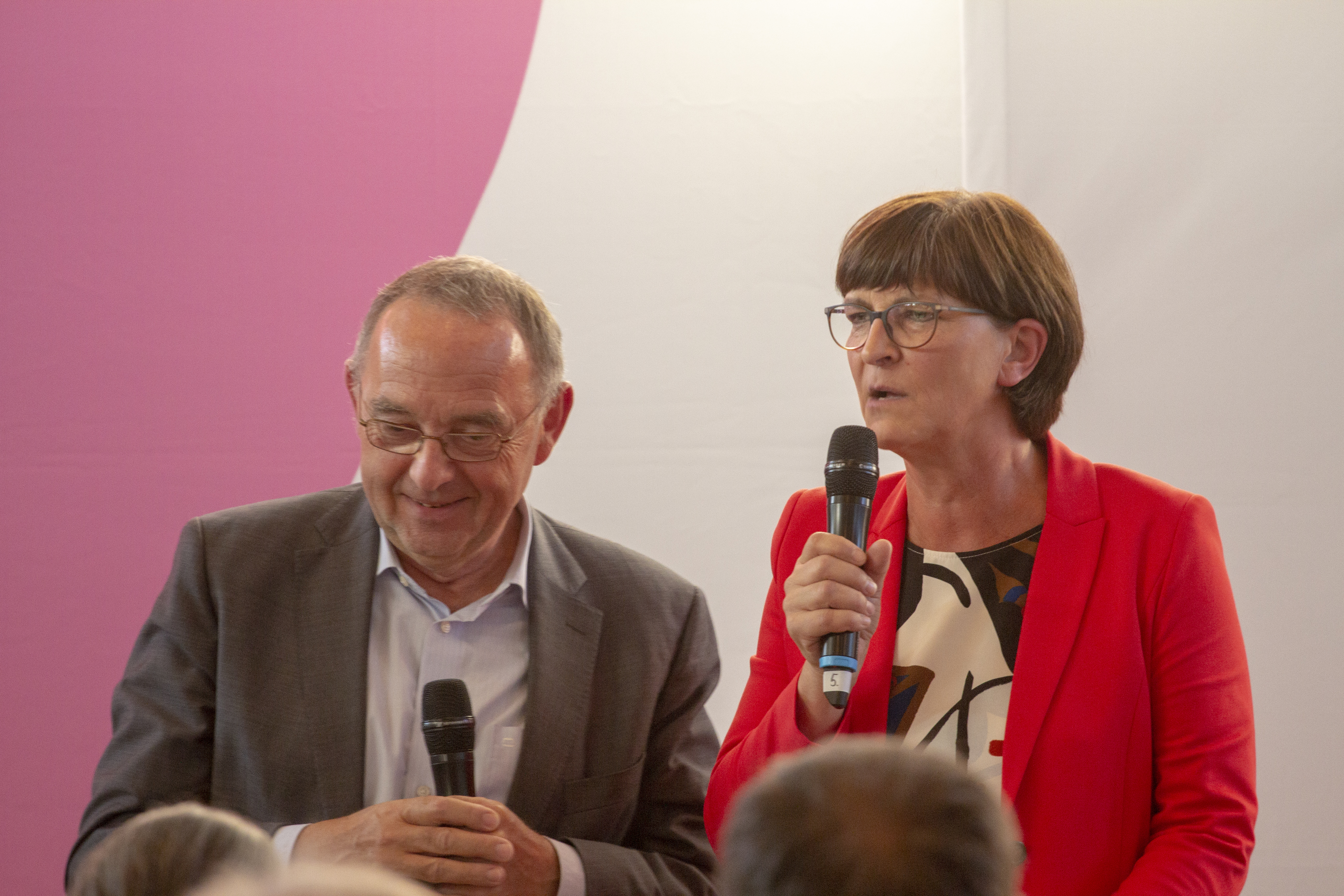
Norbert Walter-Borjans und Saskia Esken als amtierendes SPD-Parteivorsitzenden-Duo (2019–2021)

Nach dem am 3. Juni 2019 erfolgten Rücktritt von Andrea Nahles als Partei- und Fraktionschefin wurde die neue Parteispitze in einer Mitgliederbefragung ermittelt. Bei der Stichwahl im November 2019 setzten sich Saskia Esken und Norbert Walter-Borjans mit 53,1 zu 45,3 Prozent der Stimmen gegen Klara Geywitz und Olaf Scholz durch. Die formale Wahl erfolgte auf dem Bundesparteitag am 6. Dezember 2019. Esken wurde mit 75,9 Prozent der Delegiertenstimmen gewählt und Walter-Borjans mit 89,2 Prozent der Delegiertenstimmen. Die Wahl von Esken und Walter-Borjans wird zuweilen als „Linksruck“ charakterisiert. Gleichzeitig beschloss der Parteitag ein neues Sozialstaatskonzept, „um Hartz IV hinter uns zu lassen“ und „den Sozialstaat im 21. Jahrhundert fortzuentwickeln“. Damit will die Partei ihr „Hartz-IV-Trauma“ hinter sich lassen und wieder als linke Partei wahrgenommen werden.
Am 10. August 2020 nominierte der Parteivorstand Olaf Scholz auf Vorschlag der Parteivorsitzenden Saskia Esken und Norbert Walter-Borjans als Kanzlerkandidaten für die Bundestagswahl 2021. Er war zu dem Zeitpunkt der in Umfragen beliebteste SPD-Politiker, aber beim linken Parteiflügel umstritten.

#### 2021 bis 2025: Ampelkoalition unter Olaf Scholz

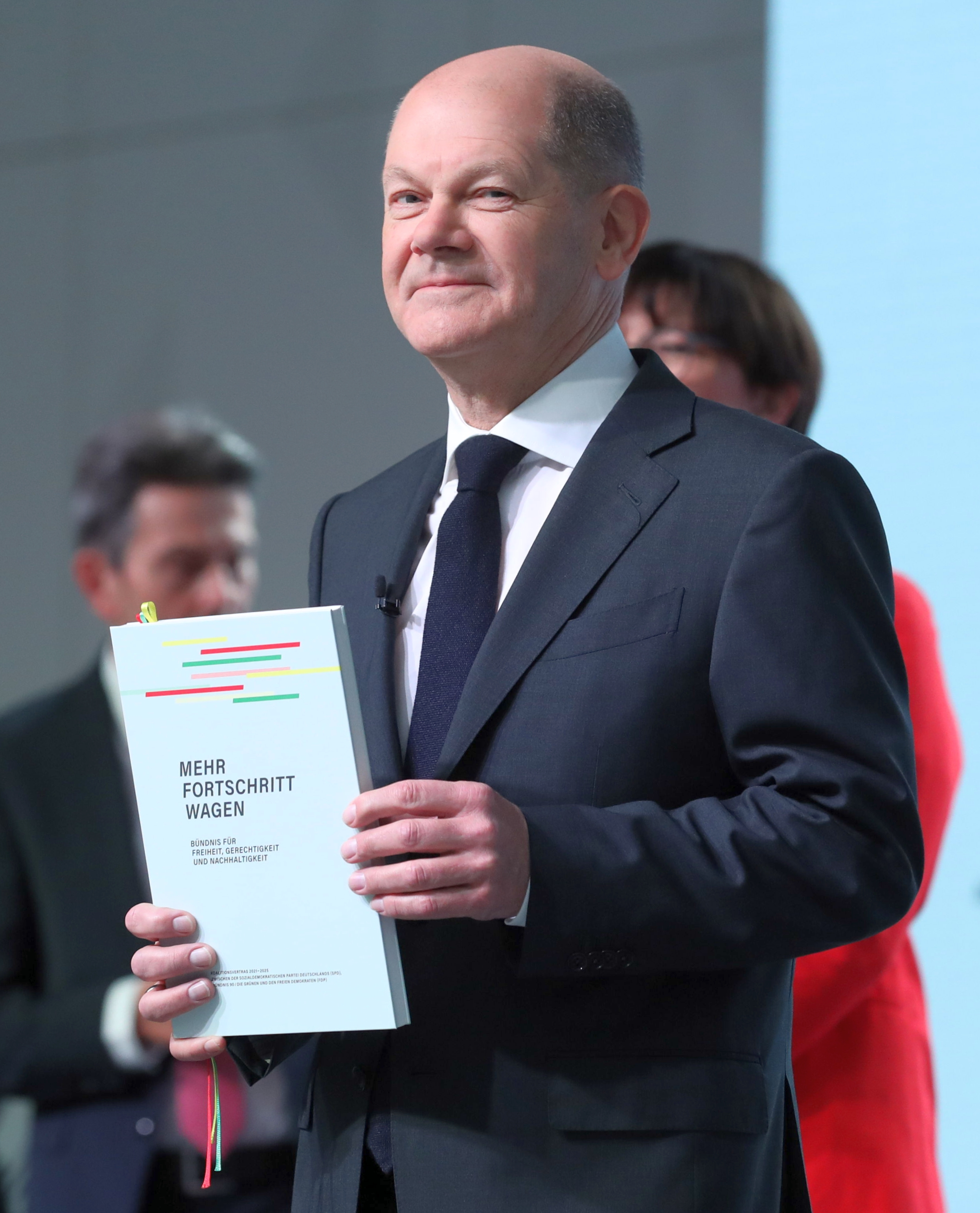
Olaf Scholz mit dem unterzeichneten Koalitionsvertrag der Ampelparteien (2021)

Bei der Bundestagswahl 2021 gewann die SPD 5,2 Prozentpunkte hinzu und wurde mit 25,7 Prozent erstmals seit 2002 stärkste Kraft bei einer Bundestagswahl. Sie verhandelte nach der Wahl mit Bündnis 90/Die Grünen und der FDP über die Bildung einer Ampelkoalition. Am 26. Oktober 2021 wurde mit Bärbel Bas zudem zum jeweils dritten Mal ein Sozialdemokrat und eine Frau zur Bundestagspräsidentin gewählt. Die neue Regierung wurde am 8. Dezember 2021 vereidigt und Olaf Scholz vom 20. Deutschen Bundestag zum neunten Bundeskanzler gewählt, er steht dem Kabinett Scholz vor.
Beim Bundesparteitag am 11. Dezember 2021 wurde Esken als Parteivorsitzende wiedergewählt. Ebenfalls zum Vorsitzenden gewählt wurde der bisherige Generalsekretär Lars Klingbeil, nachdem Walter-Borjans auf eine erneute Kandidatur zum Parteivorsitz verzichtet hatte.
Mit dem Russischen Überfall auf die Ukraine 2022 vollzog die SPD-geführte Bundesregierung eine erhebliche Änderung in ihrer Außen- und Sicherheitspolitik, die Bundeskanzler Scholz am 27. Februar 2022 in einer Sondersitzung des Deutschen Bundestag vorstellte. Scholz sprach bei einer Rede von einer Zeitenwende. Der SPD-Vorsitzende Klingbeil sagte: „Die Zeitenwende ist da und sie muss ausbuchstabiert werden.“ Die Wahrnehmung der 100-Tage-Bilanz der SPD-geführten Bundesregierung am 16. März 2022 wurde von den Ereignissen geprägt. Bei der Europawahl 2024 erreichte die Partei mit 13,9 Prozent (vorläufiges amtliches Ergebnis) erneut ihr schlechtestes Ergebnis bei einer gesamtdeutschen Wahl. Ende Juli 2024 beanstandeten Vertreter des linken Flügels um Rolf Mützenich die bei dem NATO-Gipfel 2024 in Washington von der Bundesregierung mit den USA getroffenen Übereinkunft zur Neustationierung konventioneller US-amerikanischen Mittelstreckenraketen und Marschflugkörper in Deutschland ab 2026.

#### Seit 2025: Fünfte Große Koalition
Nach der Bundestagswahl 2025, bei der die SPD ihr schlechtestes Wahlergebnis der Nachkriegszeit hinnehmen musste, wurden erneut Koalitionsgespräche mit den Unionsparteien geführt und ein Koalitionsvertrag verhandelt. Diesem stimmten die SPD-Mitglieder bei einem Mitgliedervotum zu. Am 6. Mai 2025 trat das Kabinett Merz schließlich sein Amt an.
In der zweiten Juniwoche 2025 stellten Ralf Stegner, Rolf Mützenich, Norbert Walter-Borjans, Hans Eichel und weitere Vertreter des linken SPD-Flügels in einem  „Manifest“ einen fundamentalen Politikwechsel in der Außen- und Sicherheitspolitik der Partei zur Debatte. Dieses lehnte die Stationierung neuer US-Mittelstreckenraketen in Deutschland ab, widersetzte sich klaren Zielvorgaben von 3,5 oder gar 5 Prozent des BIP für Verteidigungsausgaben und plädierte für direkte Gespräche mit Russland „nach dem Schweigen der Waffen“ in der Ukraine. Im Kern sollte ein Stopp des „Rüstungswettlaufs“ den Weg zum Frieden ebnen. Damit stellte sich die Verfasser offen gegen den Kurs von Parteichef Lars Klingbeil und Verteidigungsminister Boris Pistorius. Insgesamt unterzeichneten fünf von 120 SPD-Bundestagsabgeordneten das Papier. Der außenpolitische Sprecher der SPD-Bundestagsfraktion, Adis Ahmetovic, bezeichnete das Manifest als „in weiten Teilen fragwürdig“, das nicht die Beschlusslage von Fraktion oder Partei wiedergebe. Er forderte stattdessen eine Sicherheitsarchitektur, die gegen Russland entwickelt wird, solange dieses an seiner „aggressiv-imperialistischen Außenpolitik“ festhalte.

## Wahlergebnisse

### Reichstagswahlen 1871–1912
| Reichstagswahlergebnisse 1871–1912 | Reichstagswahlergebnisse 1871–1912 | Reichstagswahlergebnisse 1871–1912 |
| Jahr                               | Stimmen                            | Sitze                              |
| ---------------------------------- | ---------------------------------- | ---------------------------------- |
| 1871 1                             | 3,2 %                              | 2/382                              |
| 1874 1                             | 6,8 %                              | 9/397                              |
| 1877                               | 9,1 %                              | 12/397                             |
| 1878                               | 7,6 %                              | 9/397                              |
| 1881                               | 6,1 %                              | 12/397                             |
| 1884                               | 9,7 %                              | 24/397                             |
| 1887                               | 10,1 %                             | 11/397                             |
| 1890                               | 19,8 %                             | 35/397                             |
| 1893                               | 23,3 %                             | 44/397                             |
| 1898                               | 27,2 %                             | 56/397                             |
| 1903                               | 31,7 %                             | 81/397                             |
| 1907                               | 28,9 %                             | 43/397                             |
| 1912                               | 34,8 %                             | 110/397                            |

### Wahlen in der Weimarer Republik 1919–1933
| Reichstagswahlergebnisse 1919–1933 | Reichstagswahlergebnisse 1919–1933 | Reichstagswahlergebnisse 1919–1933 |
| Jahr                               | Stimmenanteil                      | Sitze                              |
| ---------------------------------- | ---------------------------------- | ---------------------------------- |
| 1919 1                             | 37,9 %                             | 163/423                            |
| 1920                               | 21,7 %                             | 102/459                            |
| 1924 (Mai)                         | 20,5 %                             | 100/472                            |
| 1924 (Dezember)                    | 26,0 %                             | 131/493                            |
| 1928                               | 29,8 %                             | 153/491                            |
| 1930                               | 24,5 %                             | 143/577                            |
| 1932 (Juli)                        | 21,6 %                             | 133/608                            |
| 1932 (November)                    | 20,4 %                             | 121/584                            |
| 1933                               | 18,3 %                             | 120/647                            |

### Bundestagswahlen seit 1949

Grafische Übersicht über die Wahlergebnisse

Zweitstimmenanteil der SPD bei der Bundestagswahl 2017 nach Wahlkreisen

| Bundestagswahlergebnisse | Bundestagswahlergebnisse | Bundestagswahlergebnisse | Bundestagswahlergebnisse | Bundestagswahlergebnisse |
| Jahr                     | Stimmenanzahl            | Stimmenanteil            | Sitze                    | Kanzlerkandidat          |
| ------------------------ | ------------------------ | ------------------------ | ------------------------ | ------------------------ |
| 1949                     | 06.934.975               | 29,2 %                   | 131/402                  | Kurt Schumacher          |
| 1953                     | 07.944.943               | 28,8 %                   | 162/509                  | Erich Ollenhauer         |
| 1957                     | 09.495.571               | 31,8 %                   | 181/519                  | Erich Ollenhauer         |
| 1961                     | 11.427.355               | 36,2 %                   | 203/521                  | Willy Brandt             |
| 1965                     | 12.813.186               | 39,3 %                   | 217/518                  | Willy Brandt             |
| 1969                     | 14.065.716               | 42,7 %                   | 237/518                  | Willy Brandt             |
| 1972                     | 17.175.169               | 45,8 %                   | 242/518                  | Willy Brandt             |
| 1976                     | 16.099.019               | 42,6 %                   | 224/518                  | Helmut Schmidt           |
| 1980                     | 16.260.677               | 42,9 %                   | 228/519                  | Helmut Schmidt           |
| 1983                     | 14.865.807               | 38,2 %                   | 202/520                  | Hans-Jochen Vogel        |
| 1987                     | 14.025.763               | 37,0 %                   | 193/519                  | Johannes Rau             |
| 1990                     | 15.545.366               | 33,5 %                   | 239/662                  | Oskar Lafontaine         |
| 1994                     | 17.140.354               | 36,4 %                   | 252/672                  | Rudolf Scharping         |
| 1998                     | 20.181.269               | 40,9 %                   | 298/669                  | Gerhard Schröder         |
| 2002                     | 18.488.668               | 38,5 %                   | 251/603                  | Gerhard Schröder         |
| 2005                     | 16.194.665               | 34,2 %                   | 222/614                  | Gerhard Schröder         |
| 2009                     | 09.990.488               | 23,0 %                   | 146/622                  | Frank-Walter Steinmeier  |
| 2013                     | 11.252.215               | 25,7 %                   | 193/631                  | Peer Steinbrück          |
| 2017                     | 09.538.367               | 20,5 %                   | 153/709                  | Martin Schulz            |
| 2021                     | 11.901.558               | 25,7 %                   | 206/735                  | Olaf Scholz              |
| 2025                     | 08.149.124               | 16,4 %                   | 120/630                  | Olaf Scholz              |

### Europawahlen seit 1979
| Europawahlergebnisse | Europawahlergebnisse | Europawahlergebnisse | Europawahlergebnisse | Europawahlergebnisse |
| Jahr                 | Stimmenanzahl        | Stimmenanteil        | Sitze                | Spitzenkandidat      |
| -------------------- | -------------------- | -------------------- | -------------------- | -------------------- |
| 1979                 | 11.370.045           | 40,8 %               | 35/81                | Willy Brandt         |
| 1984                 | 9.296.417            | 37,4 %               | 33/81                | Katharina Focke      |
| 1989                 | 10.525.728           | 37,3 %               | 31/81                | Gerd Walter          |
| 1994                 | 11.389.697           | 32,2 %               | 40/99                | Klaus Hänsch         |
| 1999                 | 8.307.085            | 30,7 %               | 33/99                | Klaus Hänsch         |
| 2004                 | 5.547.971            | 21,5 %               | 23/99                | Martin Schulz        |
| 2009                 | 5.472.566            | 20,8 %               | 23/99                | Martin Schulz        |
| 2014                 | 7.999.955            | 27,3 %               | 27/96                | Martin Schulz        |
| 2019                 | 5.914.953            | 15,8 %               | 16/96                | Katarina Barley      |
| 2024                 | 5.551.545            | 13,9 %               | 14/96                | Katarina Barley      |

## Wählerschaft

Zweitstimmenanteil der SPD bei der Bundestagswahl 2025 nach Wahlkreisen.

Die SPD zieht Stimmen aus allen Bevölkerungsschichten auf sich, dennoch ist in bestimmten Gruppen ein höherer Anteil an der Wählerschaft festzustellen. Während geschichtsbedingt früher vor allem der „kleine Mann“ die SPD wählte, ist der Anteil der Wähler, die aus der Arbeiterklasse und einkommensarmen Schichten stammen, heute weit niedriger als zu Gründungszeiten. Der Anteil der Angestellten mit höherem Schulabschluss und der Selbständigen ist dagegen stetig gestiegen.
Am besten schnitt die Partei in der Gruppe der über 60-Jährigen ab. Frauen und Männer sind in der Wählerschaft annähernd gleich stark vertreten.
Geografisch ist eine Konzentration der Wählerschaft auf eher protestantisch geprägte Gebiete im Westen und Norden der Republik festzustellen. Durch die Stärke der Union im Süden sowie den Erfolgen der Linkspartei im Osten konnte die SPD in diesen Gebieten kaum Fuß fassen. Des Weiteren wird die SPD vermehrt von Menschen aus einem großstädtischen Umfeld gewählt. Sie stellt 25 der 50 Bürgermeister der einwohnerstärksten Städte Deutschlands (Stand Mai 2025).

## Persönlichkeiten

### Gegenwart
Bundeskabinettsmitglieder
| Name                 | Name                 | Amt                                                                            | Amt                                                                         | Beginn der Amtszeit | Parl. Staatssekretär bzw. Staatsminister                        |
| -------------------- | -------------------- | ------------------------------------------------------------------------------ | --------------------------------------------------------------------------- | ------------------- | --------------------------------------------------------------- |
| Lars Klingbeil       | Lars Klingbeil       | Bundesministerium der Finanzen                                                 | Bundesminister der Finanzen                                                 | 6. Mai 2025         | Elisabeth Kaiser (SPD) Dennis Rohde (SPD) Michael Schrodi (SPD) |
| Boris Pistorius      | Boris Pistorius      | Bundesministerium der Verteidigung                                             | Bundesminister der Verteidigung                                             | 19. Januar 2023     | Nils Schmid (SPD) Sebastian Hartmann (SPD)                      |
| Stefanie Hubig       | Stefanie Hubig       | Bundesministerium der Justiz und für Verbraucherschutz                         | Bundesministerin der Justiz und für Verbraucherschutz                       | 6. Mai 2025         | Anette Kramme (SPD) Frank Schwabe (SPD)                         |
| Bärbel Bas           | Bärbel Bas           | Bundesministerium für Arbeit und Soziales                                      | Bundesministerin für Arbeit und Soziales                                    | 6. Mai 2025         | Natalie Pawlik (SPD) Katja Mast (SPD) Kerstin Griese (SPD)      |
| Carsten Schneider    | Carsten Schneider    | Bundesministerium für Umwelt, Klimaschutz, Naturschutz und nukleare Sicherheit | Bundesminister für Umwelt, Klimaschutz, Naturschutz und nukleare Sicherheit | 6. Mai 2025         | Carsten Träger (SPD) Rita Schwarzelühr-Sutter (SPD)             |
| Reem Alabali Radovan | Reem Alabali Radovan | Bundesministerium für wirtschaftliche Zusammenarbeit und Entwicklung           | Bundesministerin für wirtschaftliche Zusammenarbeit und Entwicklung         | 6. Mai 2025         | Bärbel Kofler (SPD) Johann Saathoff (SPD)                       |
| Verena Hubertz       | Verena Hubertz       | Bundesministerium für Wohnen, Stadtentwicklung und Bauwesen                    | Bundesministerin für Wohnen, Stadtentwicklung und Bauwesen                  | 6. Mai 2025         | Sören Bartol (SPD) Sabine Poschmann (SPD)                       |

Regierungschefs in den Ländern
Die SPD stellt derzeit sieben Ministerpräsidenten bzw. Bürgermeister von Stadtstaaten.
| Name                 | Name                 | Land                   | Land                         | Land                   | Beginn der Amtszeit | Kabinett bzw. Senat    | Zugehörigkeit zu den Landesparlamenten |
| -------------------- | -------------------- | ---------------------- | ---------------------------- | ---------------------- | ------------------- | ---------------------- | --- |
| Dietmar Woidke       | Dietmar Woidke       | Brandenburg            | Landeswappen Brandenburg     | Brandenburg            | 28. August 2013     | Kabinett Woidke IV     | als Oppositionspartei vertreten als kleiner Koalitionspartner in der Regierung als großer Koalitionspartner in der Regierung und den Regierungschef stellend als alleinige Regierungspartei |
| Manuela Schwesig     | Manuela Schwesig     | Mecklenburg-Vorpommern | Mecklenburg-Vorpommern       | Mecklenburg-Vorpommern | 4. Juli 2017        | Kabinett Schwesig II   | als Oppositionspartei vertreten als kleiner Koalitionspartner in der Regierung als großer Koalitionspartner in der Regierung und den Regierungschef stellend als alleinige Regierungspartei |
| Peter Tschentscher   | Peter Tschentscher   | Hamburg                | Landeswappen Hamburg         | Hamburg                | 28. März 2018       | Senat Tschentscher III | als Oppositionspartei vertreten als kleiner Koalitionspartner in der Regierung als großer Koalitionspartner in der Regierung und den Regierungschef stellend als alleinige Regierungspartei |
| Andreas Bovenschulte | Andreas Bovenschulte | Bremen                 | Landeswappen Bremen          | Bremen                 | 15. August 2019     | Senat Bovenschulte II  | als Oppositionspartei vertreten als kleiner Koalitionspartner in der Regierung als großer Koalitionspartner in der Regierung und den Regierungschef stellend als alleinige Regierungspartei |
| Anke Rehlinger       | Anke Rehlinger       |                        | Landeswappen Saarland        | Saarland               | 25. April 2022      | Kabinett Rehlinger     | als Oppositionspartei vertreten als kleiner Koalitionspartner in der Regierung als großer Koalitionspartner in der Regierung und den Regierungschef stellend als alleinige Regierungspartei |
| Alexander Schweitzer | Alexander Schweitzer | Rheinland-Pfalz        | Landeswappen Rheinland-Pfalz | Rheinland-Pfalz        | 10. Juli 2024       | Kabinett Schweitzer    | als Oppositionspartei vertreten als kleiner Koalitionspartner in der Regierung als großer Koalitionspartner in der Regierung und den Regierungschef stellend als alleinige Regierungspartei |
| Olaf Lies            | Olaf Lies            | Niedersachsen          | Niedersachsen                | Niedersachsen          | 20. Mai 2025        | Kabinett Lies          | als Oppositionspartei vertreten als kleiner Koalitionspartner in der Regierung als großer Koalitionspartner in der Regierung und den Regierungschef stellend als alleinige Regierungspartei |

Folgende Politiker sind in ihren Ländern stellvertretender Ministerpräsident unter einem Regierungschef der CDU:
- Armin Willingmann in Sachsen-Anhalt unter Reiner Haseloff (CDU) seit dem 16. September 2021
- Franziska Giffey in Berlin unter Kai Wegner (CDU) seit dem 27. April 2023
- Kaweh Mansoori in Hessen unter Boris Rhein (CDU) seit dem 18. Januar 2024
- Georg Maier in Thüringen unter Mario Voigt (CDU) seit dem 13. Dezember 2024
- Petra Köpping in Sachsen unter Michael Kretschmer (CDU) seit dem 19. Dezember 2024

### Parteivorsitzende

#### 1890–1945
Bis zum Zweiten Weltkrieg wurde die SPD meist von mehreren Vorsitzenden zugleich geführt. Daher überschneiden sich die Amtszeiten.
| Bild | Name (Amtszeit)                                    | Name (Amtszeit)                                    | Bild                                                            | Name (Amtszeit)                                     | Name (Amtszeit)                                         |
| ---- | -------------------------------------------------- | -------------------------------------------------- | --------------------------------------------------------------- | --------------------------------------------------- | ------------------------------------------------------- |
|      | Alwin Gerisch (1890–1892)                          | Alwin Gerisch (1890–1892)                          |                                                                 | Paul Singer (1890–1911)                             | Paul Singer (1890–1911)                                 |
|      | August Bebel (1892–1913)                           |                                                    |                                                                 | Paul Singer (1890–1911)                             | Paul Singer (1890–1911)                                 |
|      | Friedrich Ebert (1913–1919) danach Reichspräsident | Friedrich Ebert (1913–1919) danach Reichspräsident |                                                                 | Hugo Haase (1911–1916) danach Vorsitzender der USPD | Hugo Haase (1911–1916) danach Vorsitzender der USPD     |
|      | Friedrich Ebert (1913–1919) danach Reichspräsident | Friedrich Ebert (1913–1919) danach Reichspräsident | Philipp Scheidemann (1916–1919) danach Reichs-Ministerpräsident |                                                     |                                                         |
| Bild | Name (Amtszeit)                                    | Bild                                               | Name (Amtszeit)                                                 | Bild                                                | Name (Amtszeit)                                         |
|      | Hermann Müller (1919–1928) danach Reichskanzler    |                                                    | Otto Wels (1919–1939 ab 1933 im Exil)                           |                                                     | Arthur Crispien (1922–1933) davor Vorsitzender der USPD |
|      | Hans Vogel (1931–1945 ab 1933 im Exil)             |                                                    | Otto Wels (1919–1939 ab 1933 im Exil)                           |                                                     |                                                         |

#### 1945–1990

##### Westzonen/Bundesrepublik Deutschland
| Bild | Bild | Name              | Amtszeit |
| ---- | ---- | ----------------- | --- |
| 1    |      | Kurt Schumacher   | 1945–1946 Vorsitzender in der Britischen Besatzungszone 11. Mai 1946 – 20. August 1952 Vorsitzender in den Westzonen |
| 2    |      | Erich Ollenhauer  | 27. September 1952 – 14. Dezember 1963                                                                               |
| 3    |      | Willy Brandt      | 16. Februar 1964 – 14. Juni 1987                                                                                     |
| 4    |      | Hans-Jochen Vogel | 14. Juni 1987 – 26. September 1990                                                                                   |

##### Sowjetische Besatzungszone / DDR
| Bild                                                   | Name             | Amtszeit |
| ------------------------------------------------------ | ---------------- | --- |
|                                                        | Otto Grotewohl   | 1945–1946 Vorsitzender in der Sowjetischen Besatzungszone ab 1946 Ko-Vorsitzender der Sozialistische Einheitspartei Deutschlands |
| Neugründung der Sozialdemokratischen Partei in der DDR |                  | |
|                                                        | Stephan Hilsberg | 7. Oktober 1989 – 23. Februar 1990 Erster Sprecher                                                                               |
|                                                        | Ibrahim Böhme    | 23. Februar 1990 – 1. April 1990                                                                                                 |
|                                                        | Markus Meckel    | 8. April 1990 – 9. Juni 1990 kommissarisch                                                                                       |
|                                                        | Wolfgang Thierse | 9. Juni 1990 – 26. September 1990                                                                                                |

Am 26. September 1990 vereinigte sich die SPD in der DDR mit ihrem westdeutschen Pendant.

#### 1990–2019
| Bild | Bild                    | Name                                          | Amtszeit                                           |
| ---- | ----------------------- | --------------------------------------------- | -------------------------------------------------- |
| 4    |                         | Hans-Jochen Vogel                             | 27. September 1990 – 29. Mai 1991                  |
| 5    |                         | Björn Engholm                                 | 29. Mai 1991 – 5. Mai 1993                         |
|      |                         | Johannes Rau                                  | 5. Mai 1993 – 25. Juni 1993 kommissarisch          |
| 6    |                         | Rudolf Scharping                              | 25. Juni 1993 – 16. November 1995                  |
| 7    |                         | Oskar Lafontaine                              | 16. November 1995 – 12. März 1999                  |
| 8    |                         | Gerhard Schröder                              | 12. März 1999 – 21. Juli 2004                      |
| 9    |                         | Franz Müntefering                             | 21. Juli 2004 – 15. März 2005                      |
| 10   |                         | Matthias Platzeck                             | 15. März 2005 – 10. April 2006                     |
| 11   |                         | Kurt Beck                                     | 10. April 2006 – 7. September 2008                 |
|      |                         | Frank-Walter Steinmeier                       | 7. September 2008 – 18. Oktober 2008 kommissarisch |
| 12   |                         | Franz Müntefering                             | 18. Oktober 2008 – 13. November 2009               |
| 13   |                         | Sigmar Gabriel                                | 13. November 2009 – 19. März 2017                  |
| 14   |                         | Martin Schulz                                 | 19. März 2017 – 13. Februar 2018                   |
|      |                         | Olaf Scholz                                   | 13. Februar 2018 – 22. April 2018 kommissarisch    |
| 15   |                         | Andrea Nahles                                 | 22. April 2018 – 3. Juni 2019                      |
|      |                         | Manuela Schwesig                              | 3. Juni 2019 – 10. September 2019 kommissarisch    |
|      | Thorsten Schäfer-Gümbel | 3. Juni 2019 – 1. Oktober 2019 kommissarisch  |                                                    |
|      | Malu Dreyer             | 3. Juni 2019 – 6. Dezember 2019 kommissarisch |                                                    |

#### Seit 2019
| Nr. | Bild | Name                   | Amtszeit                             | Bild       | Name               | Amtszeit                         |
| --- | ---- | ---------------------- | ------------------------------------ | ---------- | ------------------ | -------------------------------- |
| 16  |      | Norbert Walter-Borjans | 6. Dezember 2019 – 11. Dezember 2021 |            | Saskia Esken       | 6. Dezember 2019 – 27. Juni 2025 |
| 17  |      | Lars Klingbeil         | seit 11. Dezember 2021               |            | Saskia Esken       | 6. Dezember 2019 – 27. Juni 2025 |
| 18  |      | Lars Klingbeil         | seit 11. Dezember 2021               | Bärbel Bas | seit 27. Juni 2025 |                                  |

### Bundesgeschäftsführer

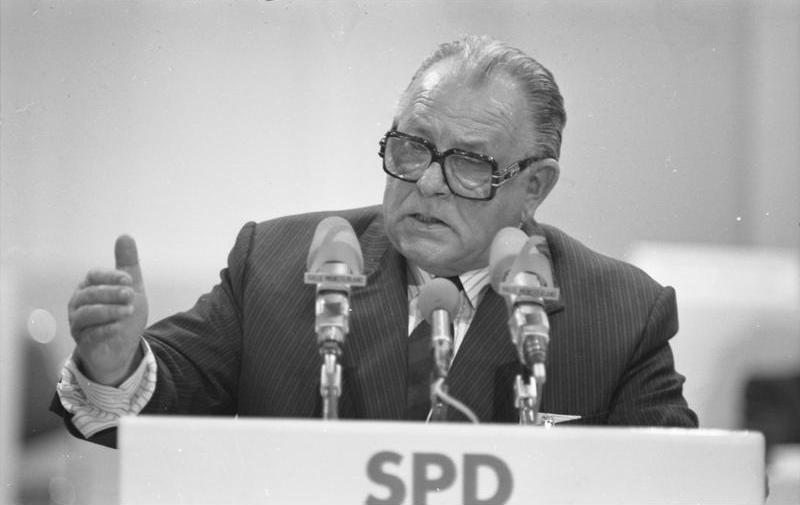
Hans-Jürgen Wischnewski (2. Oktober 1968 bis 18. Dezember 1971)
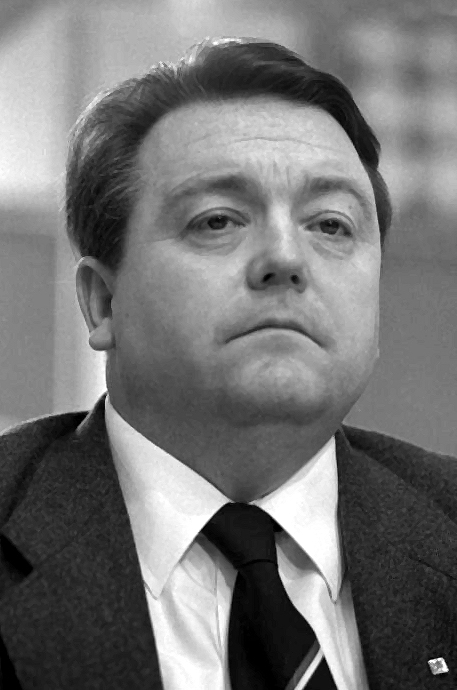
Holger Börner (24. Januar 1972 bis 12. Oktober 1976)
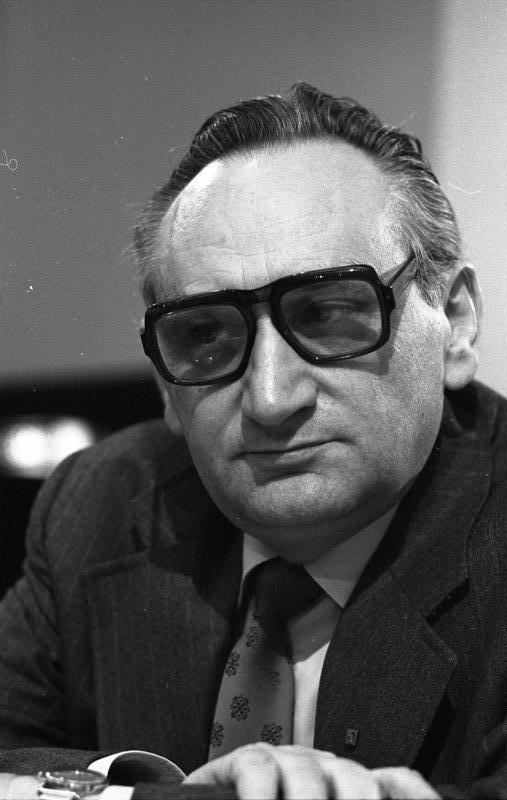
Egon Bahr (15. Dezember 1976 bis 23. Februar 1981)
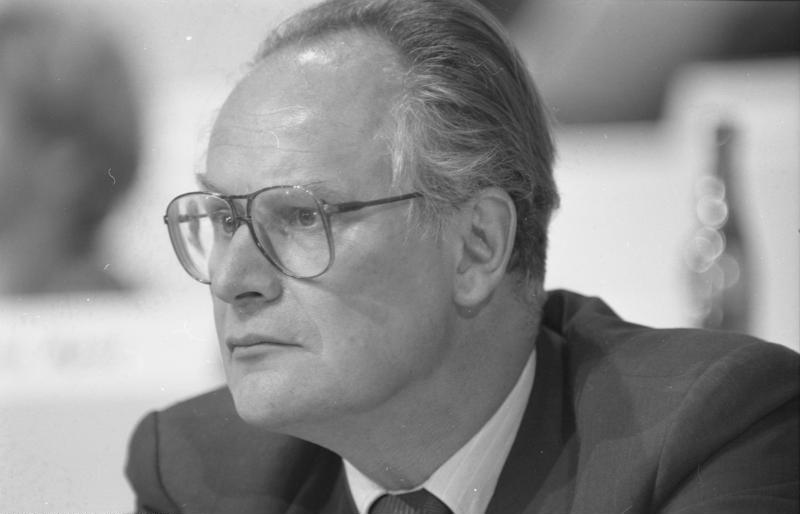
Peter Glotz (23. Februar 1981 bis 15. Juni 1987)
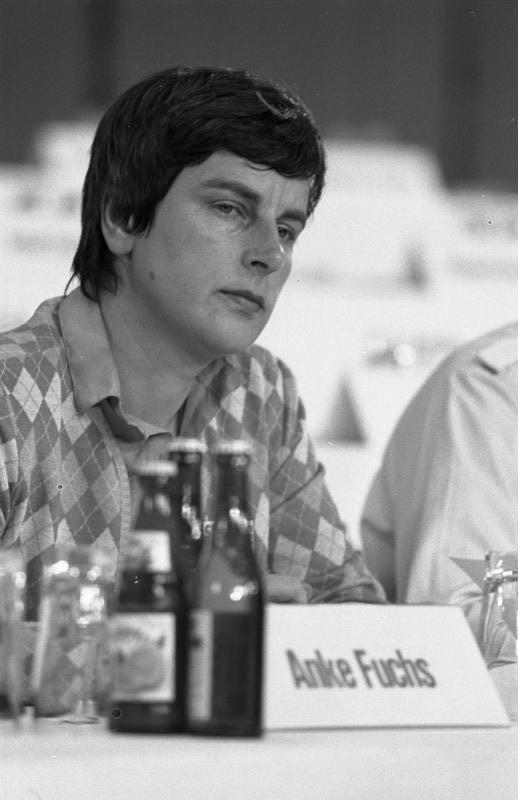
Anke Fuchs (15. Juni 1987 bis 30. Mai 1991)
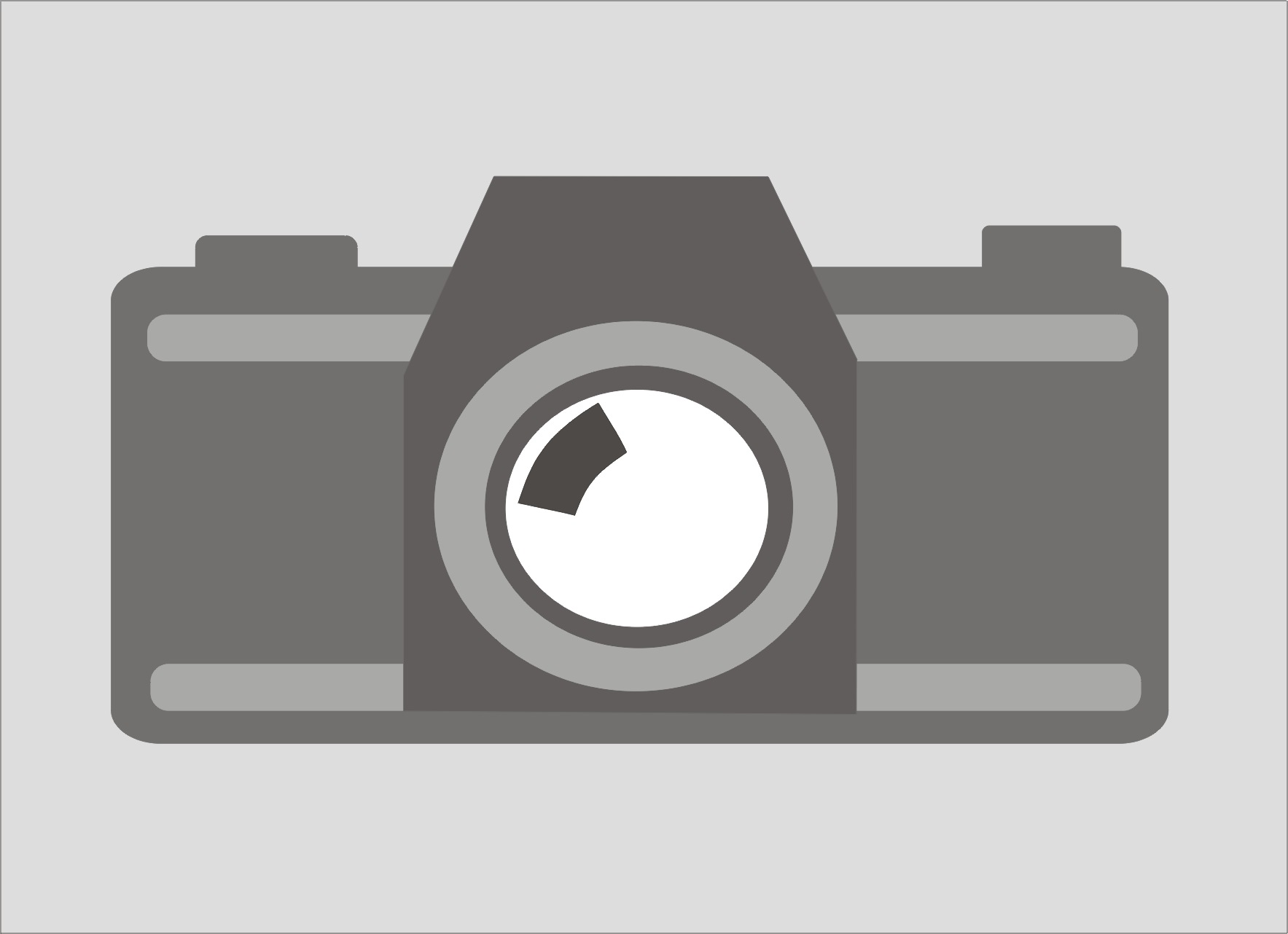
Karlheinz Blessing (30. Mai 1991 bis 16. August 1993)
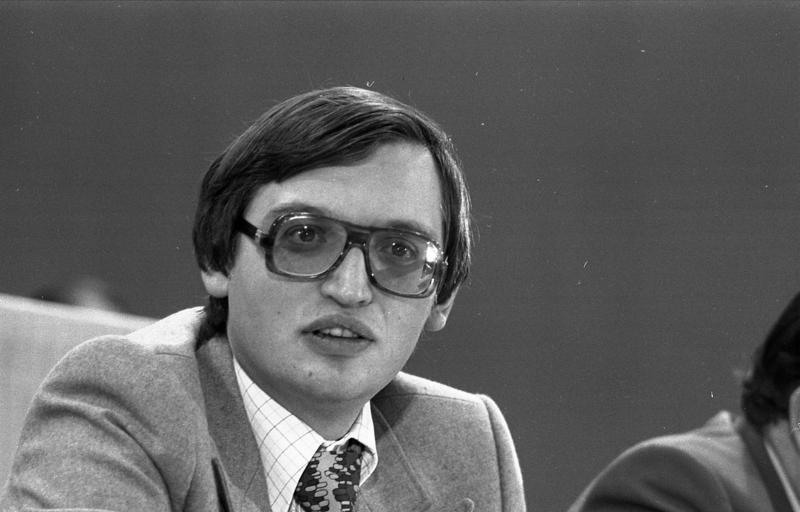
Günter Verheugen (16. August 1993 bis 29. September 1995)
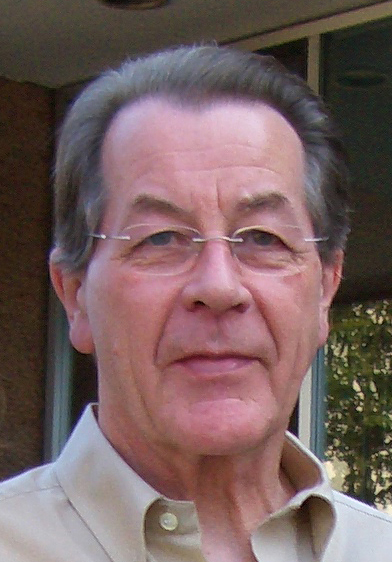
Franz Müntefering (16. Oktober 1995 bis 2. November 1998 und 6. September 1999 bis 13. Dezember 1999)
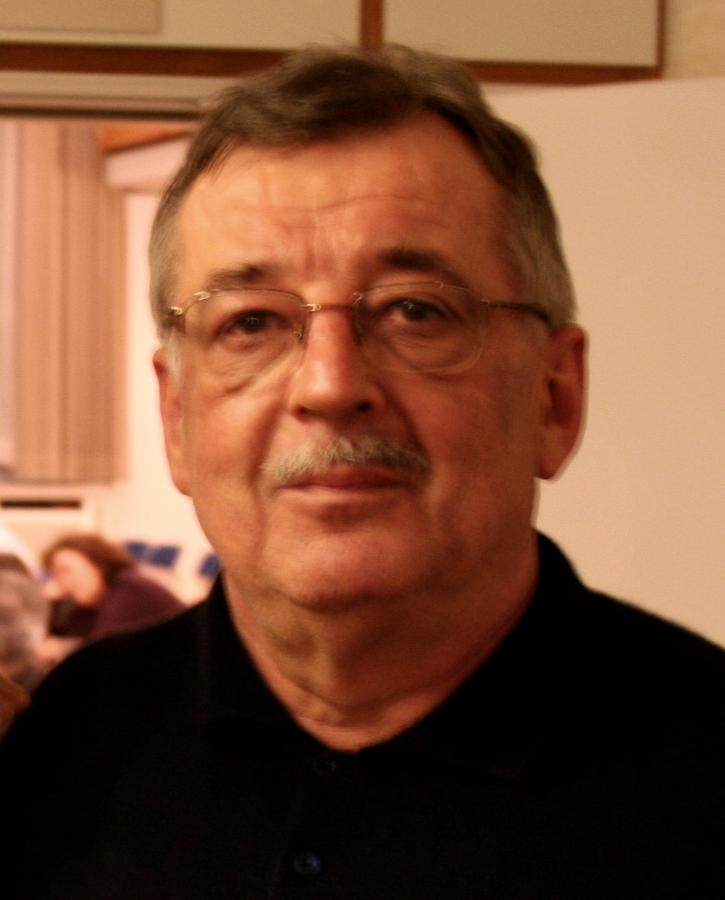
Ottmar Schreiner (2. November 1998 bis 6. September 1999)
Matthias Machnig (13. Dezember 1999 bis 31. Dezember 2002)
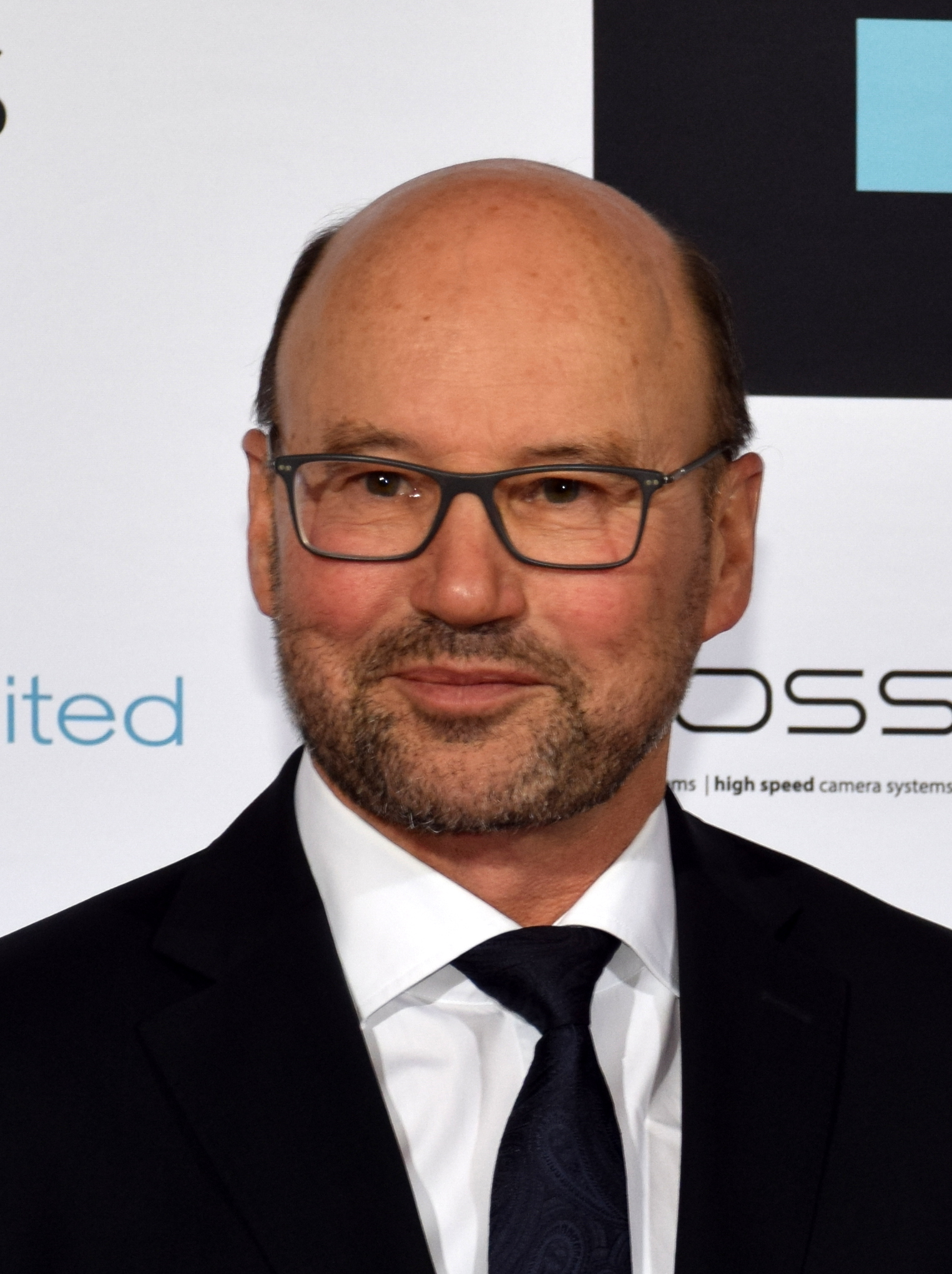
Franz-Josef Lersch-Mense (1. Januar 2003 bis 21. März 2004)
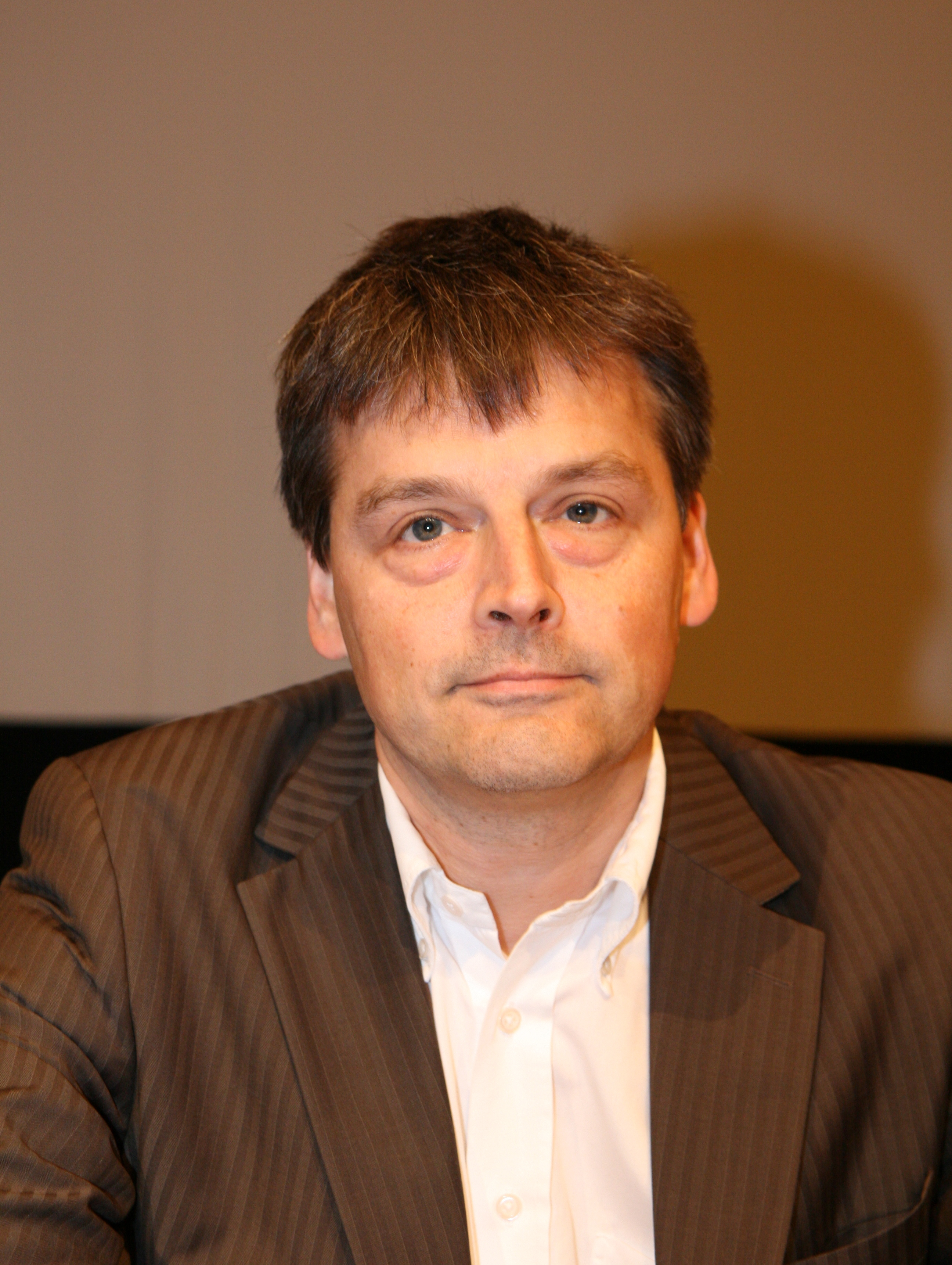
Kajo Wasserhövel (21. März 2004 bis 16. November 2005 und 16. September 2008 bis 15. November 2009)
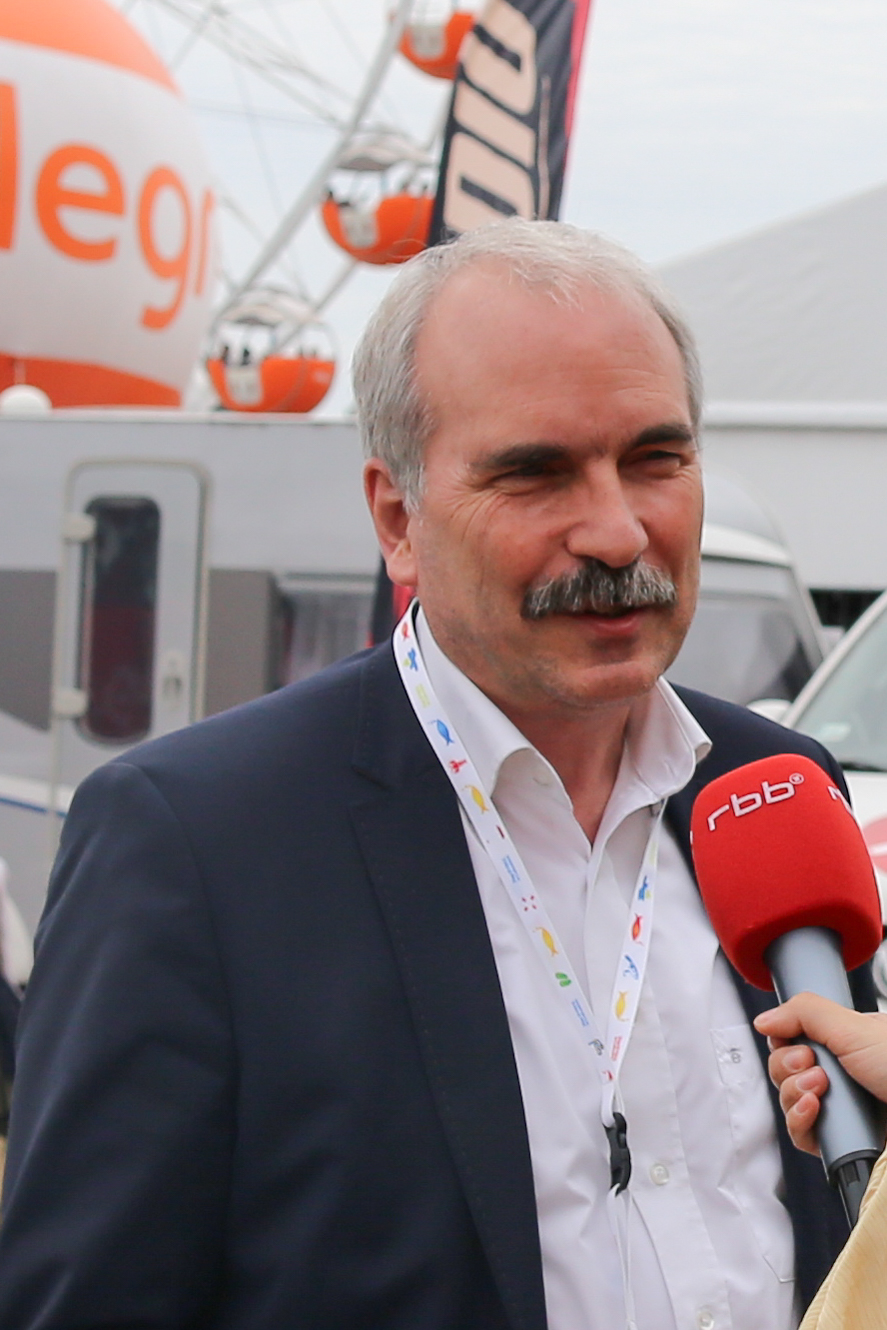
Martin Gorholt (16. November 2005 bis 16. September 2008)
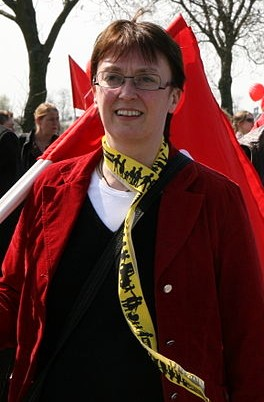
Astrid Klug (15. November 2009 bis 31. Mai 2012)
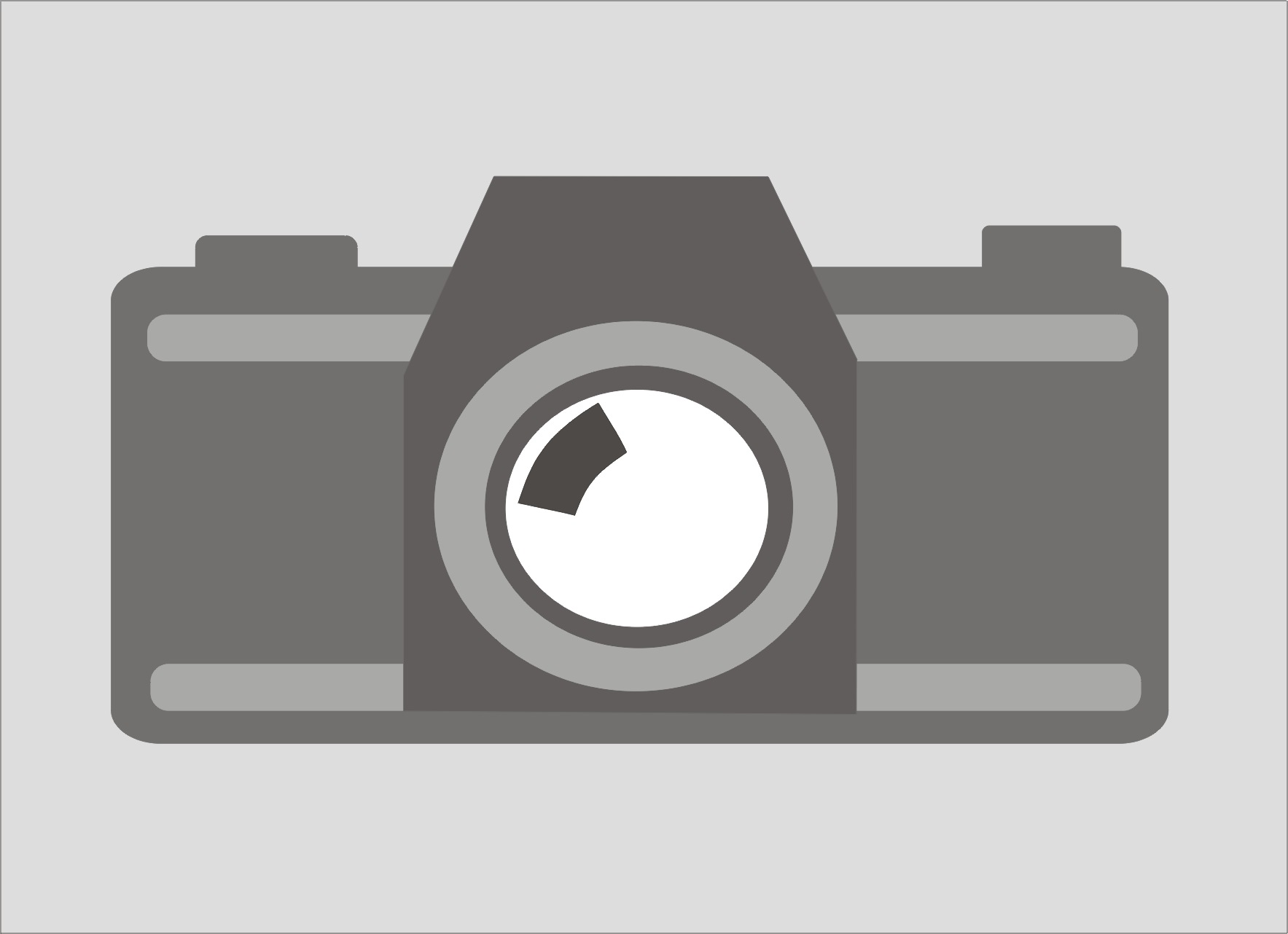
Juliane Seifert (15. Mai 2016 bis 23. Oktober 2017)
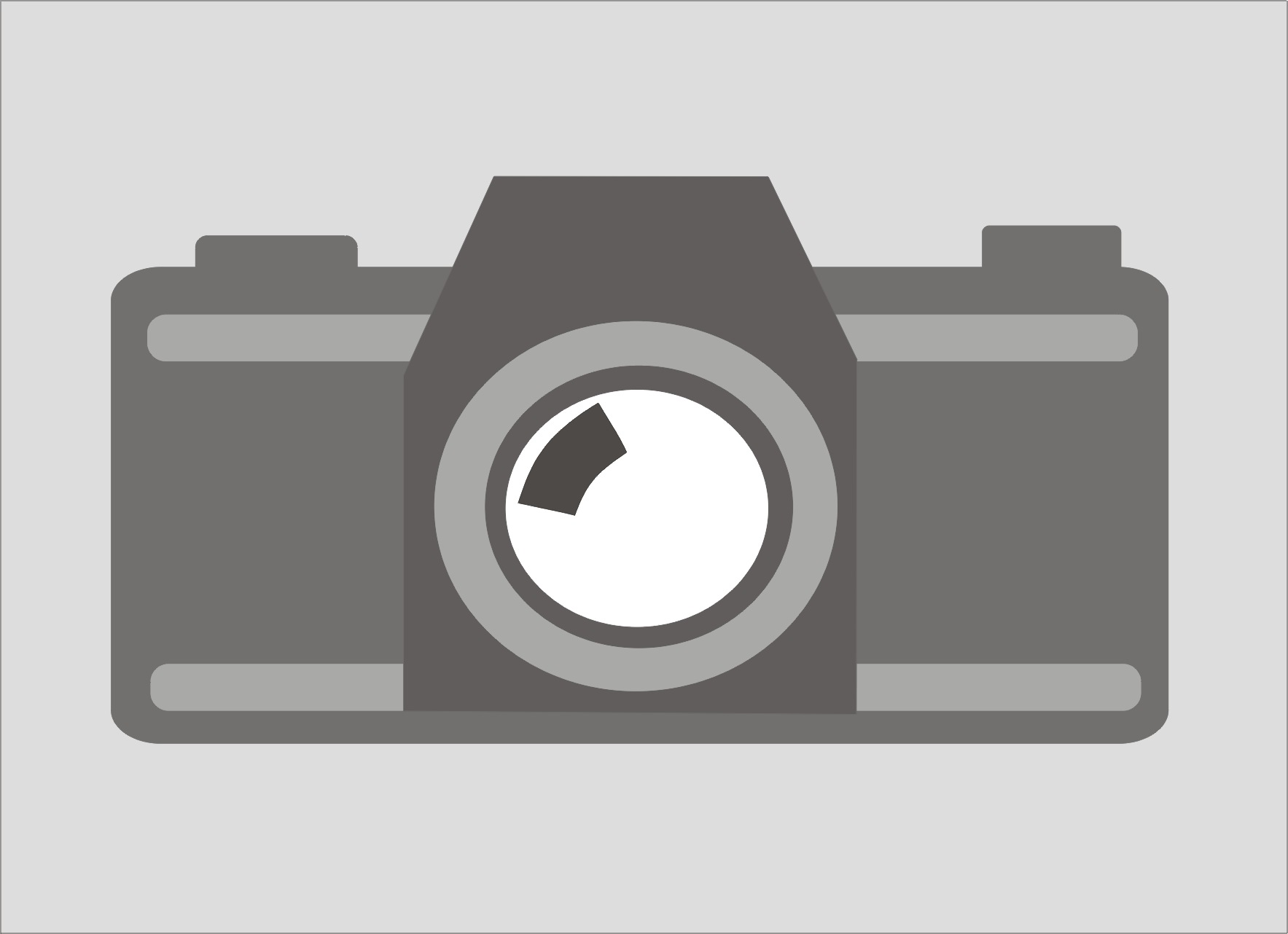
Nancy Böhning (11. Dezember 2017 bis 23. April 2018)
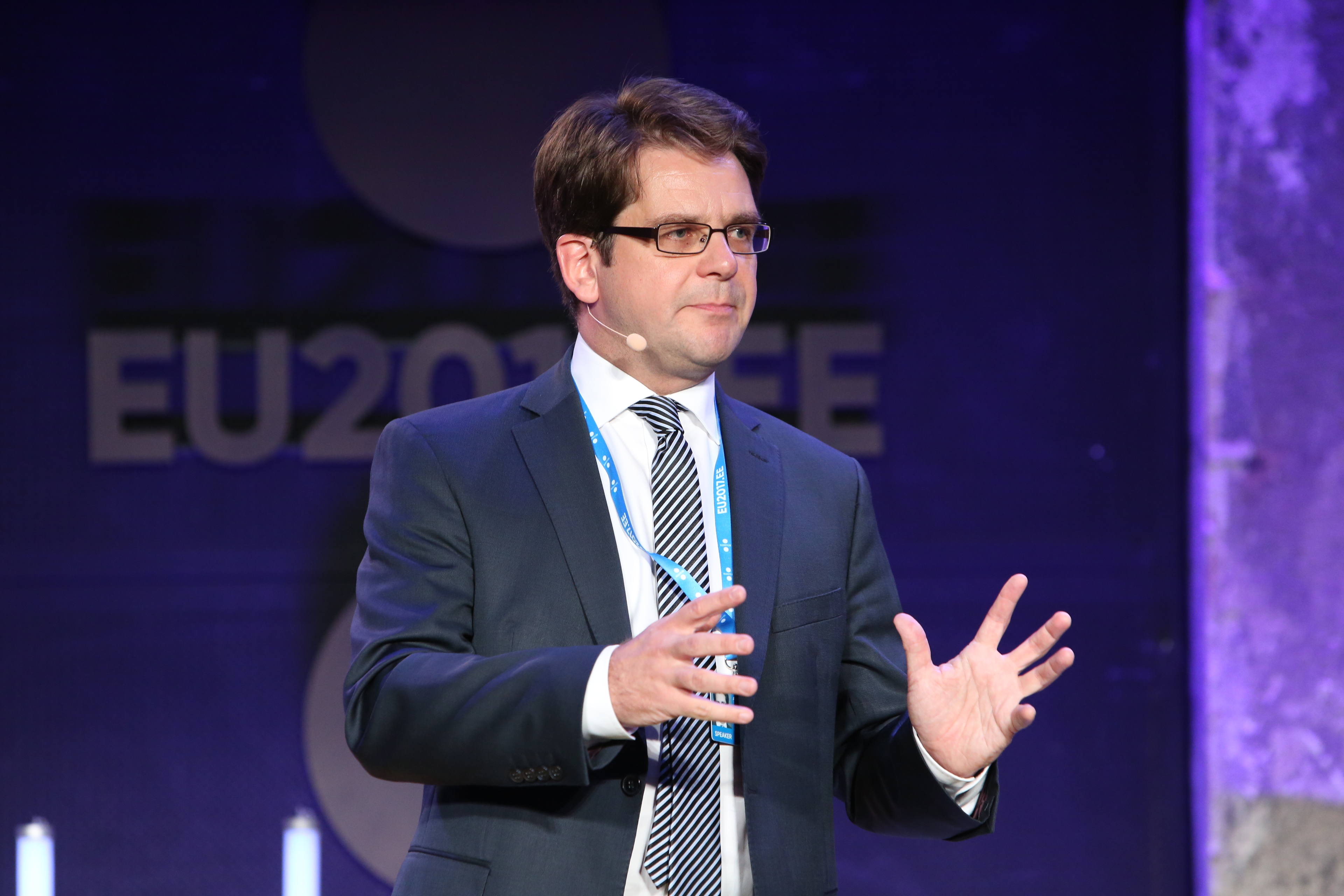
Thorben Albrecht (23. April 2018 bis 16. Dezember 2019)

- Franz Müntefering
(16. Oktober 1995 bis
2. November 1998 und
6. September 1999 bis
13. Dezember 1999)
- Ottmar Schreiner
(2. November 1998 bis
6. September 1999)
- Matthias Machnig
(13. Dezember 1999 bis
31. Dezember 2002)
- Franz-Josef Lersch-Mense
(1. Januar 2003 bis
21. März 2004)
- Kajo Wasserhövel
(21. März 2004 bis 16. November 2005 und
16. September 2008 bis
15. November 2009)
- Martin Gorholt
(16. November 2005 bis
16. September 2008)
- Astrid Klug
(15. November 2009 bis
31. Mai 2012)
- Juliane Seifert
(15. Mai 2016 bis
23. Oktober 2017)
- Nancy Böhning
(11. Dezember 2017 bis
23. April 2018)
- Thorben Albrecht
(23. April 2018 bis
16. Dezember 2019)
- Jessika Wischmeier
(16. Dezember 2019 bis 2025)

### Generalsekretäre

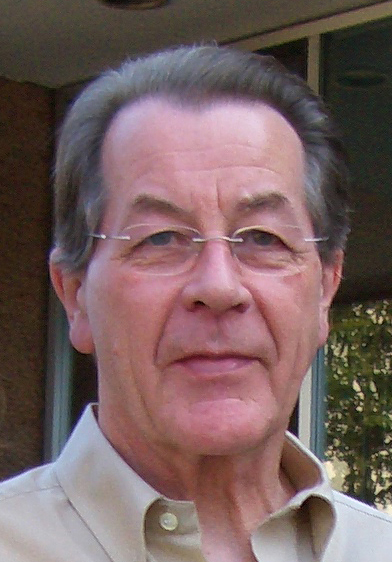
Franz Müntefering (7. Dezember 1999 bis 20. Oktober 2002)
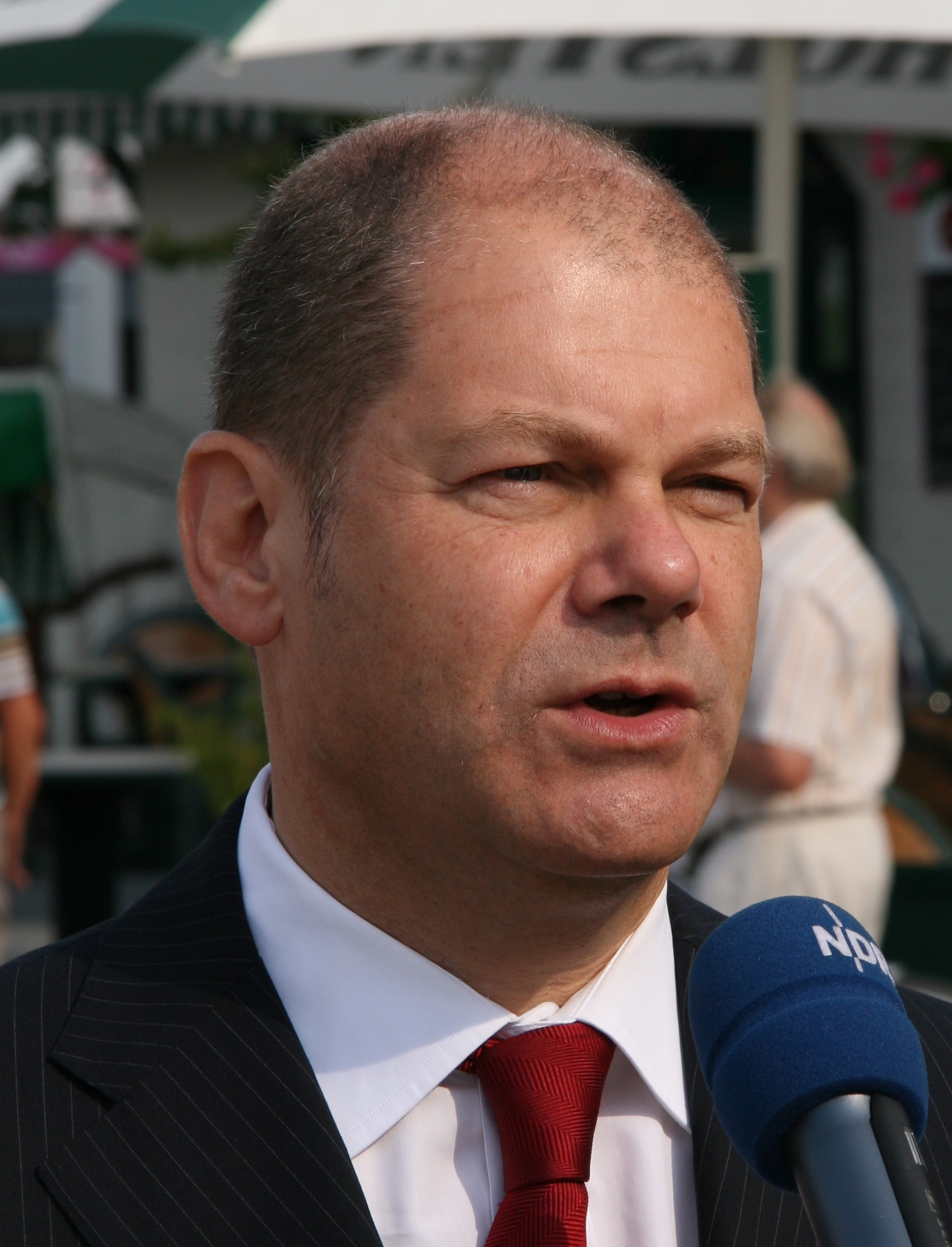
Olaf Scholz (20. Oktober 2002 bis 21. März 2004)
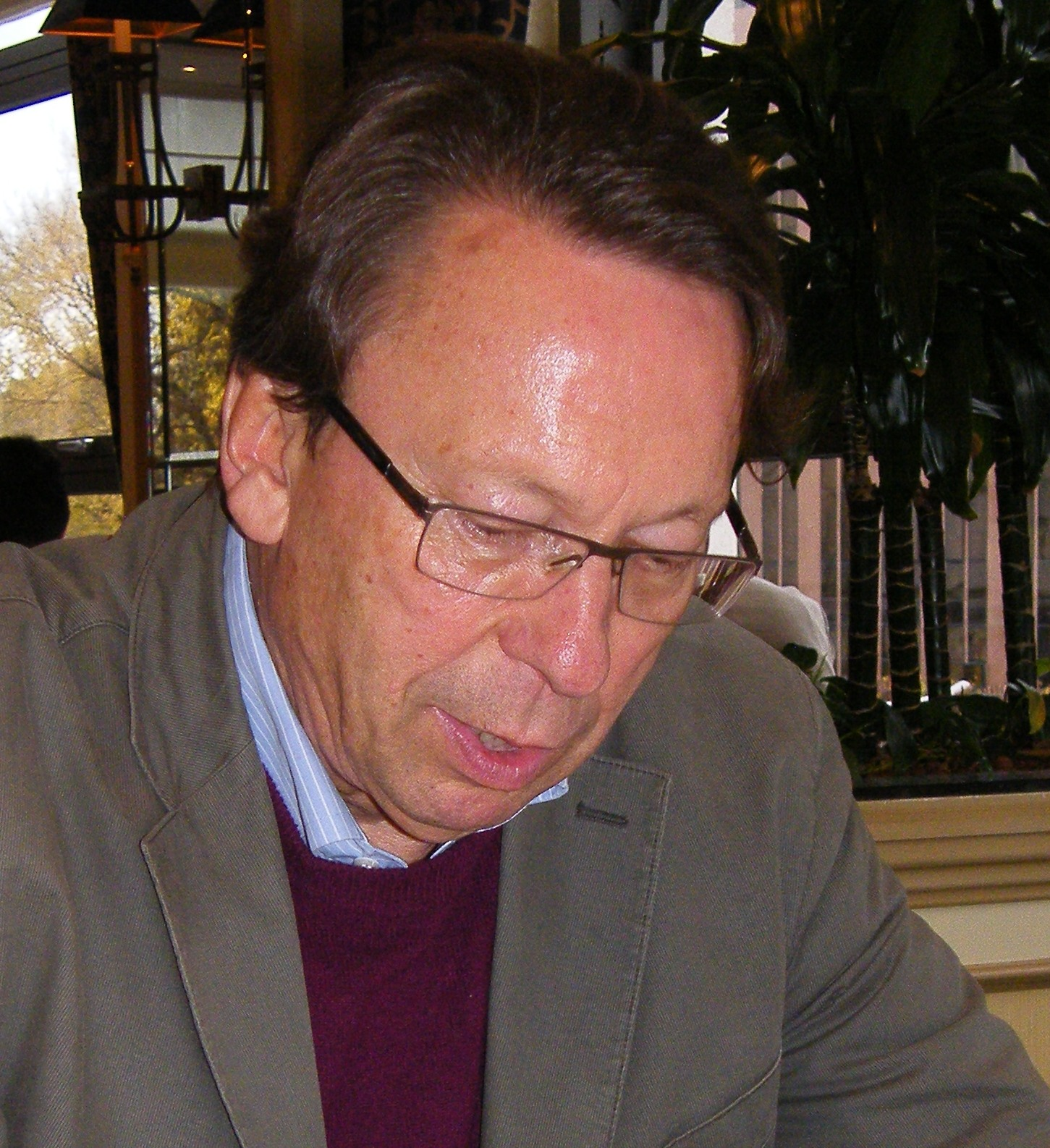
Klaus Uwe Benneter (21. März 2004 bis 15. November 2005)
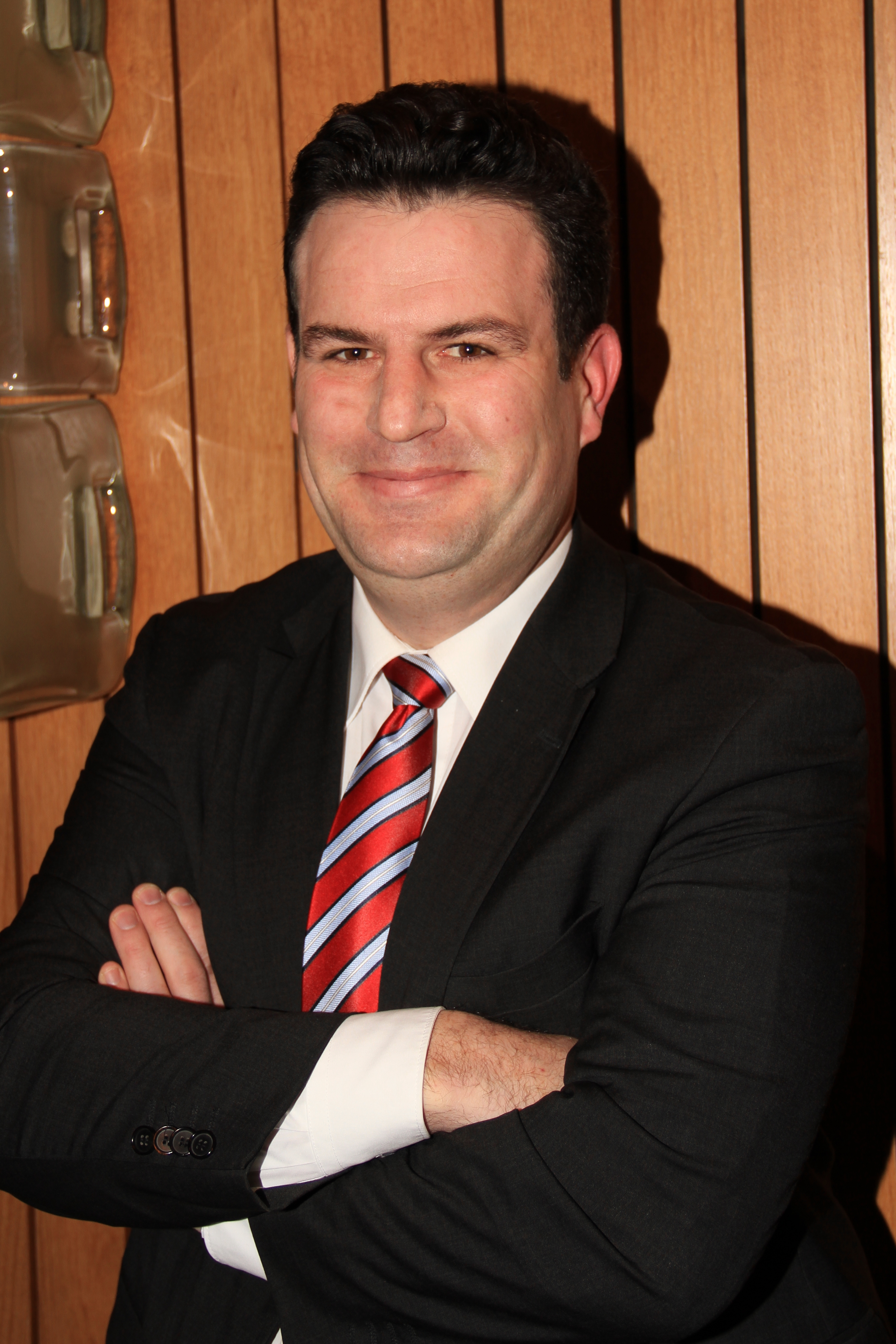
Hubertus Heil (15. November 2005 bis 13. November 2009 und 2. Juni 2017 bis 8. Dezember 2017)
Andrea Nahles (13. November 2009 bis 26. Januar 2014)
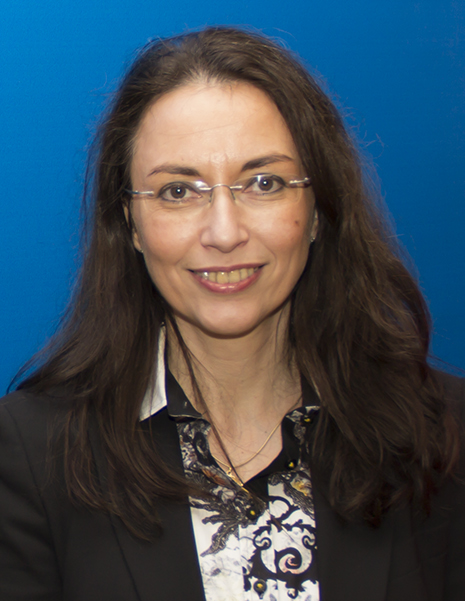
Yasmin Fahimi (26. Januar 2014 bis 11. Dezember 2015)
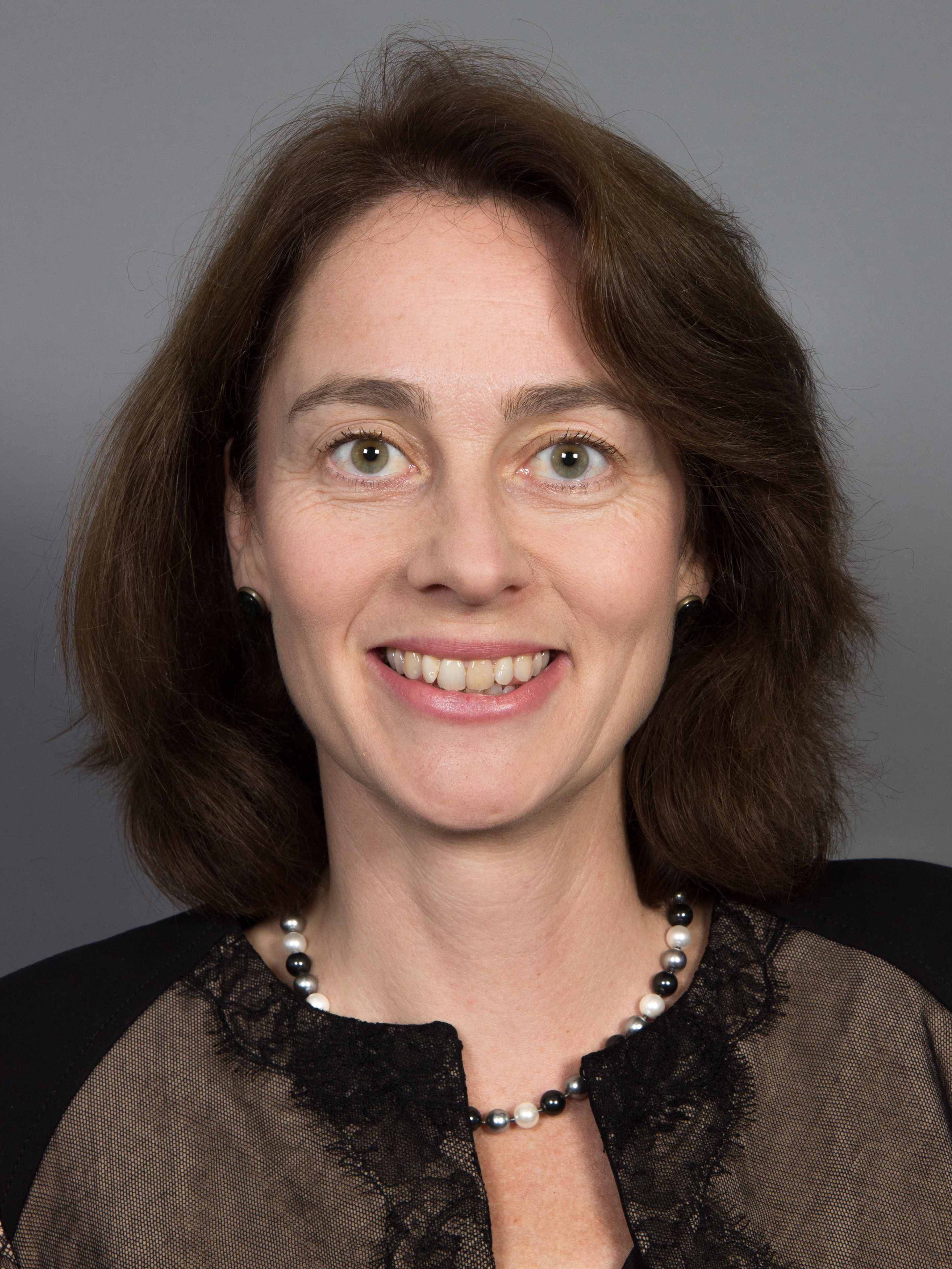
Katarina Barley (11. Dezember 2015 bis 2. Juni 2017)
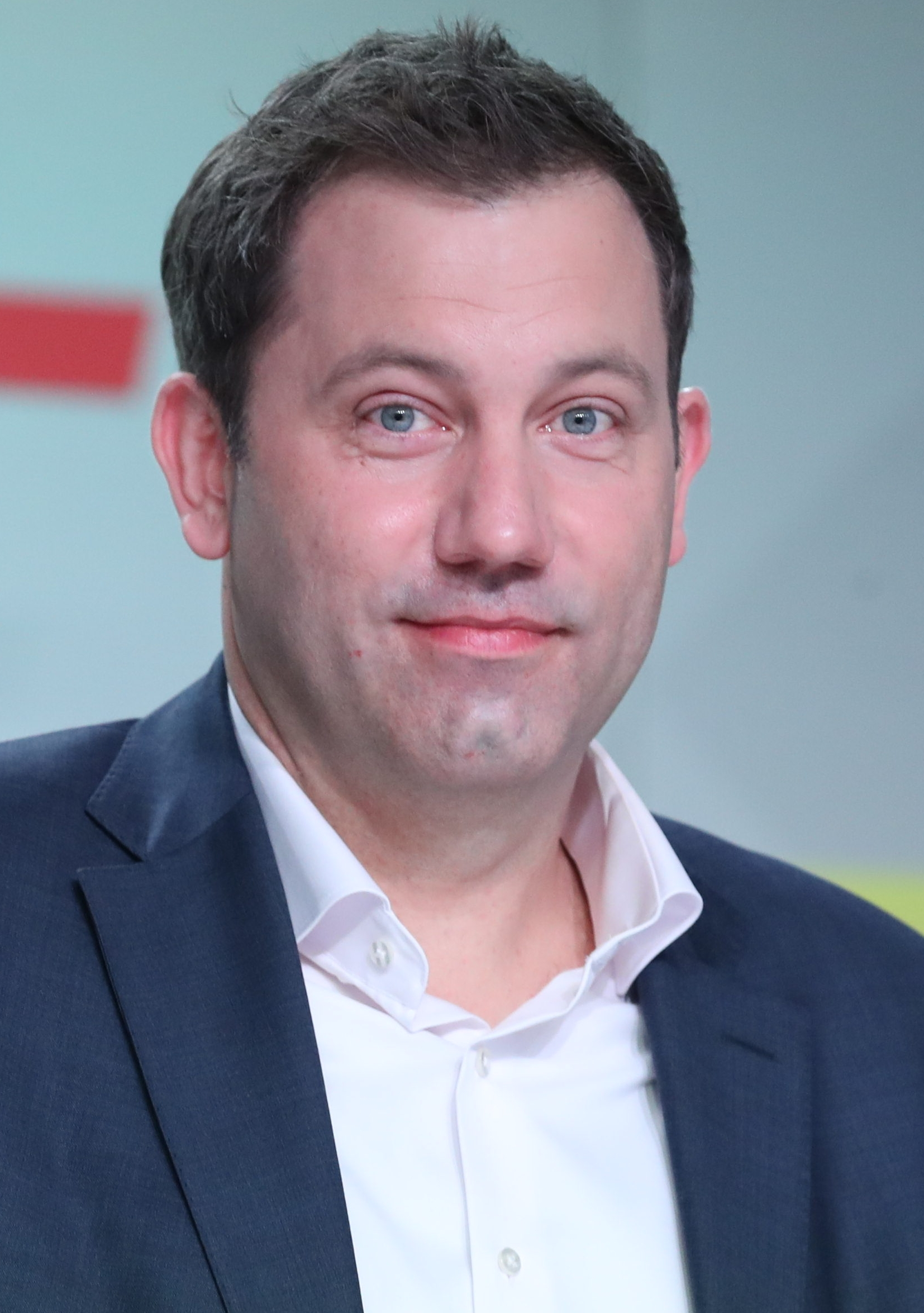
Lars Klingbeil (8. Dezember 2017 bis 11. Dezember 2021)
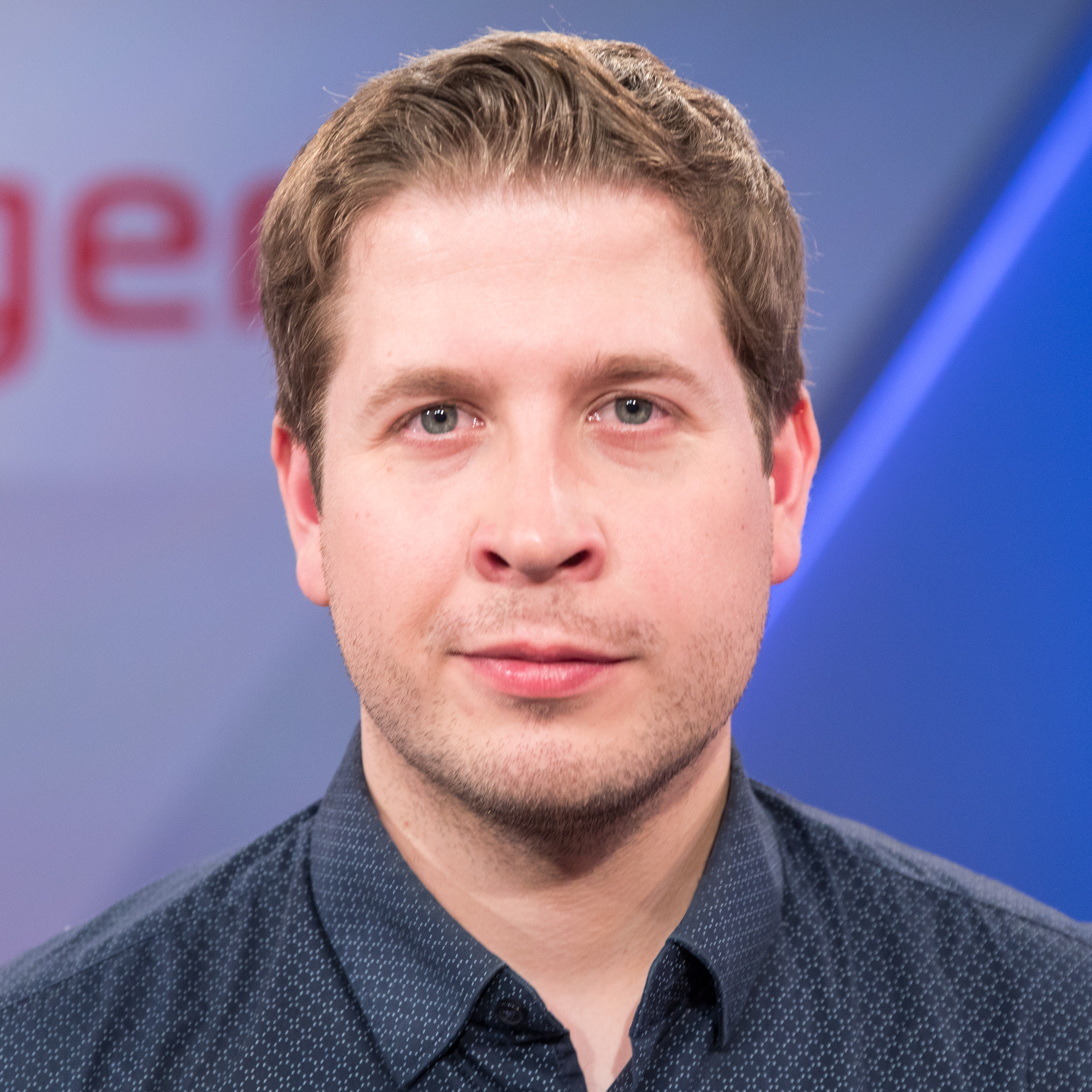
Kevin Kühnert (11. Dezember 2021 bis 7. Oktober 2024)
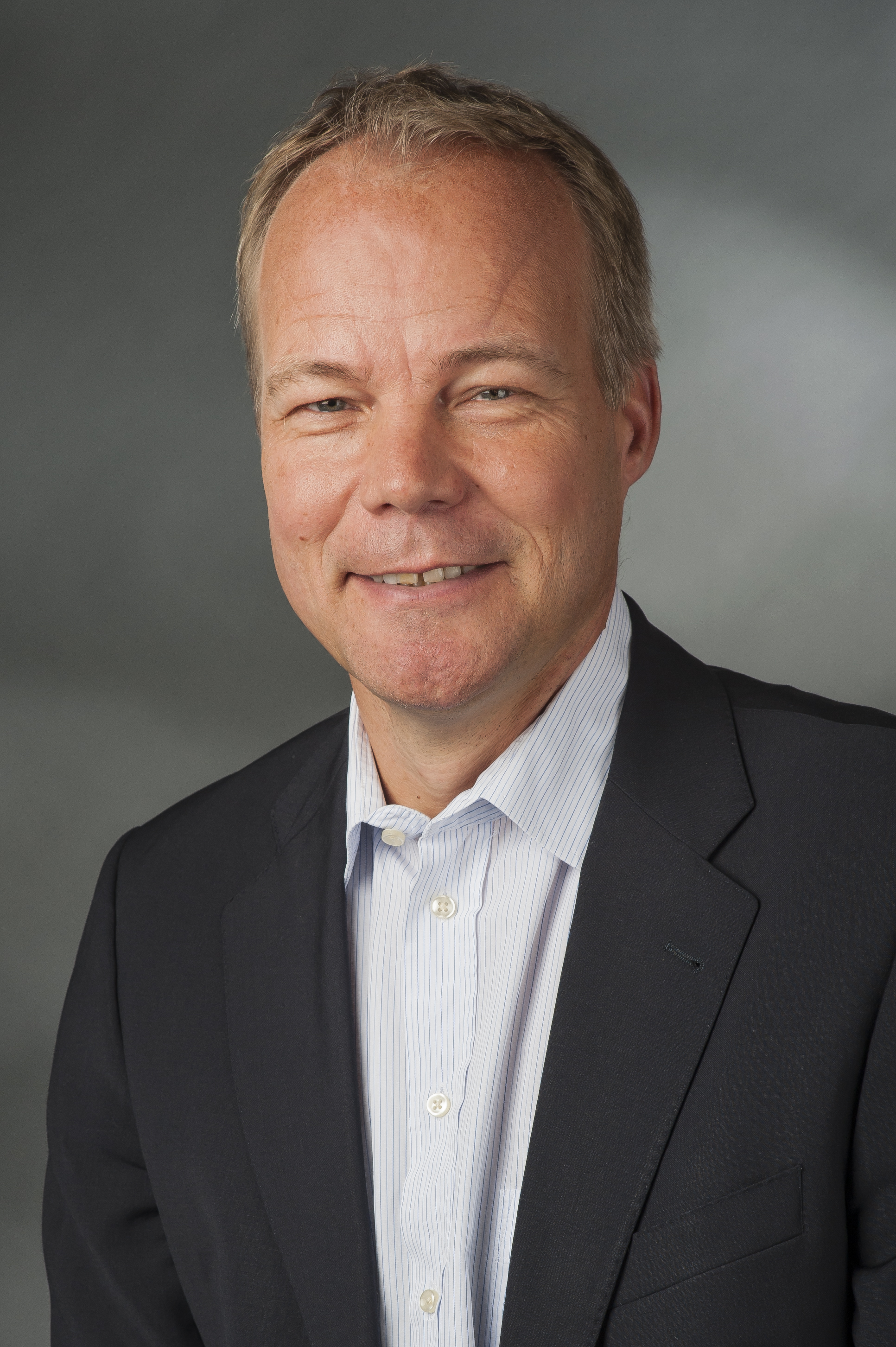
Matthias Miersch (kommissarisch von 8. Oktober 2024 bis 12. Mai 2025)
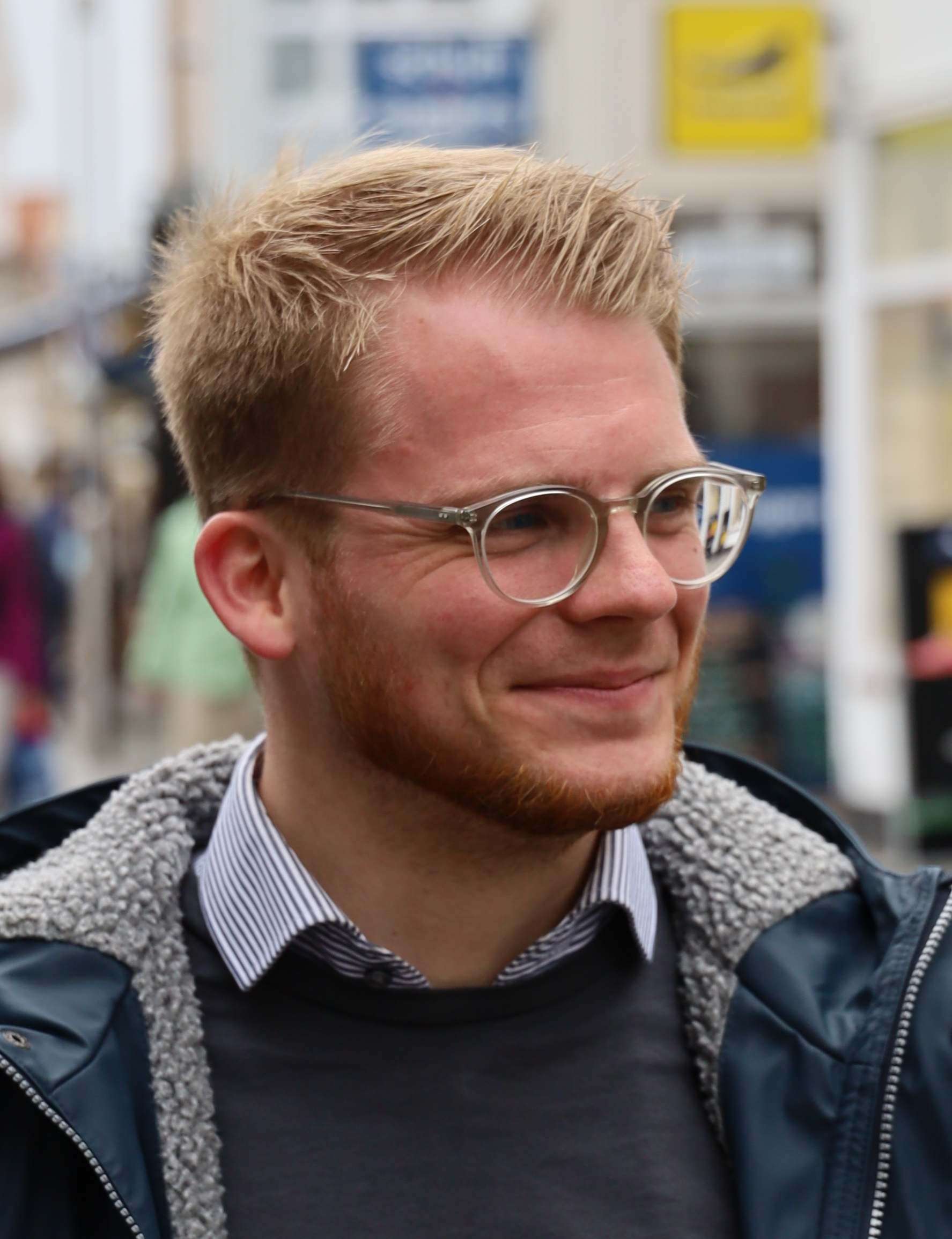
Tim Klüssendorf (seit 12. Mai 2025)

- Hubertus Heil
(15. November 2005 bis
13. November 2009 und
2. Juni 2017 bis
8. Dezember 2017)
- Andrea Nahles
(13. November 2009 bis
26. Januar 2014)
- Yasmin Fahimi
(26. Januar 2014 bis
 11. Dezember 2015)
- Katarina Barley
(11. Dezember 2015 bis
 2. Juni 2017)
- Lars Klingbeil
(8. Dezember 2017 bis
11. Dezember 2021)
- Kevin Kühnert
(11. Dezember 2021 bis
 7. Oktober 2024)
- Matthias Miersch
(kommissarisch von 8. Oktober 2024 bis 12. Mai 2025)
- Tim Klüssendorf
(seit 12. Mai 2025)

### Vorsitzende der SPD-Bundestagsfraktion

Kurt Schumacher (6. September 1949 bis 20. August 1952)
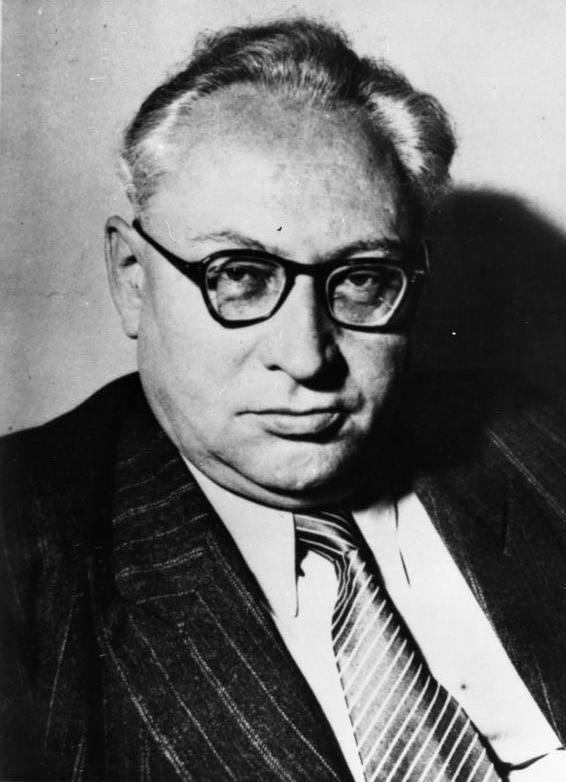
Erich Ollenhauer (7. Oktober 1952 bis 14. Dezember 1963)
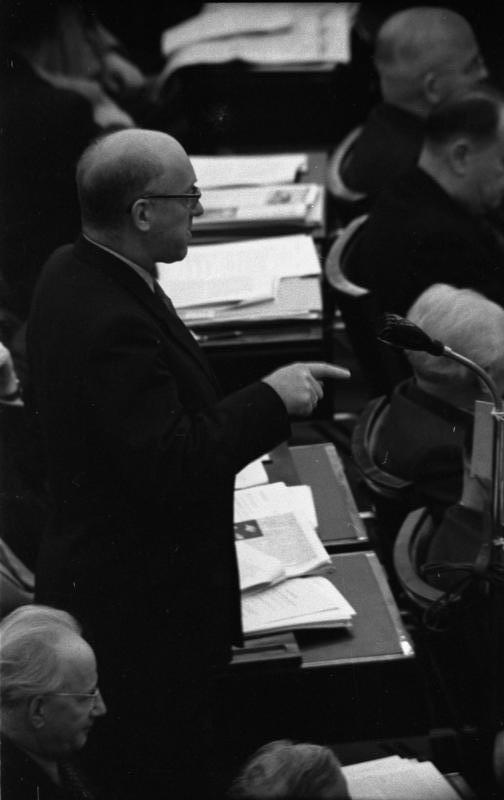
Fritz Erler (3. März 1964 bis 22. Februar 1967)
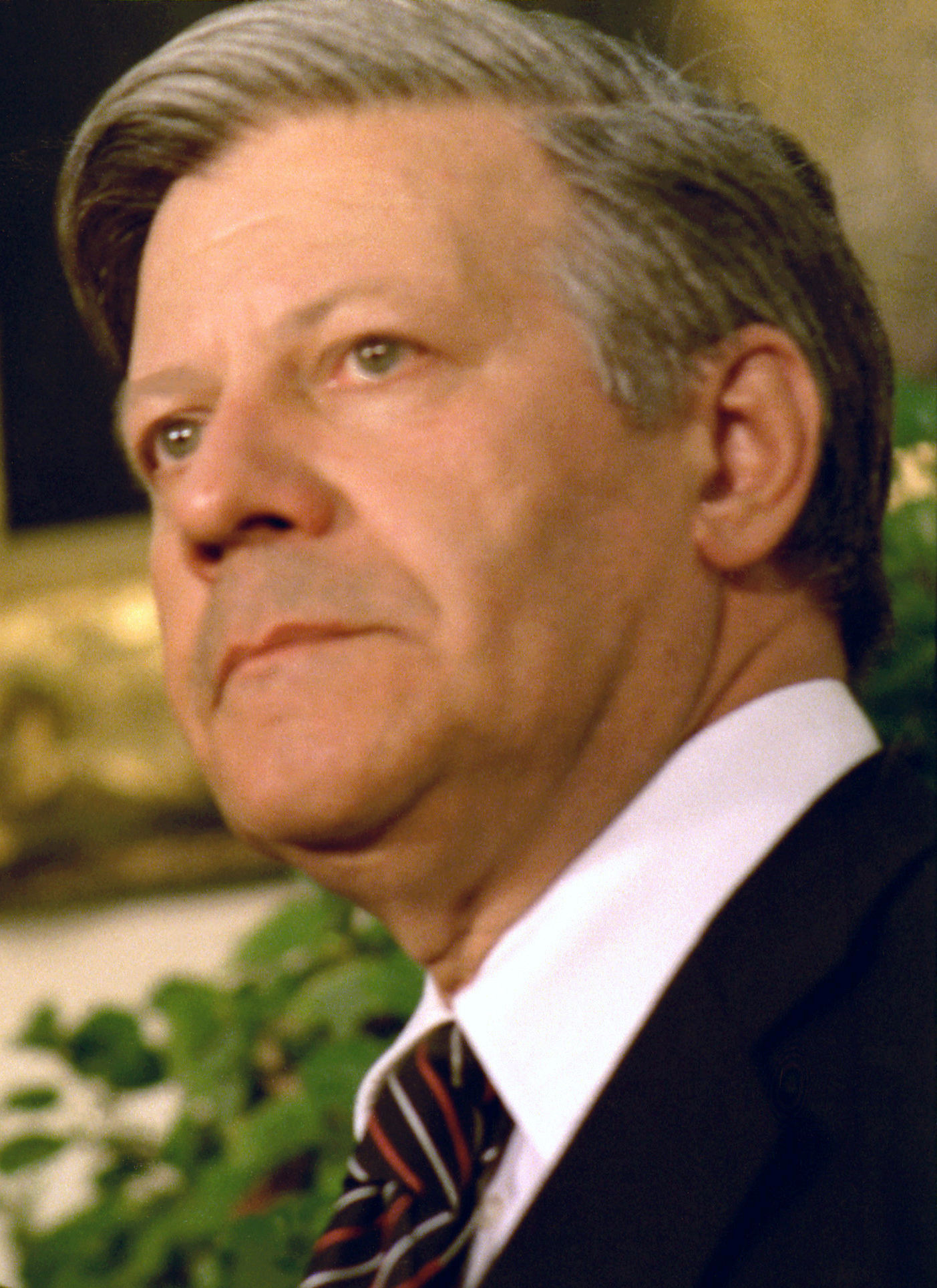
Helmut Schmidt (14. März 1967 bis 22. Oktober 1969)
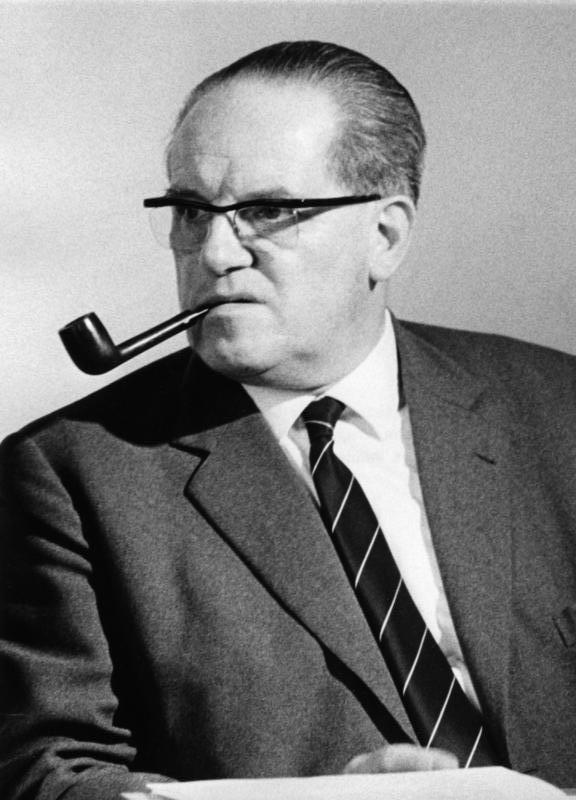
Herbert Wehner (22. Oktober 1969 bis 8. März 1983)
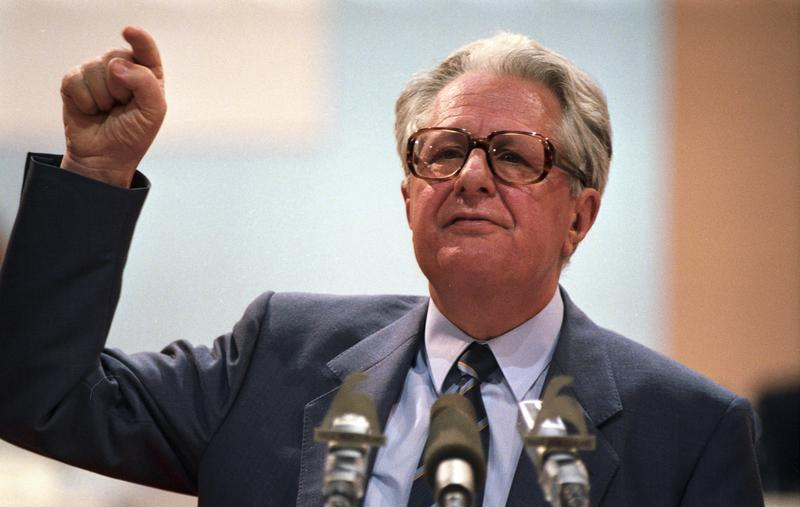
Hans-Jochen Vogel (8. März 1983 bis 12. November 1991)
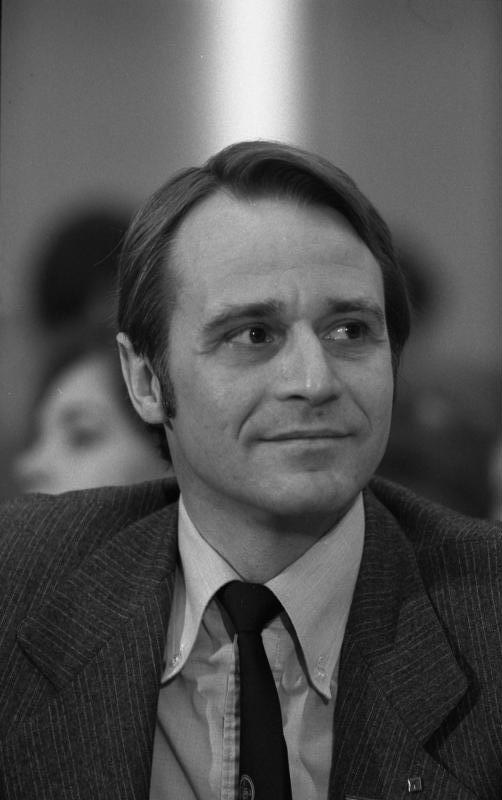
Hans-Ulrich Klose (12. November 1991 bis 18. Oktober 1994)
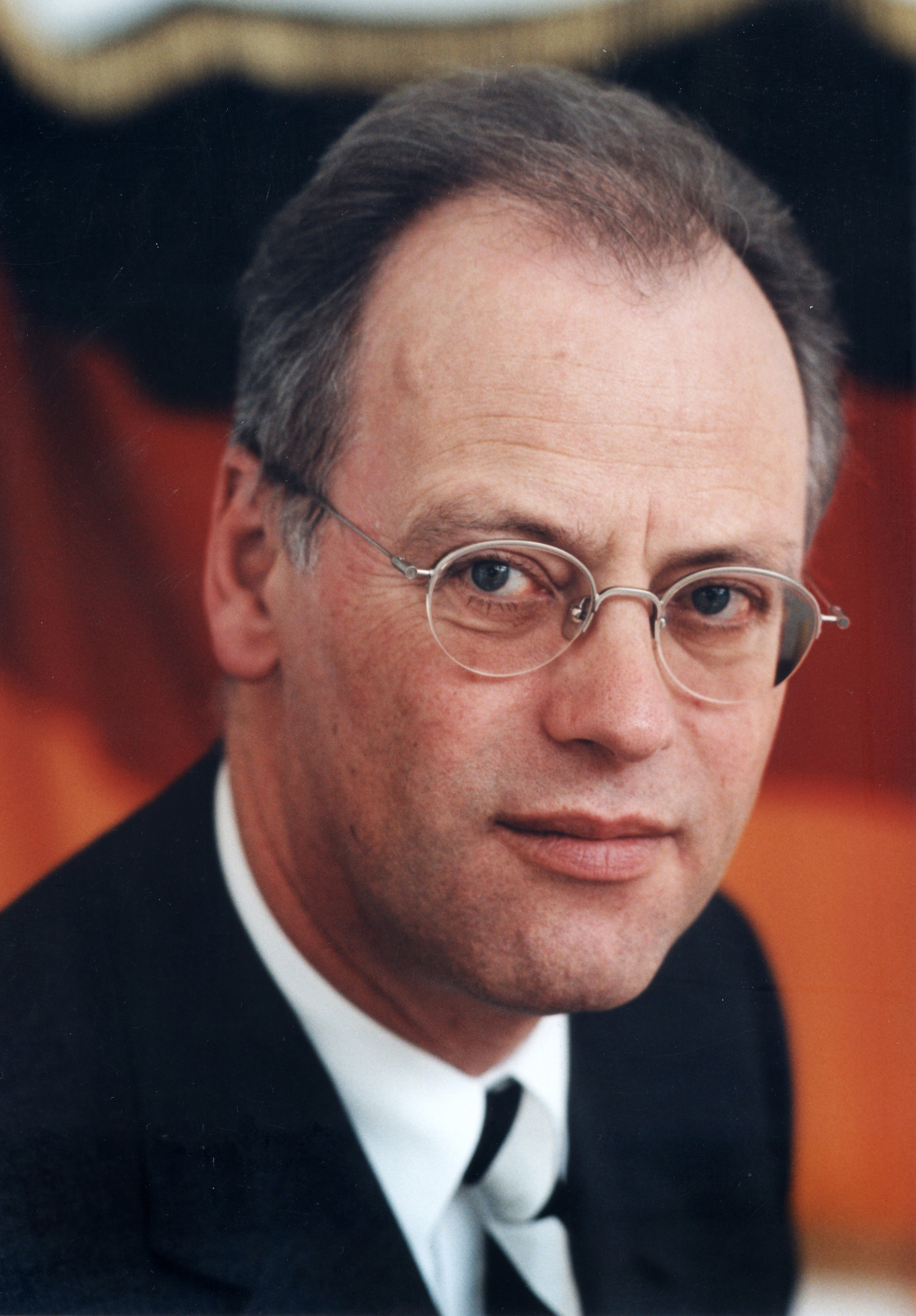
Rudolf Scharping (18. Oktober 1994 bis 20. Oktober 1998)
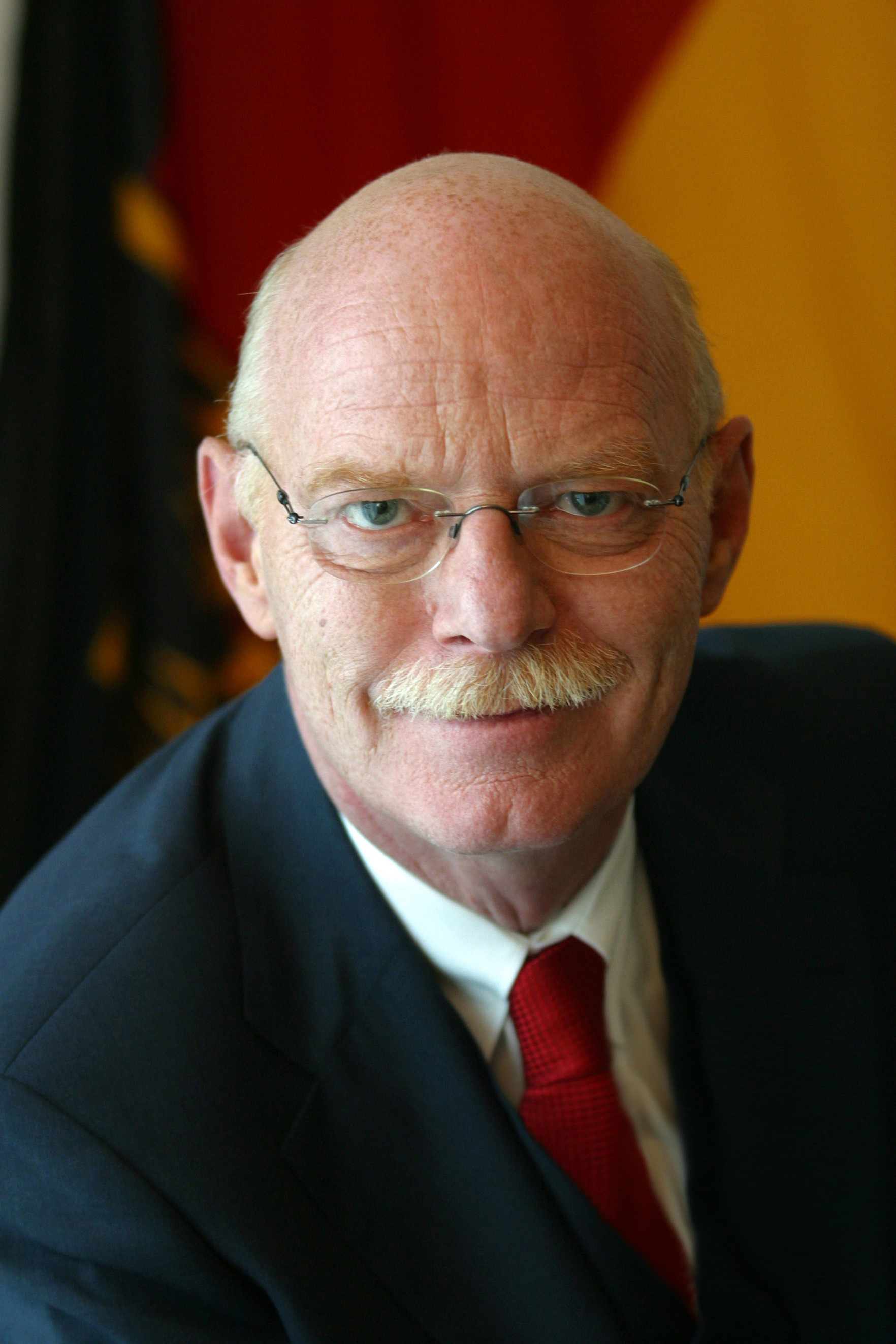
Peter Struck (20. Oktober 1998 bis 25. Juli 2002 und 21. November 2005 bis 29. September 2009)
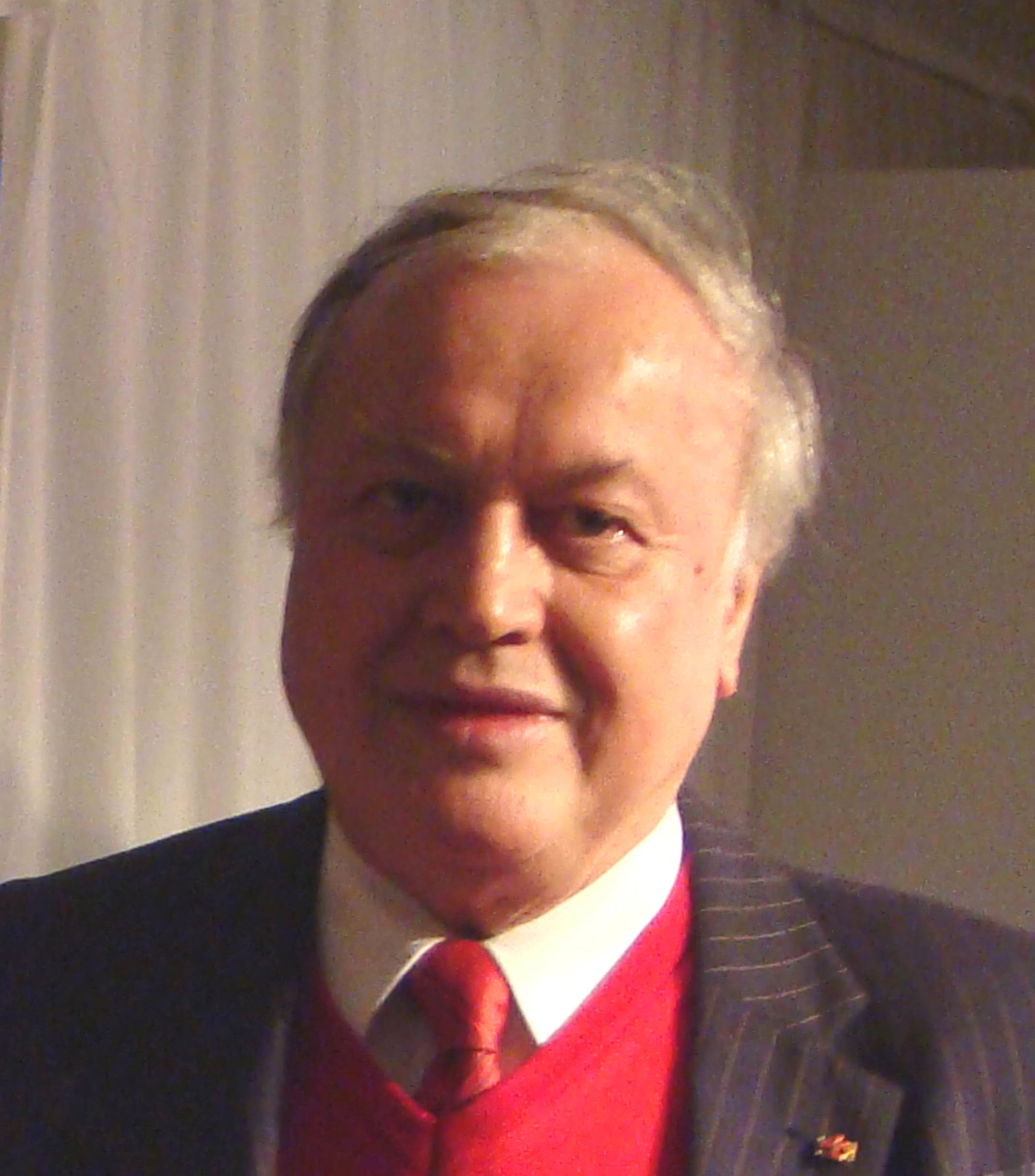
Ludwig Stiegler (25. Juli 2002 bis 24. September 2002)
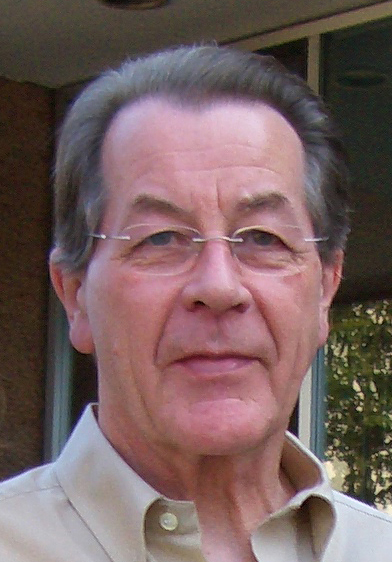
Franz Müntefering (24. September 2002 bis 21. November 2005)
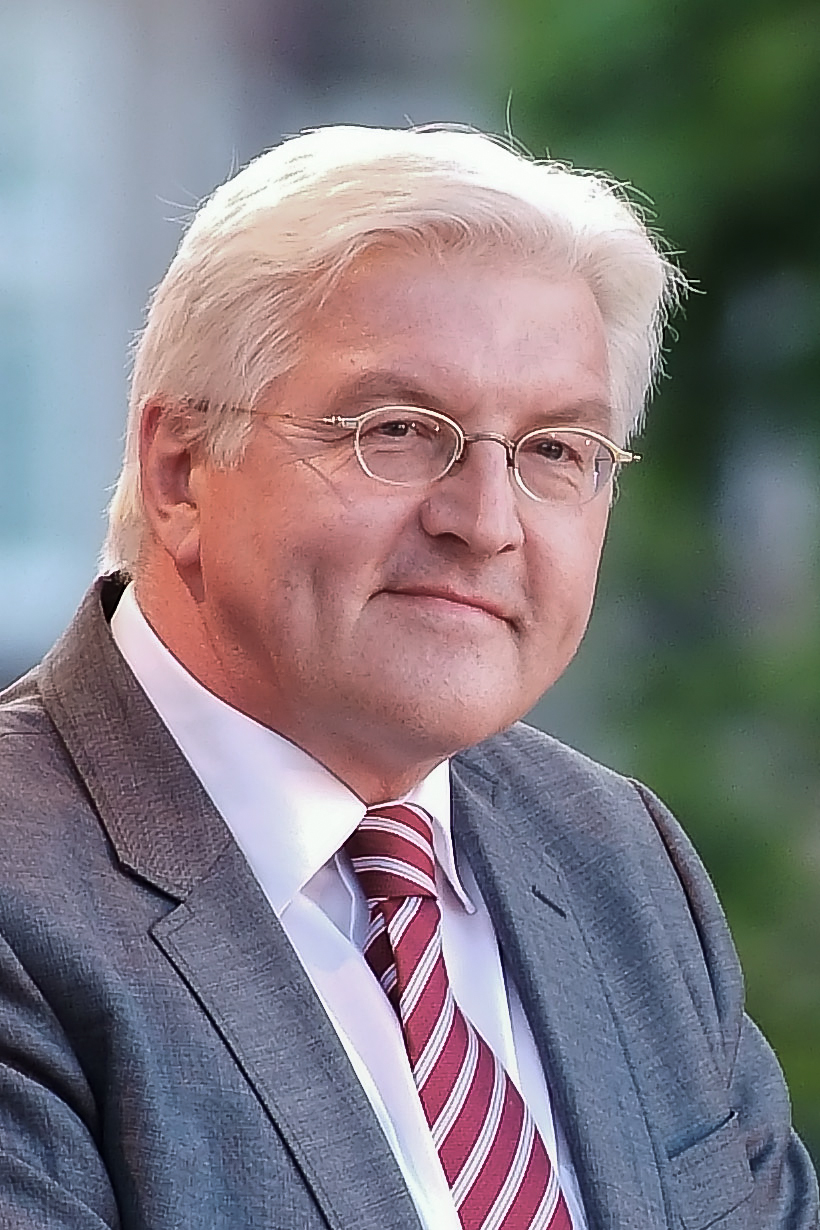
Frank-Walter Steinmeier (29. September 2009 bis 16. Dezember 2013)
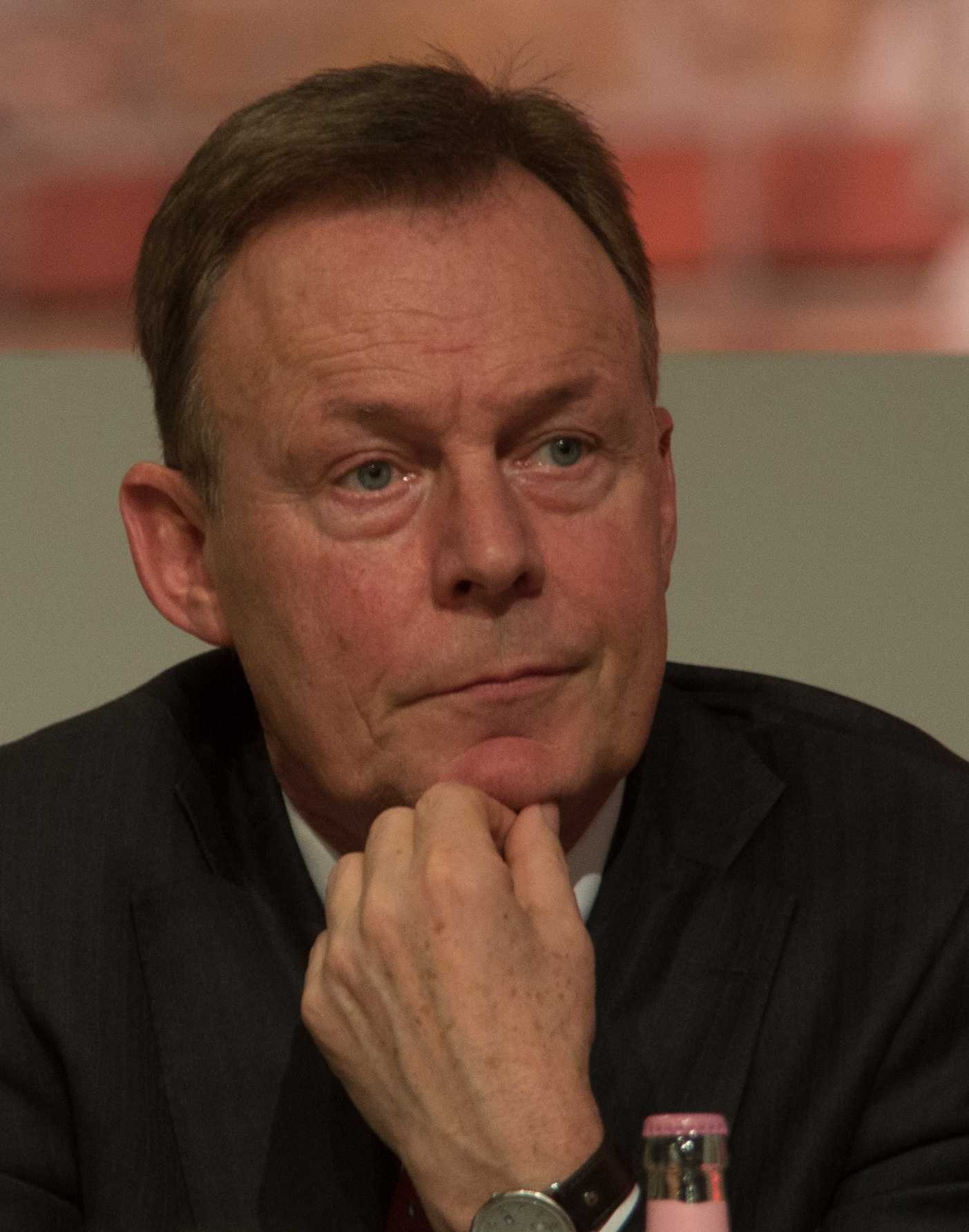
Thomas Oppermann (16. Dezember 2013 bis 27. September 2017)
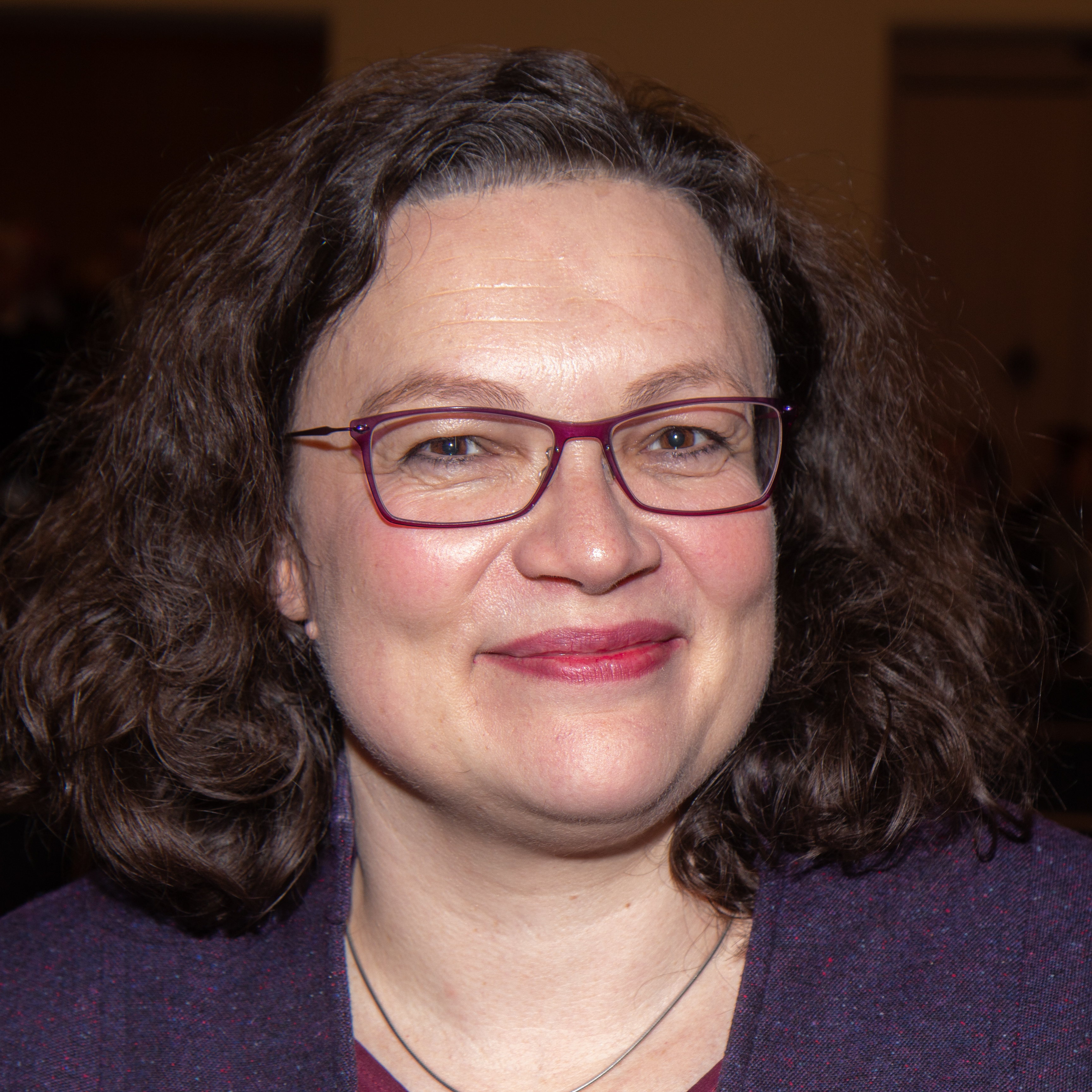
Andrea Nahles (27. September 2017 bis 4. Juni 2019)
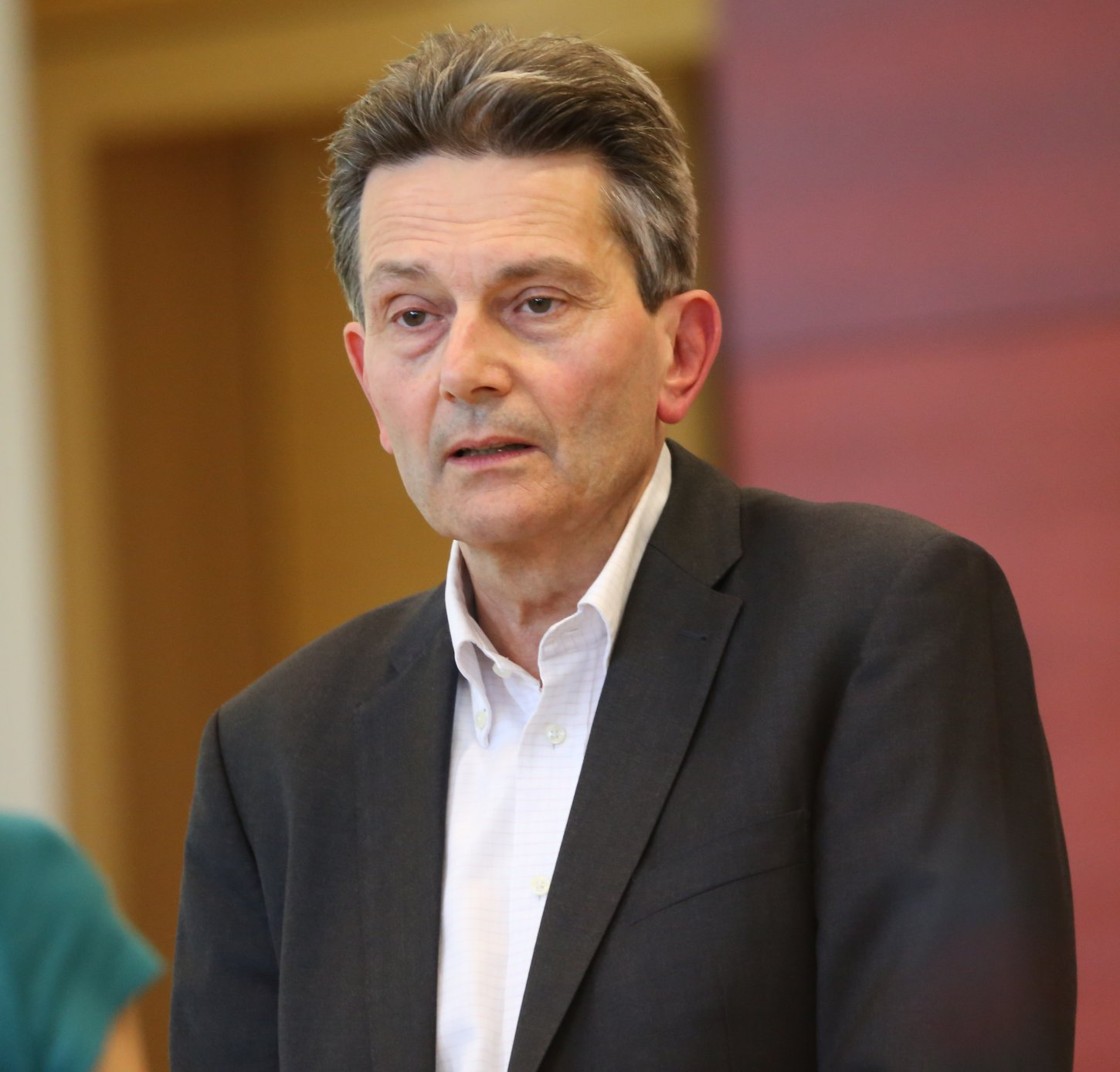
Rolf Mützenich (4. Juni 2019 bis 26. Februar 2025)
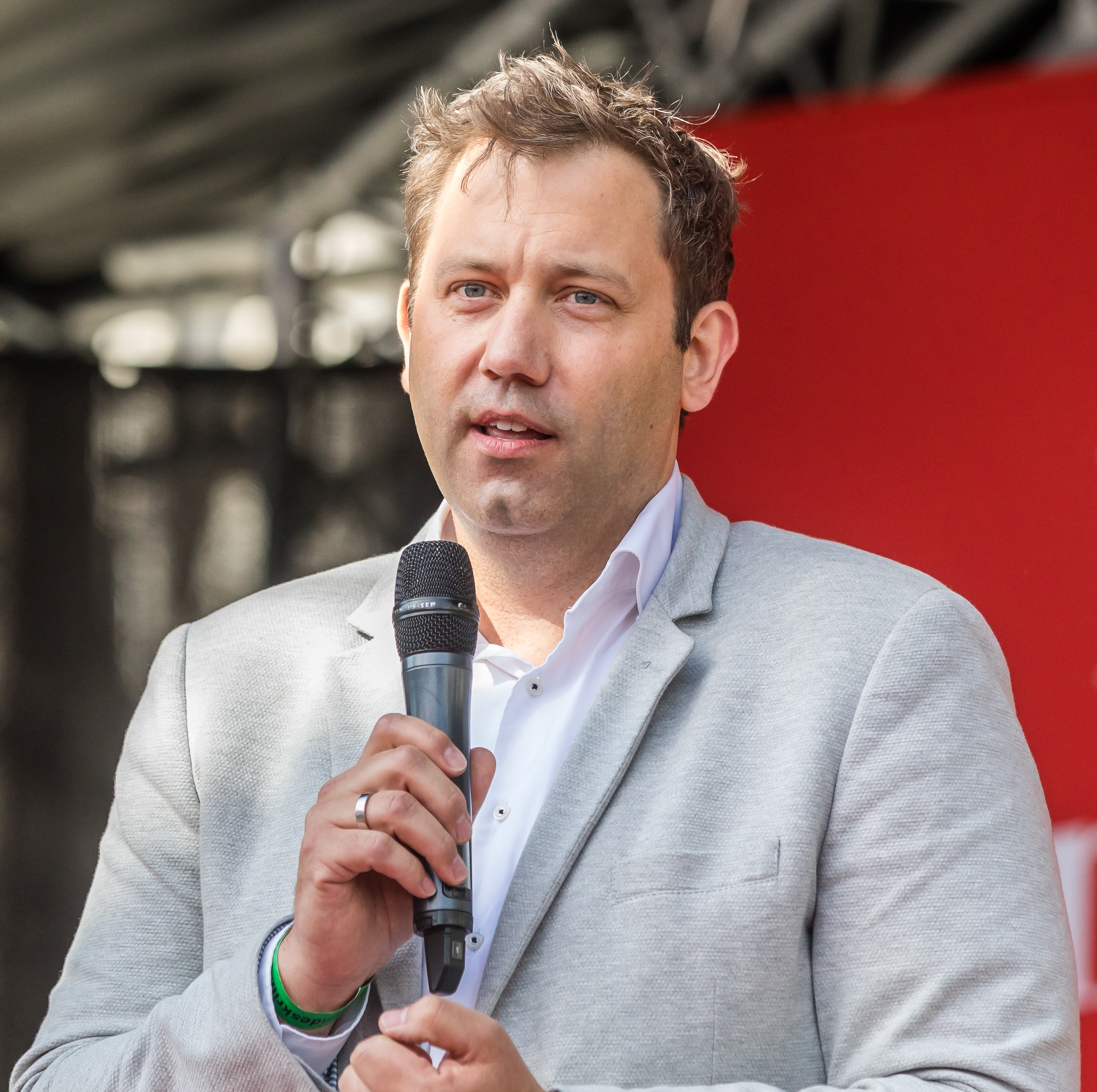
Lars Klingbeil (26. Februar 2025 bis 7. Mai 2025)
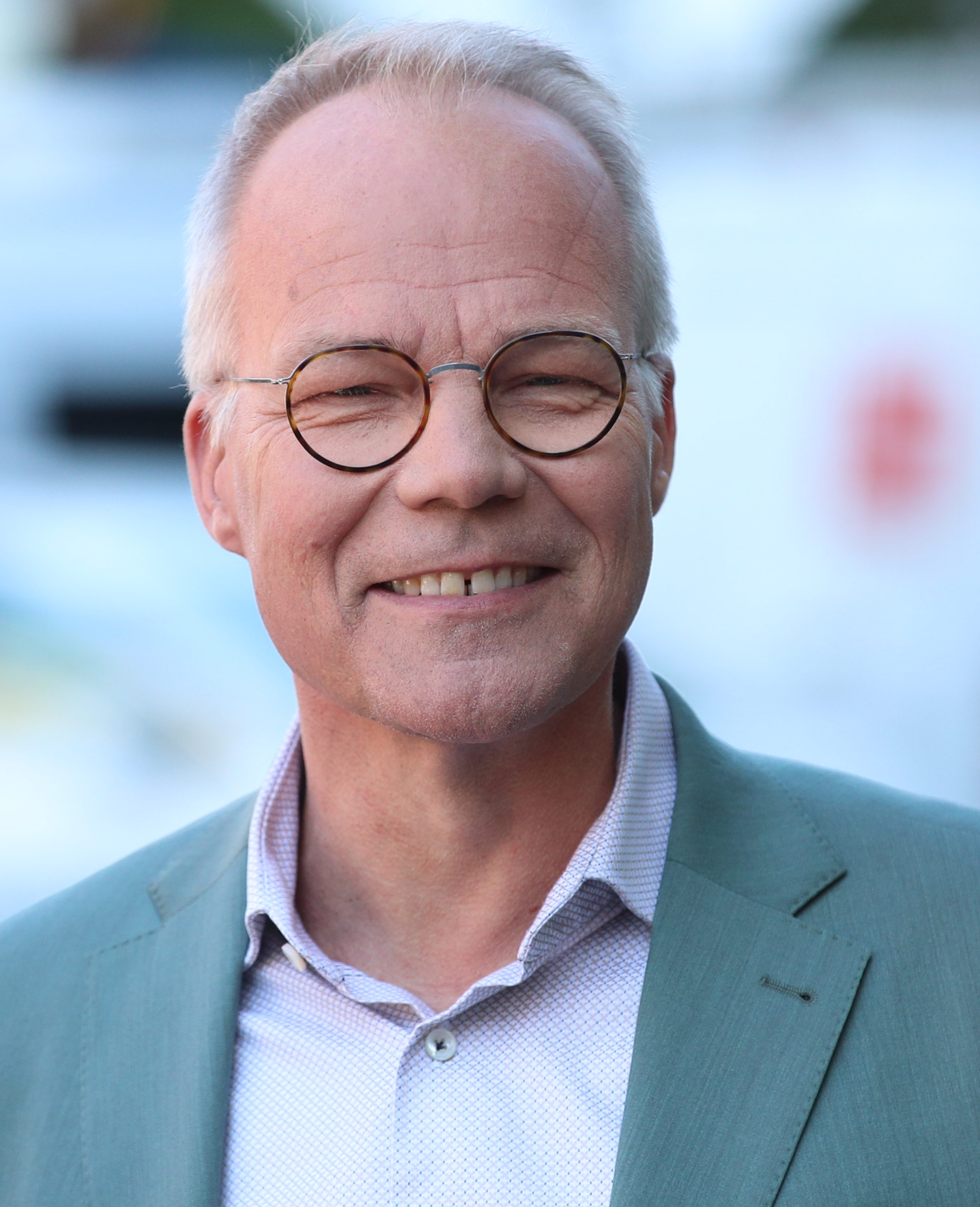
Matthias Miersch (seit 7. Mai 2025)

### Reichs- bzw. Bundesebene

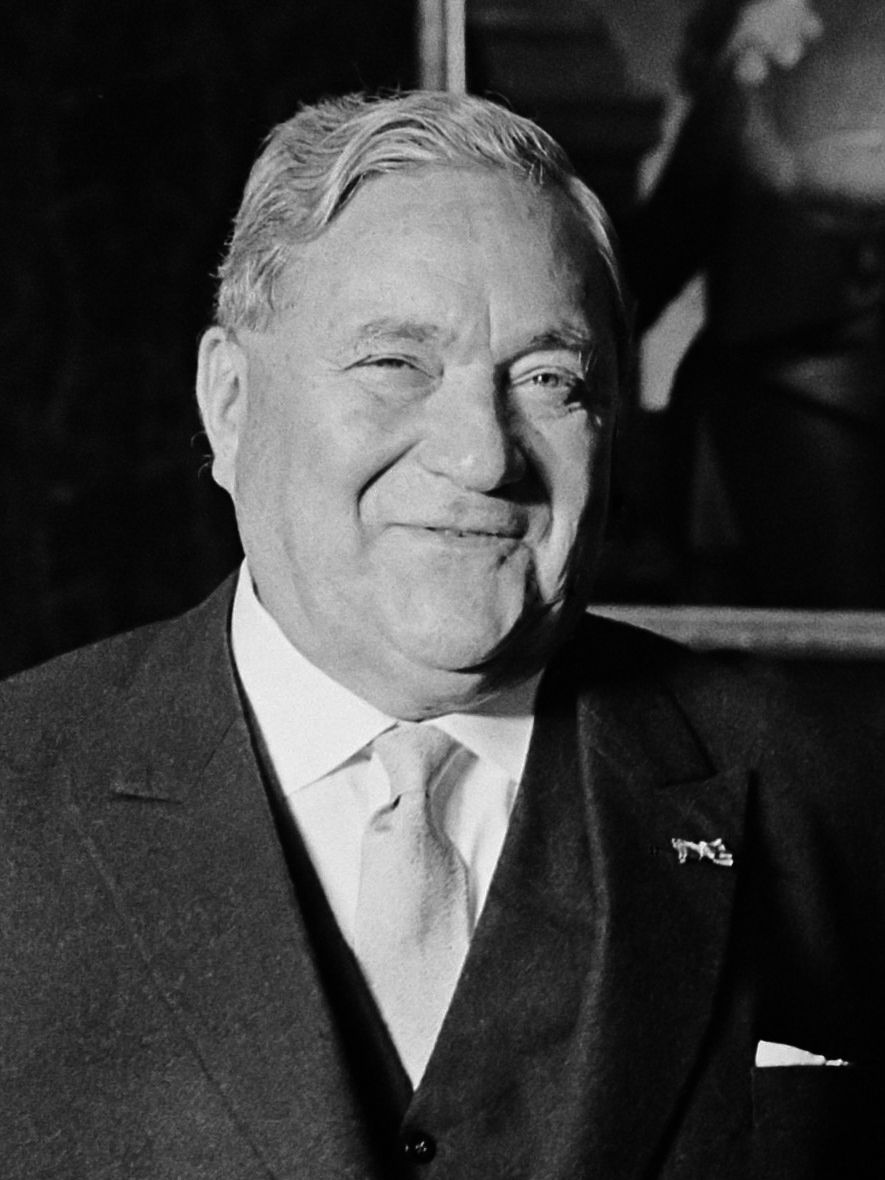
Carlo Schmid (7. September 1949 bis 1. Dezember 1966 und 20. Oktober 1969 bis 13. Dezember 1972)
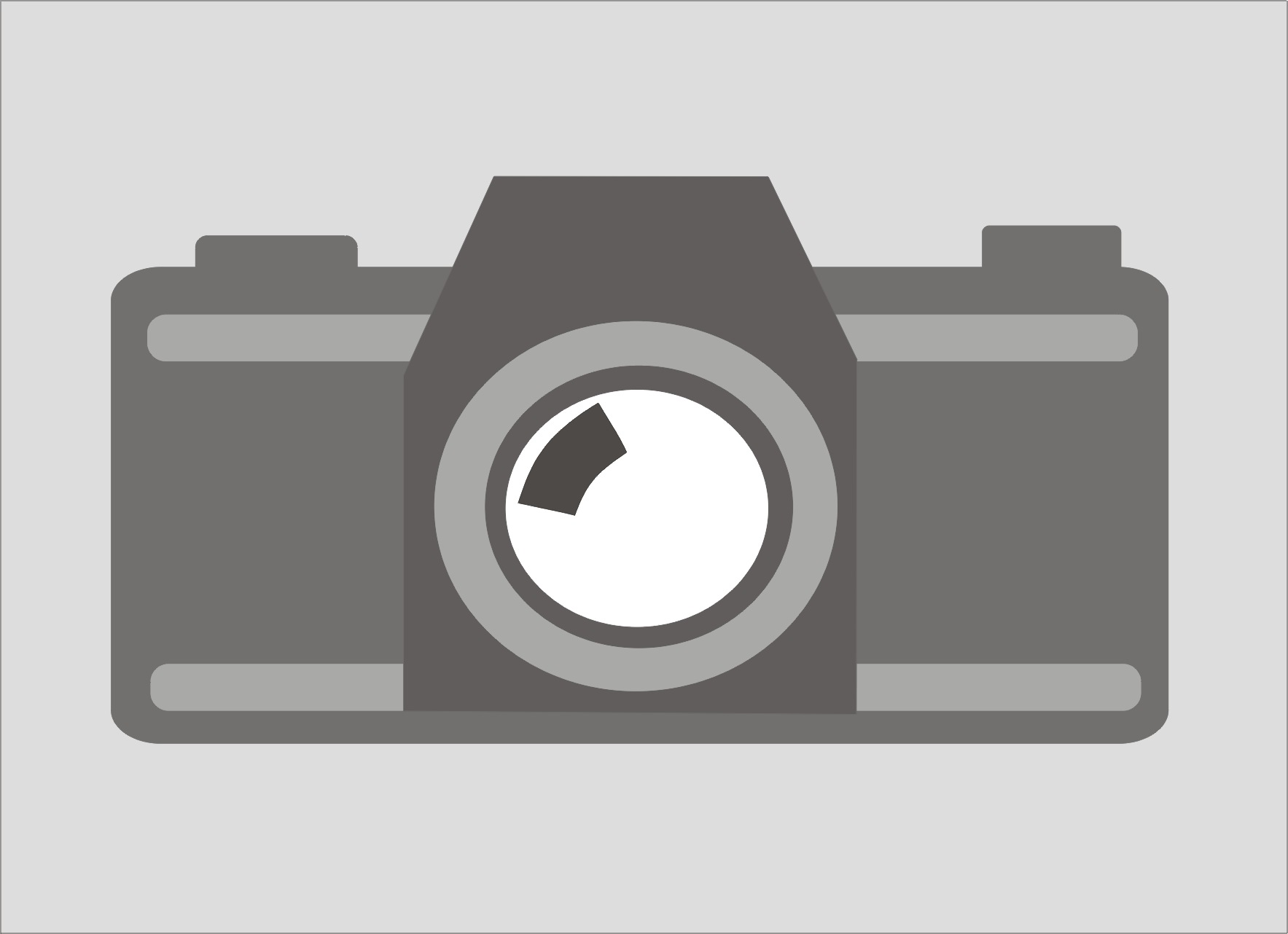
Erwin Schoettle (17. Oktober 1961 bis 20. Oktober 1969)
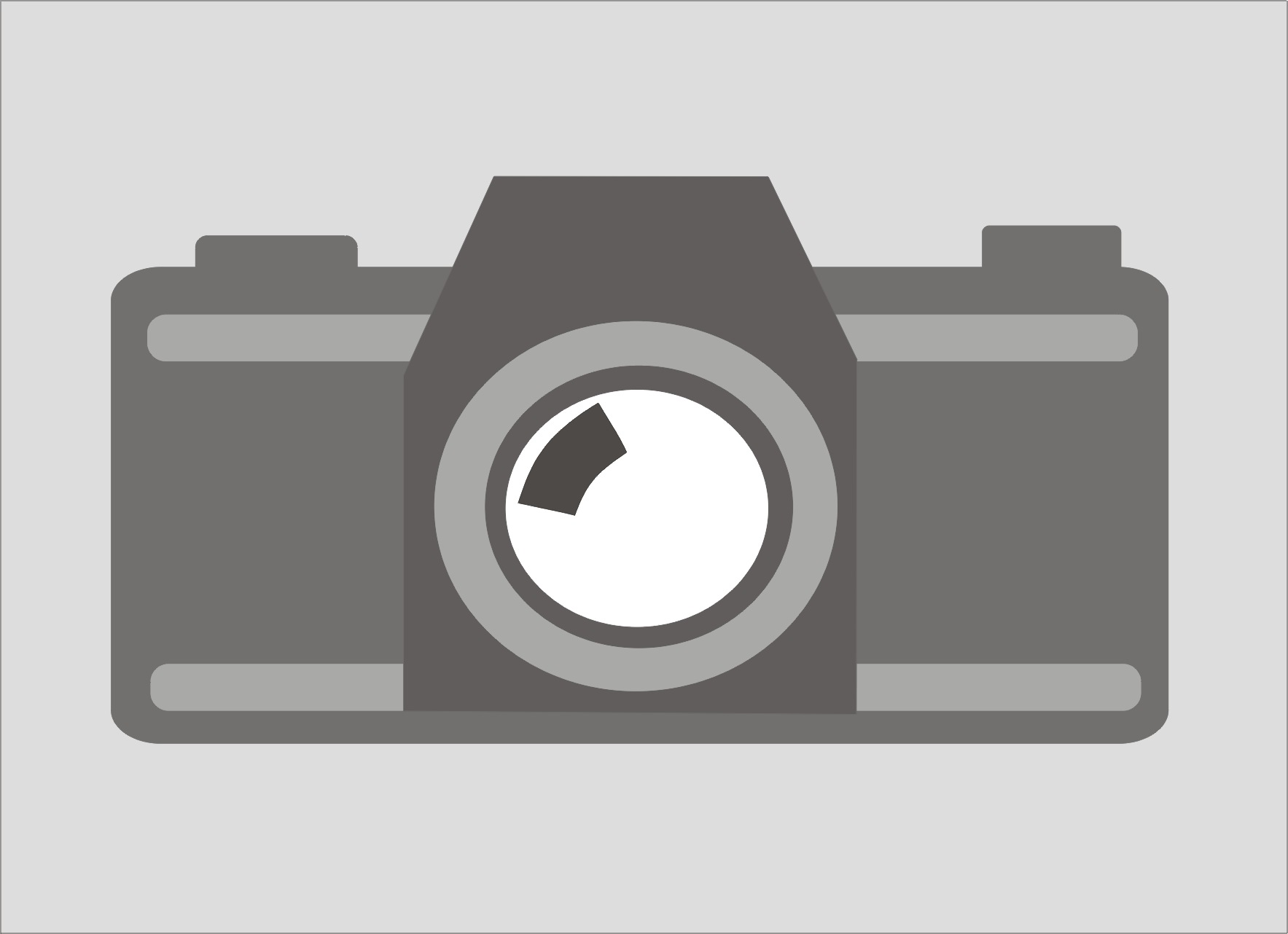
Karl Mommer (14. Dezember 1966 bis 20. Oktober 1969)
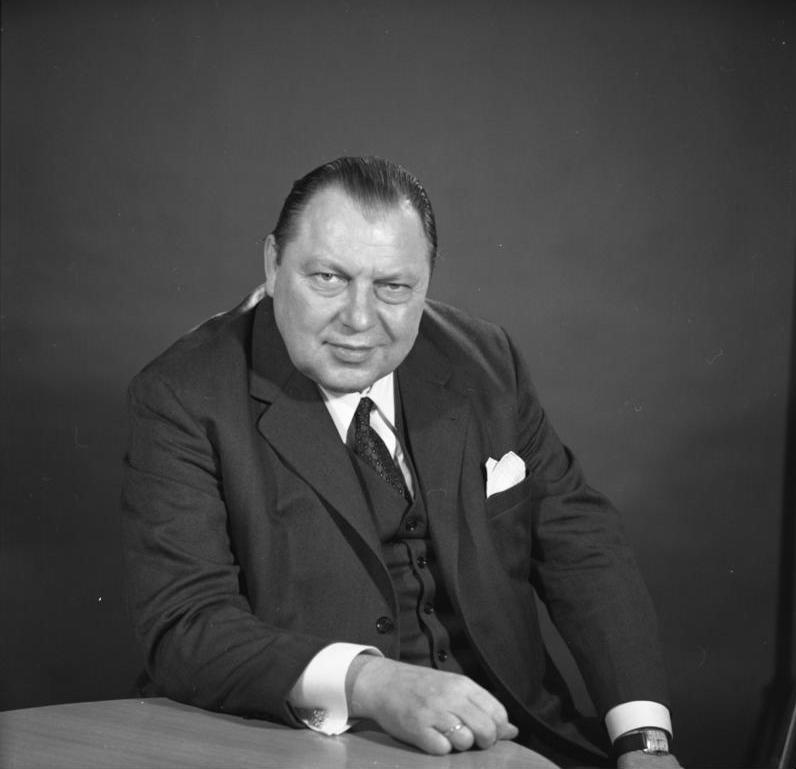
Hermann Schmitt-Vockenhausen (20. Oktober 1969 bis 2. August 1979)
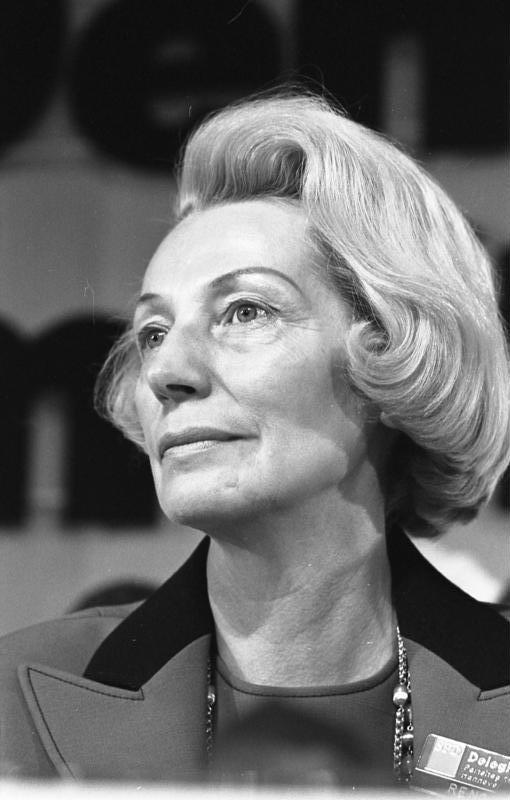
Annemarie Renger (14. Dezember 1976 bis 20. Dezember 1990)
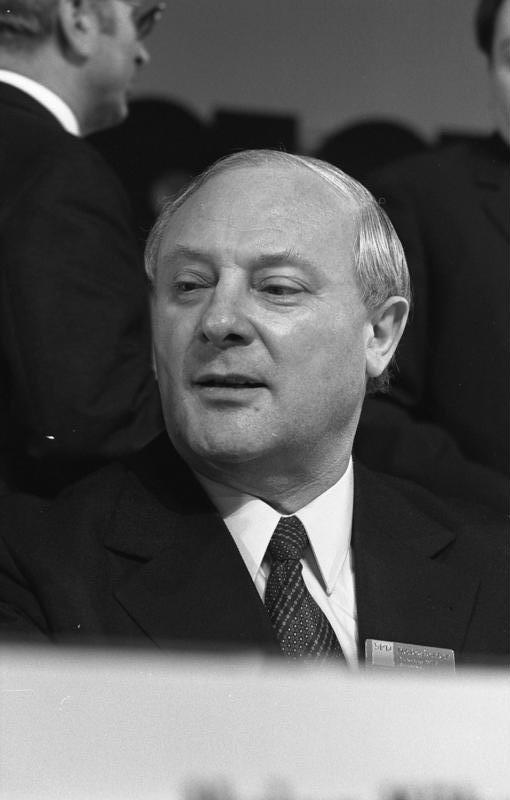
Georg Leber (12. September 1979 bis 29. März 1983)
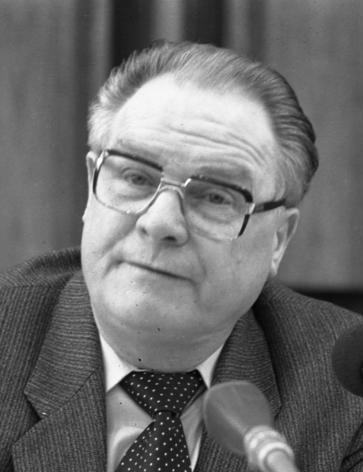
Heinz Westphal (29. März 1983 bis 20. Dezember 1990)
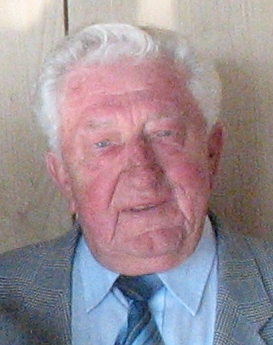
Helmuth Becker (20. Dezember 1990 bis 10. November 1994)
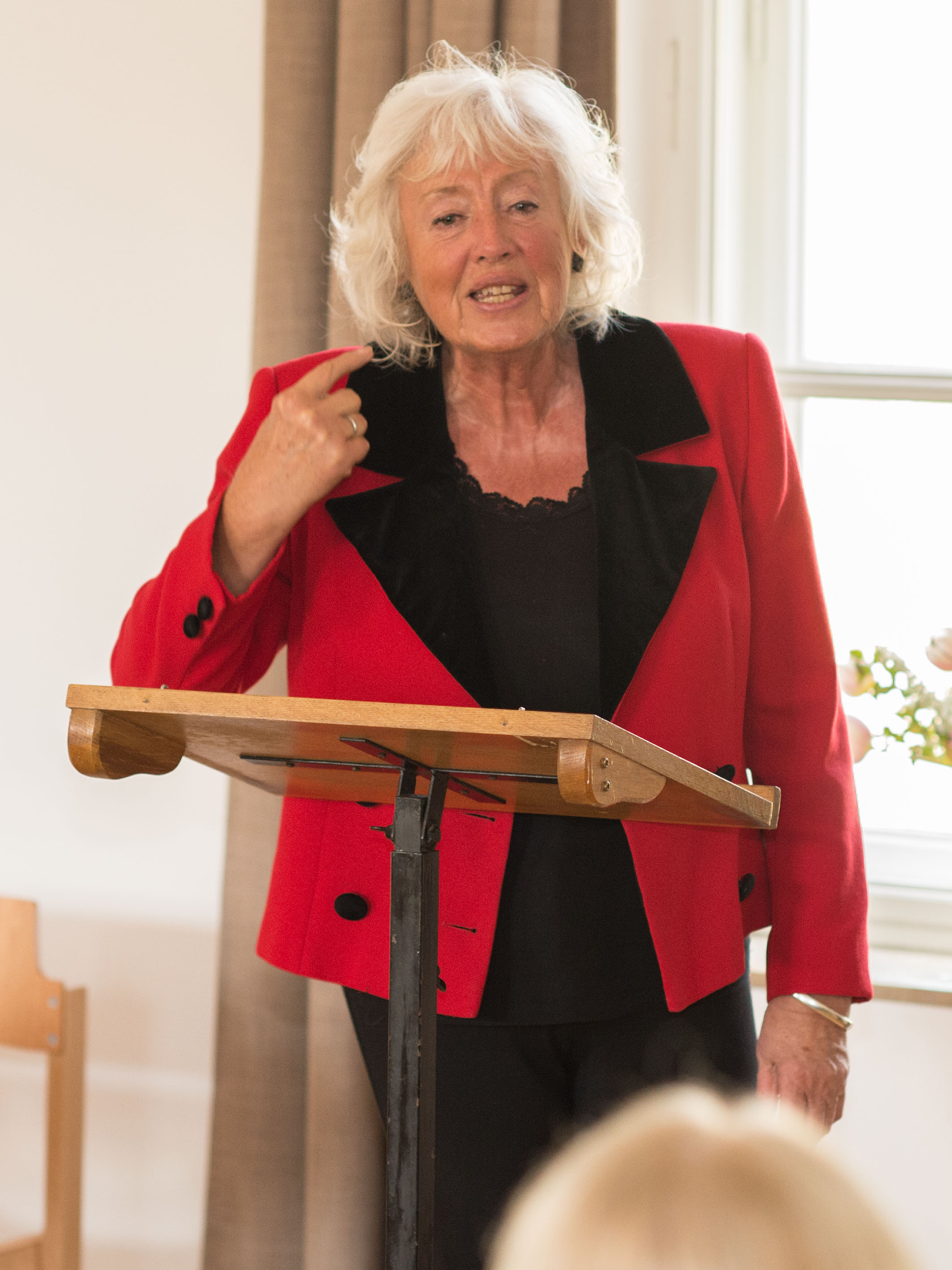
Renate Schmidt (20. Dezember 1990 bis 10. November 1994)
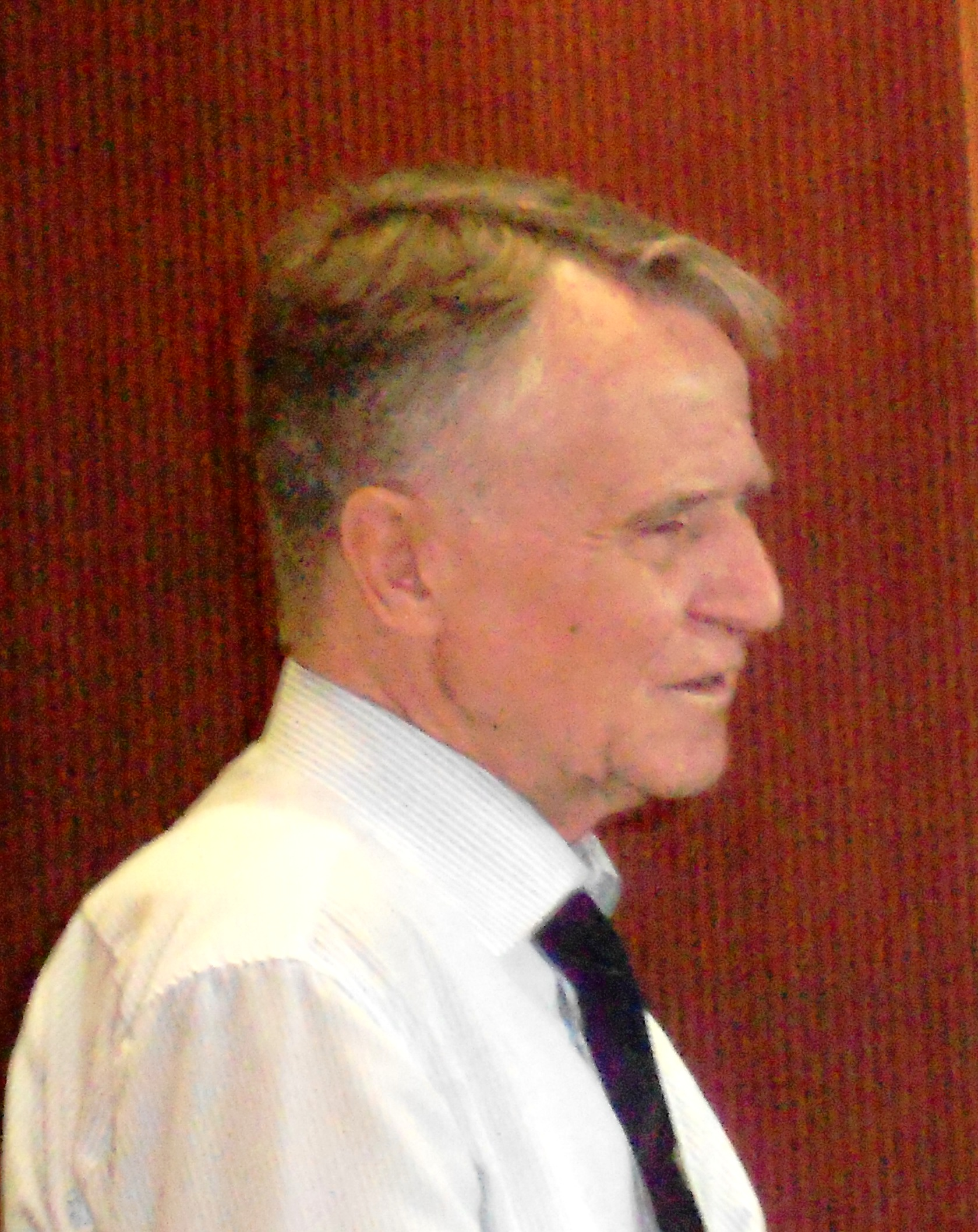
Hans-Ulrich Klose (10. November 1994 bis 26. Oktober 1998)
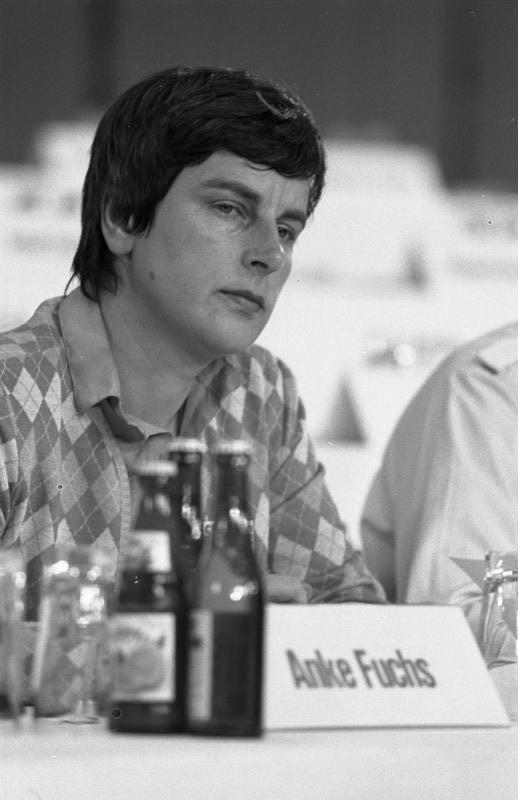
Anke Fuchs (26. Oktober 1998 bis 17. Oktober 2002)
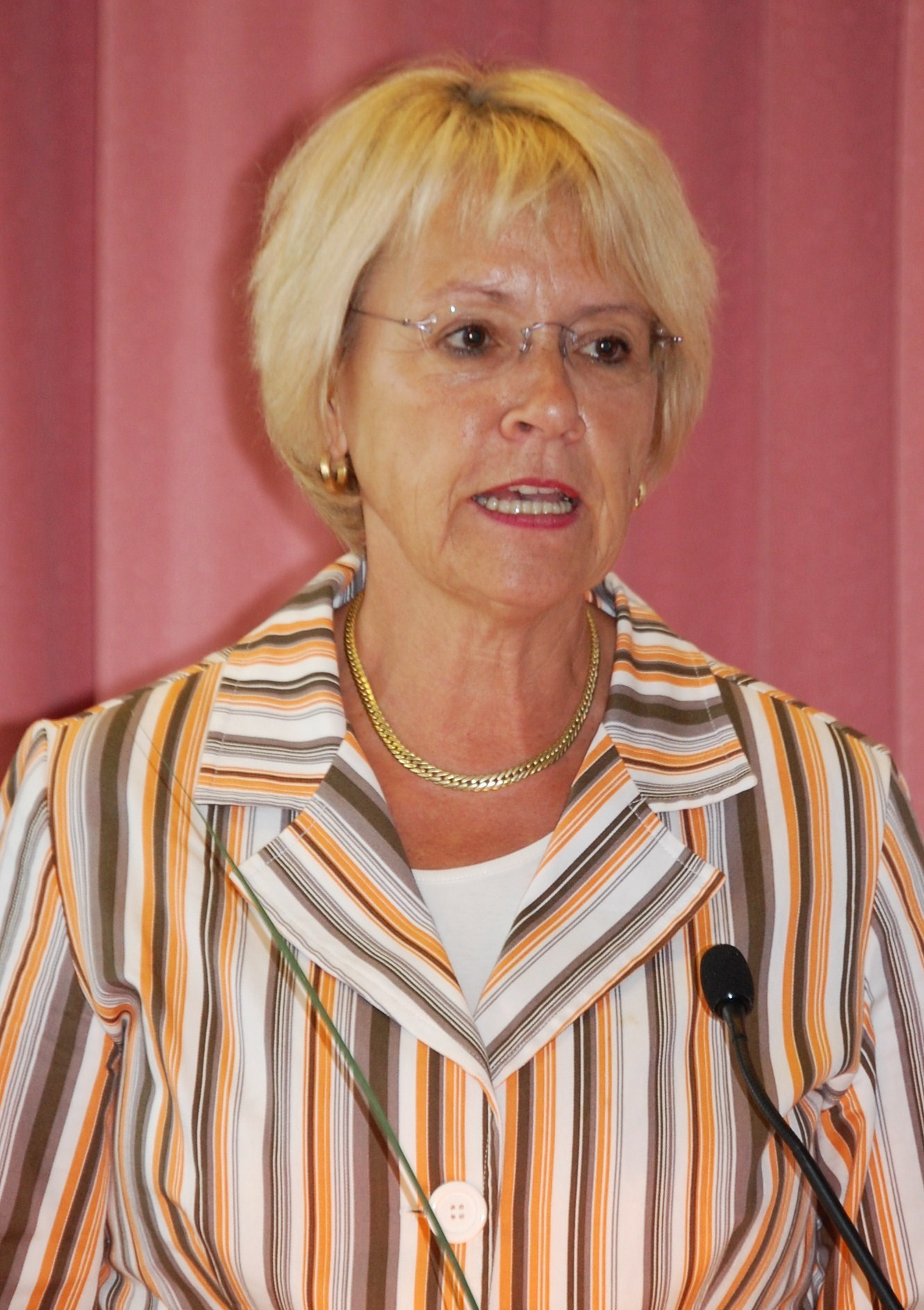
Susanne Kastner (17. Oktober 2002 bis 27. Oktober 2009)
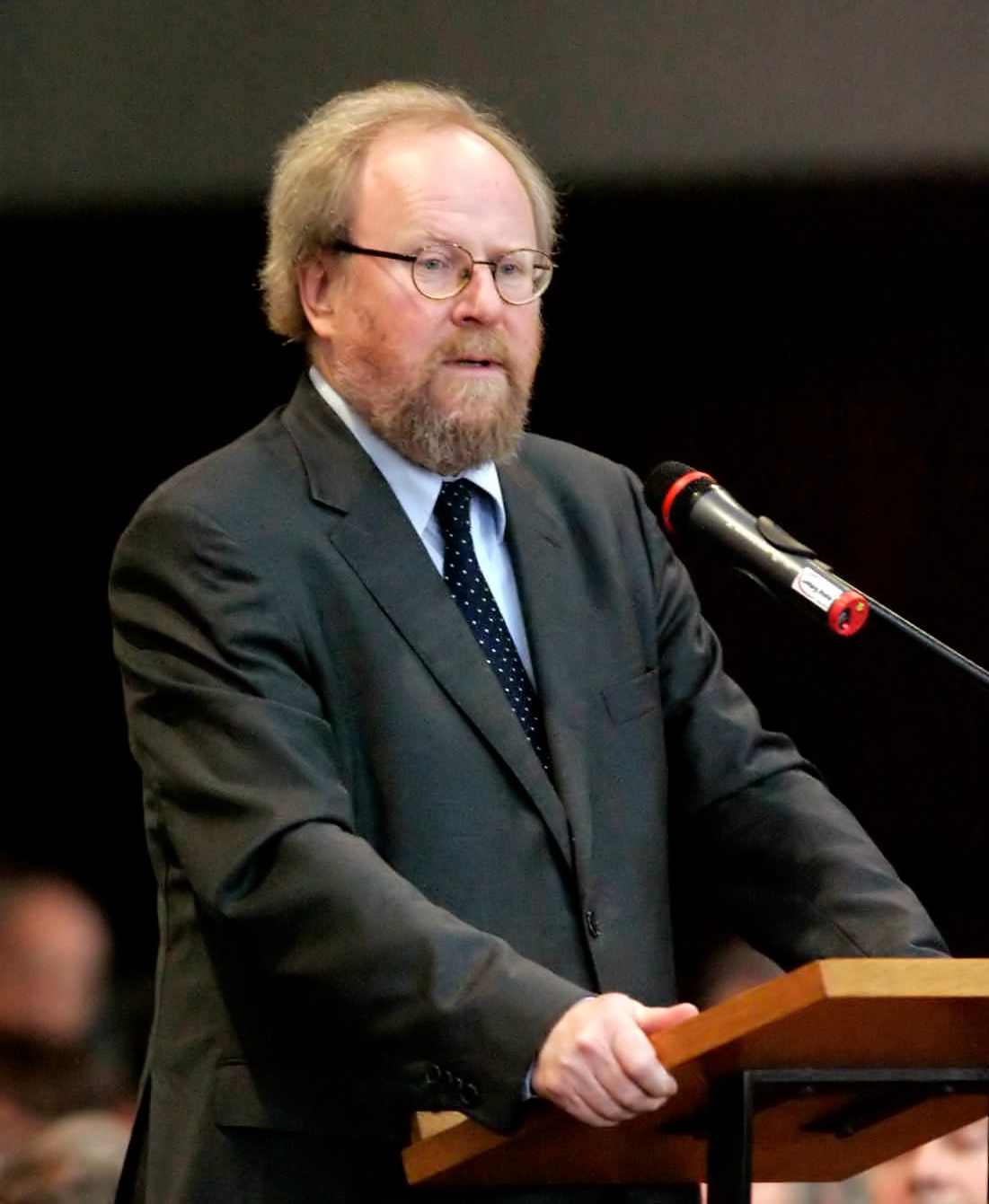
Wolfgang Thierse (18. Oktober 2005 bis 22. Oktober 2013)
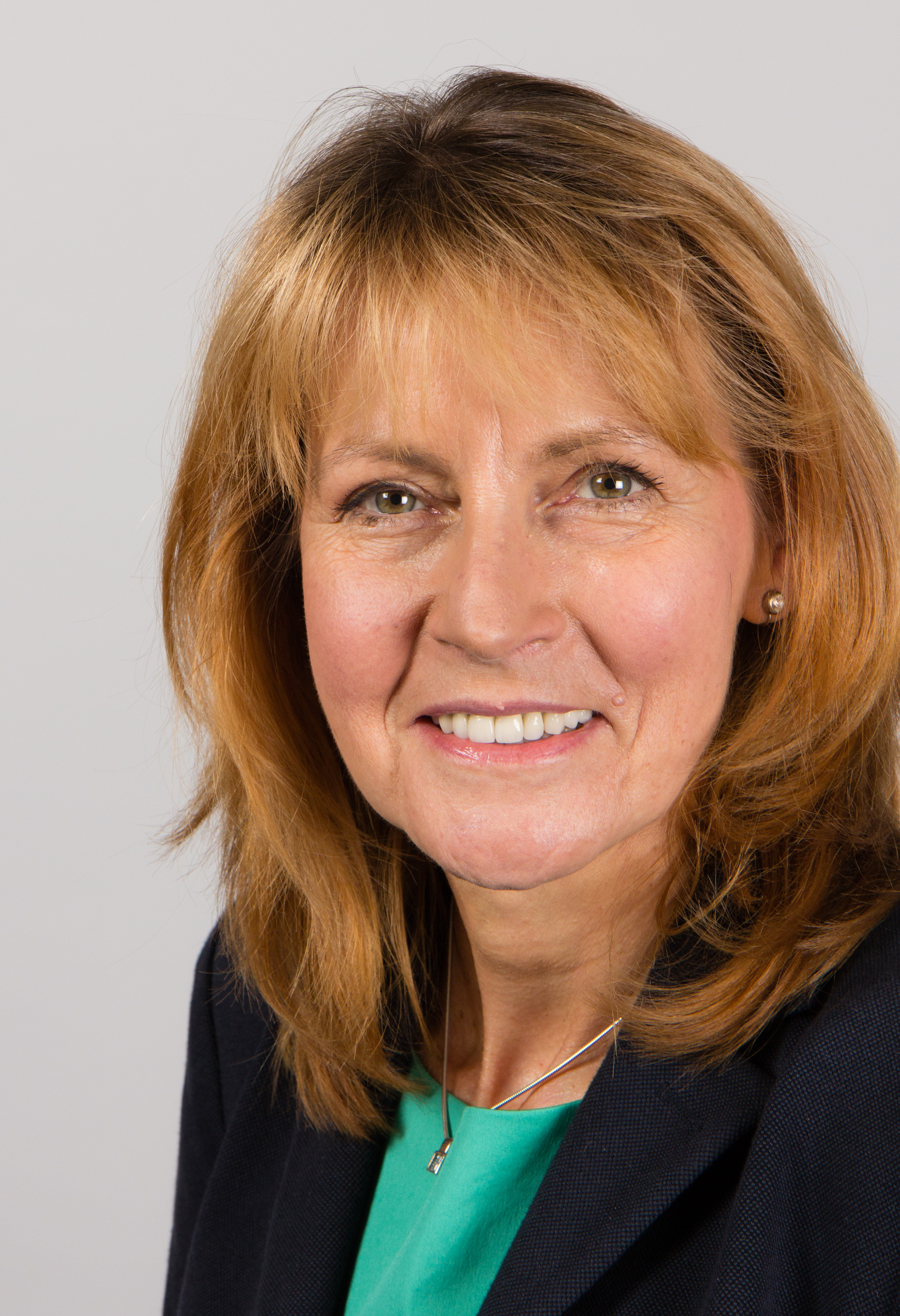
Edelgard Bulmahn (22. Oktober 2013 bis 24. Oktober 2017)
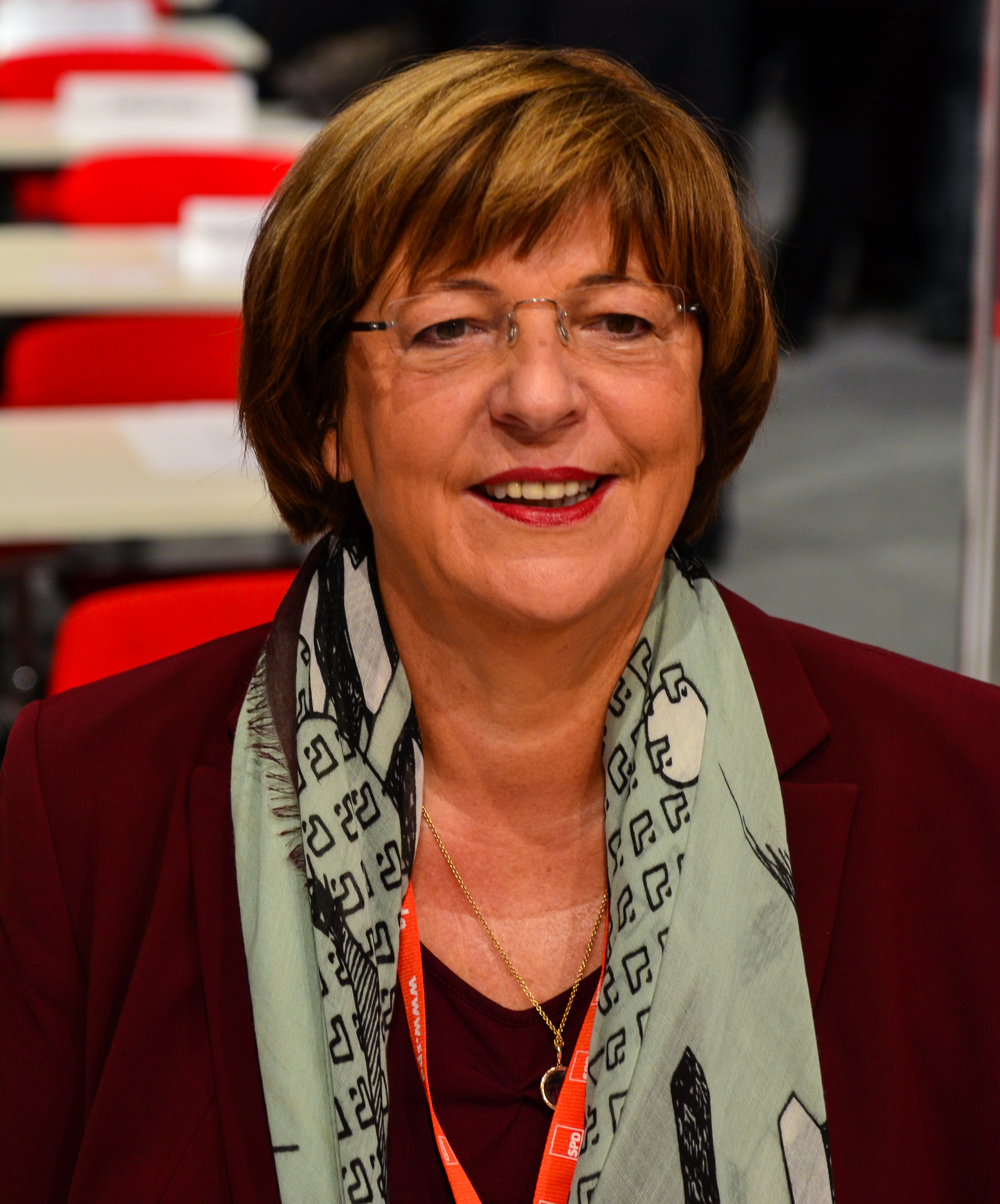
Ulla Schmidt (22. Oktober 2013 bis 24. Oktober 2017)
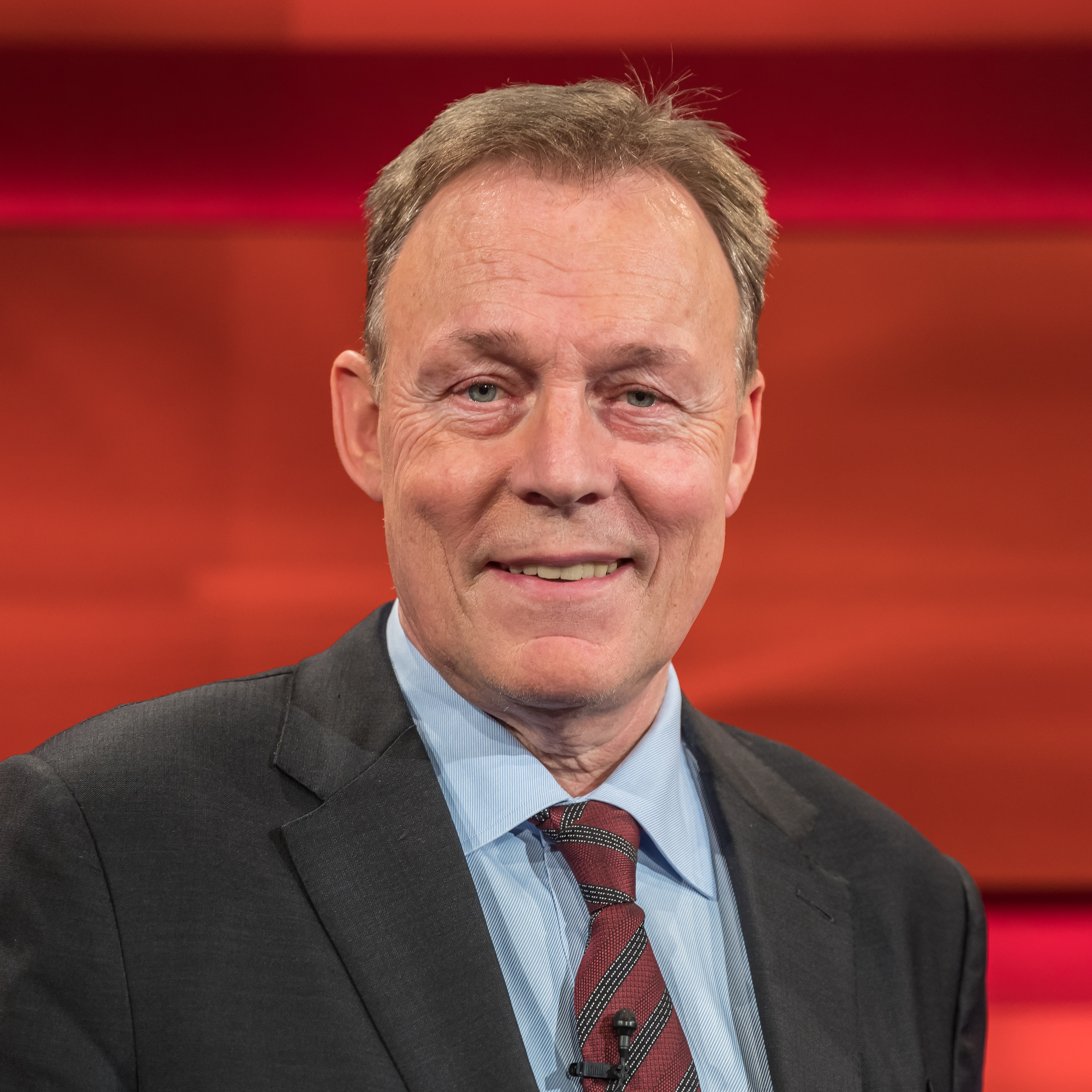
Thomas Oppermann (24. Oktober 2017 bis 25. Oktober 2020)
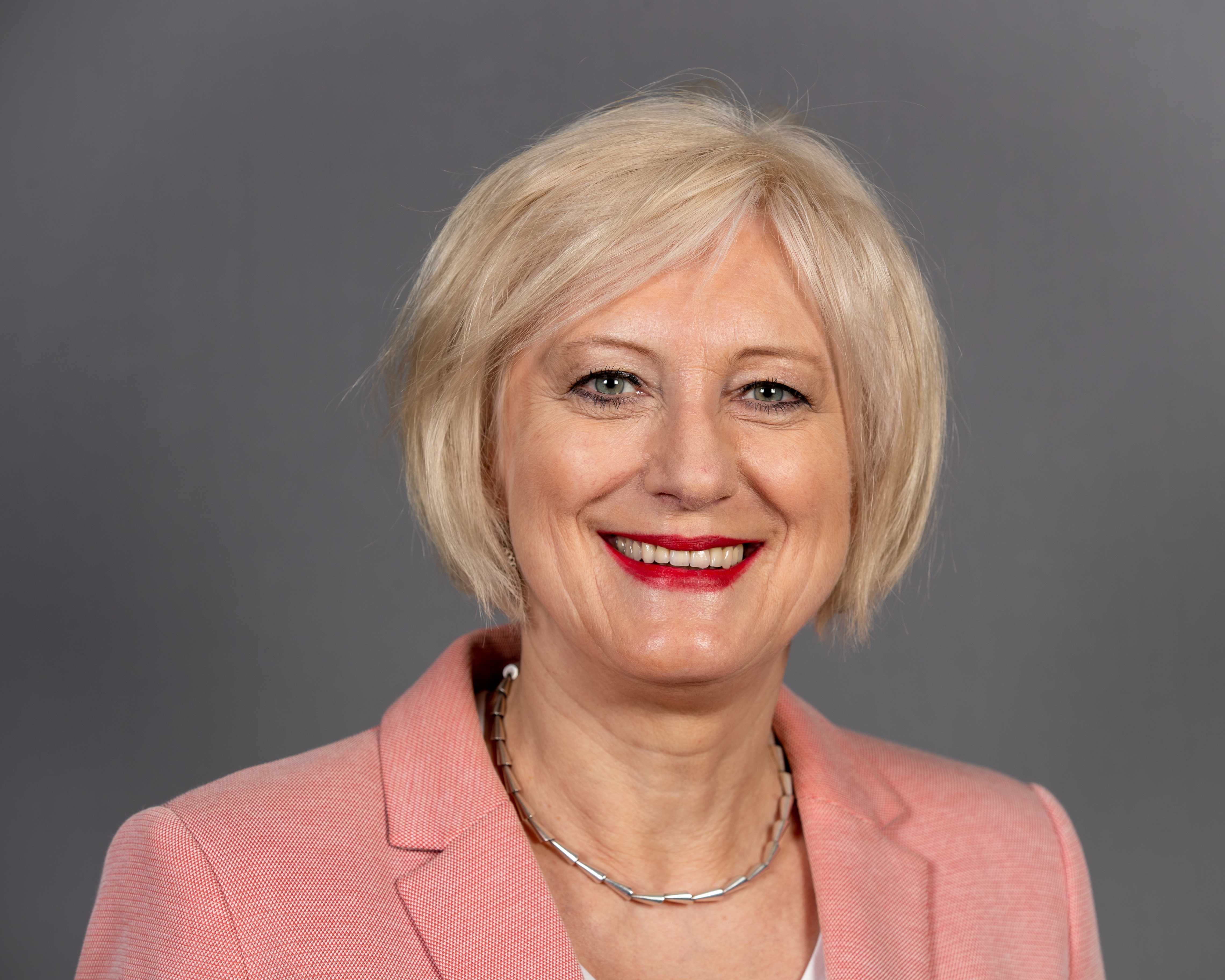
Dagmar Ziegler (26. November 2020 bis 26. Oktober 2021)
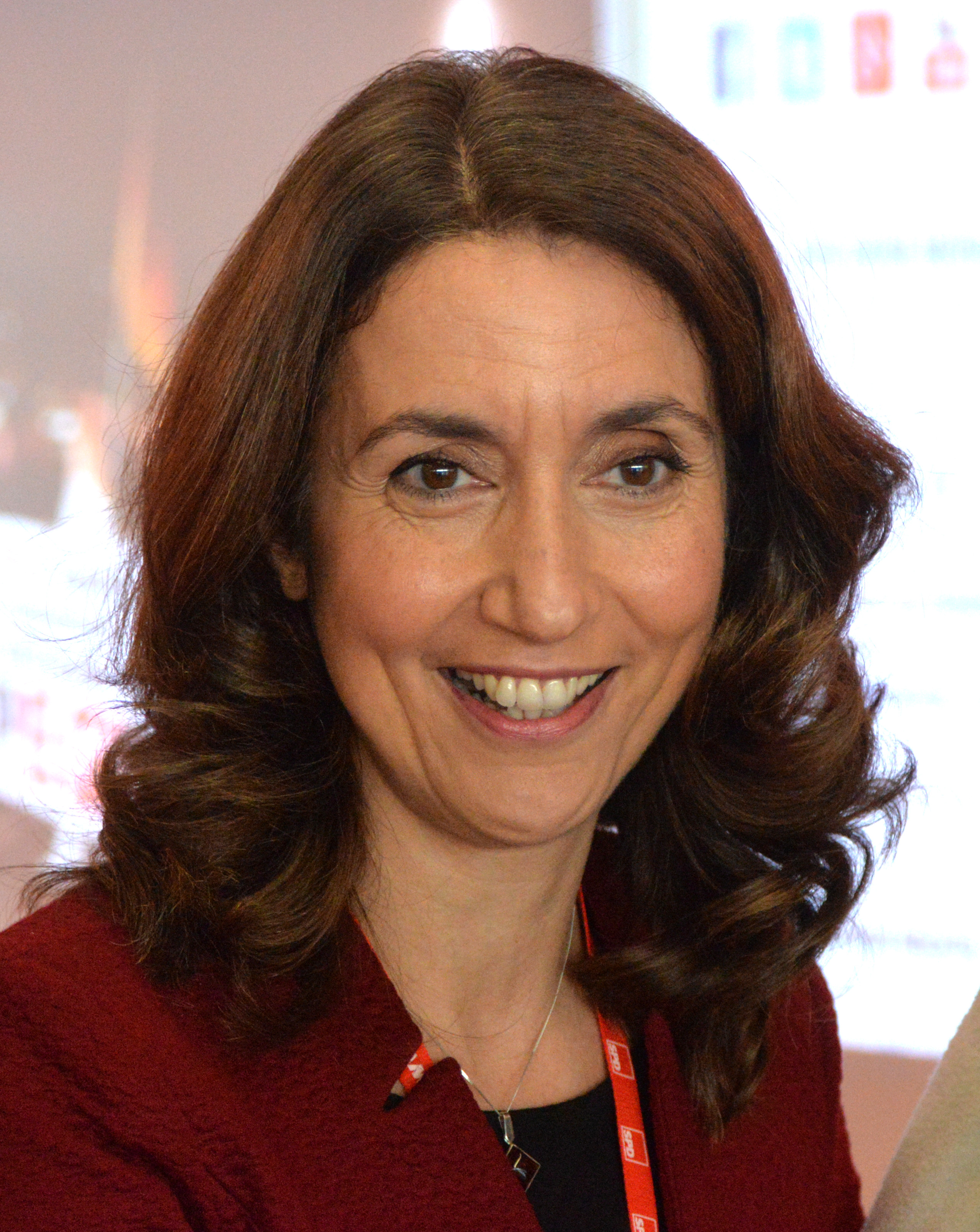
Aydan Özoğuz (26. Oktober 2021 bis 25. März 2025)
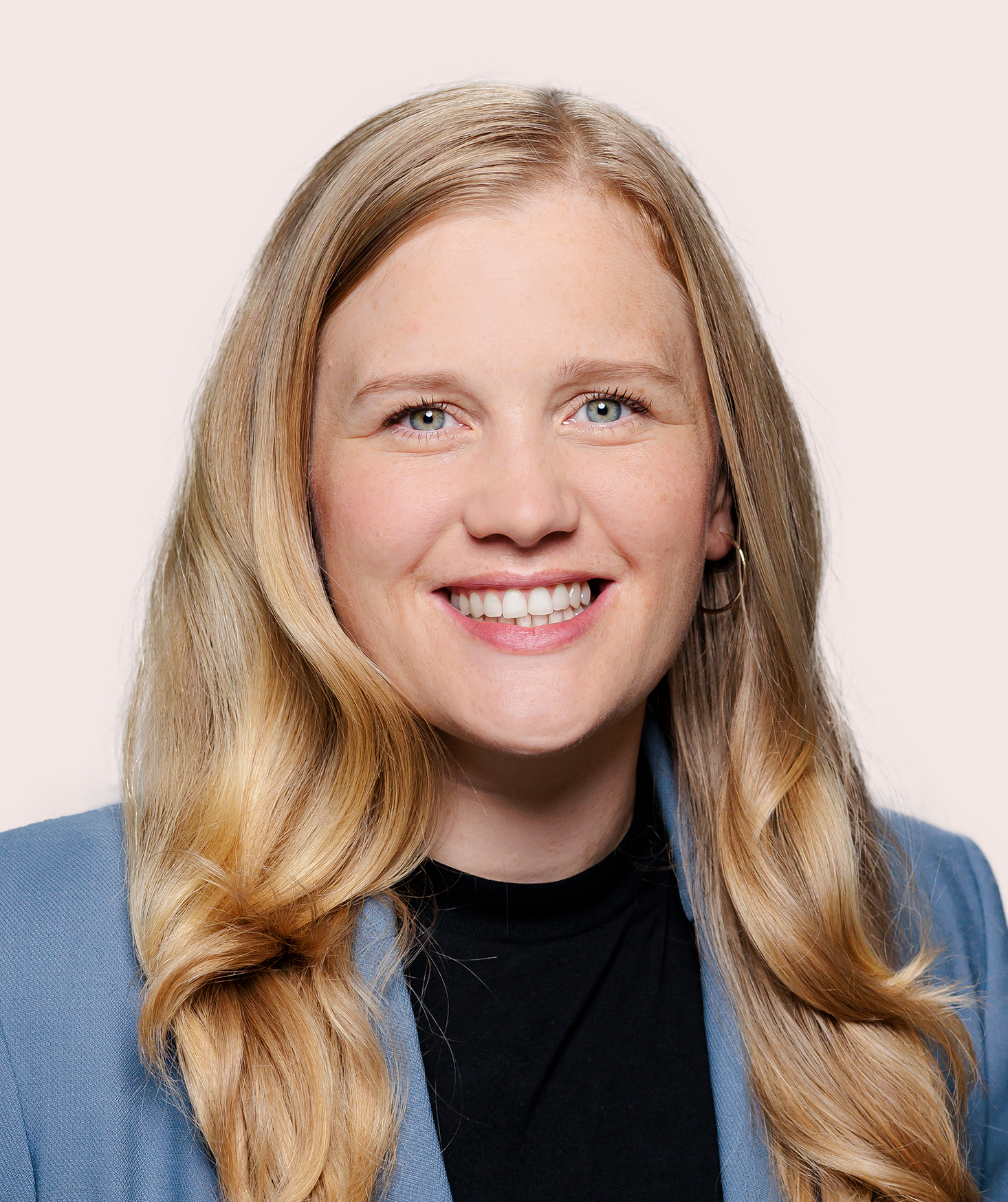
Josephine Ortleb (seit 25. März 2025)

Staatsoberhäupter
Die nachfolgenden SPD-Politiker waren oder sind Staatsoberhaupt Deutschlands:

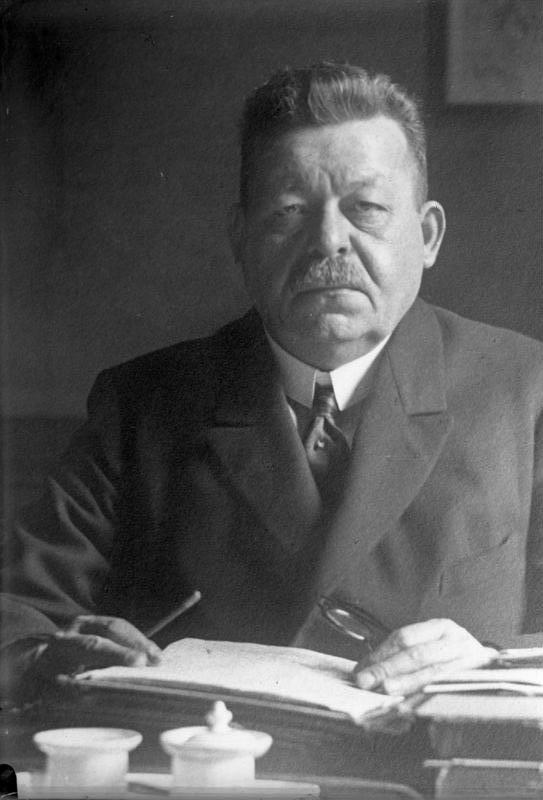
Friedrich Ebert Reichspräsident (11. Februar 1919 bis 28. Februar 1925)
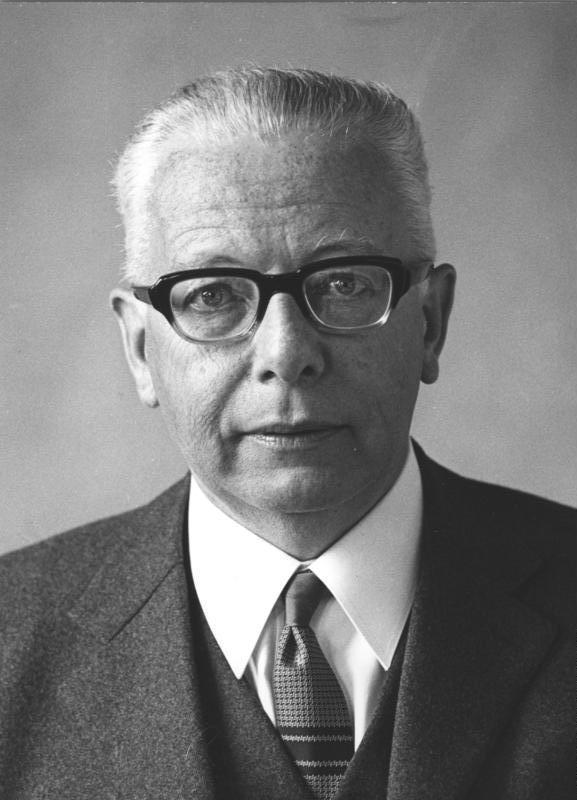
Gustav Heinemann Bundespräsident (1. Juli 1969 bis 30. Juni 1974)
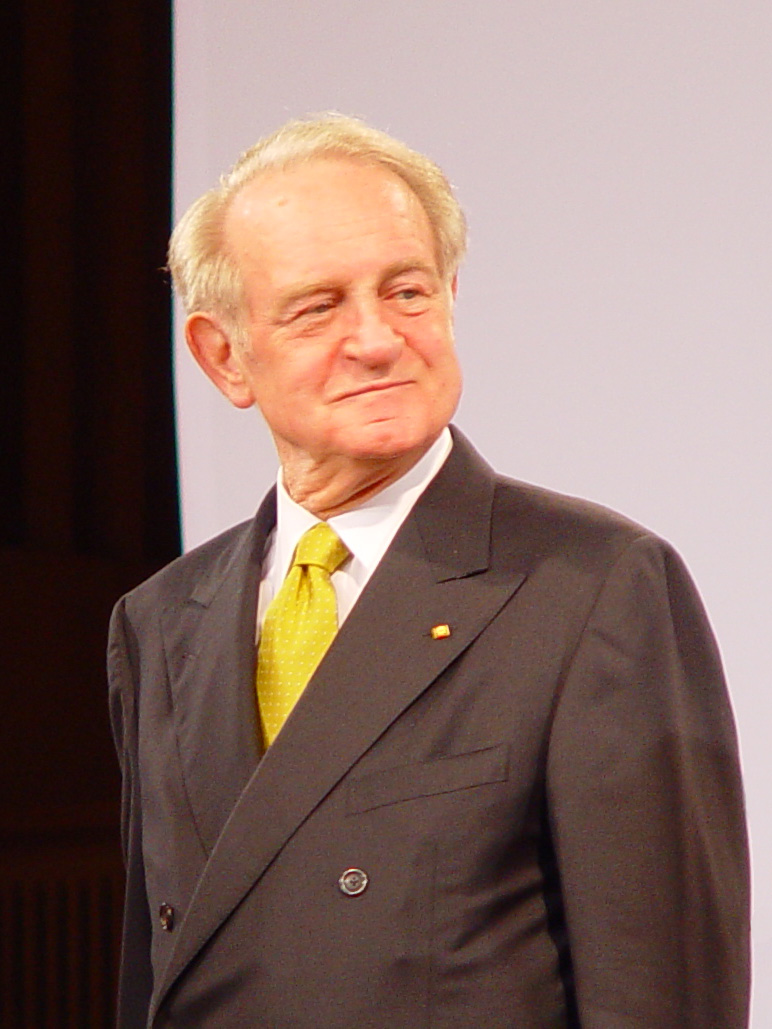
Johannes Rau Bundespräsident (1. Juli 1999 bis 30. Juni 2004)
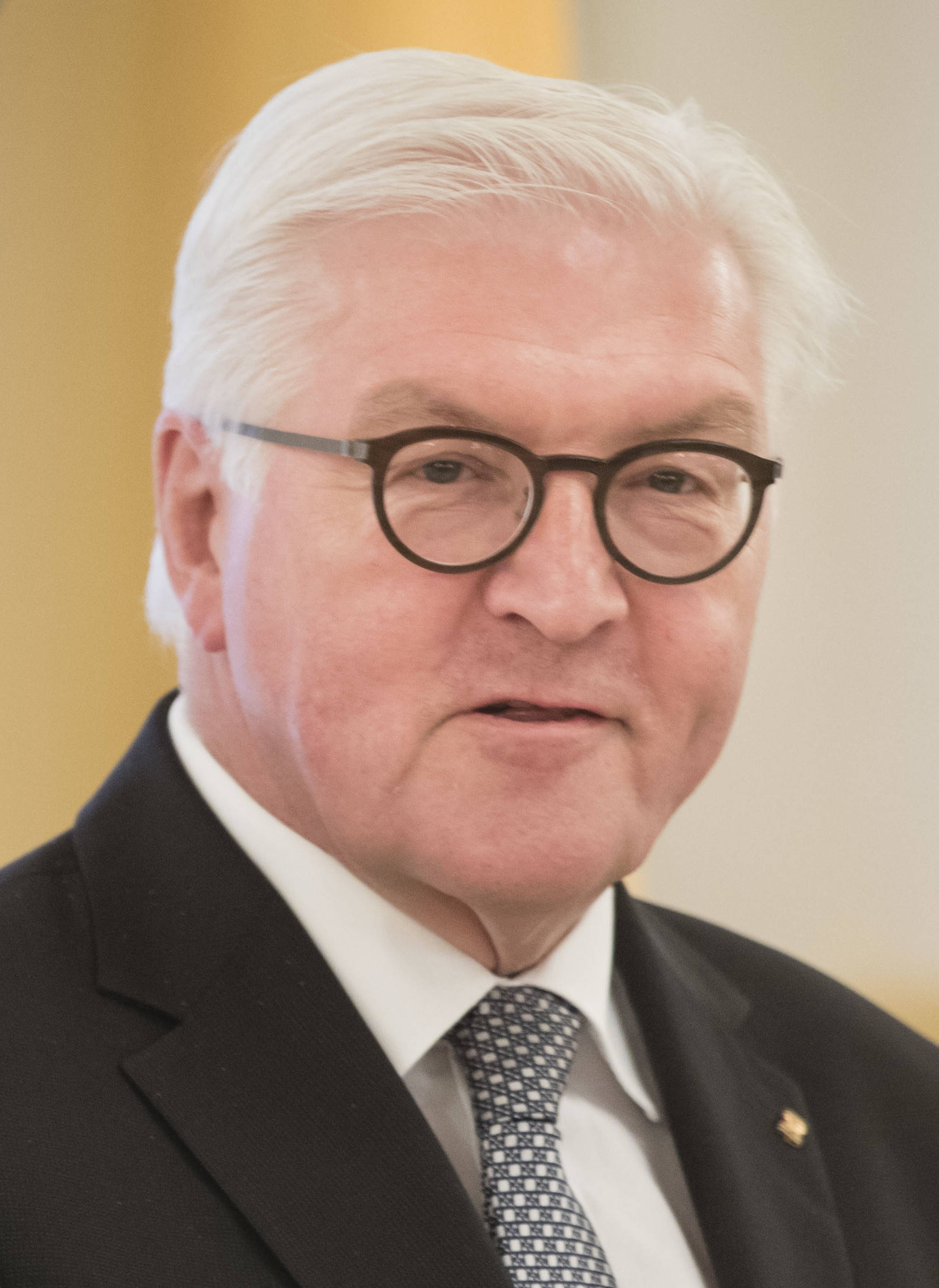
Frank-Walter Steinmeier Bundespräsident (seit 19. März 2017)

Stellvertretende Staatsoberhäupter

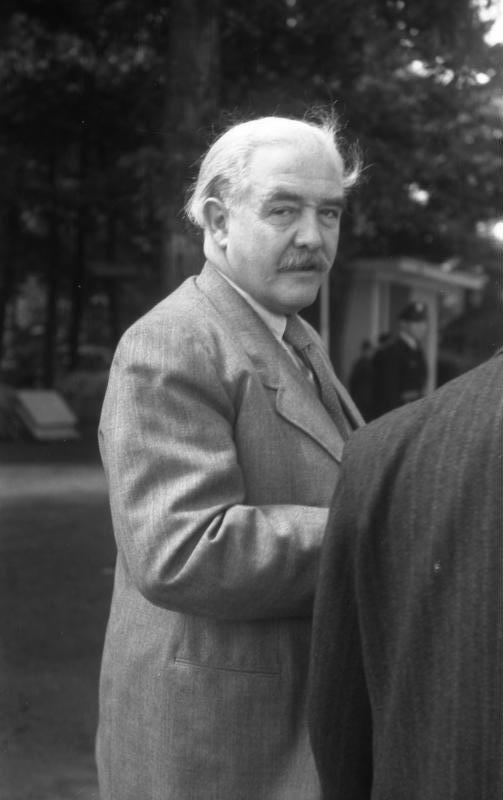
Hinrich Wilhelm Kopf Bundesratspräsident (7. September 1951 bis 6. September 1952)
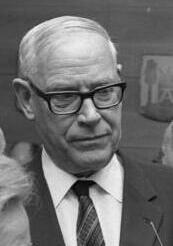
Georg-August Zinn Bundesratspräsident (7. September 1953 bis 6. September 1954)
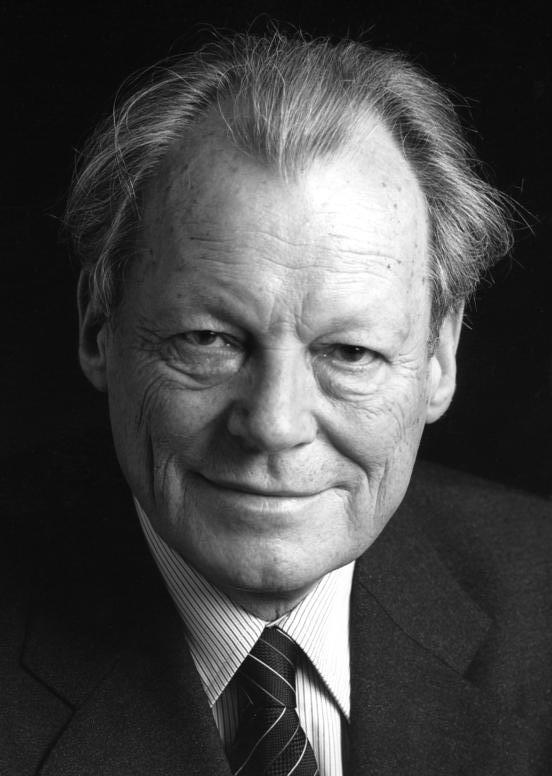
Willy Brandt Bundesratspräsident (1. November 1957 bis 31. Oktober 1958 und 1. November 1964 bis 31. Oktober 1965)
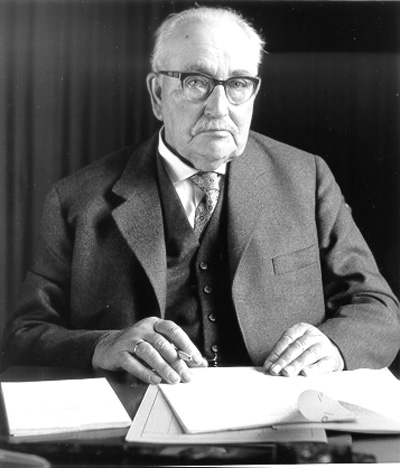
Wilhelm Kaisen Bundesratspräsident (1. November 1958 bis 31. Oktober 1959)
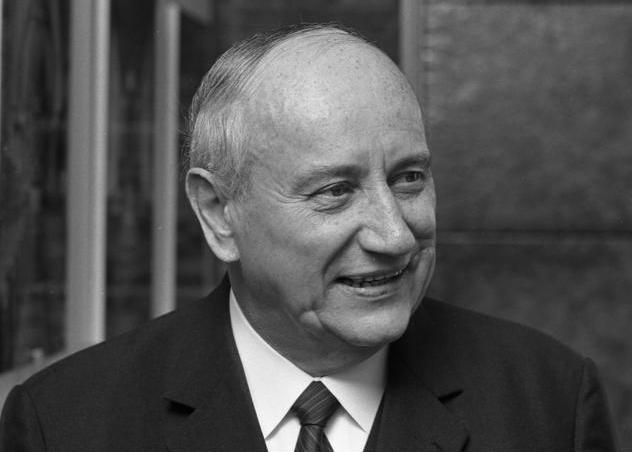
Georg Diederichs Bundesratspräsident (1. November 1958 bis 31. Oktober 1959)
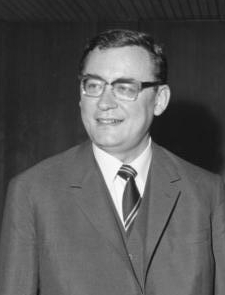
Klaus Schütz Bundesratspräsident (1. November 1967 bis 31. Oktober 1968)
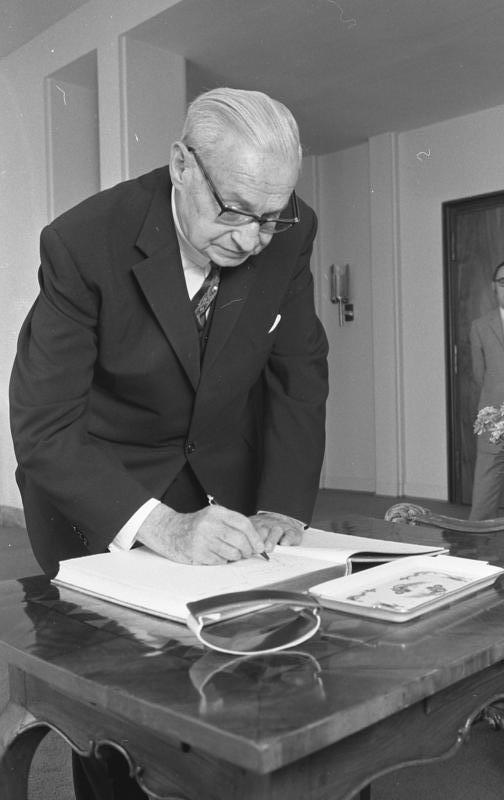
Herbert Weichmann Bundesratspräsident (1. November 1968 bis 31. Oktober 1969)
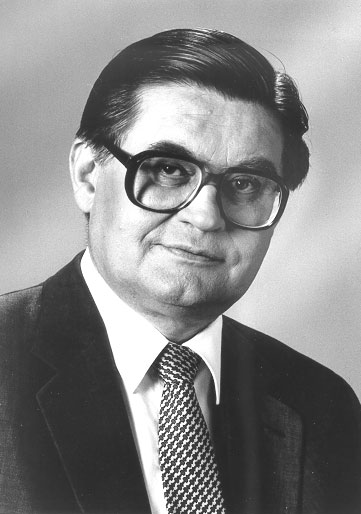
Hans Koschnick Bundesratspräsident (1. November 1970 bis 31. Oktober 1971 und 1. November 1981 bis 31. Oktober 1982)
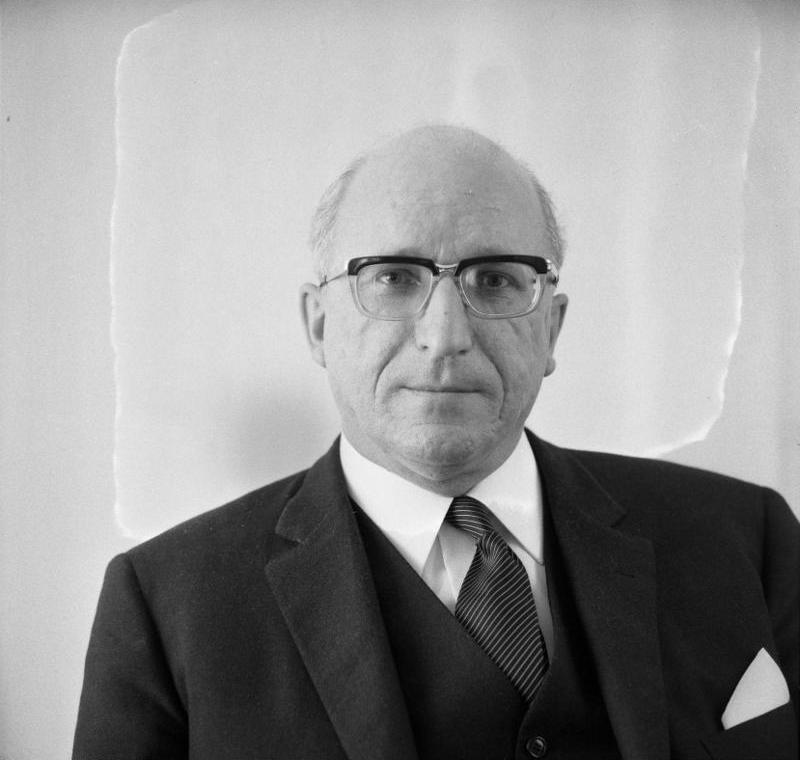
Heinz Kühn Bundesratspräsident (1. November 1971 bis 31. Oktober 1972)
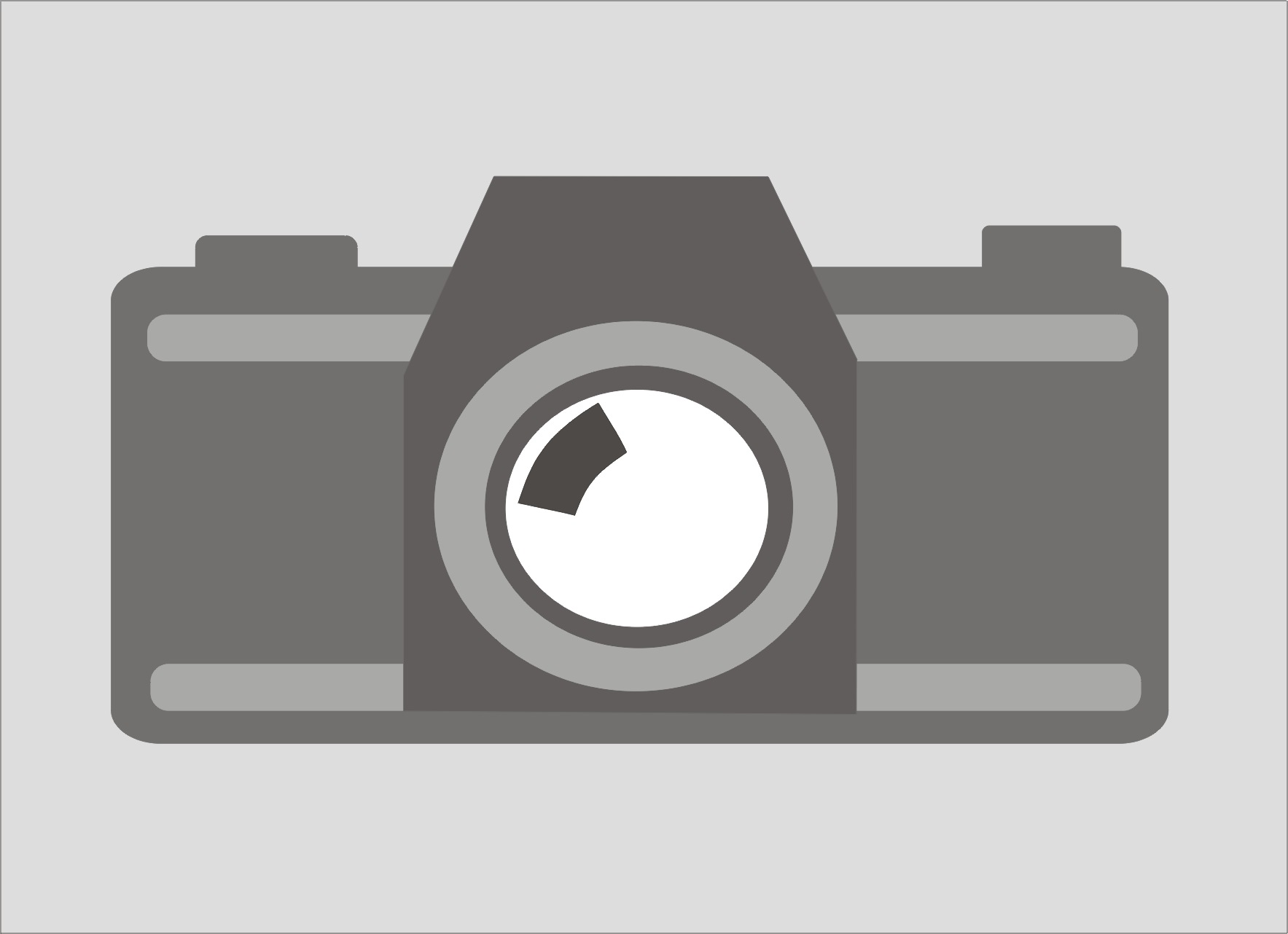
Alfred Kubel Bundesratspräsident (1. November 1974 bis 31. Oktober 1975)
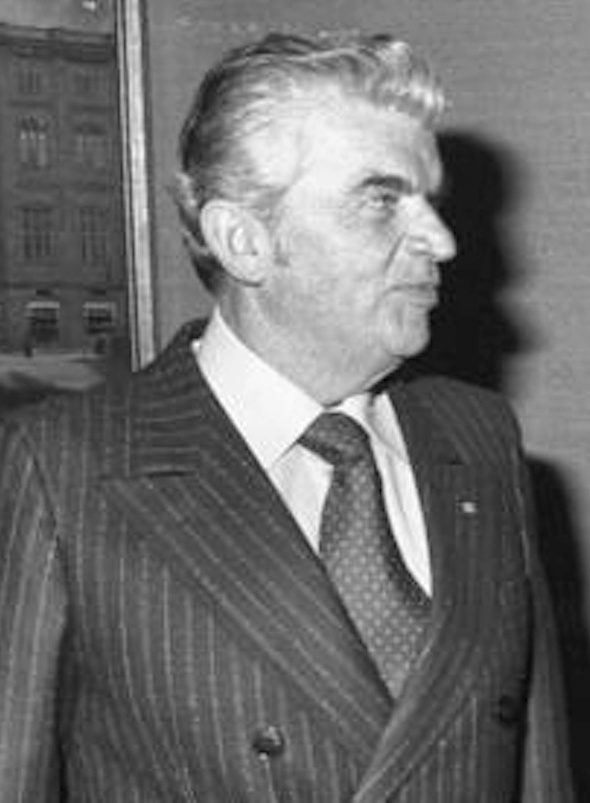
Albert Osswald Bundesratspräsident (1. November 1975 bis 20. Oktober 1976)
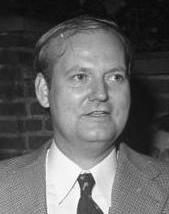
Dietrich Stobbe Bundesratspräsident (1. November 1978 bis 31. Oktober 1979)
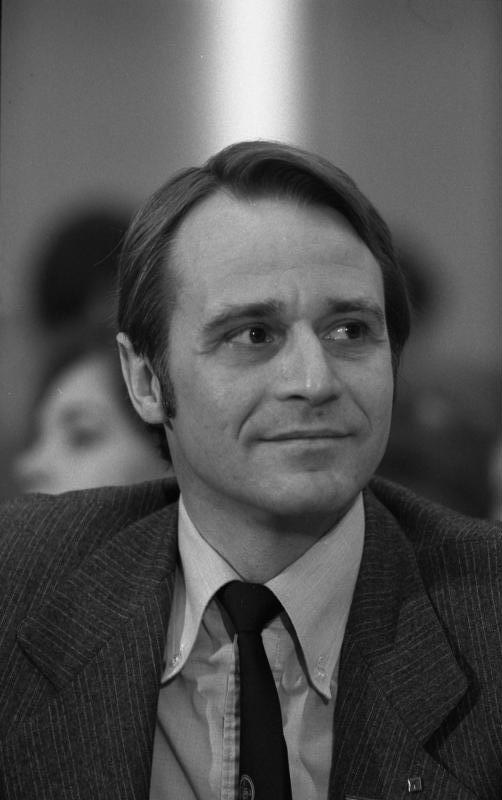
Hans-Ulrich Klose Bundesratspräsident (1. November 1979 bis 31. Oktober 1980)
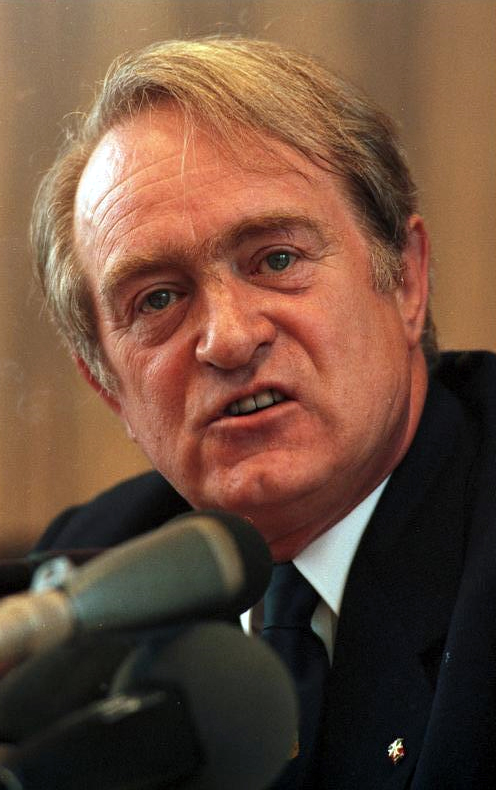
Johannes Rau Bundesratspräsident (1. November 1982 bis 31. Oktober 1983 und 1. November 1994 bis 31. Oktober 1995)
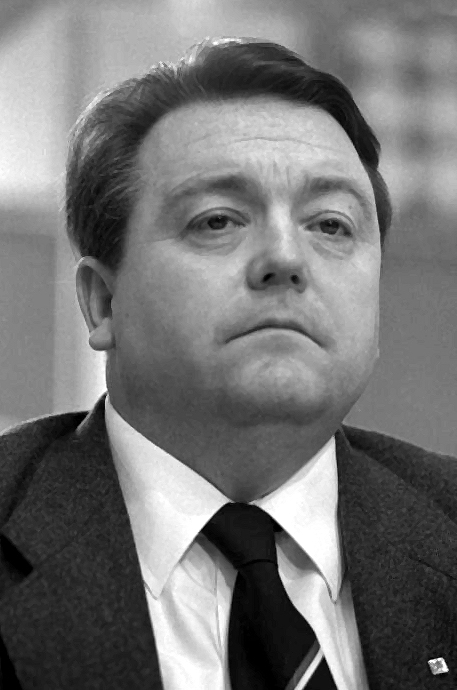
Holger Börner Bundesratspräsident (1. November 1986 bis 24. April 1987)
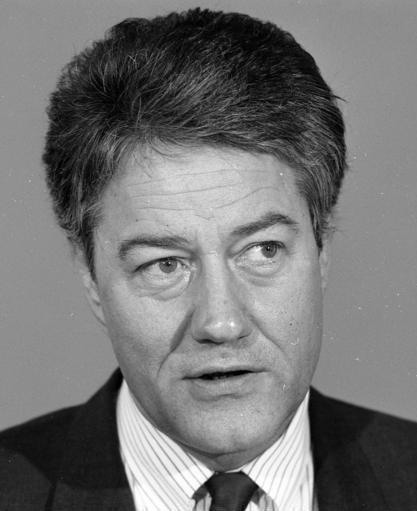
Björn Engholm Bundesratspräsident (1. November 1988 bis 31. Oktober 1989)
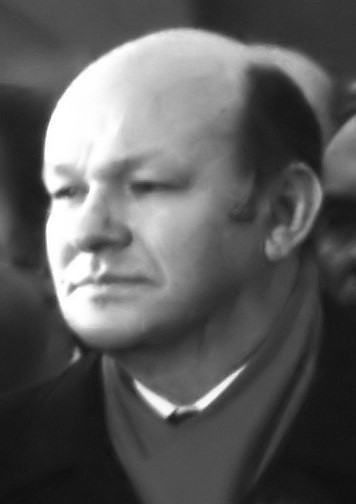
Walter Momper Bundesratspräsident (1. November 1989 bis 31. Oktober 1990)
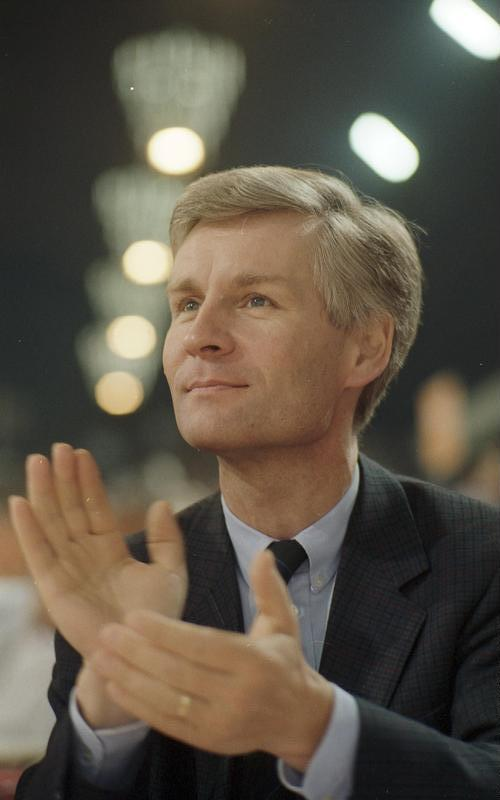
Henning Voscherau Bundesratspräsident (1. November 1990 bis 31. Oktober 1991)
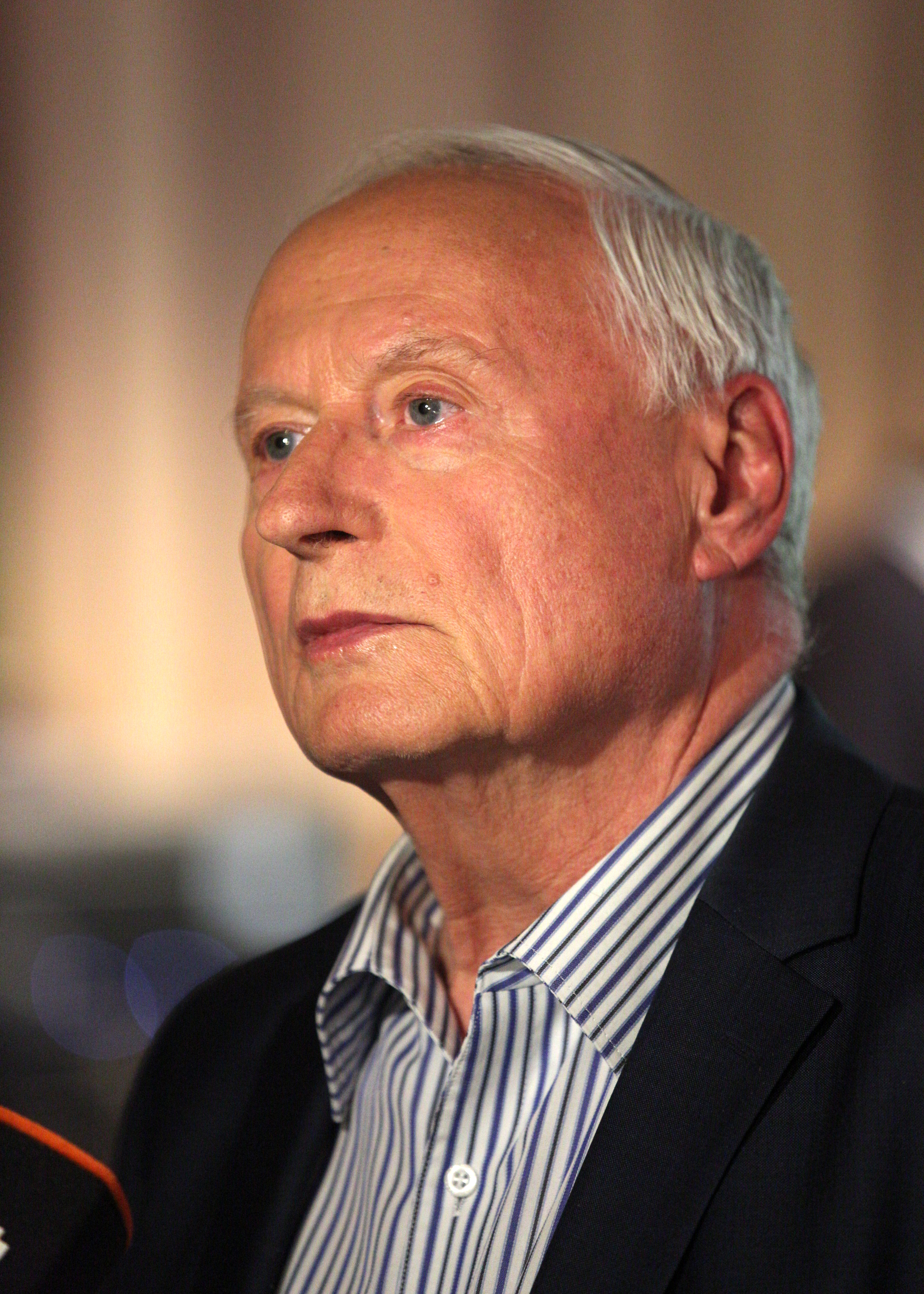
Oskar Lafontaine Bundesratspräsident (1. November 1992 bis 31. Oktober 1993)
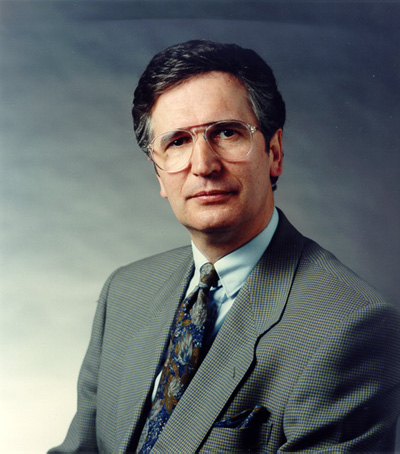
Klaus Wedemeier Bundesratspräsident (1. November 1993 bis 31. Oktober 1994)
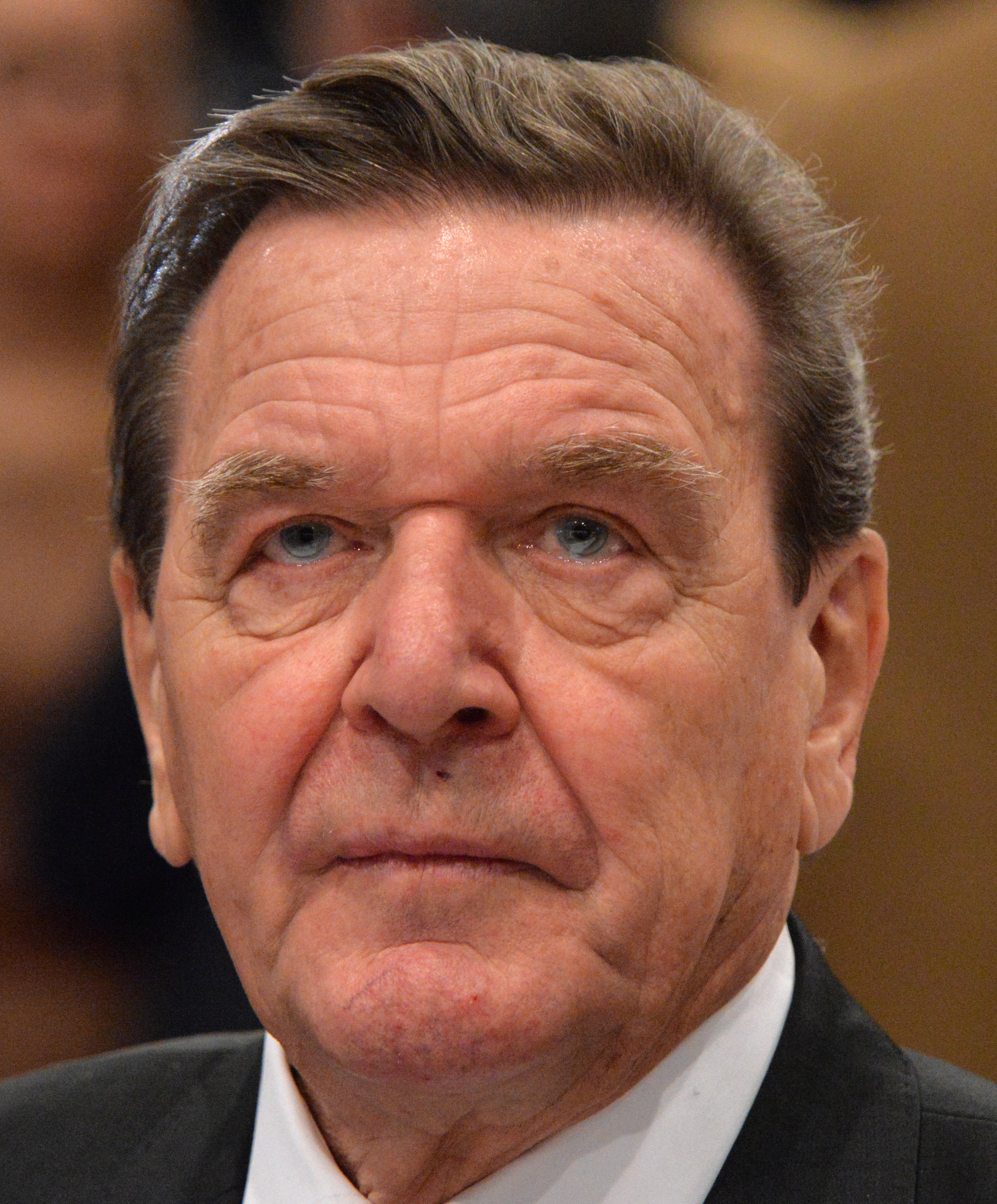
Gerhard Schröder Bundesratspräsident (1. November 1997 bis 27. Oktober 1998)
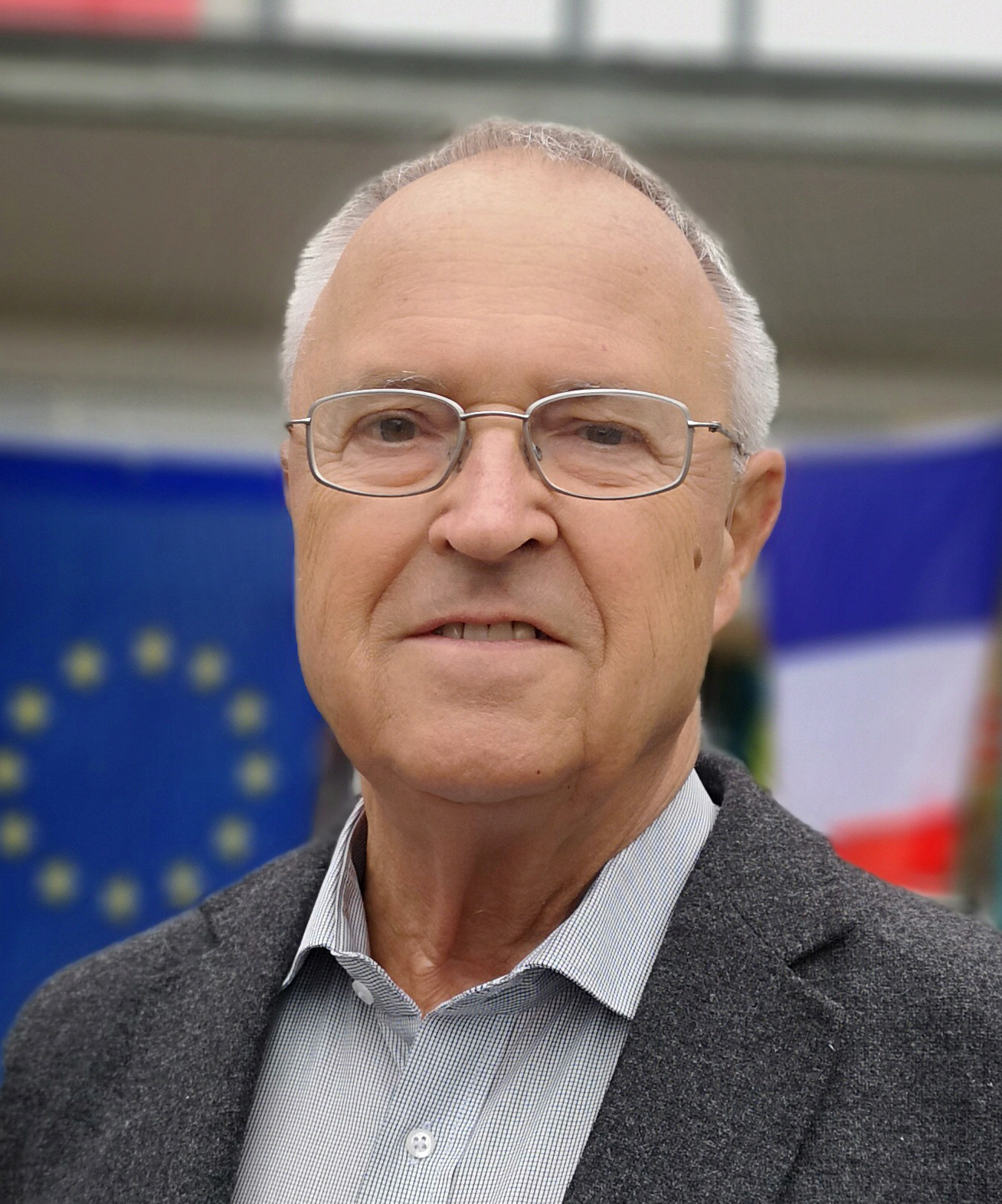
Hans Eichel Bundesratspräsident (1. November 1998 bis 7. April 1999)
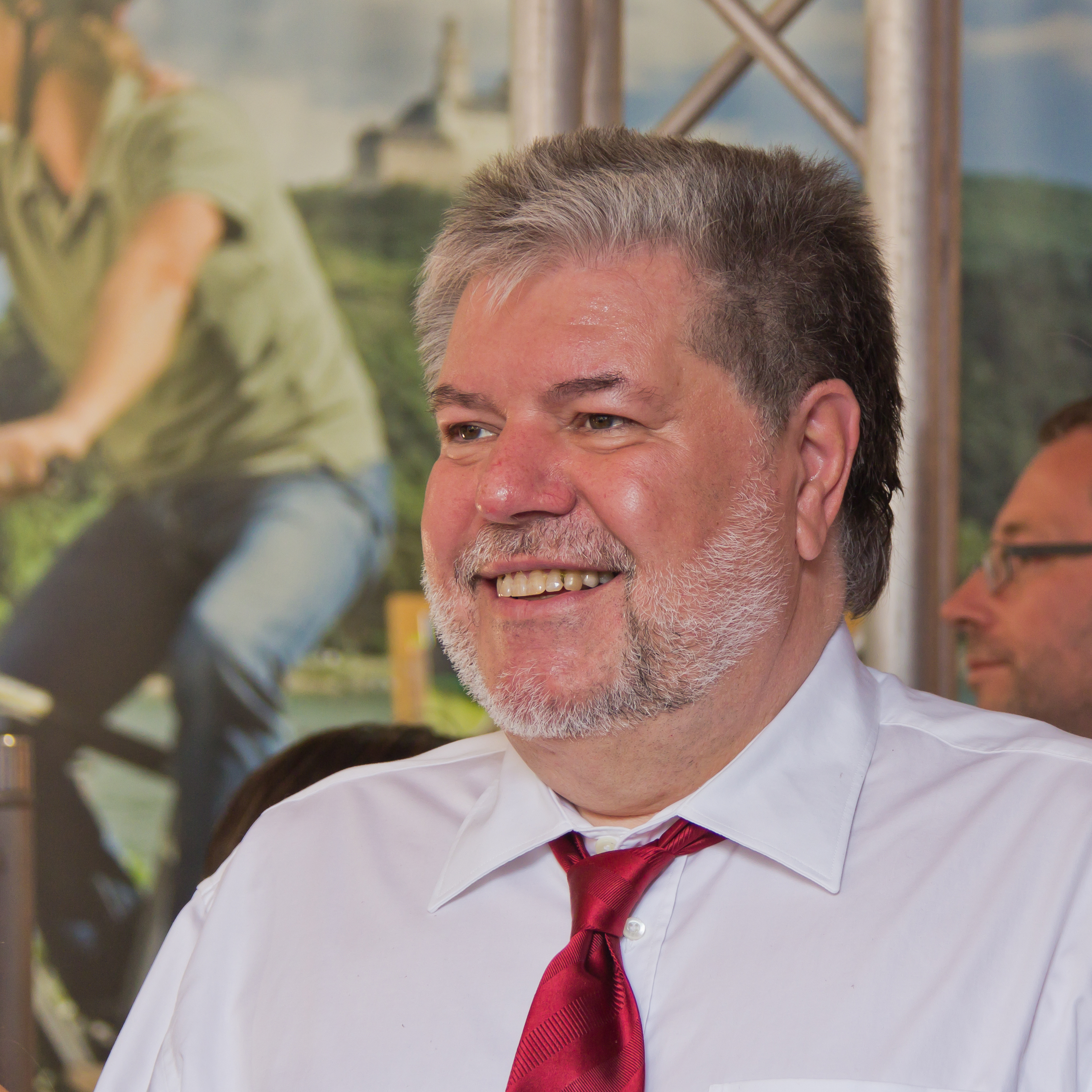
Kurt Beck Bundesratspräsident (1. November 2000 bis 31. Oktober 2001)
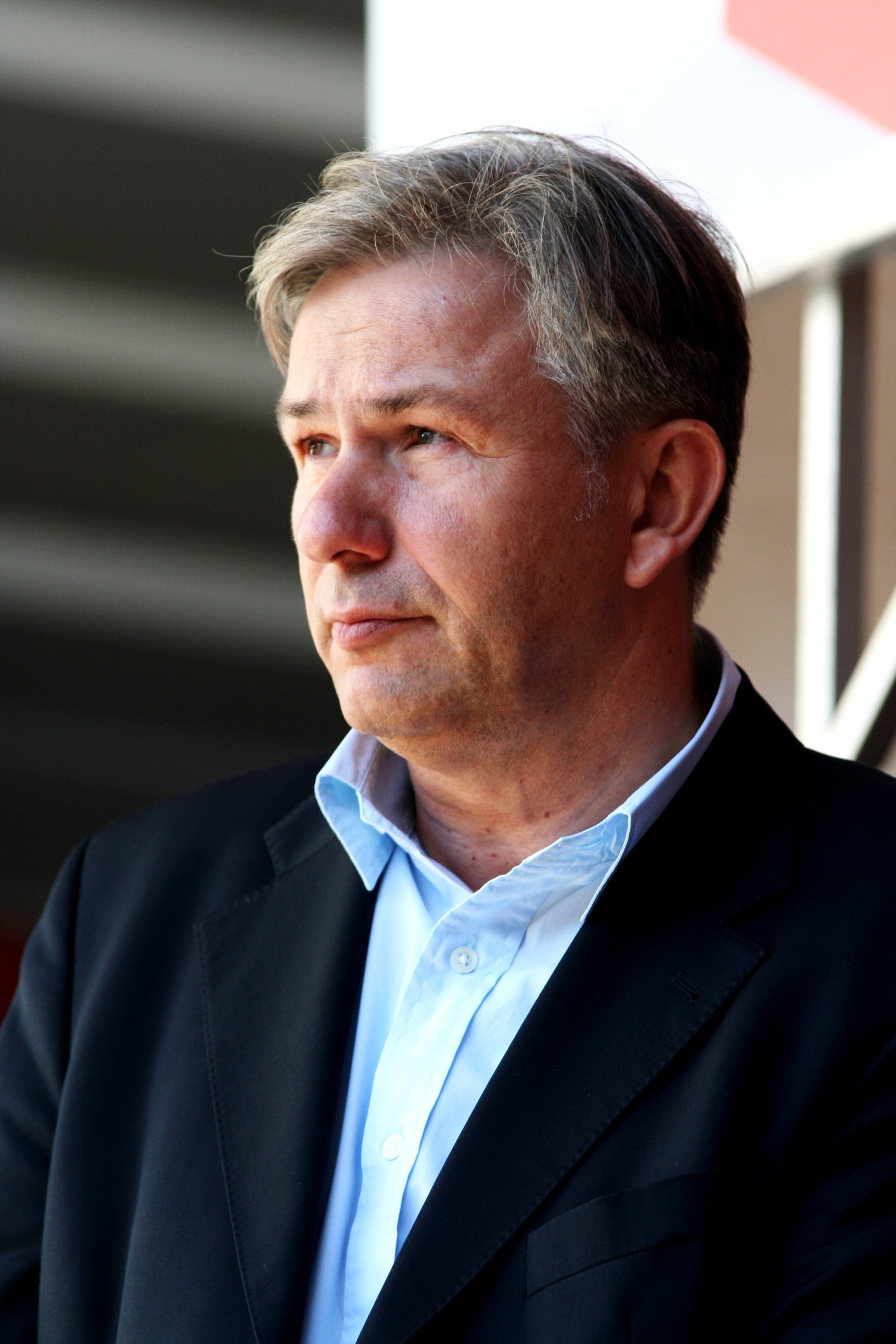
Klaus Wowereit Bundesratspräsident (1. November 2001 bis 31. Oktober 2002)
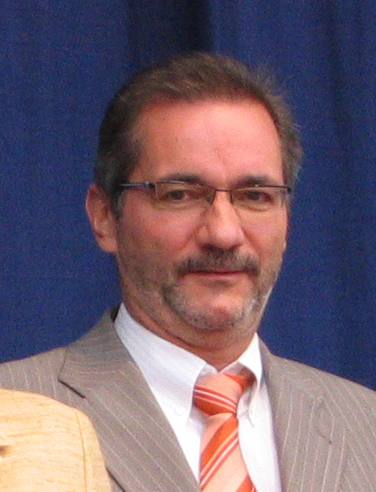
Matthias Platzeck Bundesratspräsident (1. November 2004 bis 31. Oktober 2005)
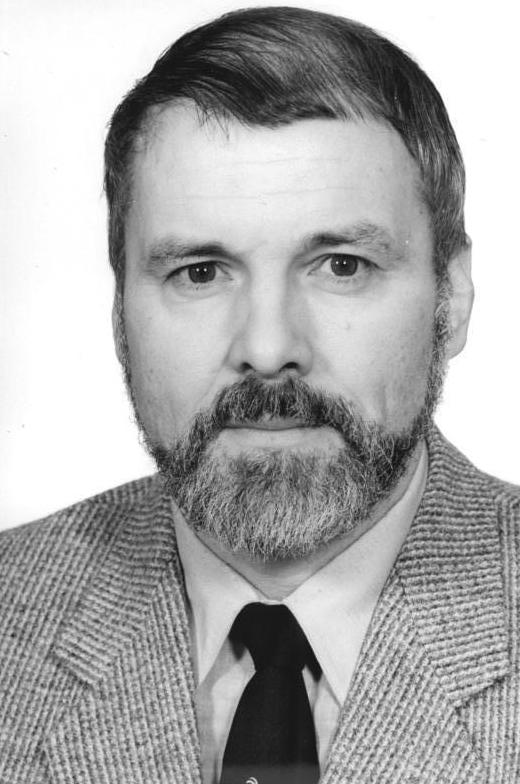
Harald Ringstorff Bundesratspräsident (1. November 2006 bis 31. Oktober 2007)
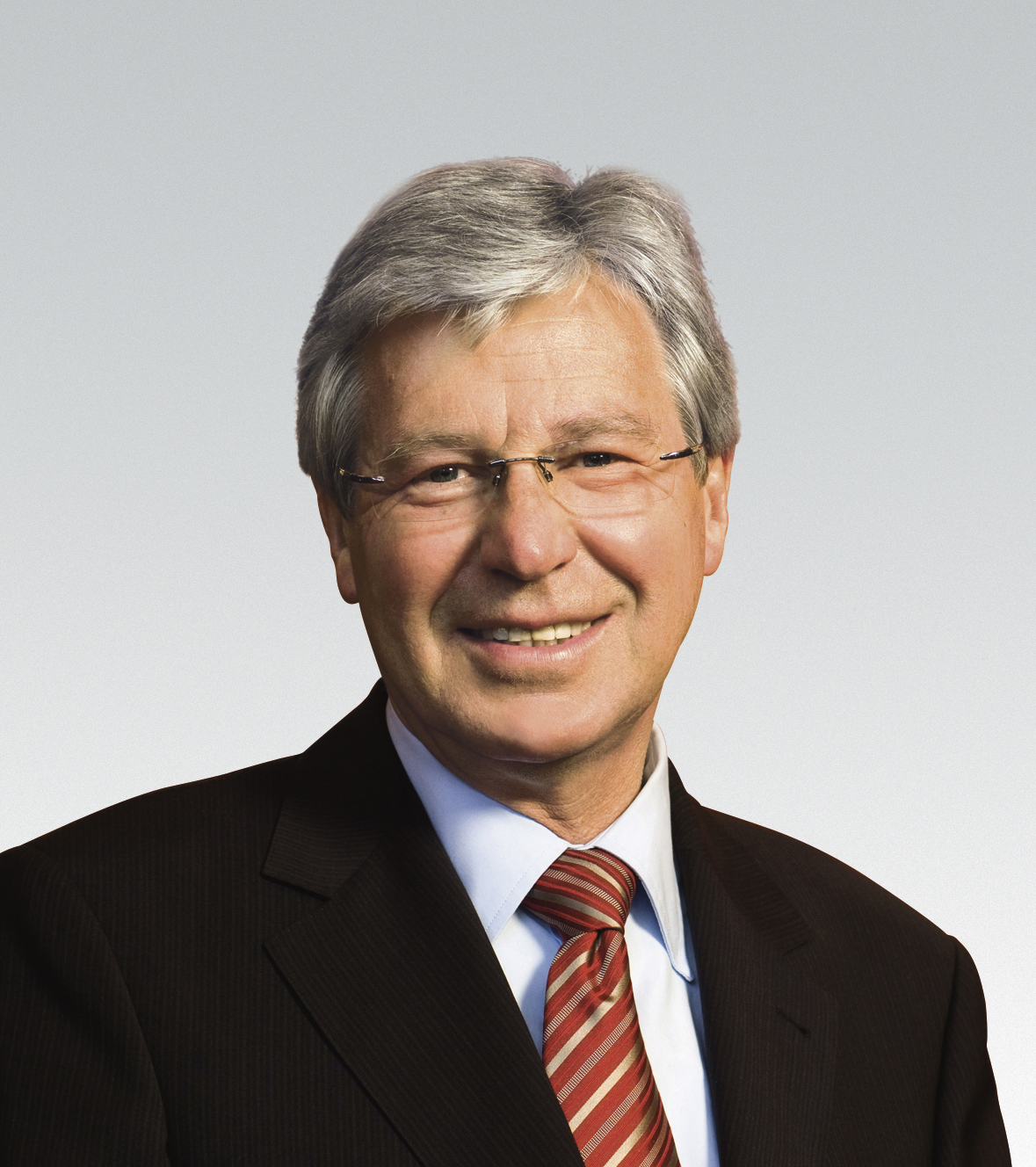
Jens Böhrnsen Bundesratspräsident (1. November 2009 bis 31. Oktober 2010)
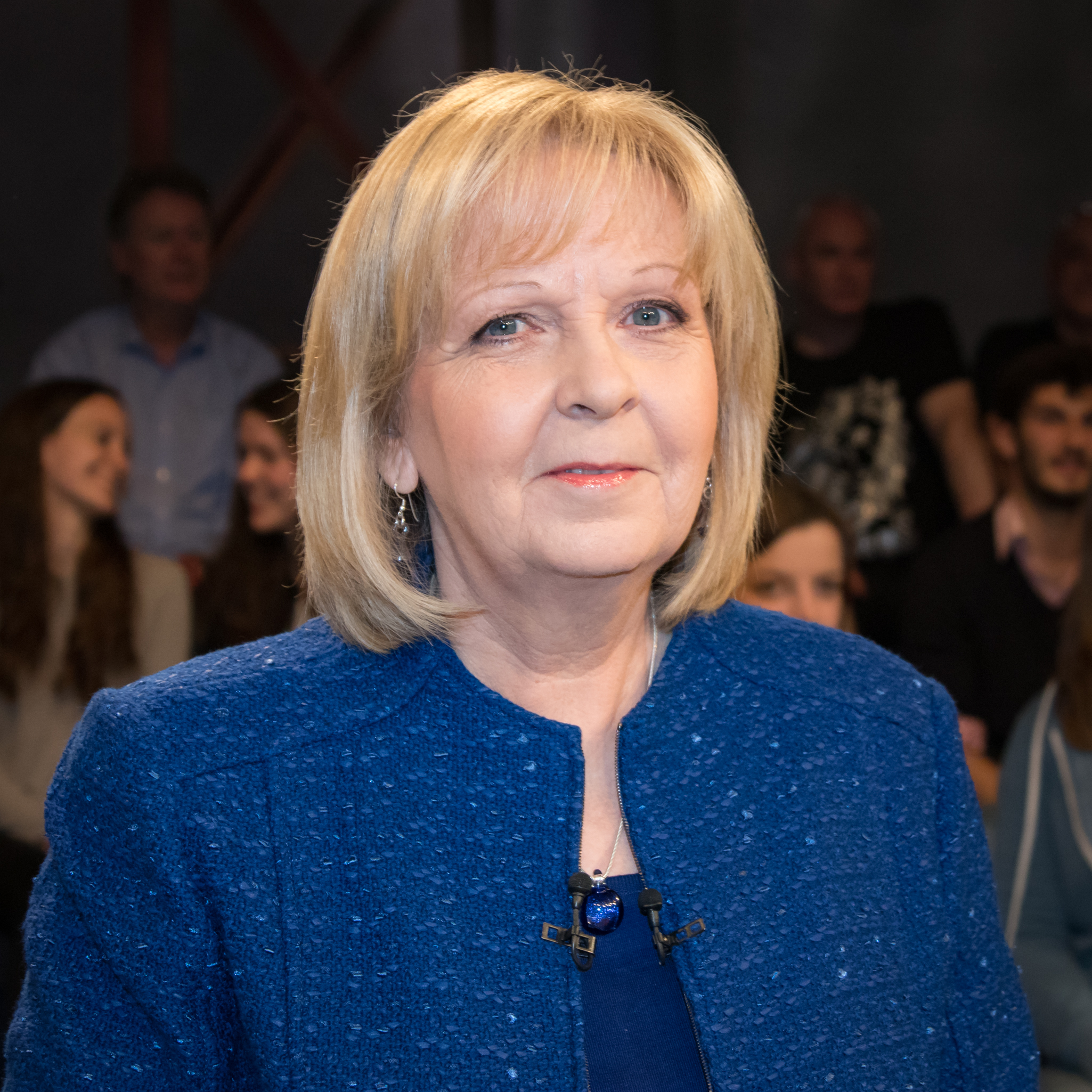
Hannelore Kraft Bundesratspräsidentin (1. November 2010 bis 31. Oktober 2011)
Stephan Weil Bundesratspräsident (1. November 2013 bis 31. Oktober 2014)
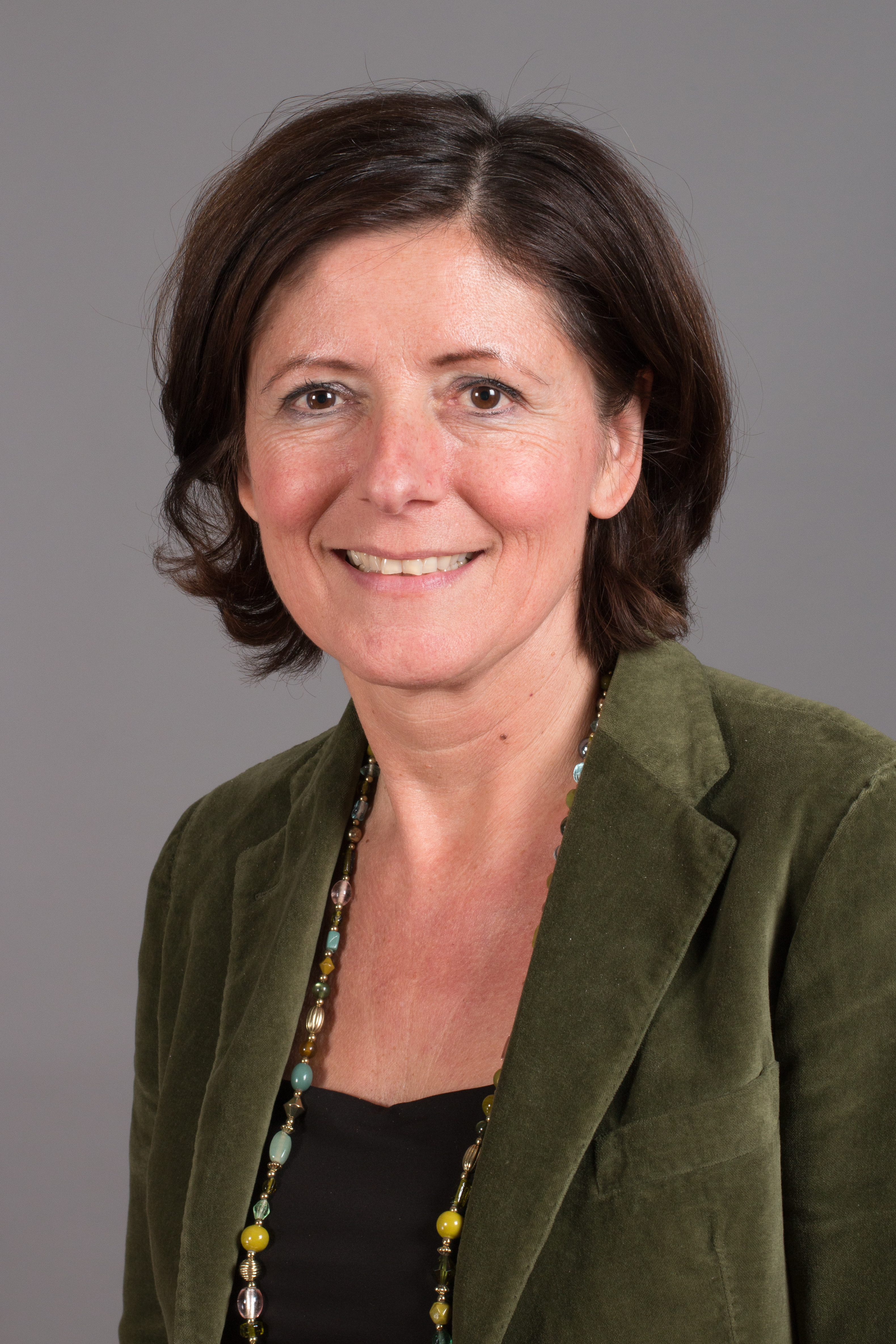
Malu Dreyer Bundesratspräsidentin (1. November 2016 bis 31. Oktober 2017)
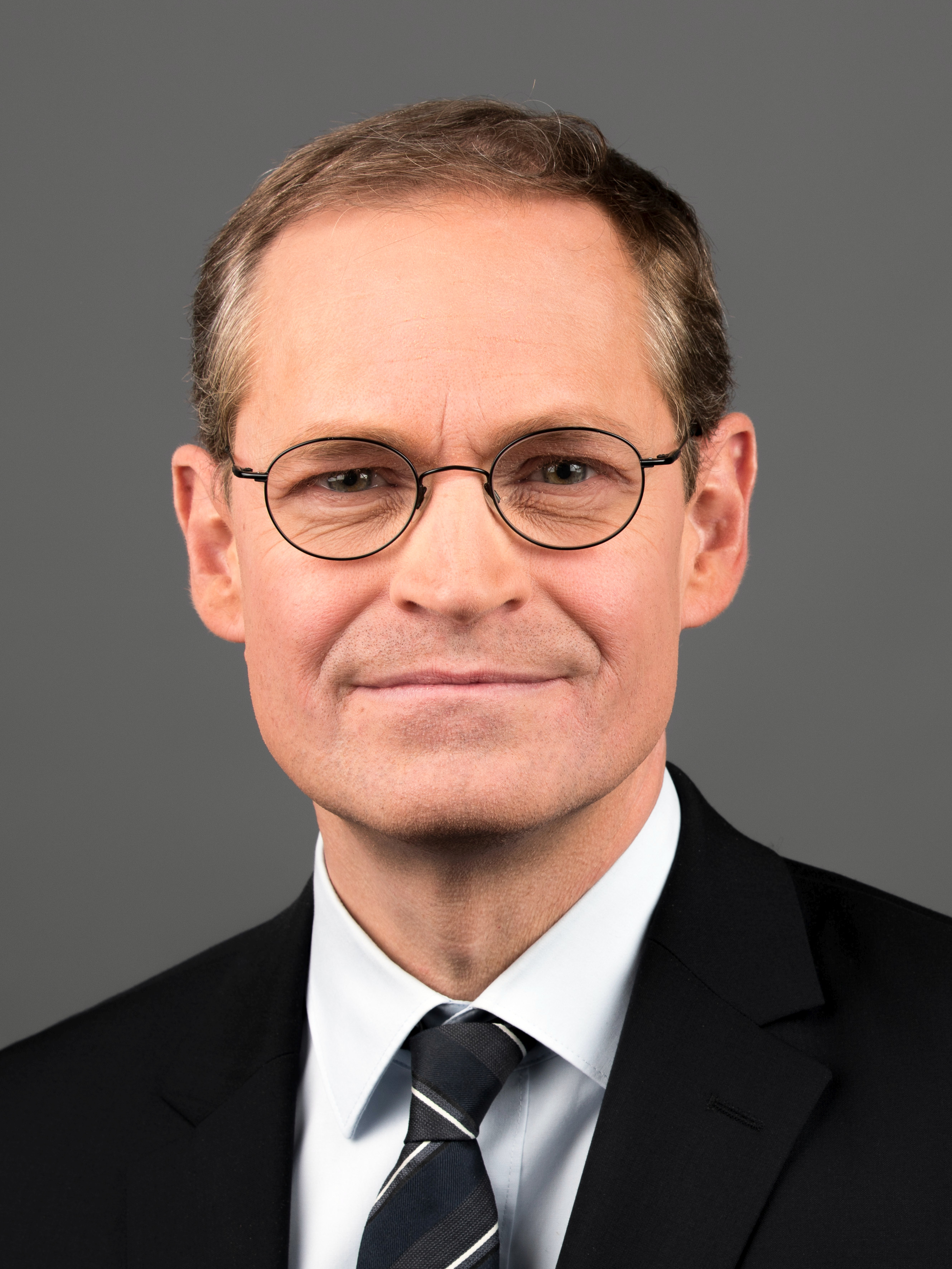
Michael Müller Bundesratspräsident (1. November 2017 bis 31. Oktober 2018)
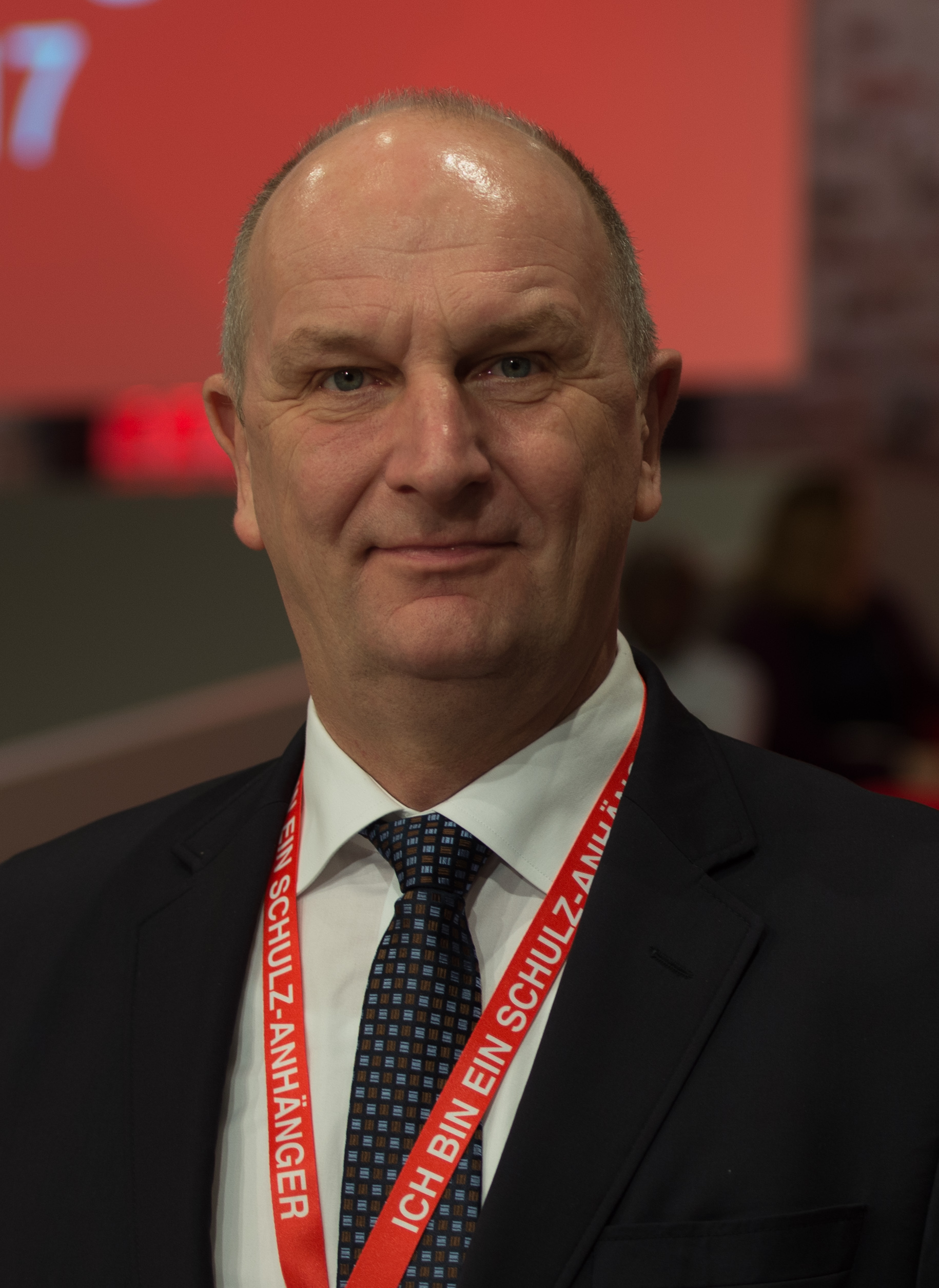
Dietmar Woidke Bundesratspräsident (1. November 2019 bis 31. Oktober 2020)
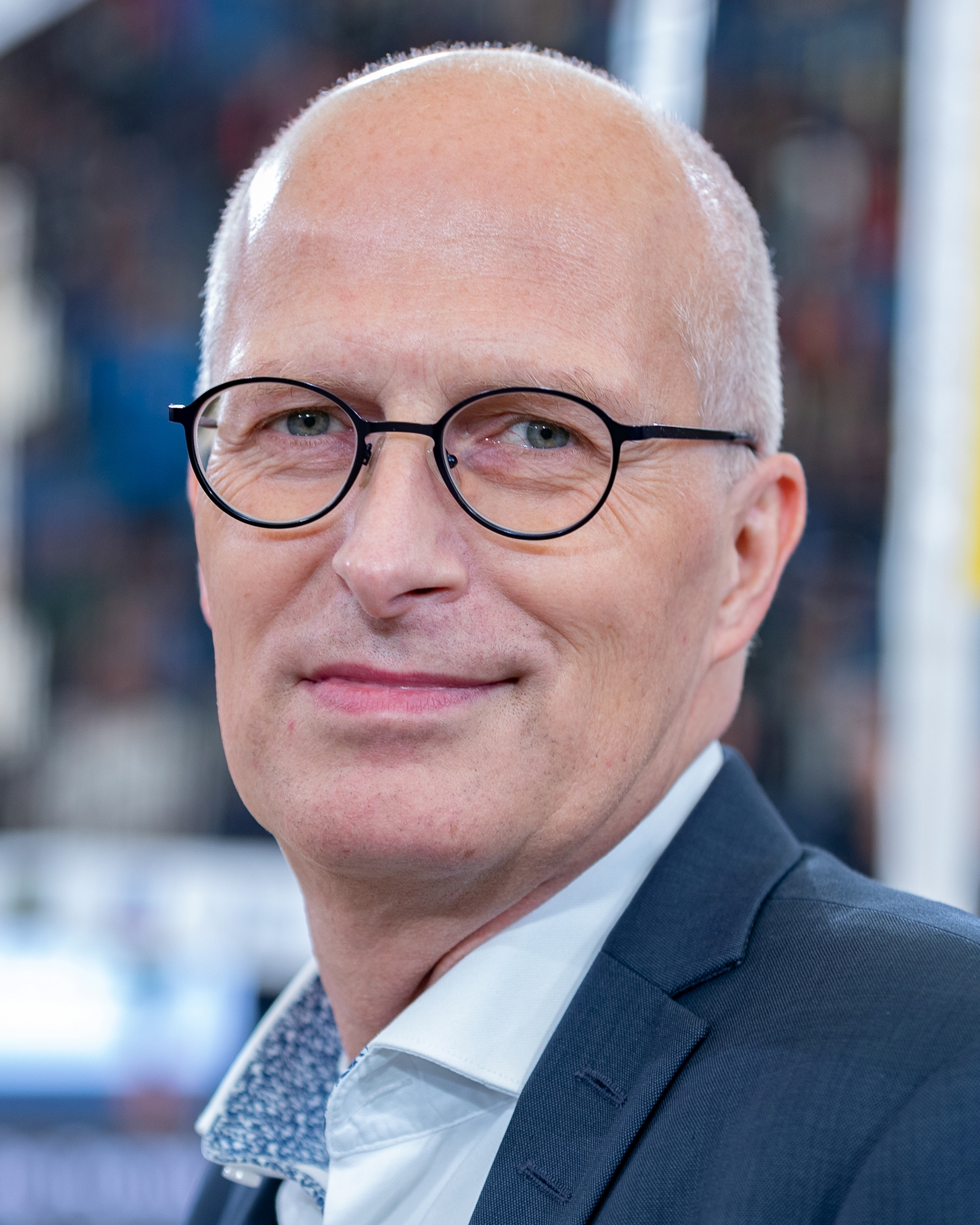
Peter Tschentscher Bundesratspräsident (1. November 2022 bis 31. Oktober 2023)
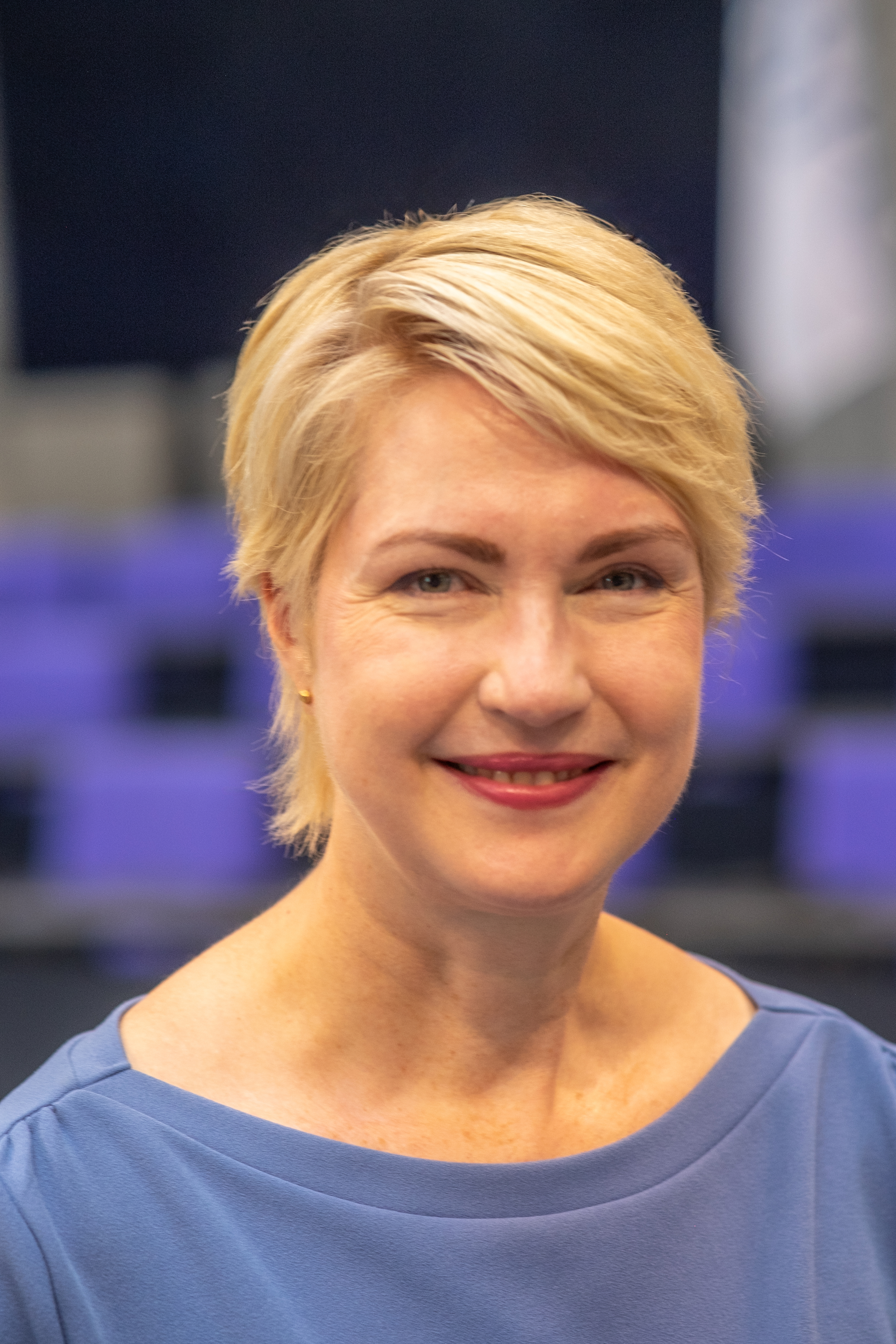
Manuela Schwesig Bundesratspräsidentin (1. November 2023 bis 31. Oktober 2024)
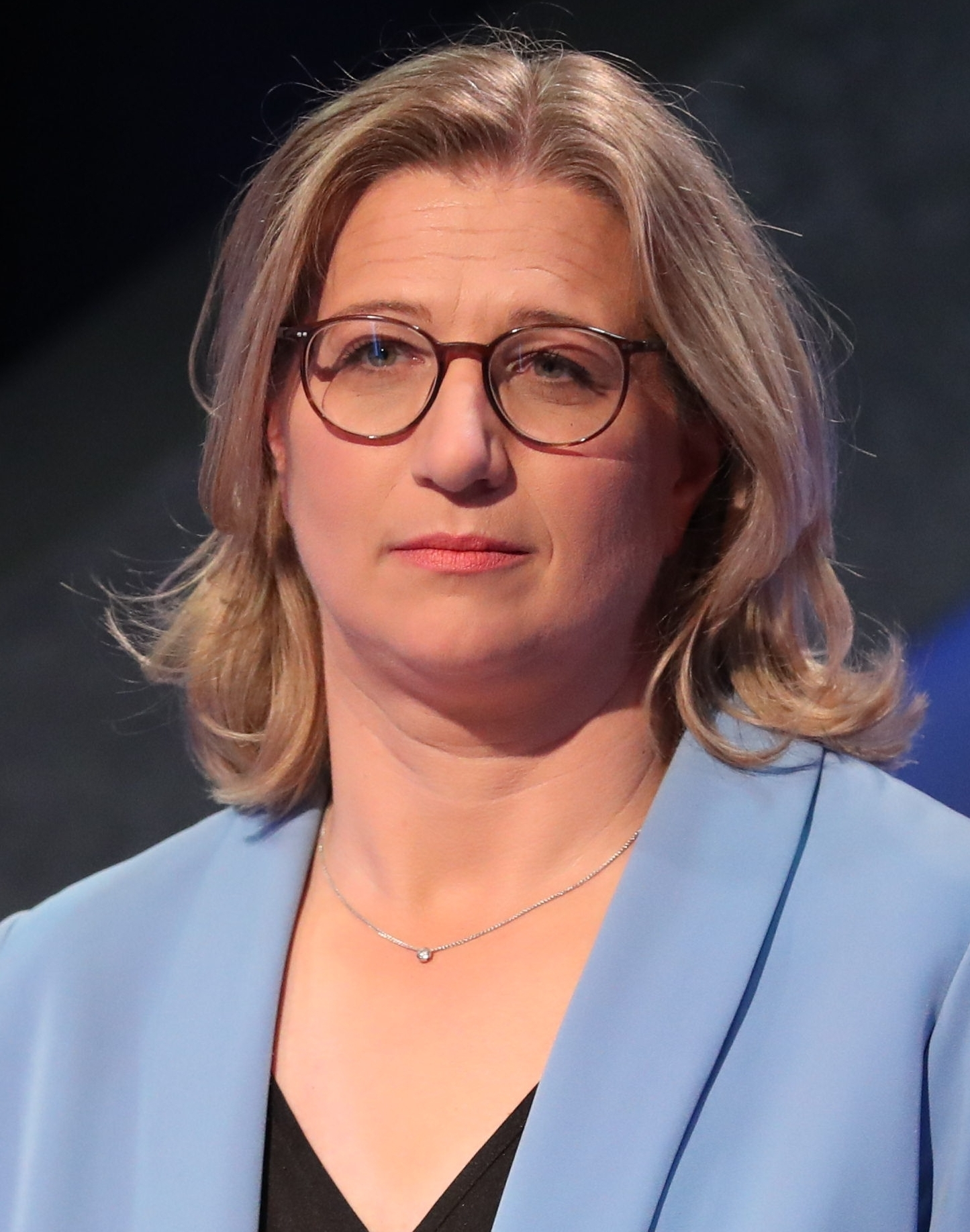
Anke Rehlinger Bundesratspräsidentin (seit 1. November 2024)

- Willy Brandt
Bundesratspräsident
(1. November 1957 bis
31. Oktober 1958 und
1. November 1964 bis
31. Oktober 1965)
- Wilhelm Kaisen
Bundesratspräsident
(1. November 1958 bis
31. Oktober 1959)
- Georg Diederichs
Bundesratspräsident
(1. November 1958 bis
31. Oktober 1959)
- Klaus Schütz
Bundesratspräsident
(1. November 1967 bis
31. Oktober 1968)
- Herbert Weichmann
Bundesratspräsident
(1. November 1968 bis
31. Oktober 1969)
- Hans Koschnick
Bundesratspräsident
(1. November 1970 bis
31. Oktober 1971 und
1. November 1981 bis
31. Oktober 1982)
- Heinz Kühn
Bundesratspräsident
(1. November 1971 bis
31. Oktober 1972)
- Alfred Kubel
Bundesratspräsident
(1. November 1974 bis
31. Oktober 1975)
- Albert Osswald
Bundesratspräsident
(1. November 1975 bis
20. Oktober 1976)
- Dietrich Stobbe
Bundesratspräsident
(1. November 1978 bis
31. Oktober 1979)
- Hans-Ulrich Klose
Bundesratspräsident
(1. November 1979 bis
31. Oktober 1980)
- Johannes Rau
Bundesratspräsident
(1. November 1982 bis
31. Oktober 1983 und
1. November 1994 bis
 31. Oktober 1995)
- Holger Börner
Bundesratspräsident
(1. November 1986 bis
24. April 1987)
- Björn Engholm
Bundesratspräsident
(1. November 1988 bis
31. Oktober 1989)
- Walter Momper
Bundesratspräsident
(1. November 1989 bis
31. Oktober 1990)
- Henning Voscherau
Bundesratspräsident
(1. November 1990 bis
31. Oktober 1991)
- Oskar Lafontaine
Bundesratspräsident
(1. November 1992 bis
31. Oktober 1993)
- Klaus Wedemeier
Bundesratspräsident
(1. November 1993 bis
31. Oktober 1994)
- Gerhard Schröder
Bundesratspräsident
(1. November 1997 bis
27. Oktober 1998)
- Hans Eichel
Bundesratspräsident
(1. November 1998 bis
7. April 1999)
- Kurt Beck
Bundesratspräsident
(1. November 2000 bis
31. Oktober 2001)
- Klaus Wowereit
Bundesratspräsident
(1. November 2001 bis
31. Oktober 2002)
- Matthias Platzeck
Bundesratspräsident
(1. November 2004 bis
31. Oktober 2005)
- Harald Ringstorff
Bundesratspräsident
(1. November 2006 bis
31. Oktober 2007)
- Jens Böhrnsen
Bundesratspräsident
(1. November 2009 bis
31. Oktober 2010)
- Hannelore Kraft
Bundesratspräsidentin
(1. November 2010 bis
31. Oktober 2011)
- Stephan Weil
Bundesratspräsident
(1. November 2013 bis
31. Oktober 2014)
- Malu Dreyer
Bundesratspräsidentin
(1. November 2016 bis
31. Oktober 2017)
- Michael Müller
Bundesratspräsident
(1. November 2017 bis
31. Oktober 2018)
- Dietmar Woidke
Bundesratspräsident
(1. November 2019 bis
31. Oktober 2020)
- Peter Tschentscher
Bundesratspräsident
(1. November 2022 bis
31. Oktober 2023)
- Manuela Schwesig
Bundesratspräsidentin
(1. November 2023 bis
31. Oktober 2024)
- Anke Rehlinger
Bundesratspräsidentin
(seit 1. November 2024)

Regierungschefs
Die nachfolgenden SPD-Politiker waren oder sind Regierungschef Deutschlands:
- Friedrich Ebert
Reichskanzler
9. November 1918 bis
11. Februar 1919
(Vorsitzender des Rats der Volksbeauftragten
10. November 1918 bis
11. Februar 1919)
- Philipp Scheidemann
Reichsministerpräsident
(13. Februar 1919 bis
20. Juni 1919)
- Gustav Bauer
Reichskanzler
14. August 1919 bis
26. März 1920
- Hermann Müller
Reichskanzler
(27. März 1920 bis
8. Juni 1920 und
28. Juni 1928 bis
27. März 1930)

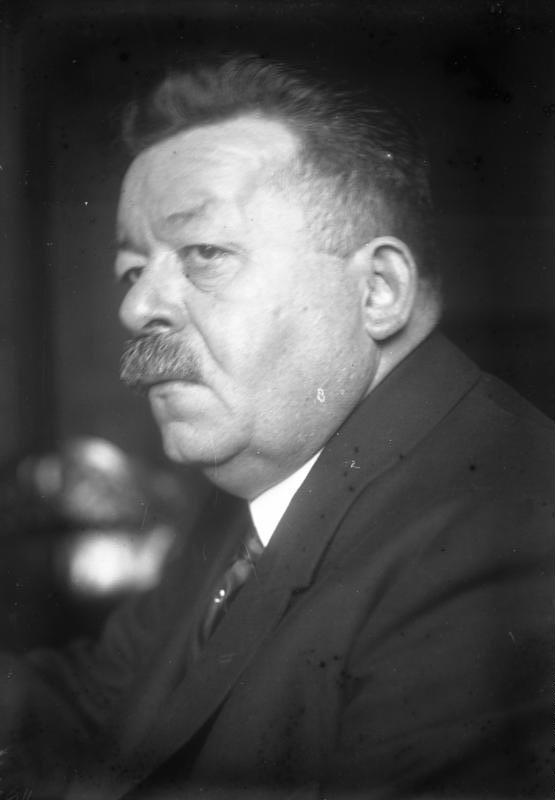
Friedrich Ebert Reichskanzler 9. November 1918 bis 11. Februar 1919 (Vorsitzender des Rats der Volksbeauftragten 10. November 1918 bis 11. Februar 1919)
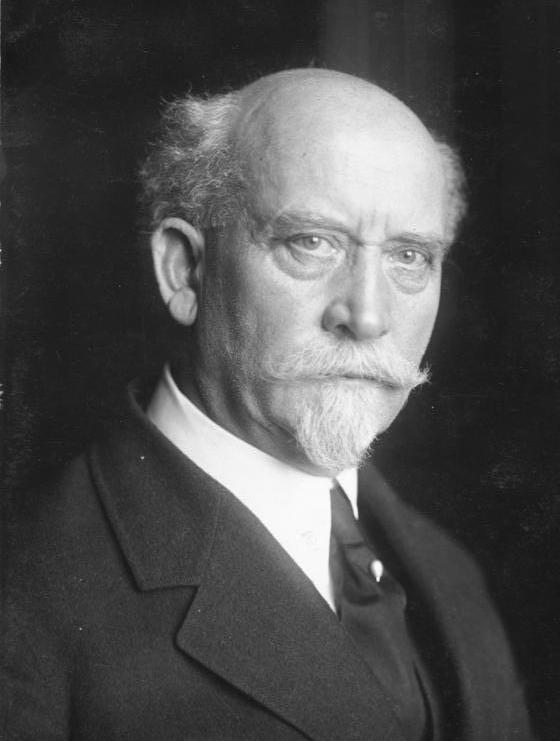
Philipp Scheidemann Reichsministerpräsident (13. Februar 1919 bis 20. Juni 1919)
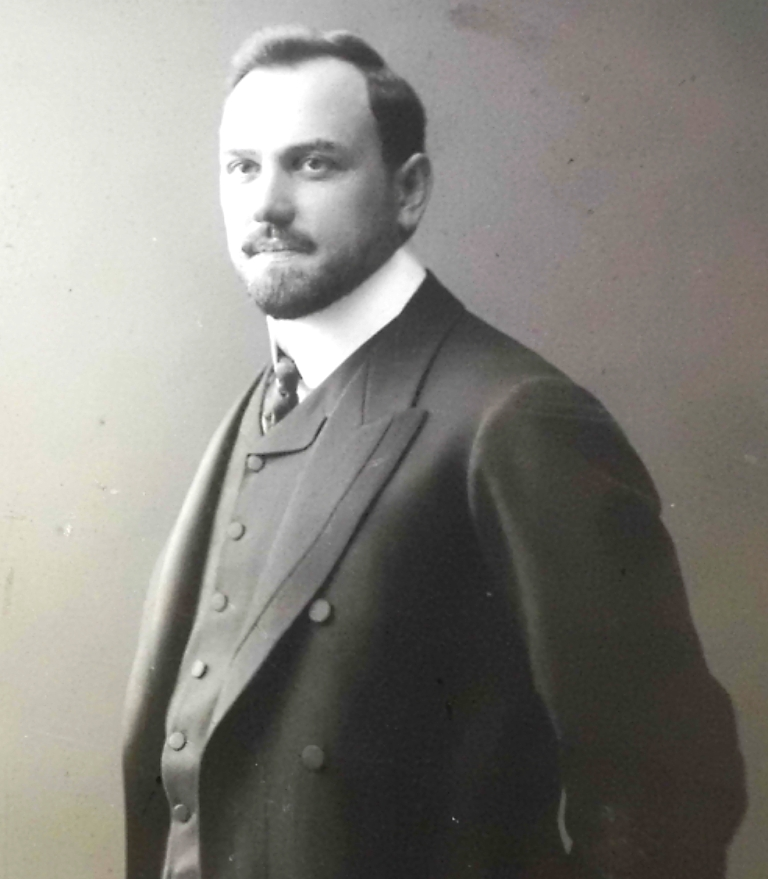
Gustav Bauer Reichskanzler 14. August 1919 bis 26. März 1920
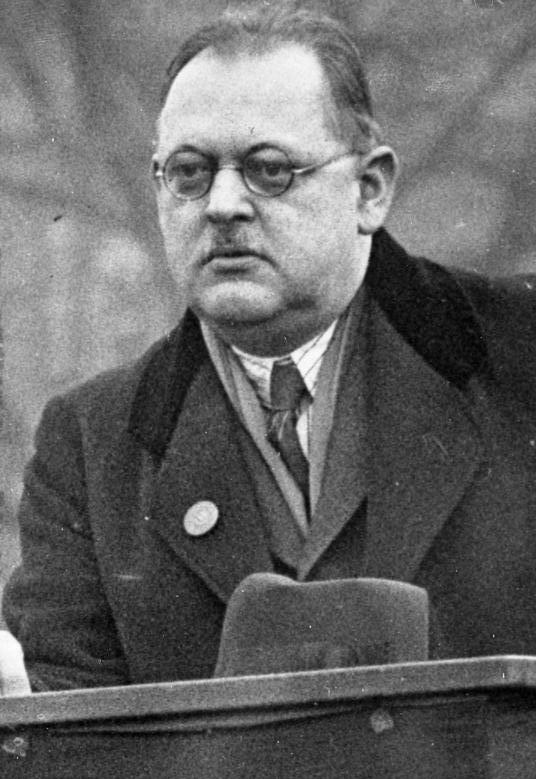
Hermann Müller Reichskanzler (27. März 1920 bis 8. Juni 1920 und 28. Juni 1928 bis 27. März 1930)
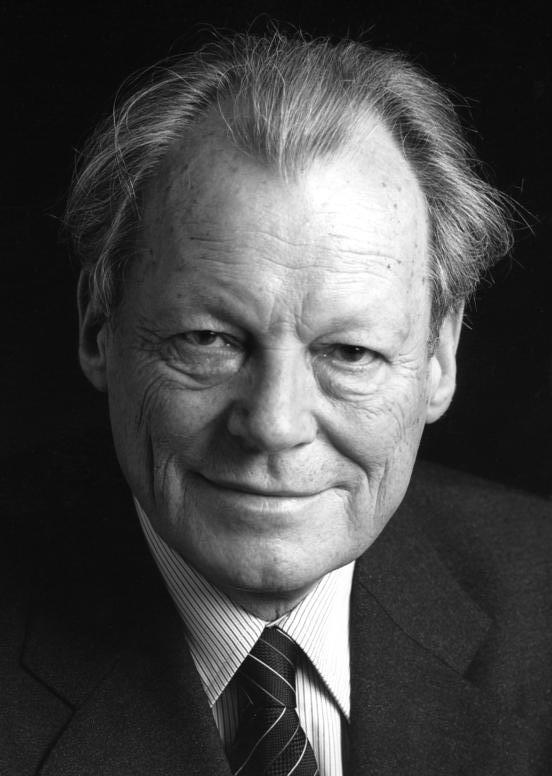
Willy Brandt Bundeskanzler (21. Oktober 1969 bis 7. Mai 1974)
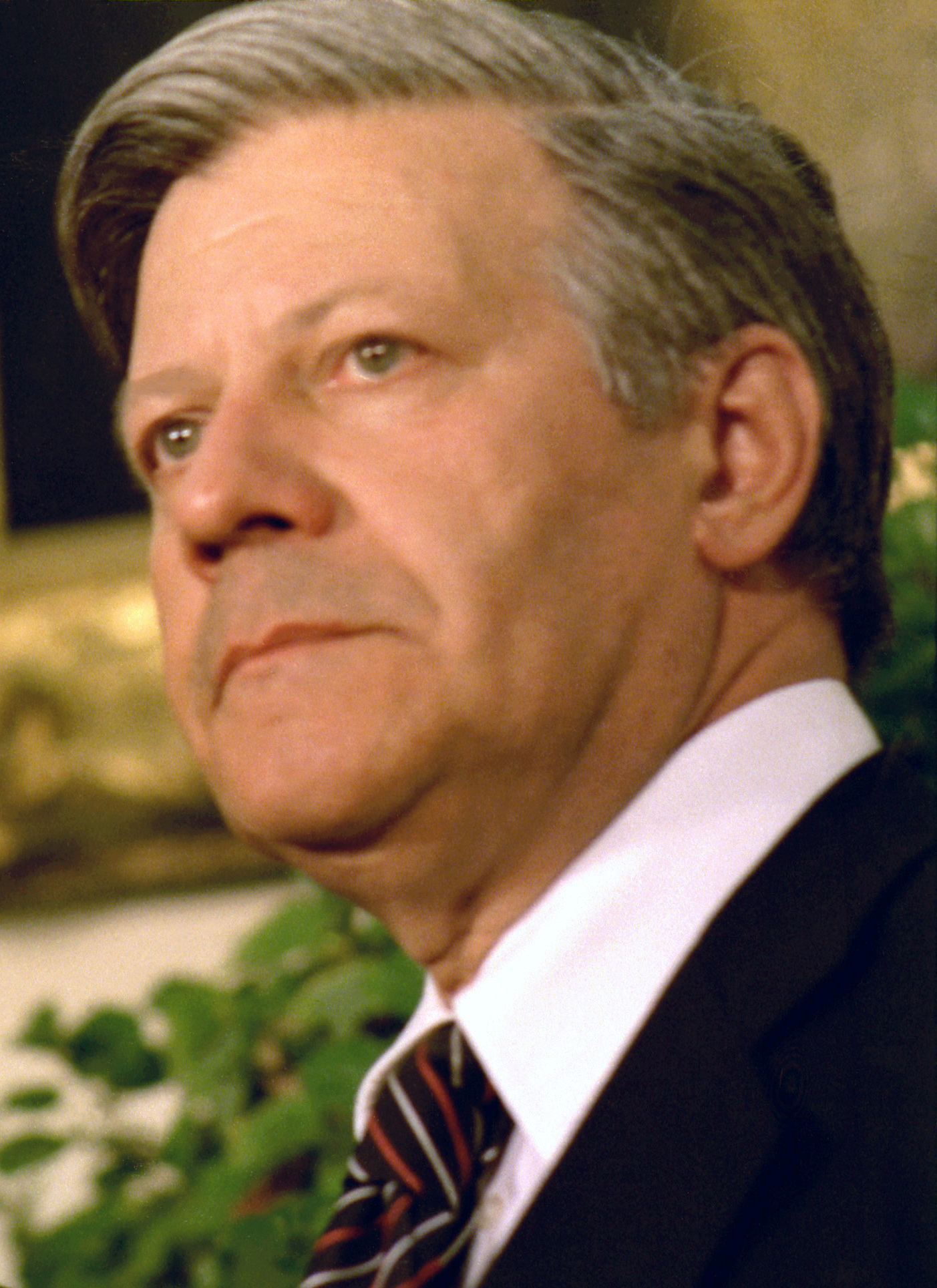
Helmut Schmidt Bundeskanzler (16. Mai 1974 bis 1. Oktober 1982)
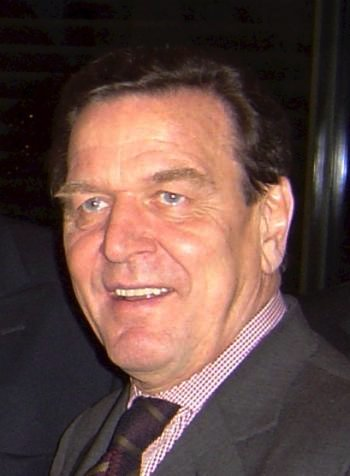
Gerhard Schröder Bundeskanzler (27. Oktober 1998 bis 22. November 2005)
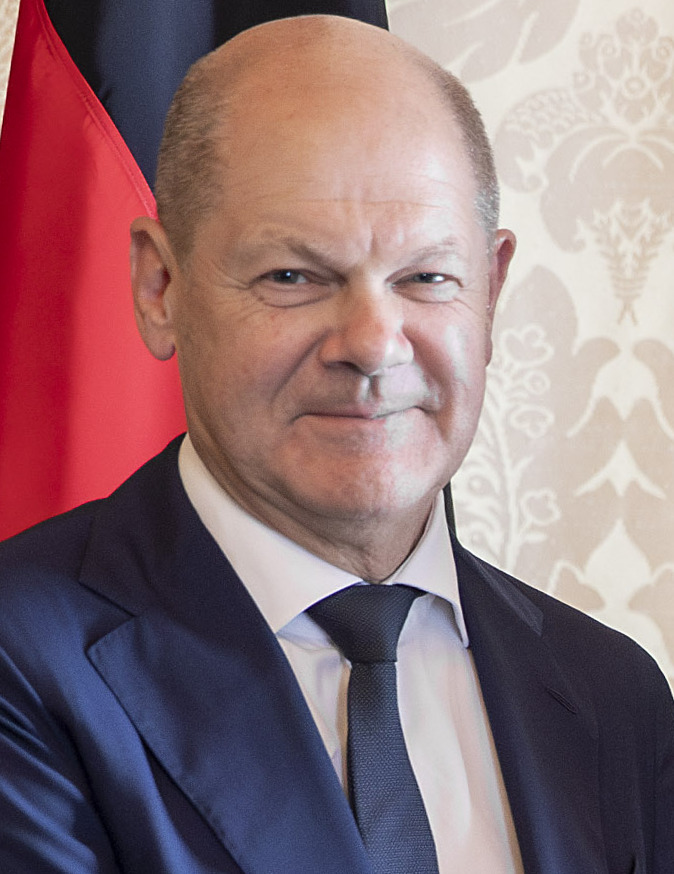
Olaf Scholz Bundeskanzler (8. Dezember 2021 bis 6. Mai 2025)

Stellvertretende Regierungschefs (Vizekanzler)

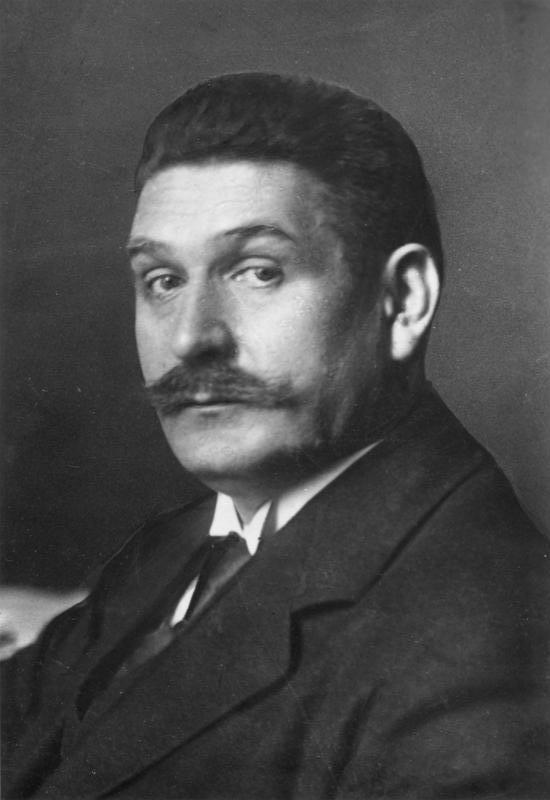
Gustav Bauer (10. Mai 1921 bis 14. November 1922)
Robert Schmidt (13. August 1923 bis 3. November 1923)
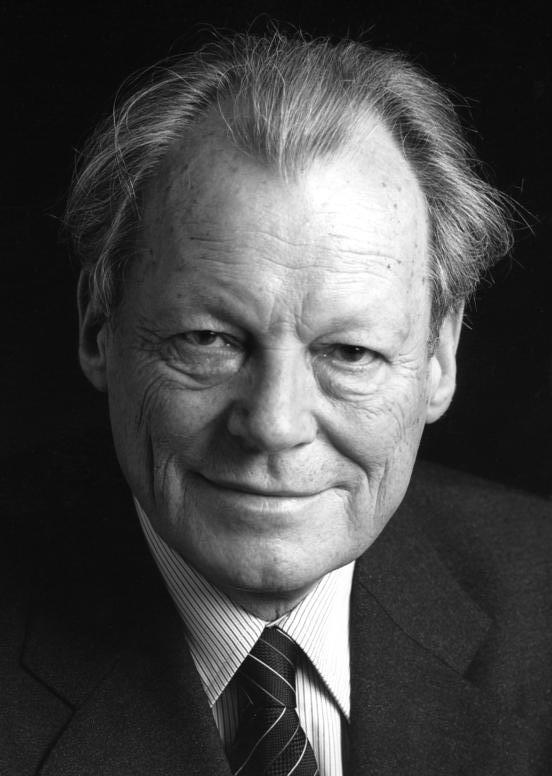
Willy Brandt (1. Dezember 1966 bis 21. Oktober 1969)
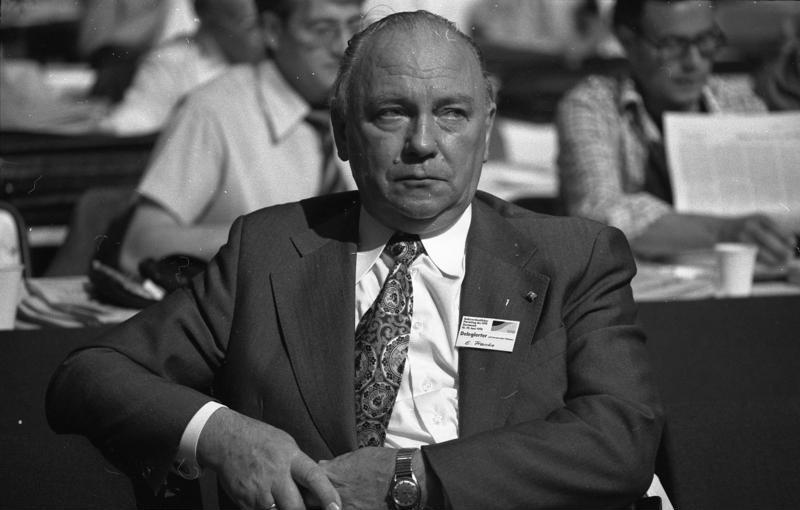
Egon Franke (17. September 1982 bis 1. Oktober 1982)
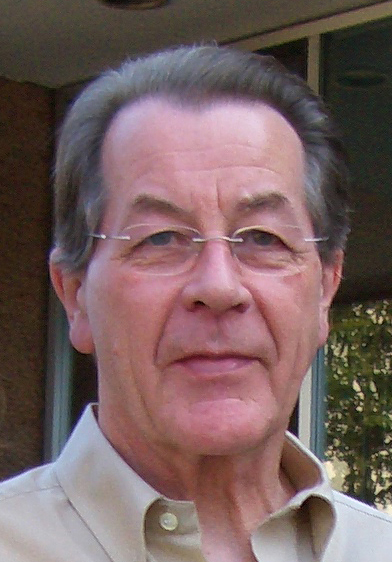
Franz Müntefering (22. November 2005 bis 21. November 2007)
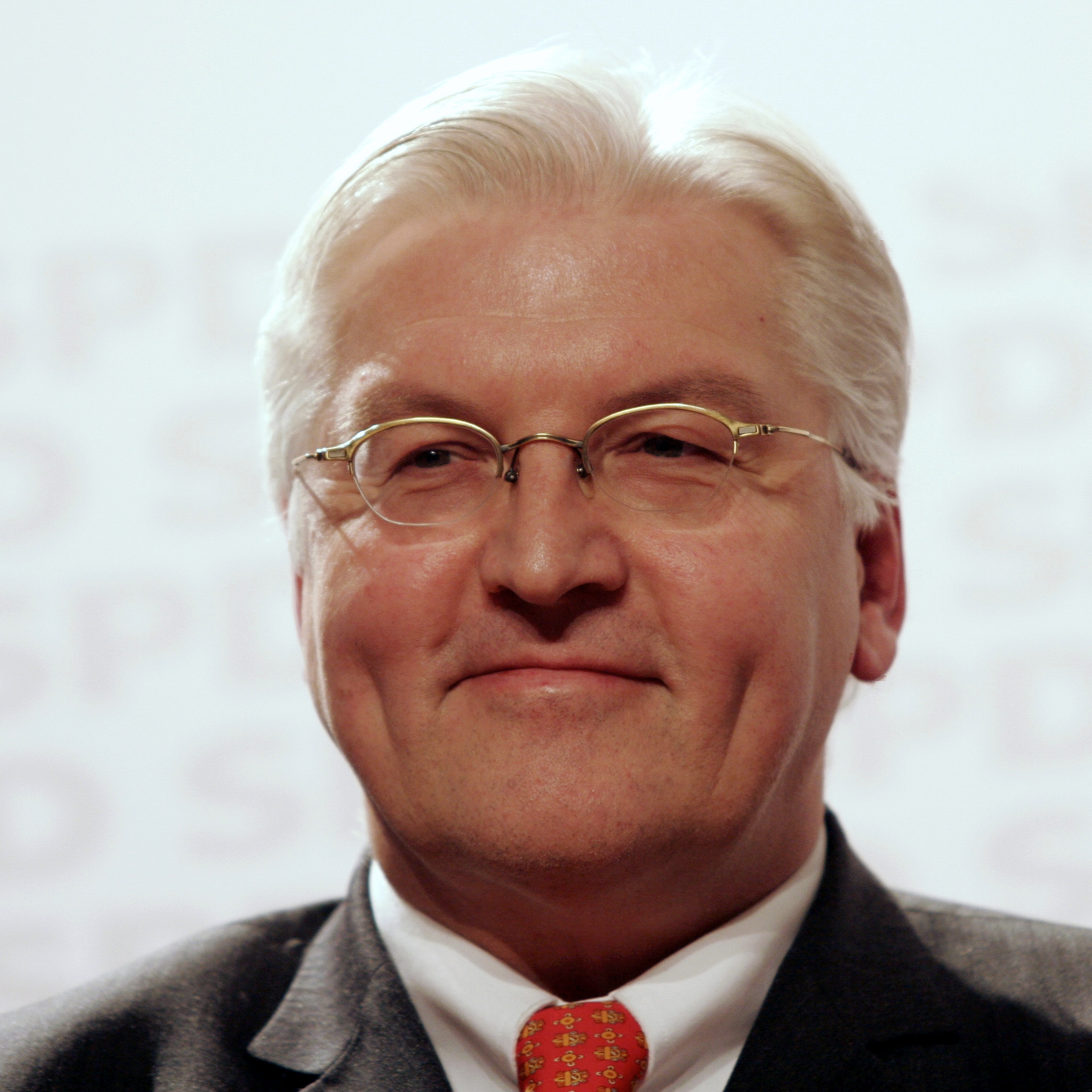
Frank-Walter Steinmeier (21. November 2007 bis 28. Oktober 2009)
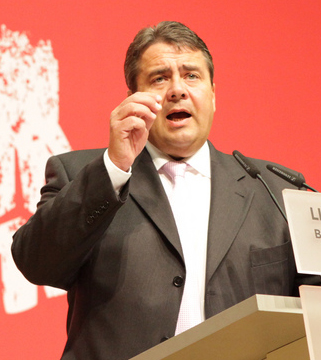
Sigmar Gabriel (17. Dezember 2013 bis 14. März 2018)
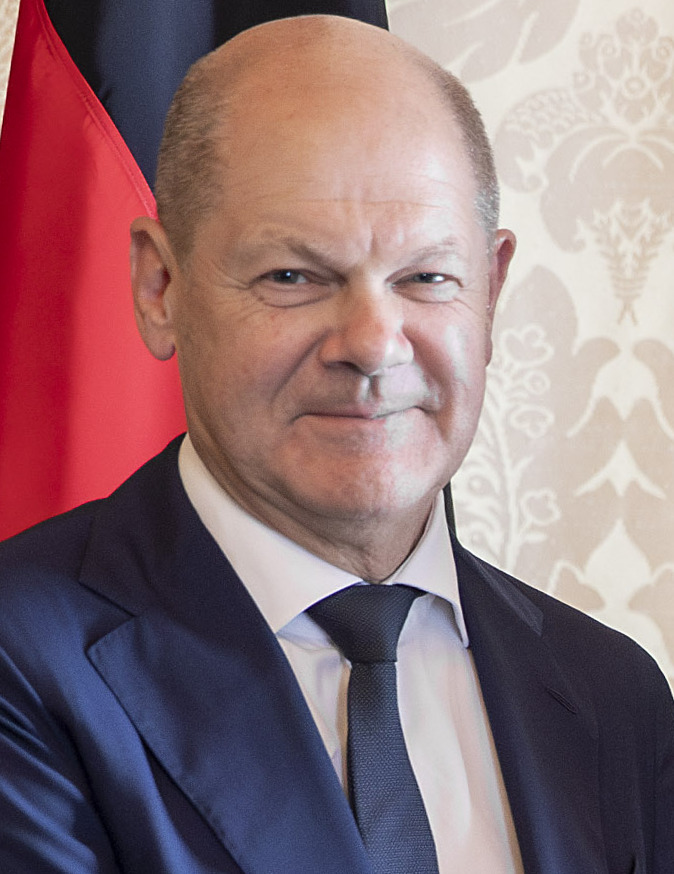
Olaf Scholz (14. März 2018 bis 8. Dezember 2021)
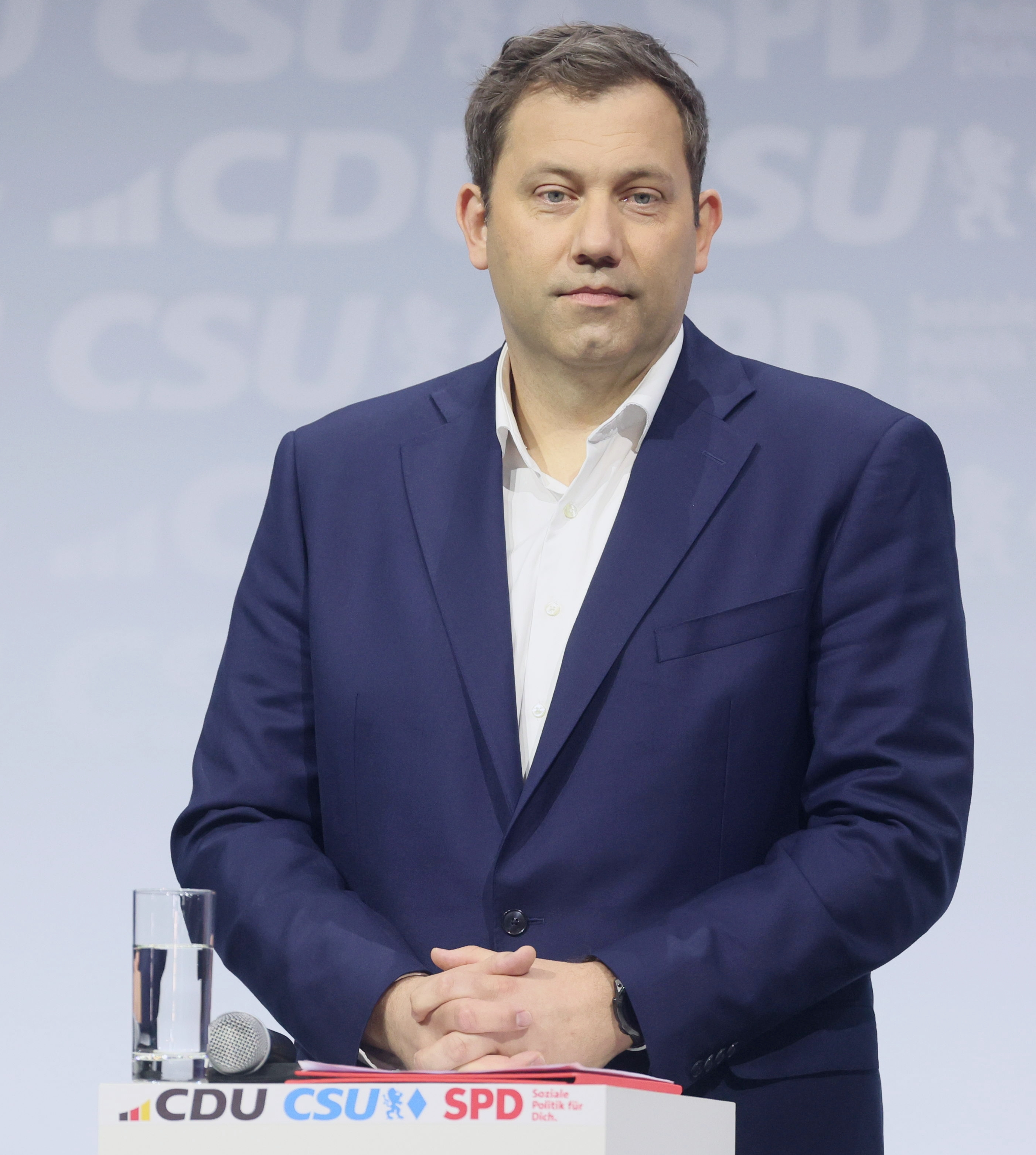
Lars Klingbeil (seit 6. Mai 2025)

Parlamentspräsidenten
Der Reichstags- bzw. Bundestagspräsident wird in Deutschland traditionell von der stärksten Fraktion im Parlament gestellt.

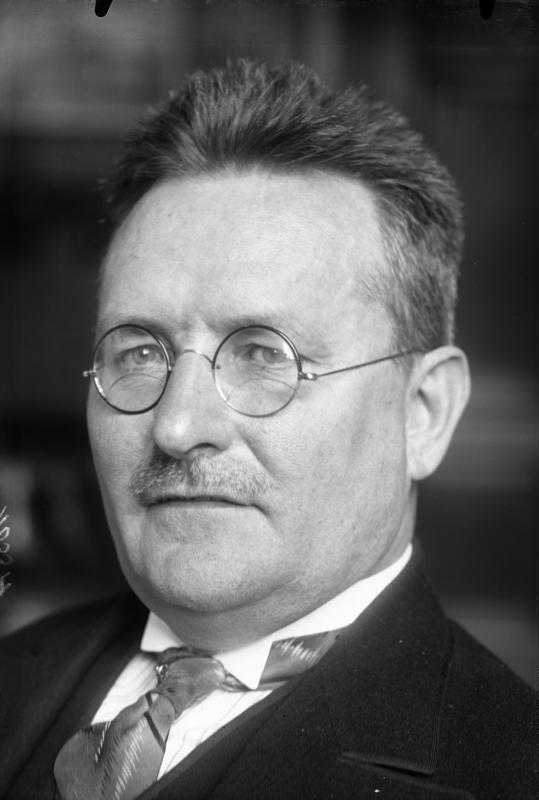
Paul Löbe Reichstagspräsident (1920 bis 1924 und 1925 bis 1932)
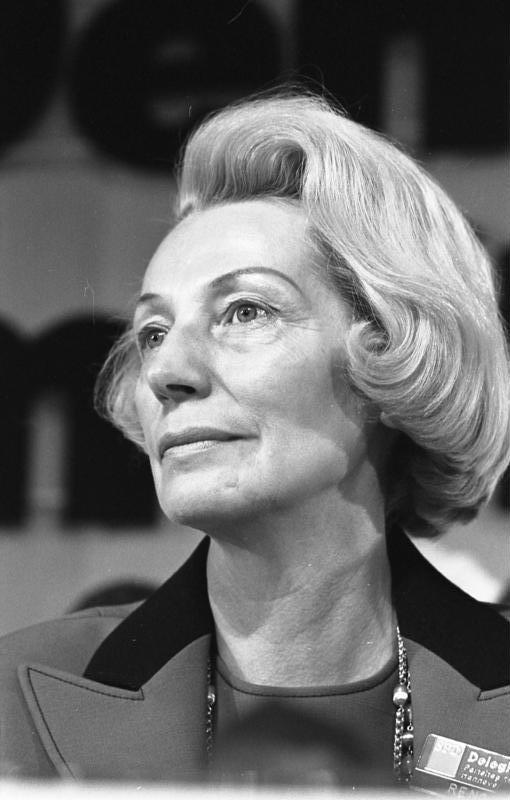
Annemarie Renger Bundestagspräsidentin (13. Dezember 1972 bis 14. Dezember 1976)
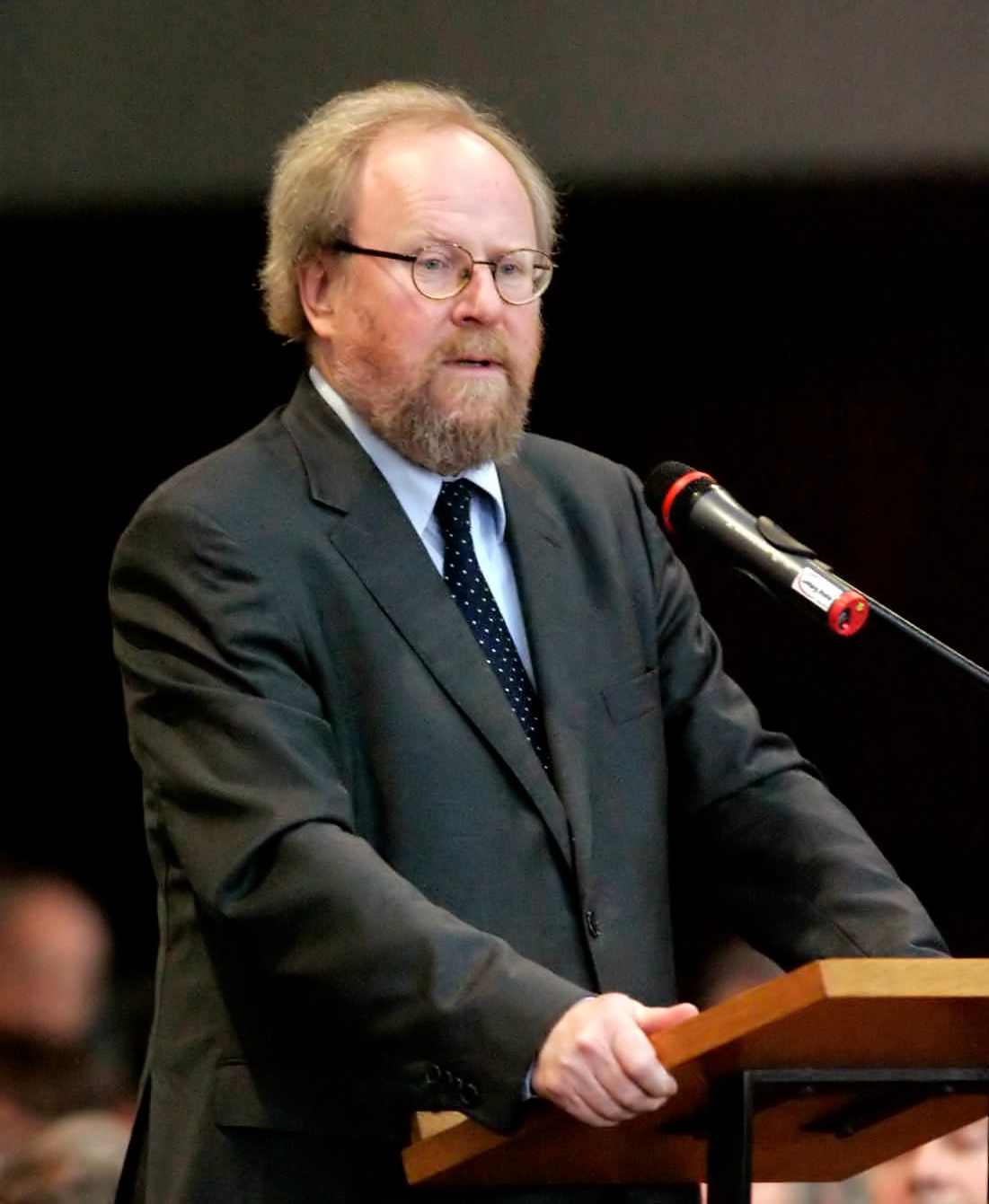
Wolfgang Thierse Bundestagspräsident (26. Oktober 1998 bis 18. Oktober 2005)
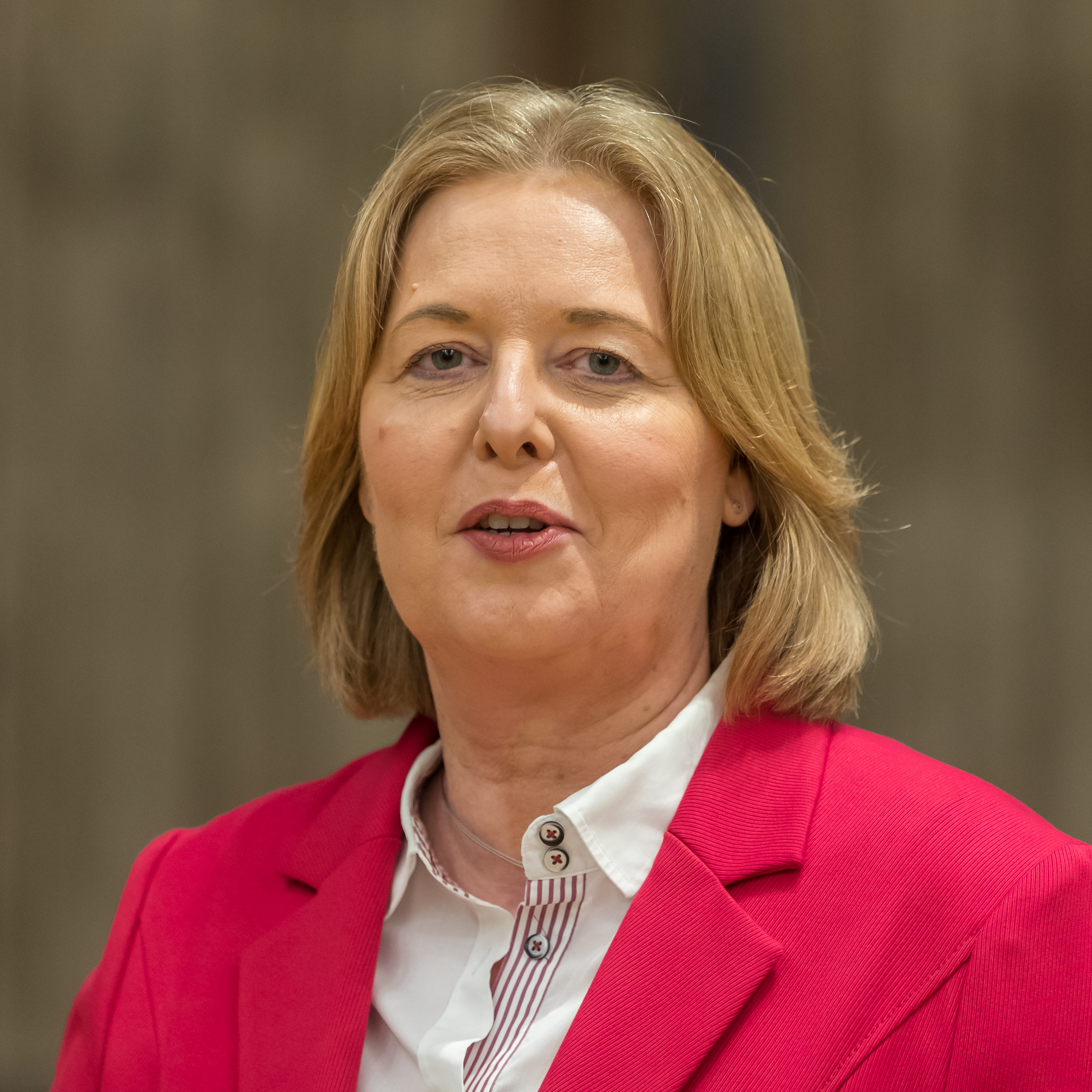
Bärbel Bas Bundestagspräsidentin (26. Oktober 2021 bis 25. März 2025)

Parlamentsvizepräsidenten
- Carlo Schmid
(7. September 1949 bis
1. Dezember 1966 und
20. Oktober 1969 bis
13. Dezember 1972)
- Erwin Schoettle
(17. Oktober 1961 bis
20. Oktober 1969)
- Karl Mommer
(14. Dezember 1966 bis
20. Oktober 1969)
- Hermann Schmitt-Vockenhausen
(20. Oktober 1969 bis
2. August 1979)
- Annemarie Renger
(14. Dezember 1976 bis
 20. Dezember 1990)
- Georg Leber
(12. September 1979 bis
29. März 1983)
- Heinz Westphal
(29. März 1983 bis
20. Dezember 1990)
- Helmuth Becker
(20. Dezember 1990 bis
10. November 1994)
- Renate Schmidt
(20. Dezember 1990 bis
10. November 1994)
- Hans-Ulrich Klose

(10. November 1994 bis
26. Oktober 1998)
- Anke Fuchs
(26. Oktober 1998 bis
17. Oktober 2002)
- Susanne Kastner
(17. Oktober 2002 bis
27. Oktober 2009)
- Wolfgang Thierse
(18. Oktober 2005 bis
22. Oktober 2013)
- Edelgard Bulmahn
(22. Oktober 2013 bis
24. Oktober 2017)
- Ulla Schmidt
(22. Oktober 2013 bis
24. Oktober 2017)
- Thomas Oppermann
(24. Oktober 2017 bis
25. Oktober 2020)
- Dagmar Ziegler
(26. November 2020 bis
26. Oktober 2021)
- Aydan Özoğuz
 (26. Oktober 2021 bis
 25. März 2025)
- Josephine Ortleb
 (seit 25. März 2025)

### Europaebene
Fraktionsvorsitzende
Die nachfolgenden SPD-Politiker waren Vorsitzende der sozialdemokratischen Fraktion im Europäischen Parlament:
- Willi Birkelbach
(1959 bis 1964)
- Käte Strobel
(1964 bis 1967)
- Ludwig Fellermaier
(1975 bis 1979)
- Rudi Arndt
(1984 bis 1989)
- Martin Schulz
(5. Juli 2004 bis
17. Januar 2012 und
18. Juni 2014 bis
1. Juli 2014)
- Udo Bullmann
(20. März 2018 bis
18. Juni 2019)

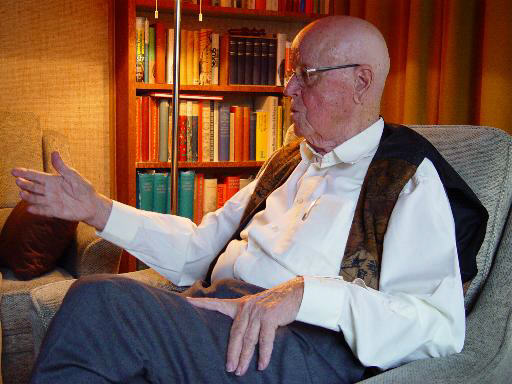
Willi Birkelbach (1959 bis 1964)
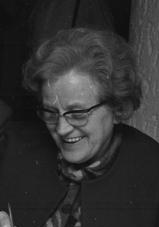
Käte Strobel (1964 bis 1967)
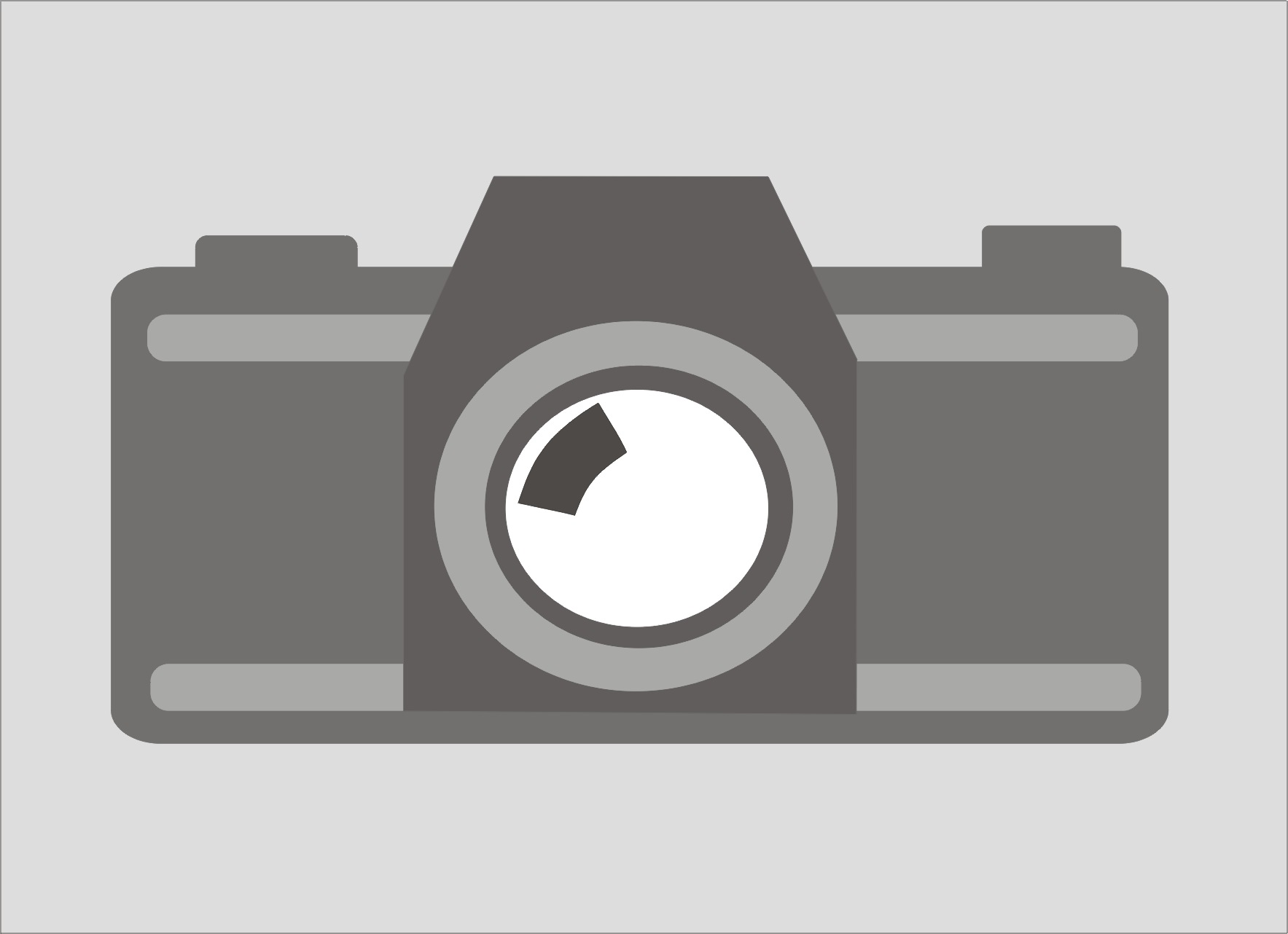
Ludwig Fellermaier (1975 bis 1979)
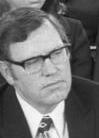
Rudi Arndt (1984 bis 1989)
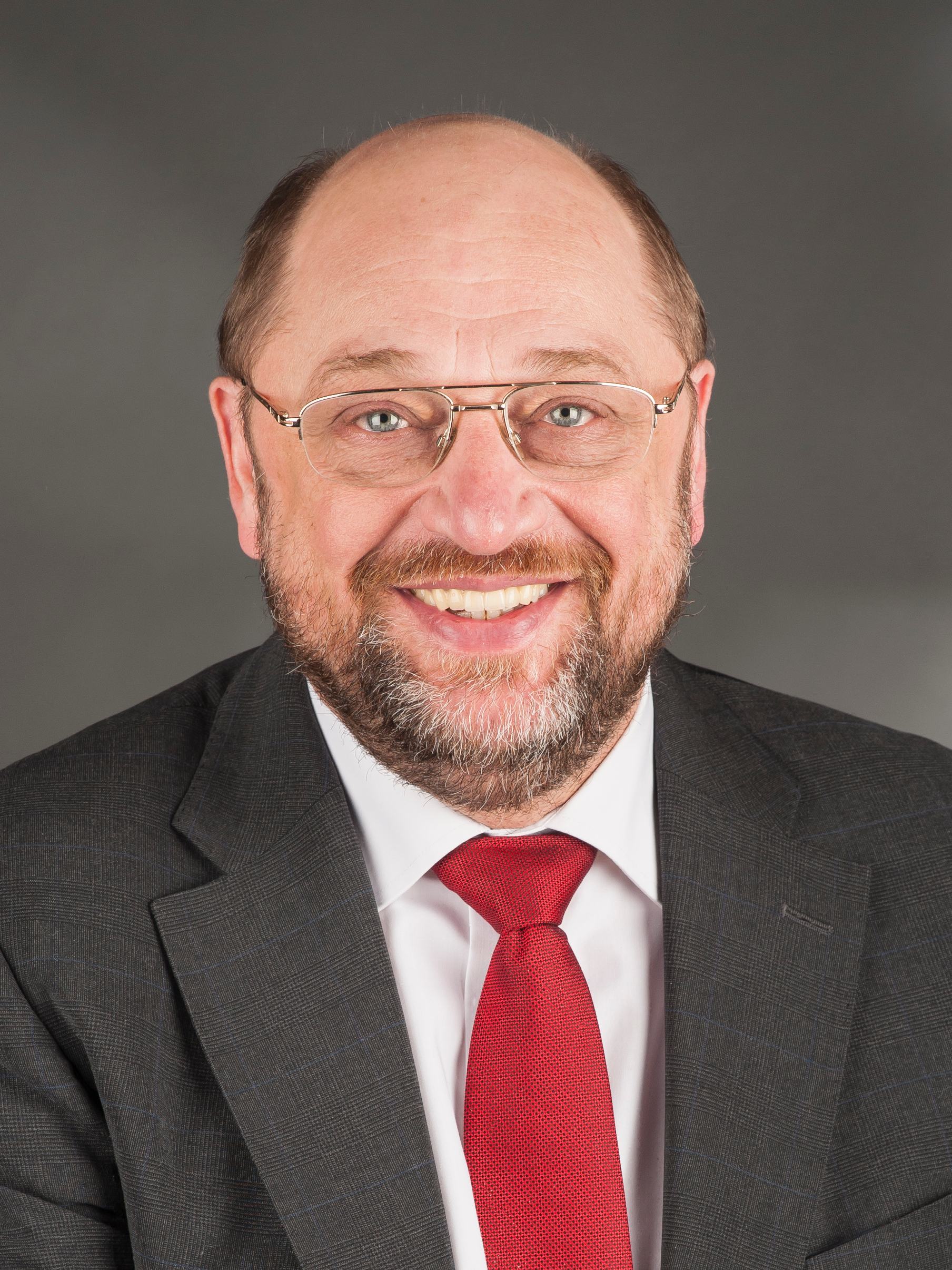
Martin Schulz (5. Juli 2004 bis 17. Januar 2012 und 18. Juni 2014 bis 1. Juli 2014)
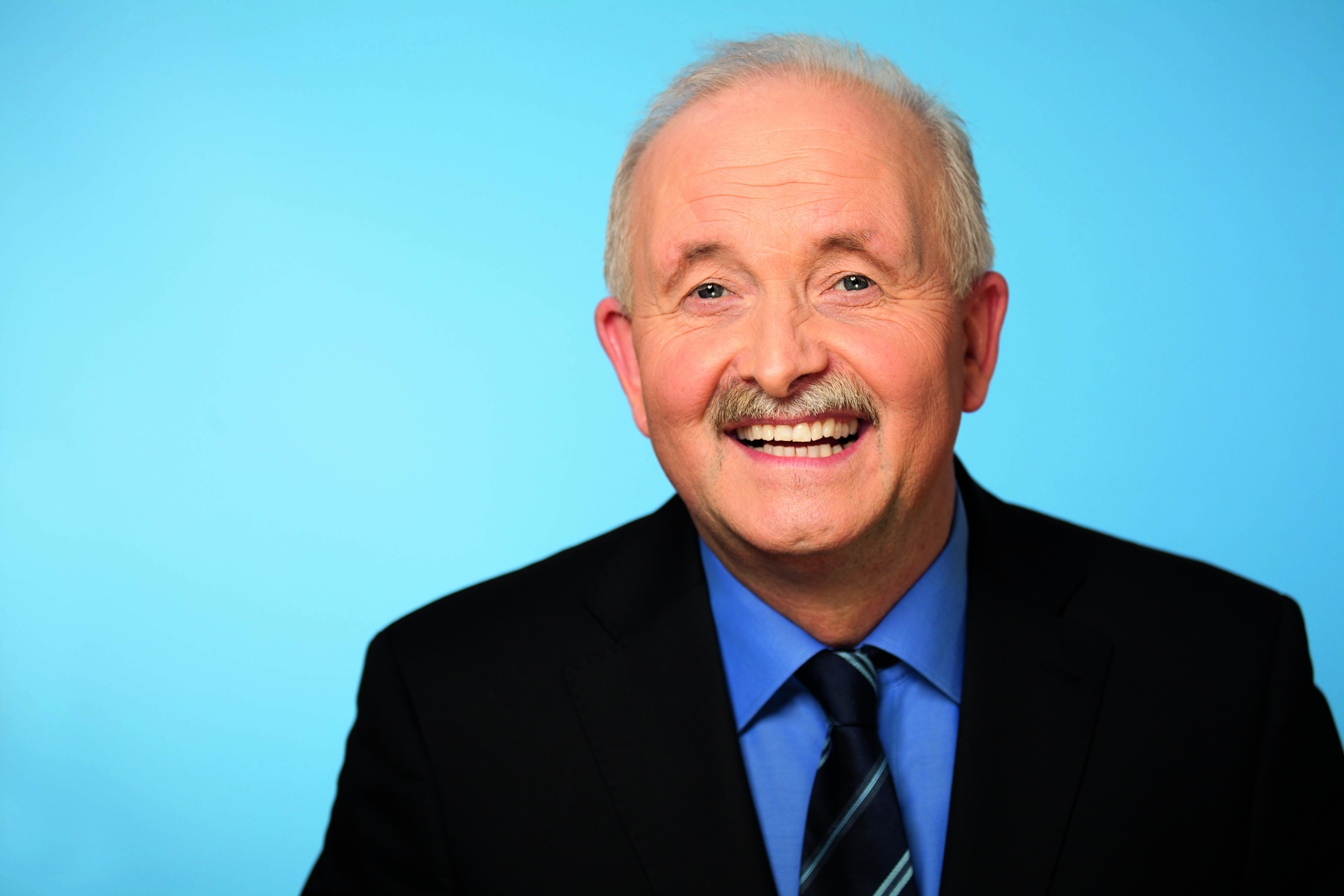
Udo Bullmann (20. März 2018 bis 18. Juni 2019)

Präsidenten des Europäischen Parlaments
Die nachfolgenden SPD-Politiker waren Präsident des Europäischen Parlaments:

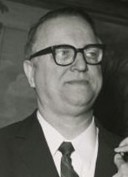
Walter Behrendt (9. März 1971 bis 13. März 1973)
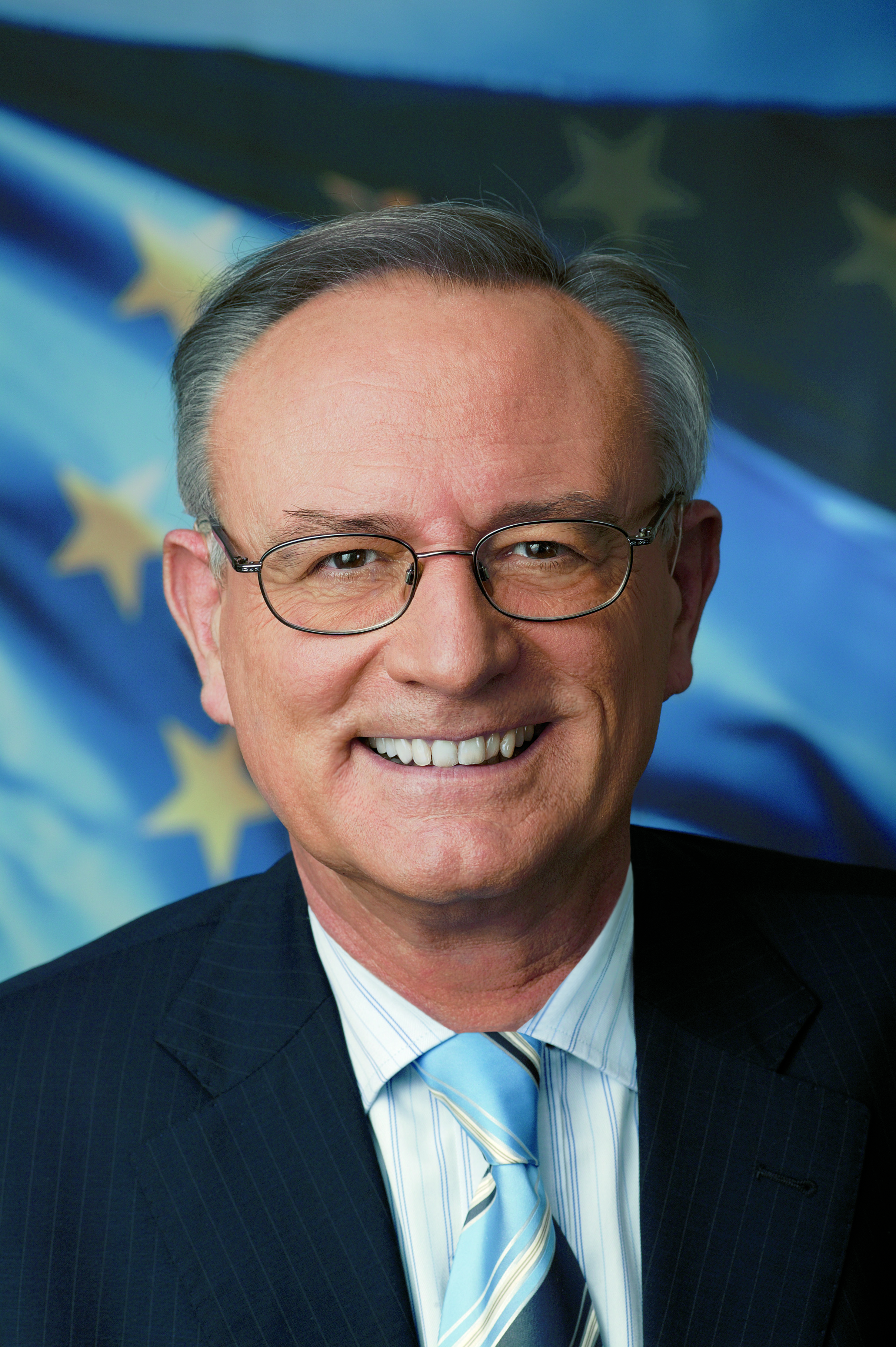
Klaus Hänsch (19. Juli 1994 bis 14. Januar 1997)
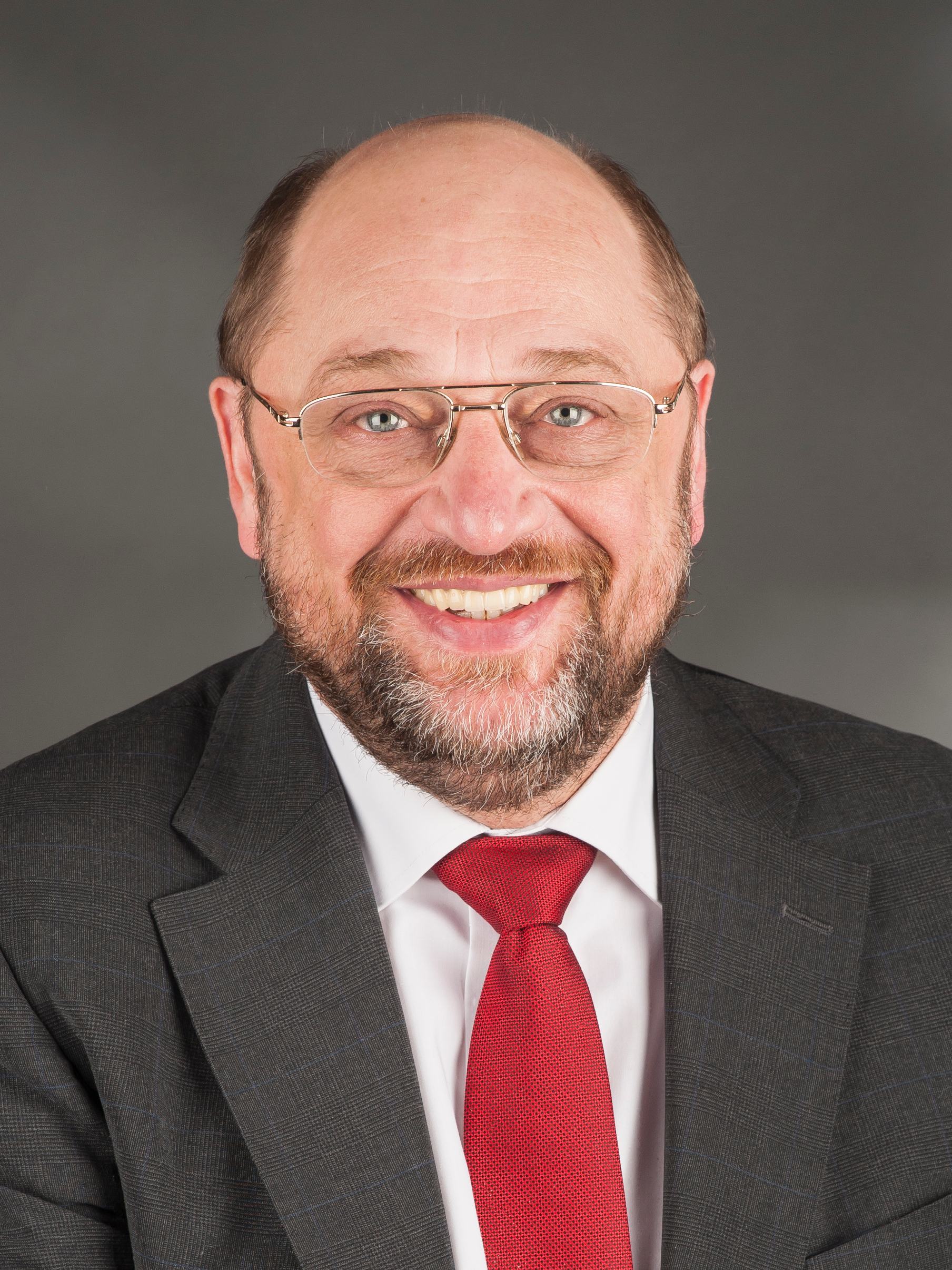
Martin Schulz (17. Januar 2012 bis 18. Juni 2014 und 1. Juli 2014 bis 17. Januar 2017)

Vizepräsidenten des Europäischen Parlaments
- Johannes Wilhelm Peters
(25. Juli 1989 bis
19. Juli 1994)
- Magdalene Hoff
(14. Januar 1997 bis
20. Juli 1999)
- Gerhard Schmid
(20. Juli 1999 bis
20. Juli 2004)
- Dagmar Roth-Behrendt
(20. Juli 2004 bis
16. Januar 2007 und
14. Juli 2009 bis
17. Januar 2012)

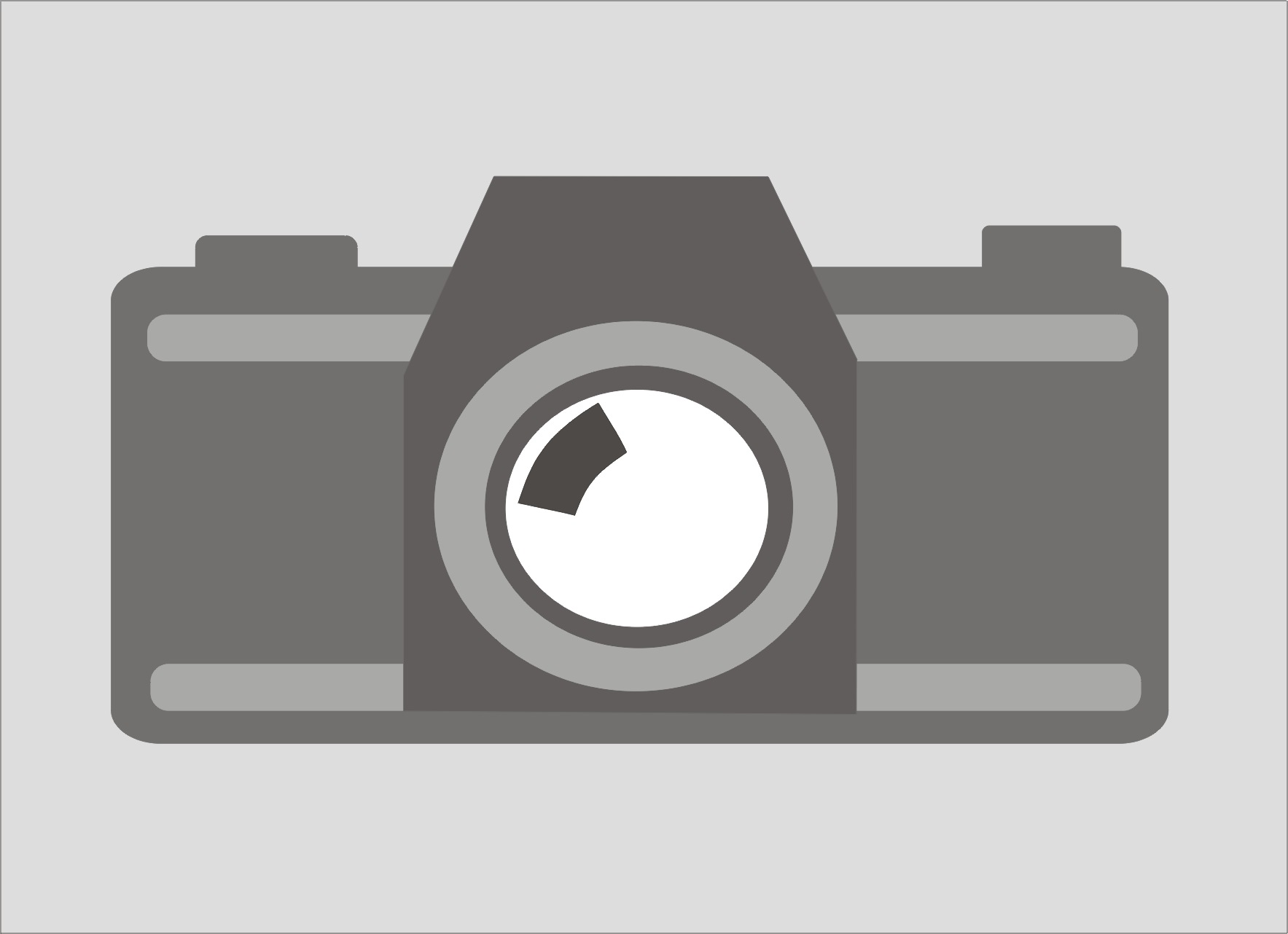
Johannes Wilhelm Peters (25. Juli 1989 bis 19. Juli 1994)
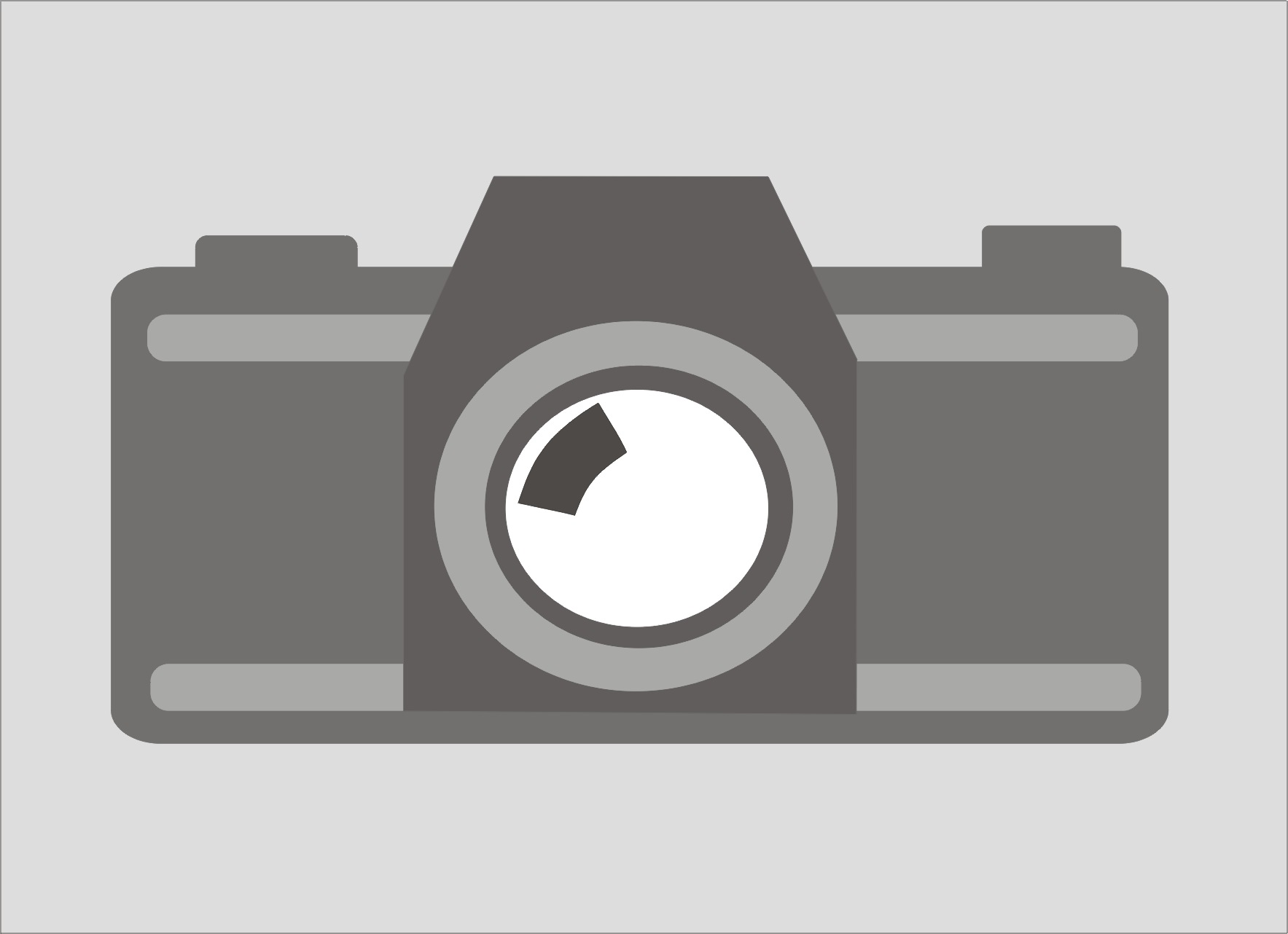
Magdalene Hoff (14. Januar 1997 bis 20. Juli 1999)
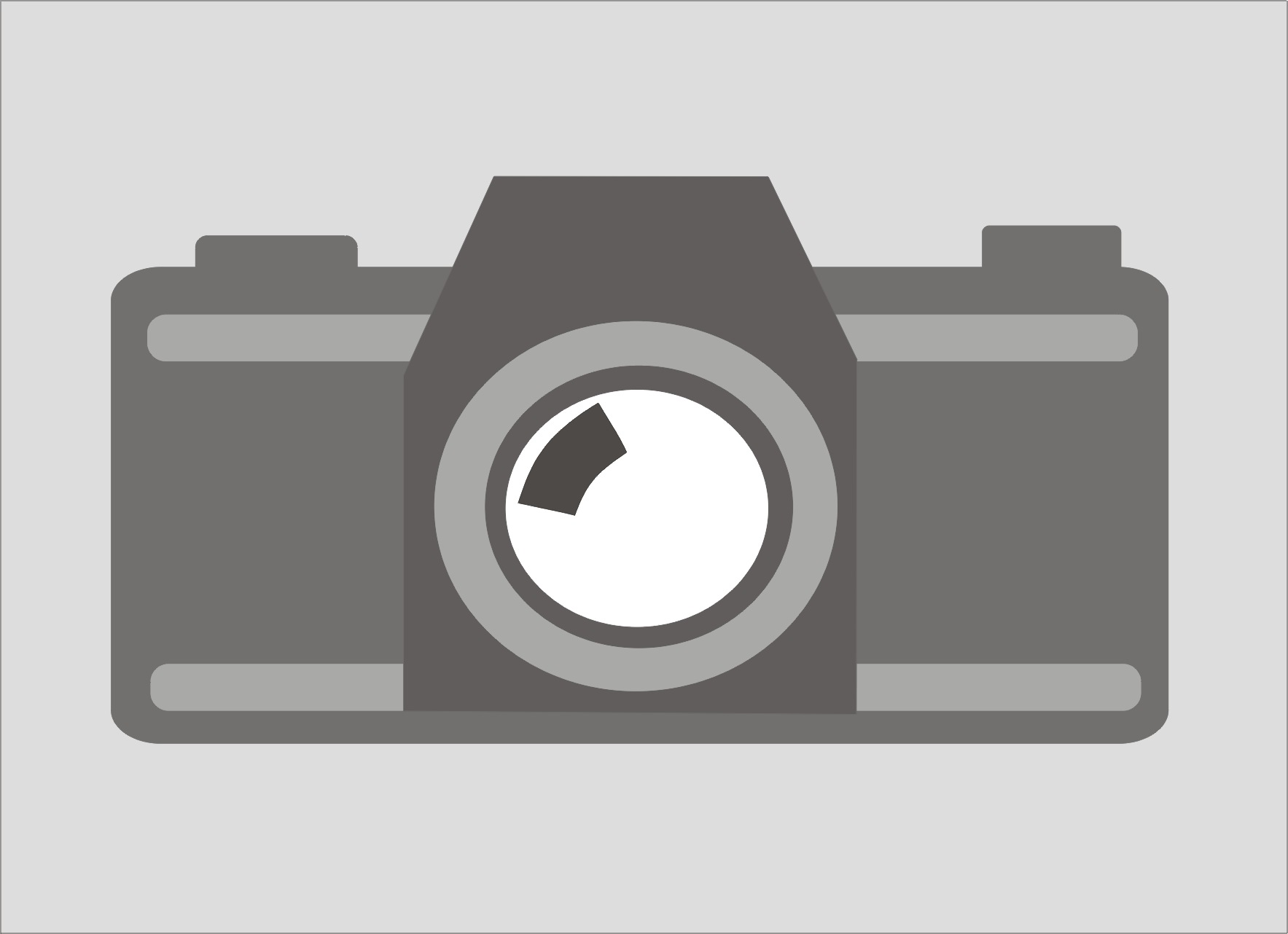
Gerhard Schmid (20. Juli 1999 bis 20. Juli 2004)
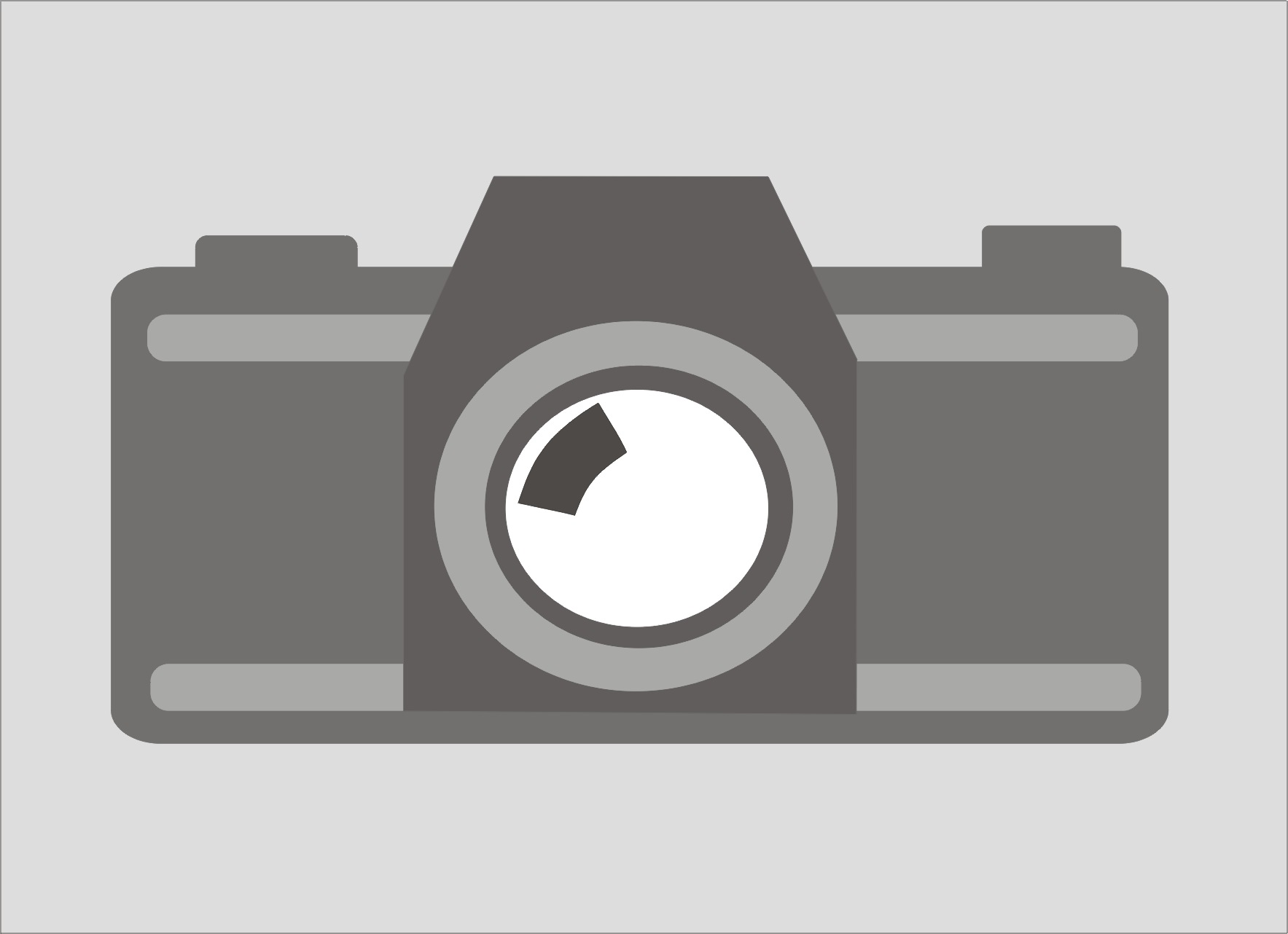
Mechtild Rothe (16. Januar 2007 bis 14. Juli 2009)
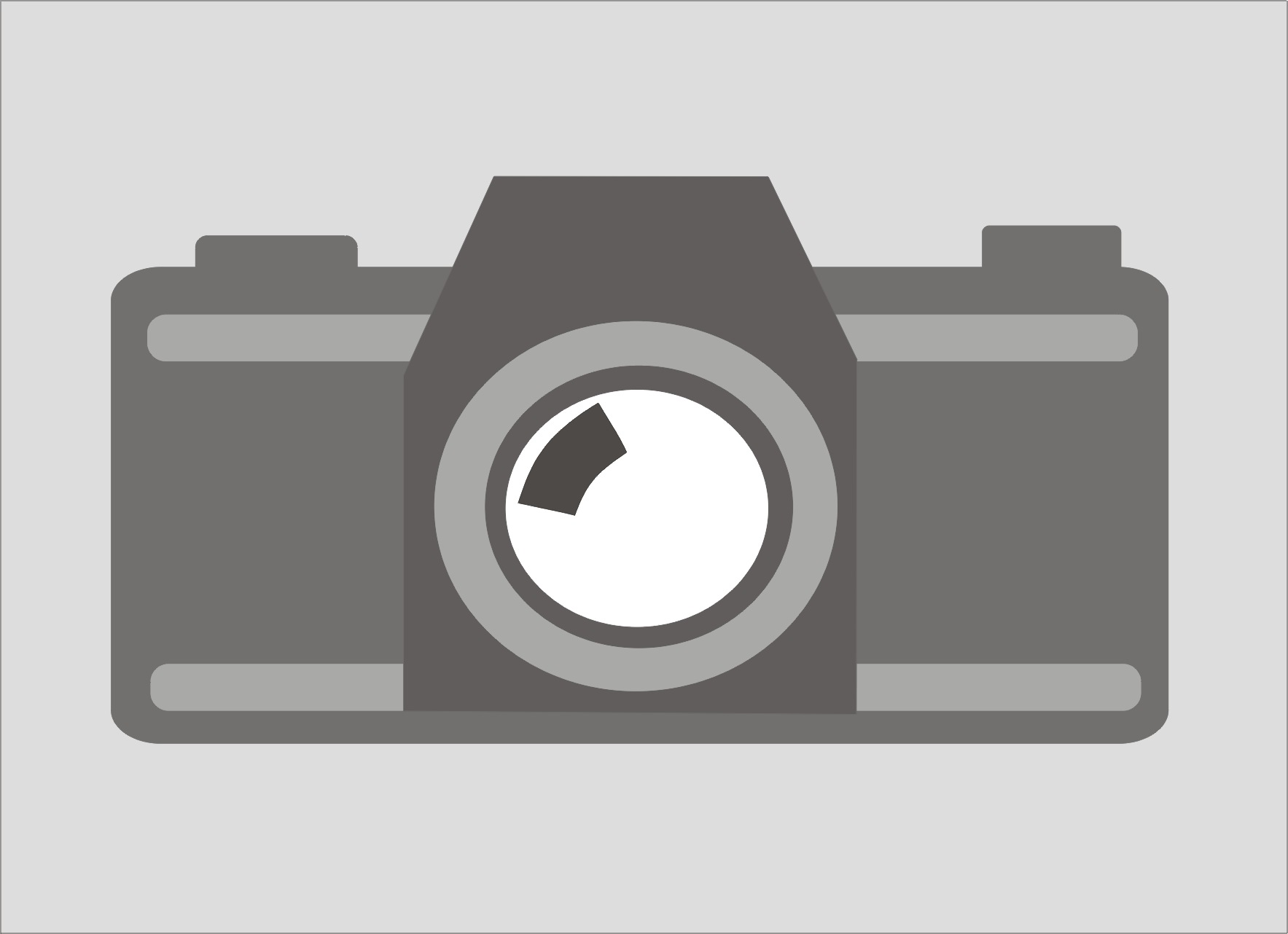
Mechtild Rothe (16. Januar 2007 bis 14. Juli 2009)
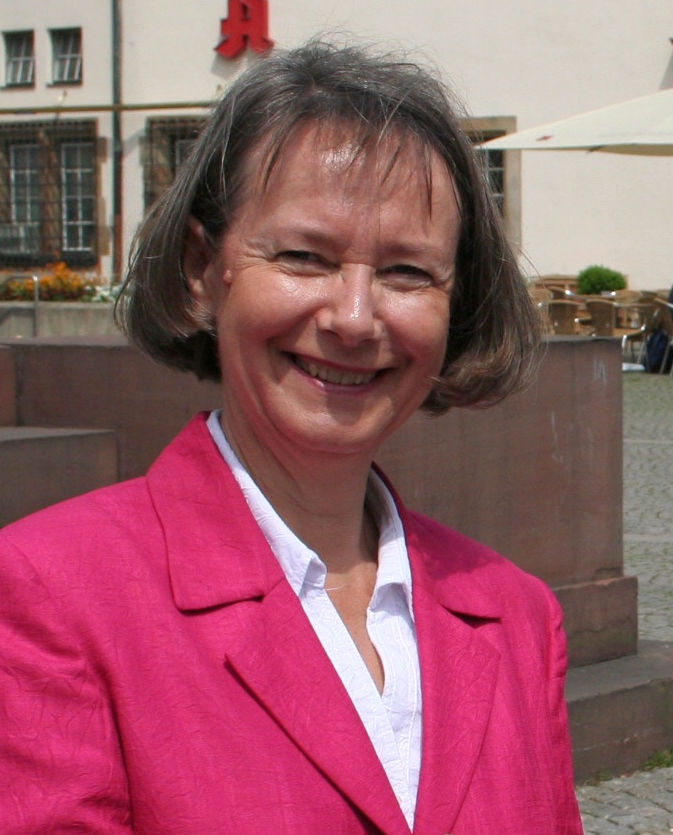
Evelyne Gebhardt (17. Januar 2017 bis 3. Juli 2019)
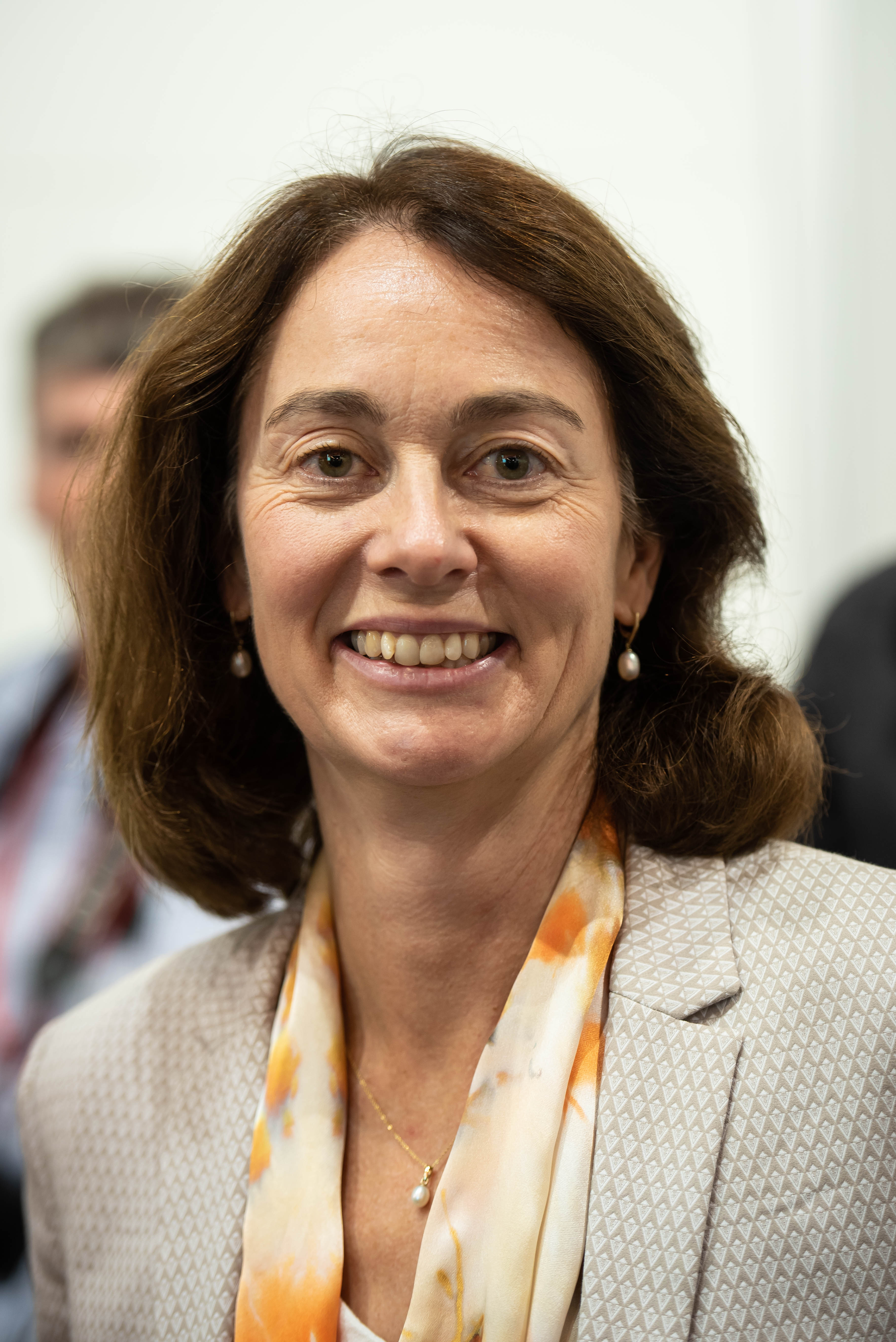
Katarina Barley (seit 3. Juli 2019)

EU-Kommissare
Die folgenden SPD-Politiker haben Deutschland in der Europäischen Kommission vertreten:

Wilhelm Haferkamp (2. Juli 1967 bis 5. Januar 1985)
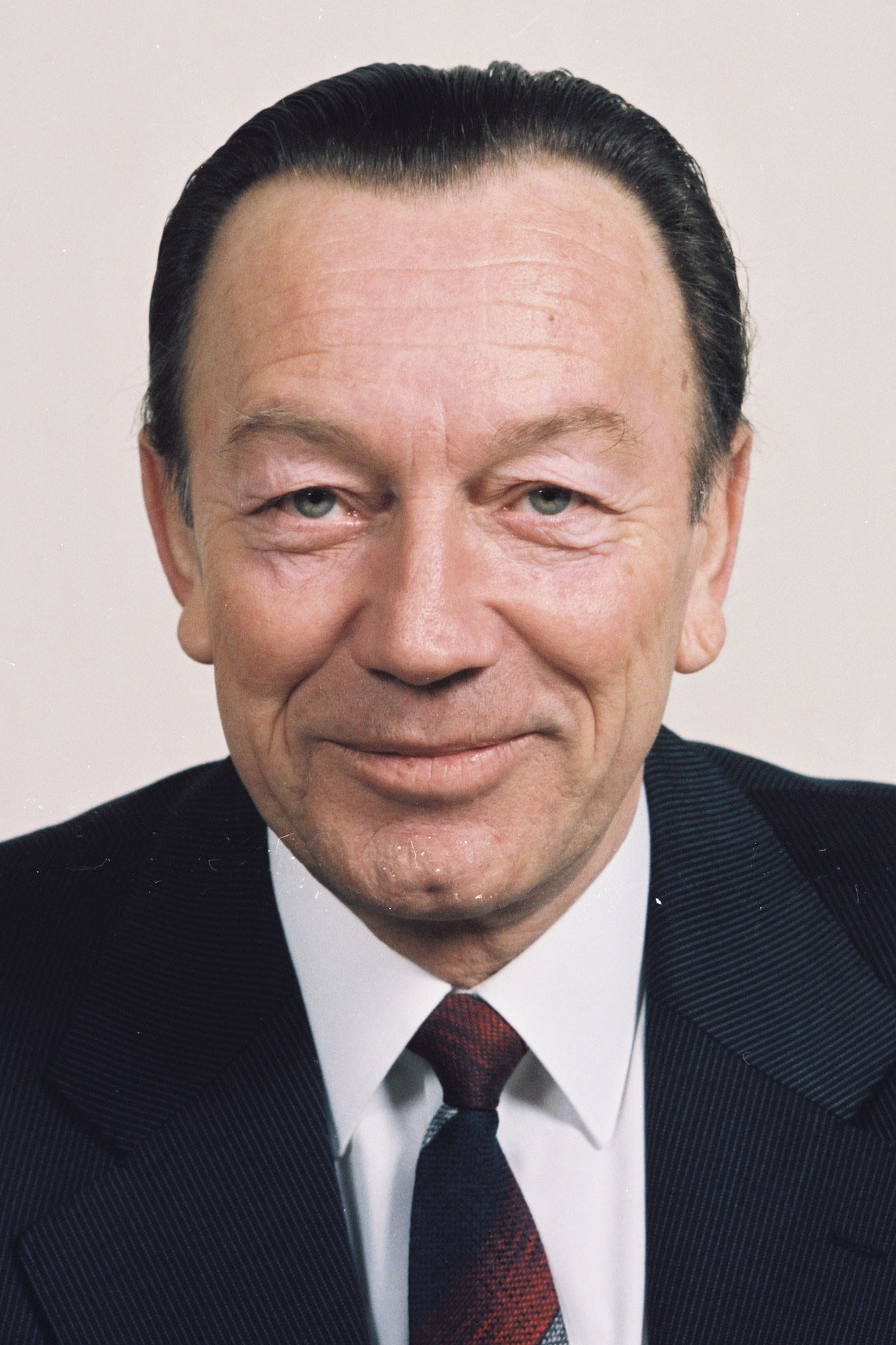
Alois Pfeiffer (6. Januar 1985 bis 1. August 1987)
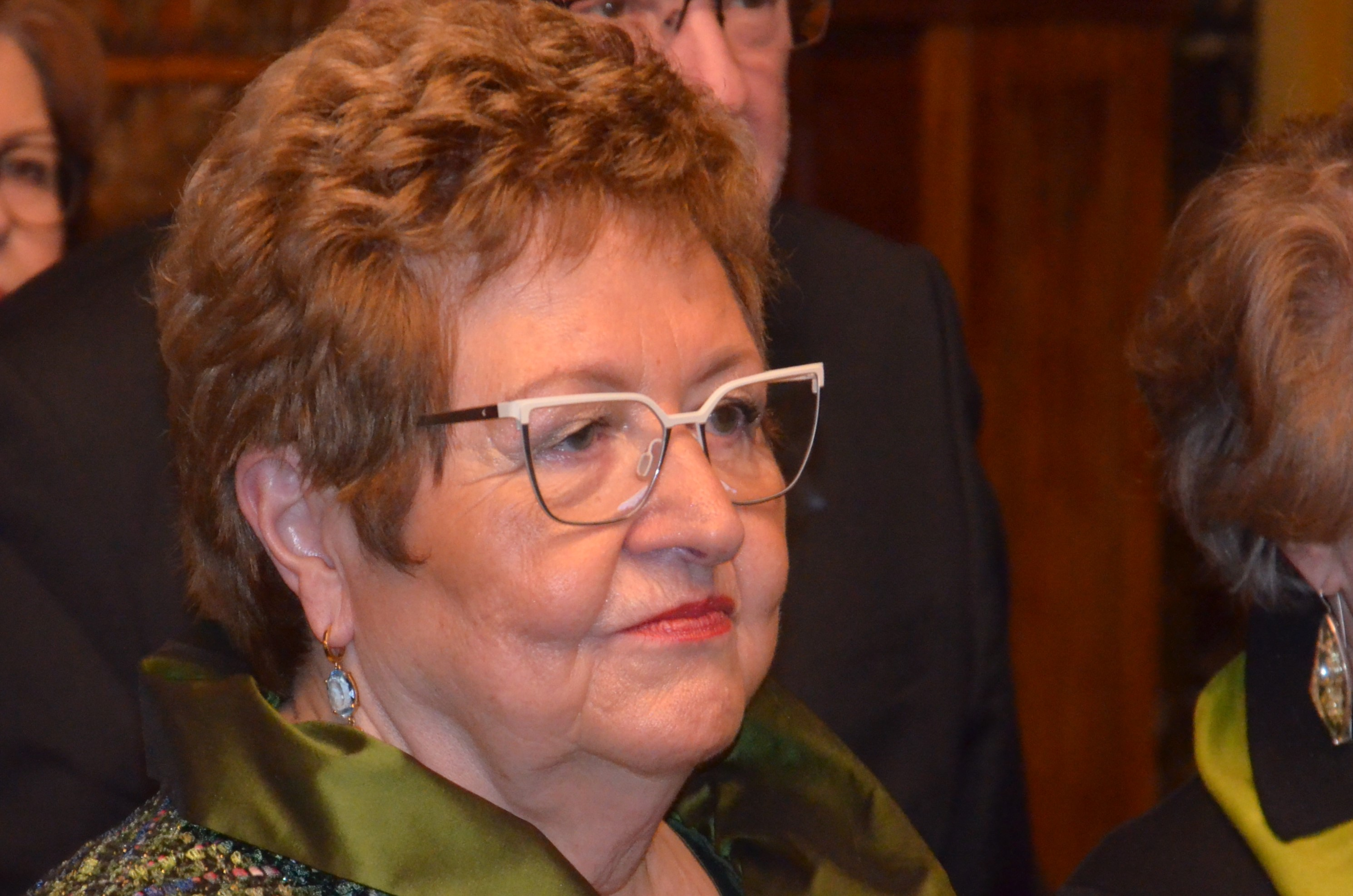
Monika Wulf-Mathies (23. Januar 1995 bis 15. September 1999)
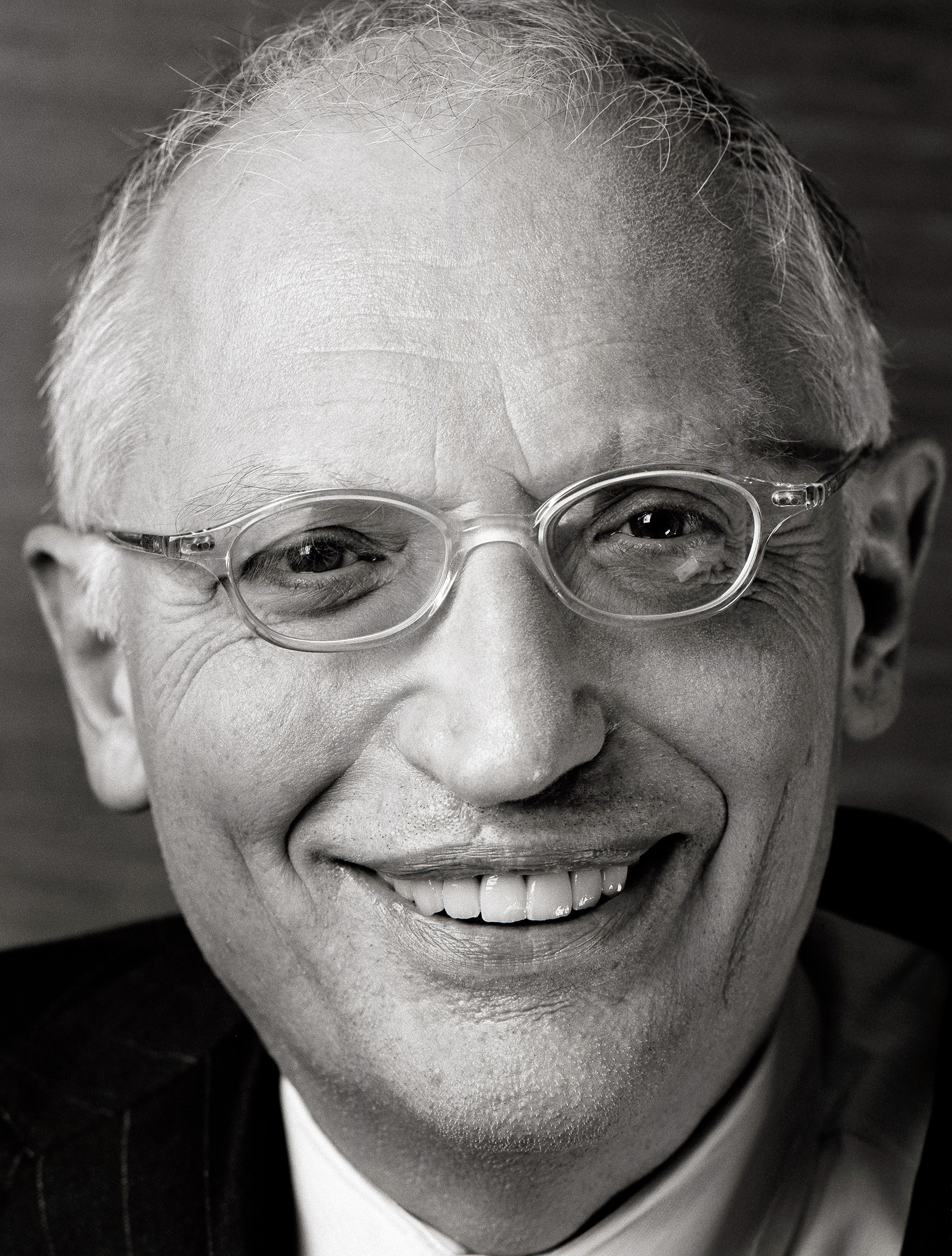
Günter Verheugen (16. September 1999 bis 9. Februar 2010)

### Landesebene

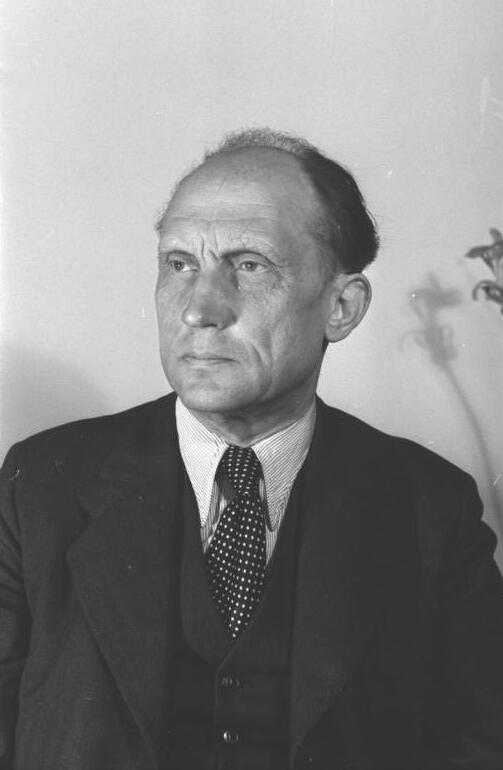
Karl Steinhoff (20. Dezember 1946 bis 5. Dezember 1949)
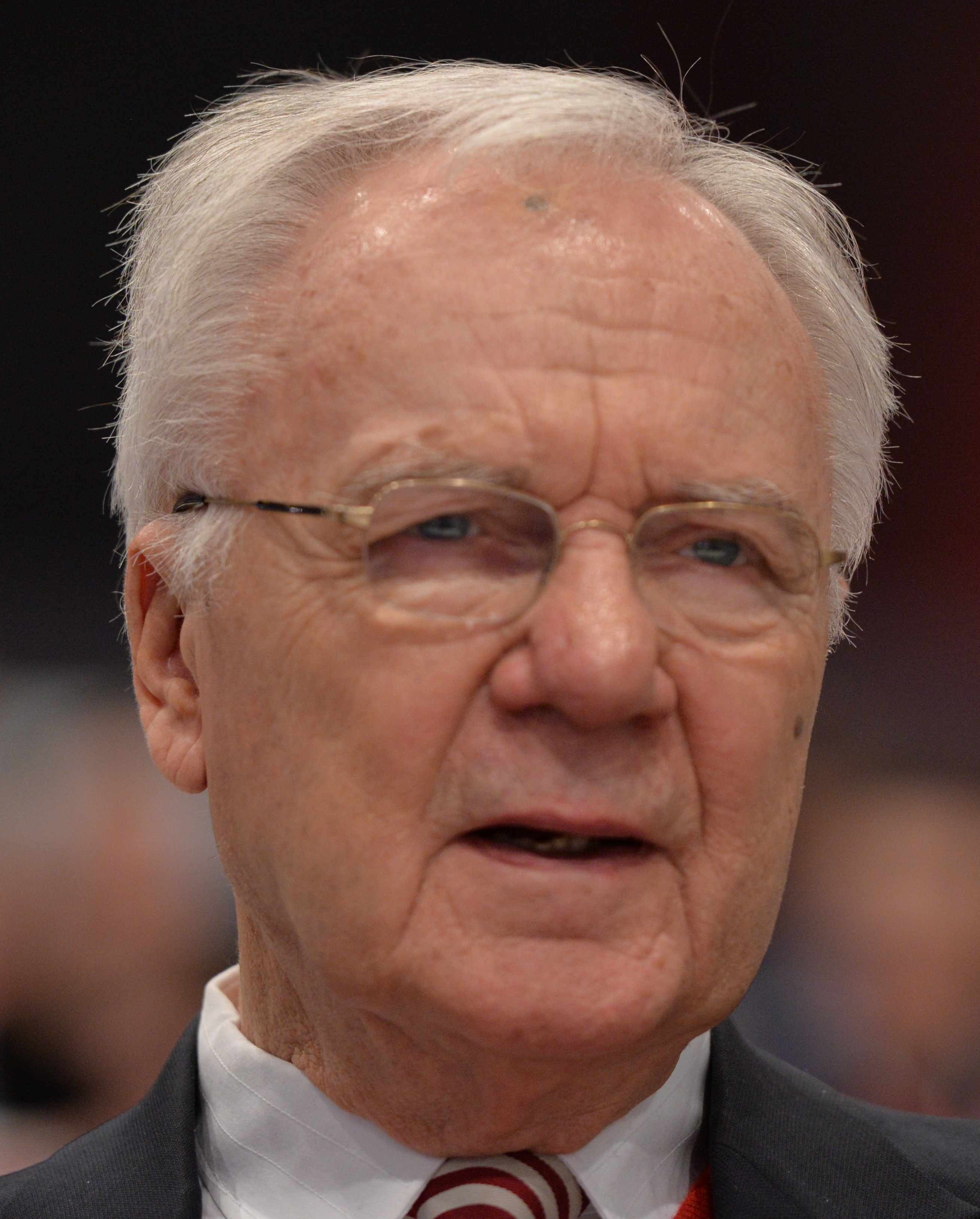
Manfred Stolpe (1. November 1990 bis 25. Juni 2002)
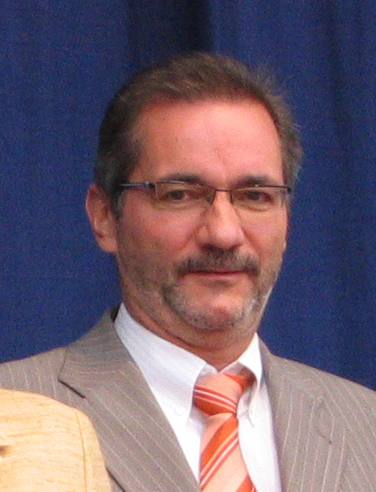
Matthias Platzeck (25. Juni 2002 bis 28. August 2013)
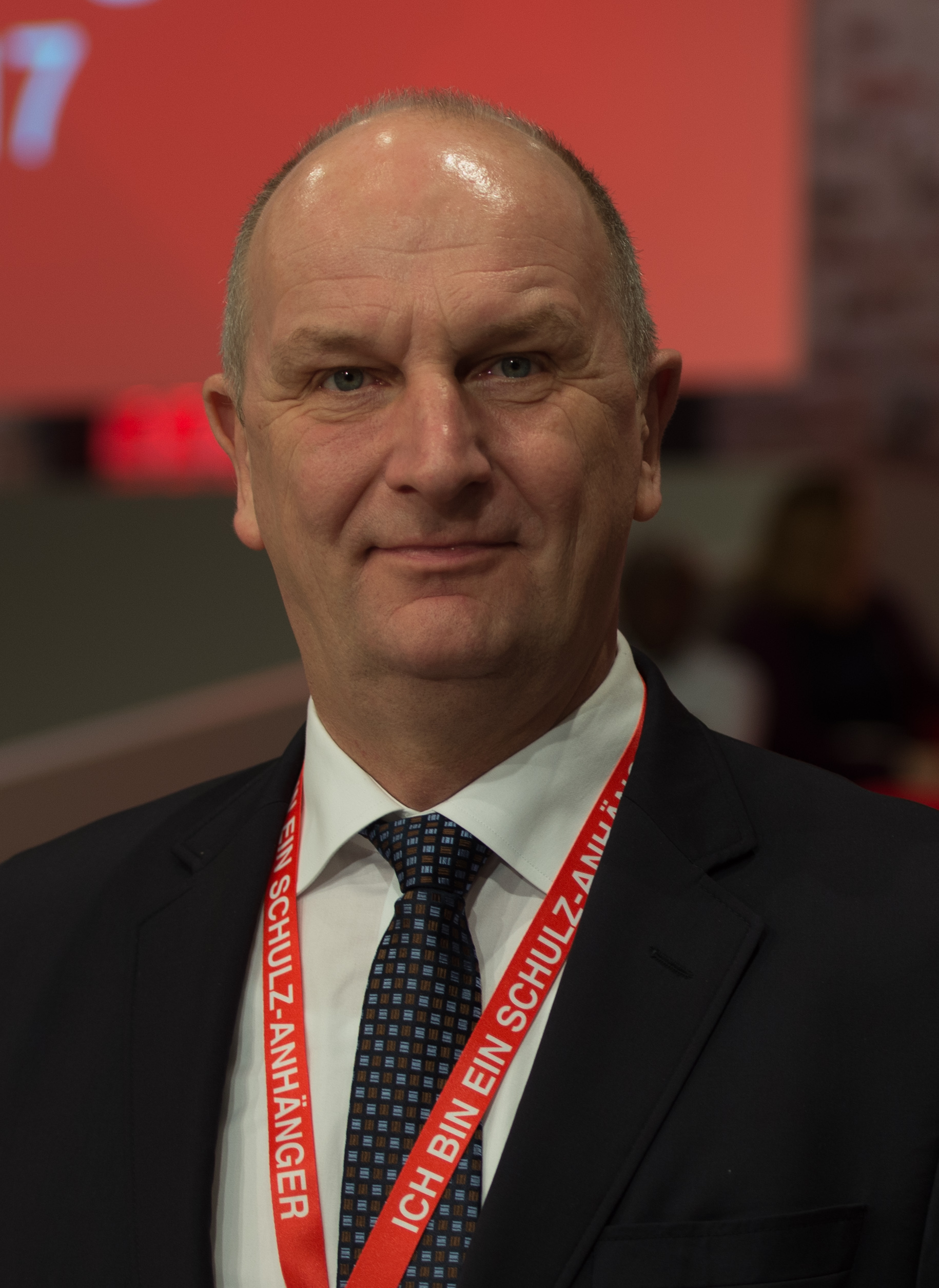
Dietmar Woidke (seit 28. August 2013)

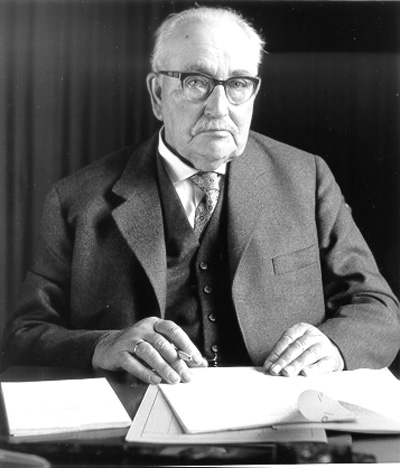
Wilhelm Kaisen (1. August 1945 bis 19. Juli 1965)
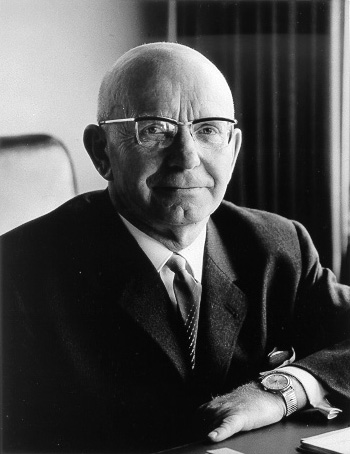
Willy Dehnkamp (20. Juli 1965 bis 27. November 1967)
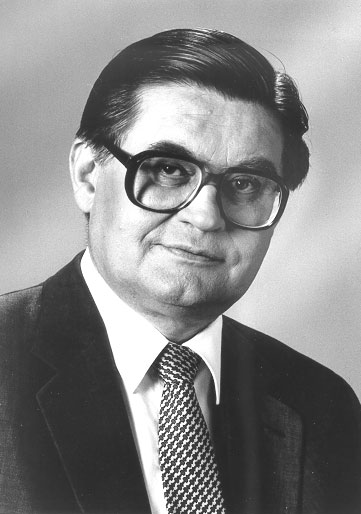
Hans Koschnick (28. November 1967 bis 17. September 1985)
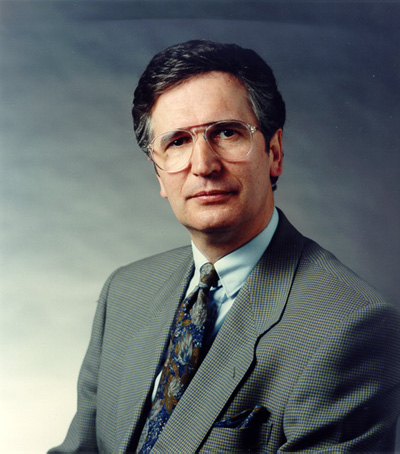
Klaus Wedemeier (18. September 1985 bis 3. Juli 1995)
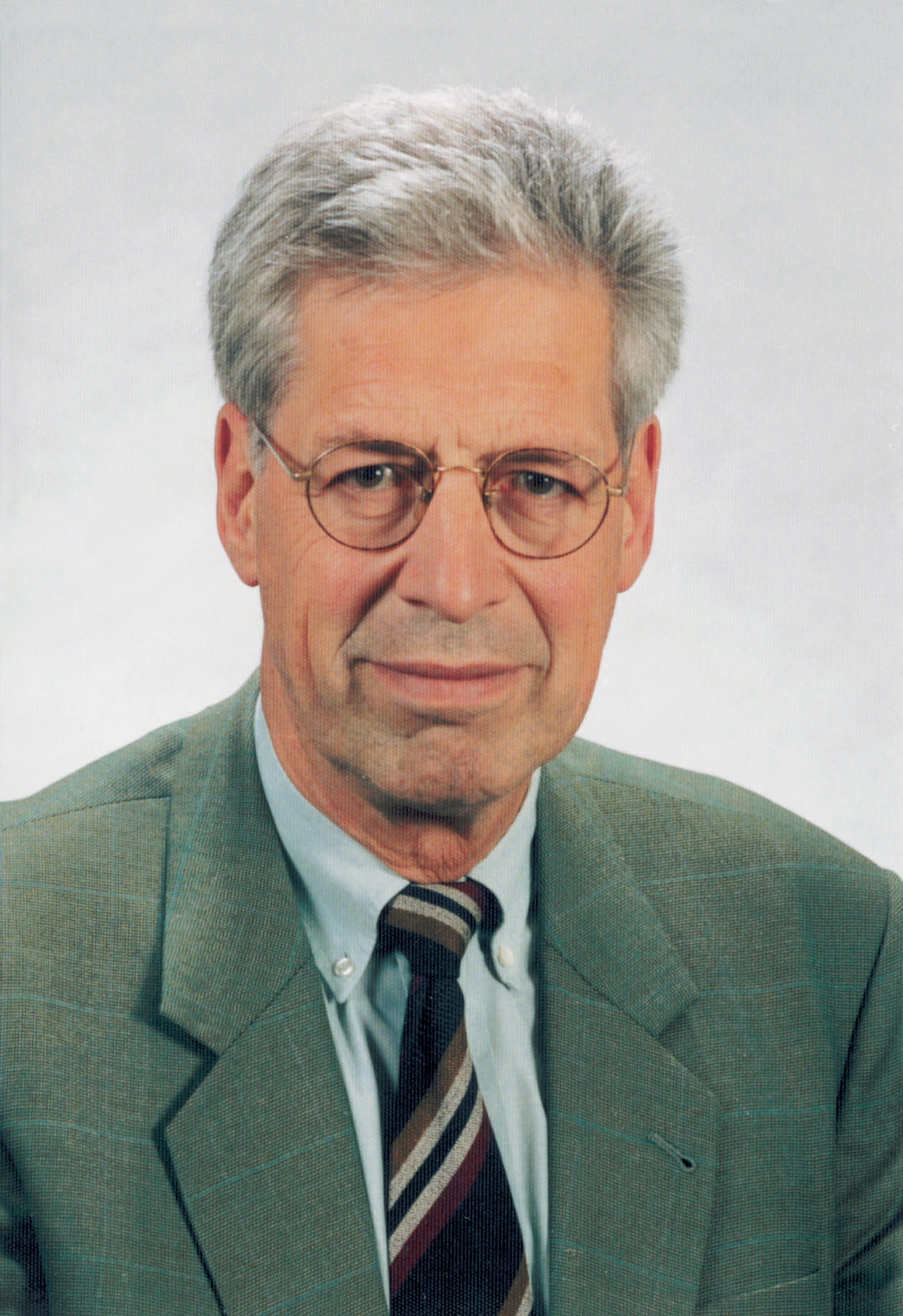
Henning Scherf (4. Juli 1995 bis 7. November 2005)
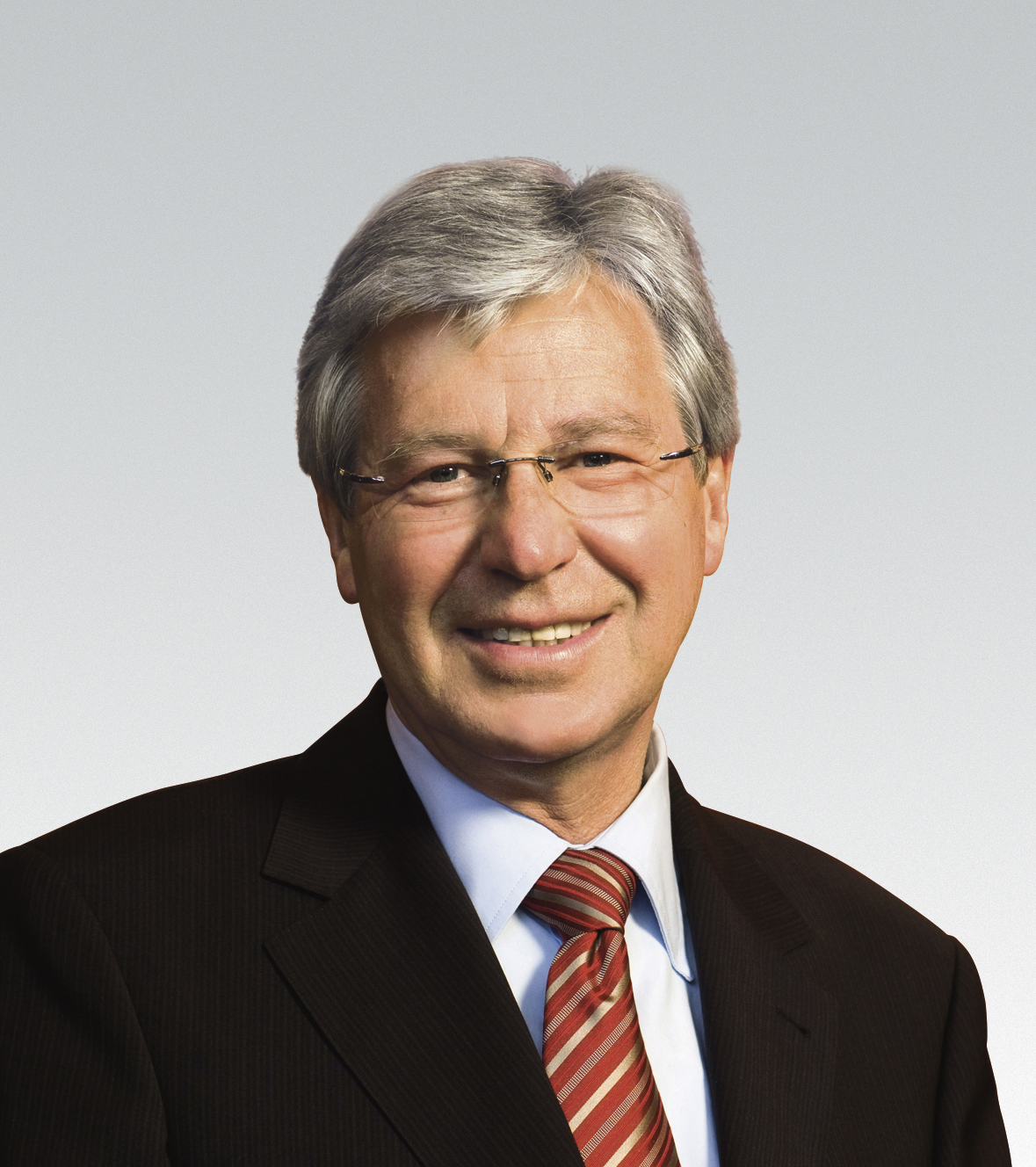
Jens Böhrnsen (7. November 2005 bis 15. Juli 2015)
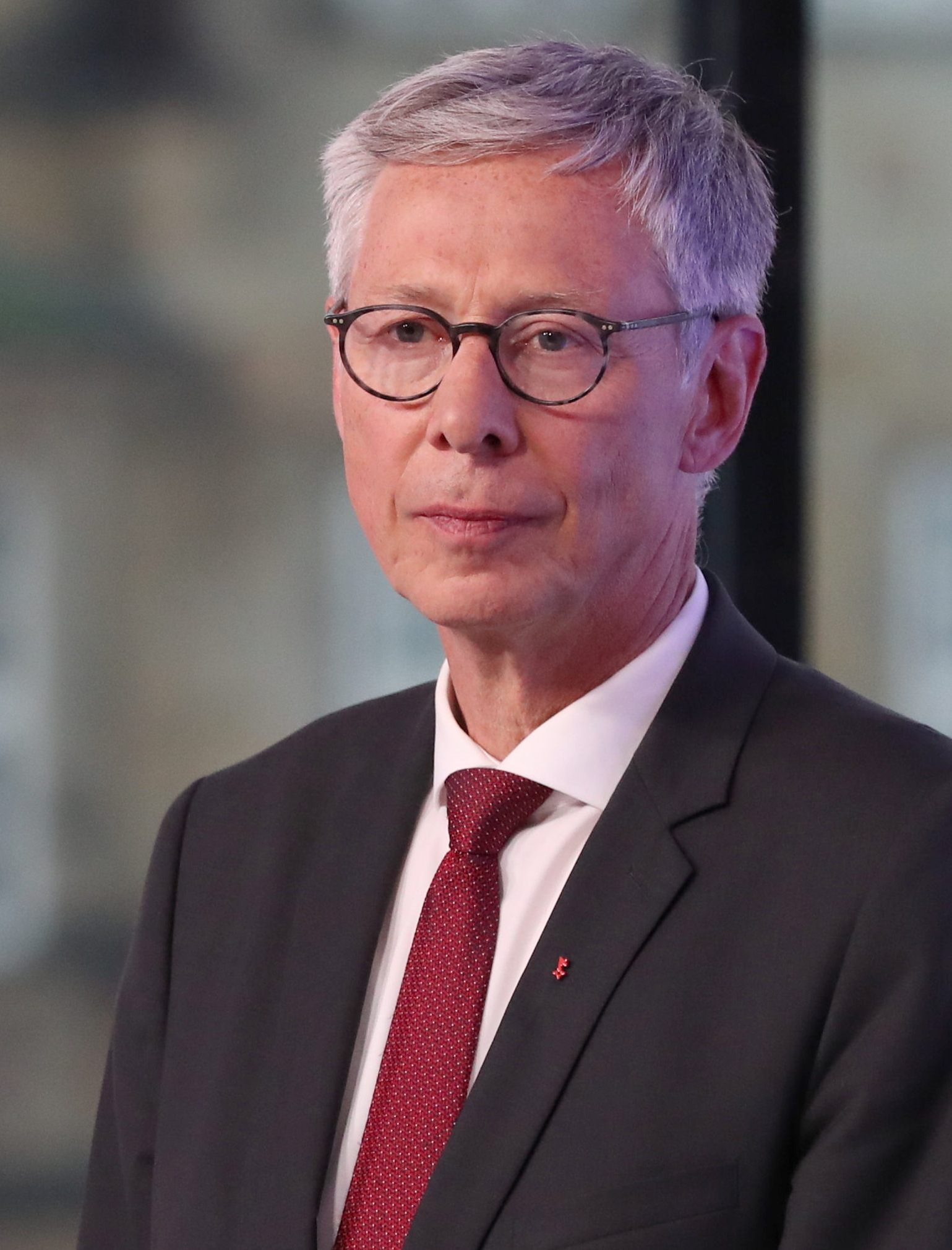
Carsten Sieling (15. Juli 2015 bis 15. August 2019)
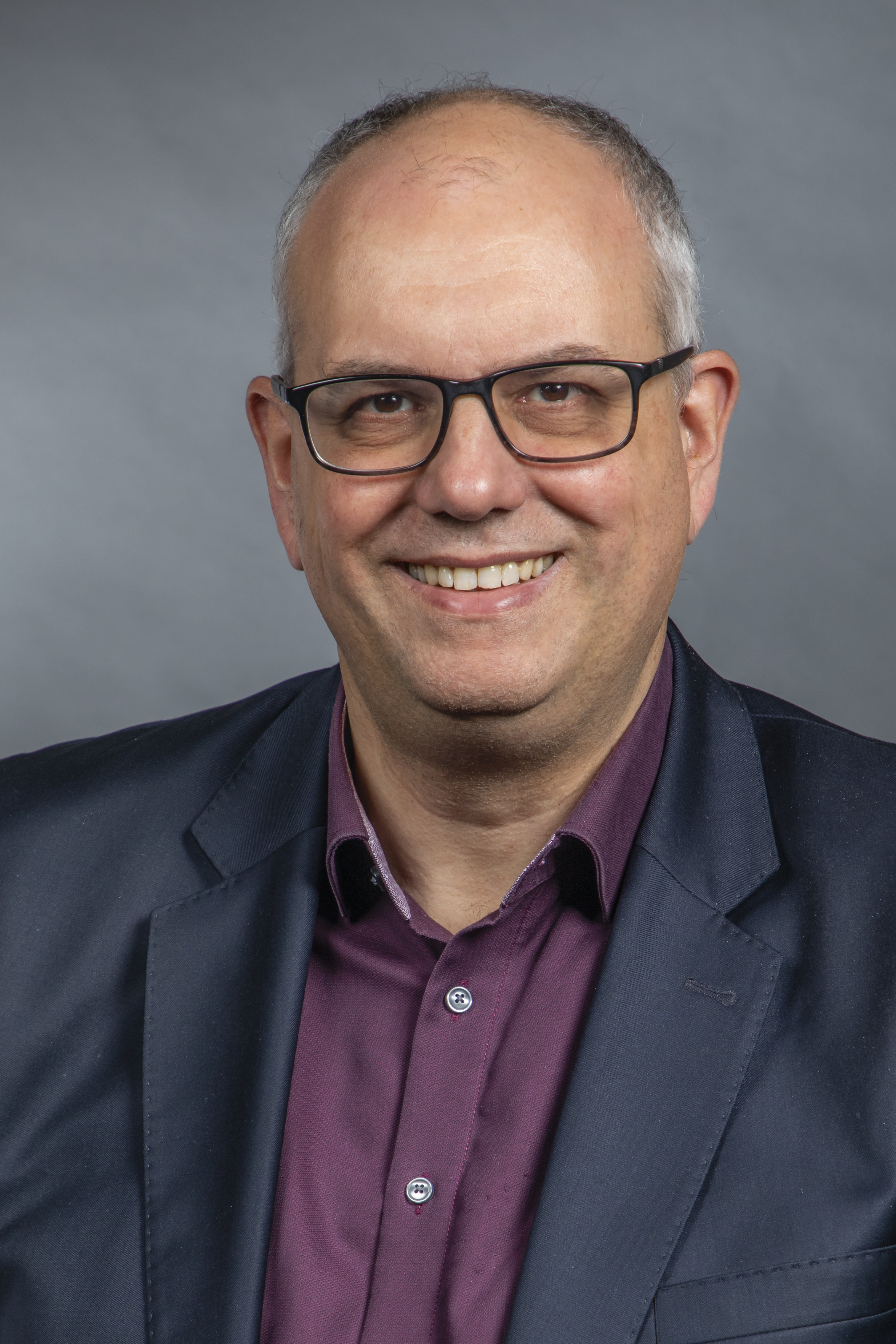
Andreas Bovenschulte (seit 15. August 2019)

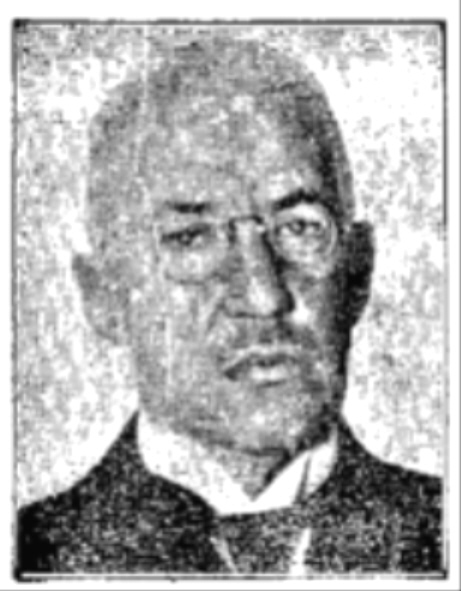
Rudolf Roß (1. Januar 1930 bis 31. Dezember 1931)
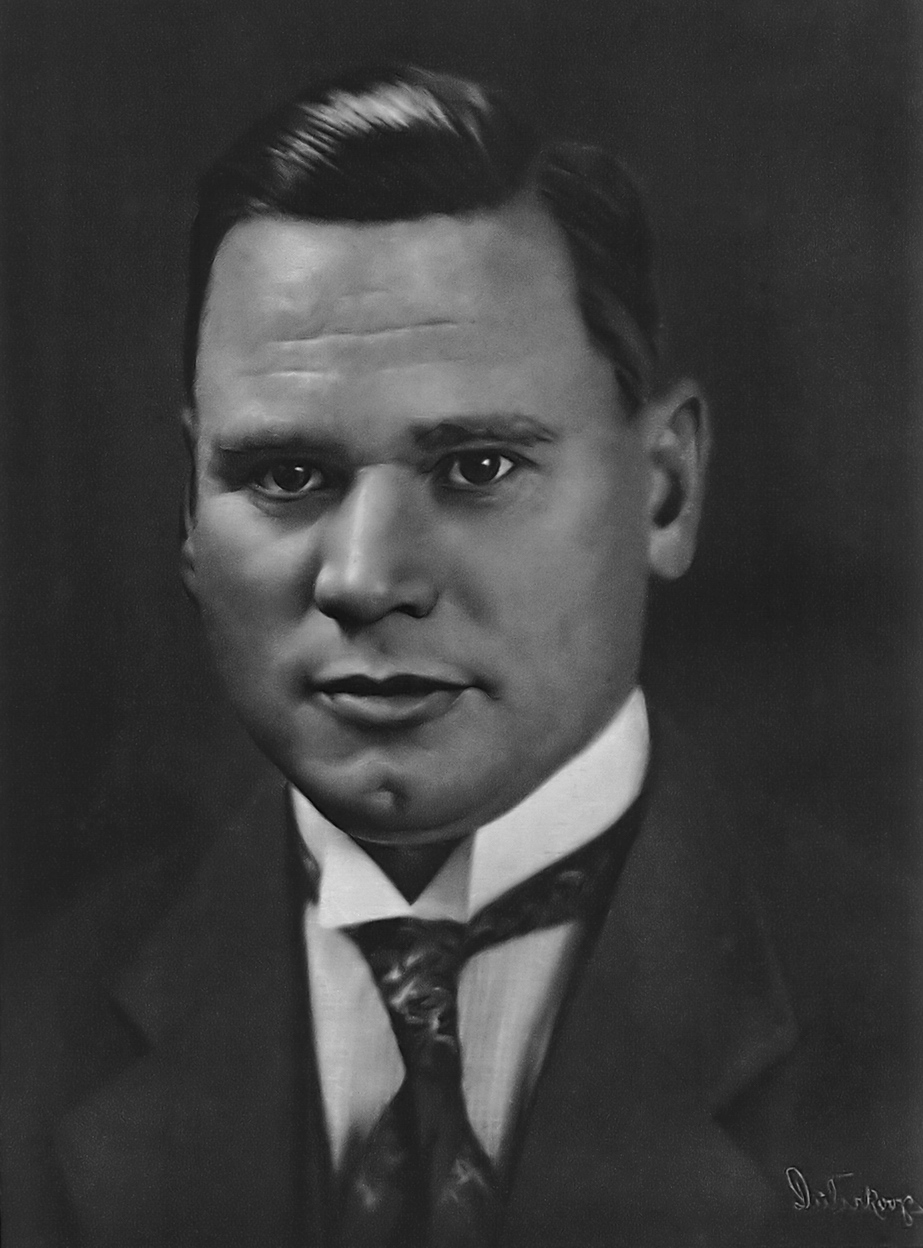
Max Brauer (15. November 1946 bis 2. Dezember 1953; 4. Dezember 1957 bis 31. Dezember 1960)
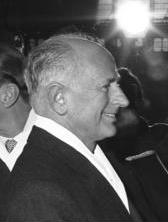
Paul Nevermann (1. Januar 1961 bis 9. Juni 1965)
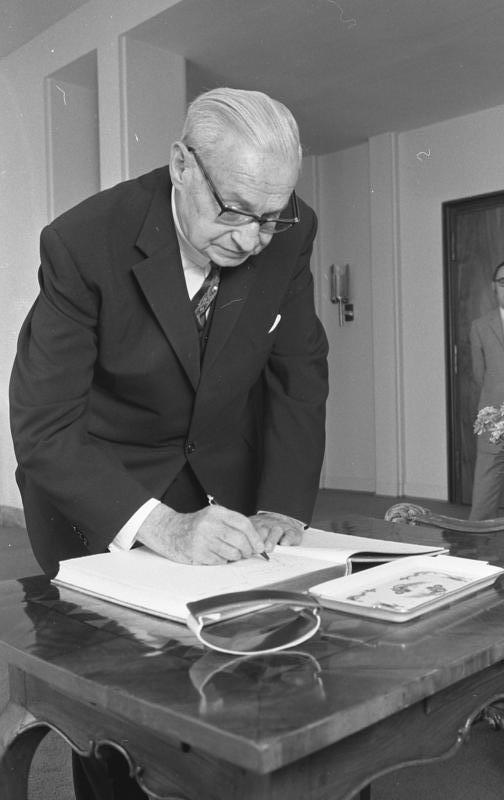
Herbert Weichmann (9. Juni 1965 bis 9. Juni 1971)
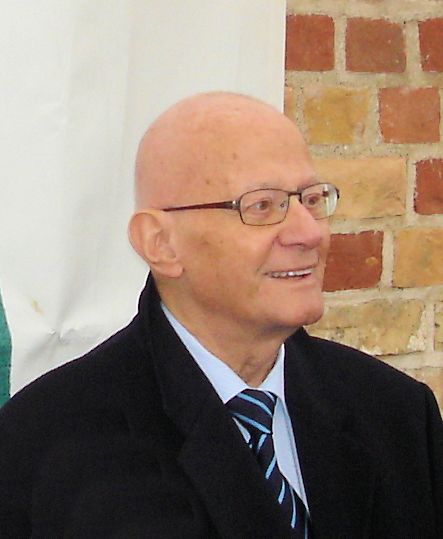
Peter Schulz (9. Juni 1971 bis 4. November 1974)
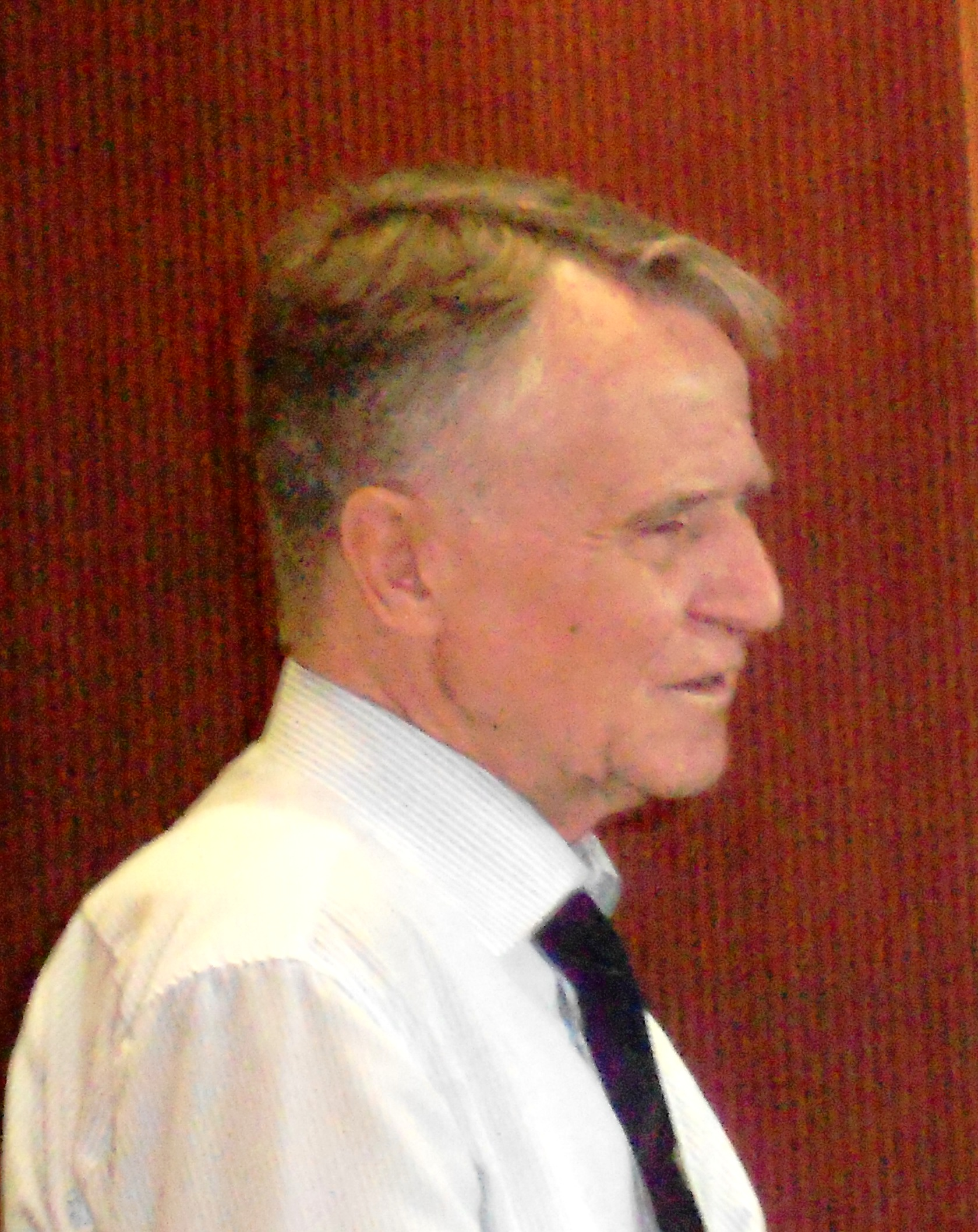
Hans-Ulrich Klose (12. November 1974 bis 25. Mai 1981)
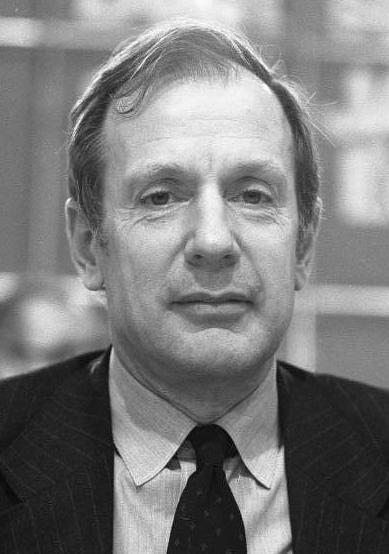
Klaus von Dohnanyi (24. Juni 1981 bis 8. Juni 1988)
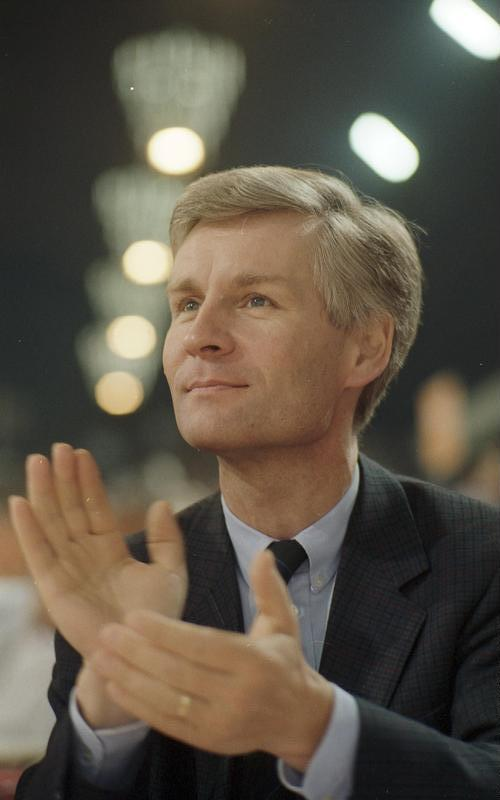
Henning Voscherau (8. Juni 1988 bis 8. Oktober 1997)
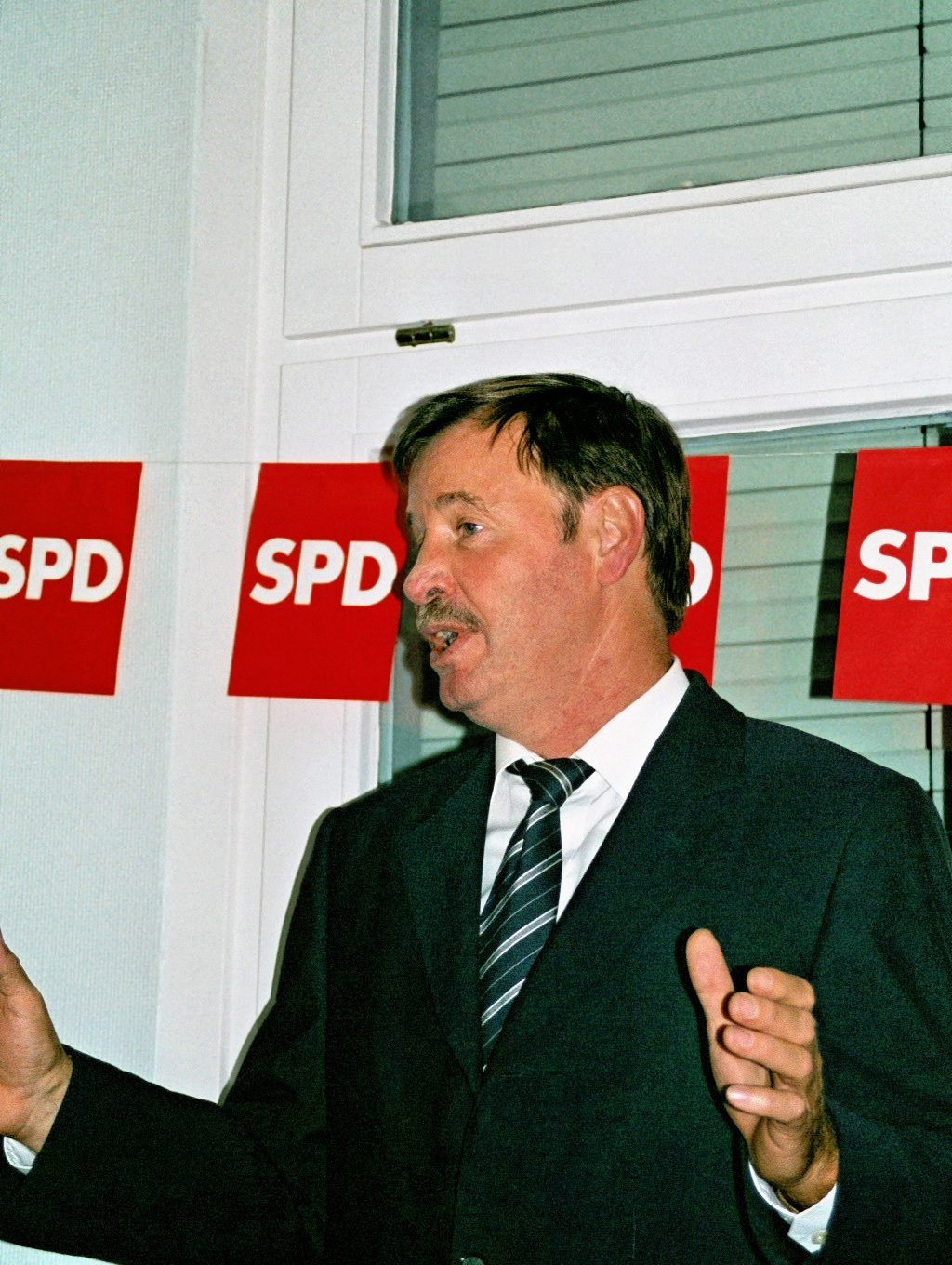
Ortwin Runde (12. November 1997 bis 31. Oktober 2001)
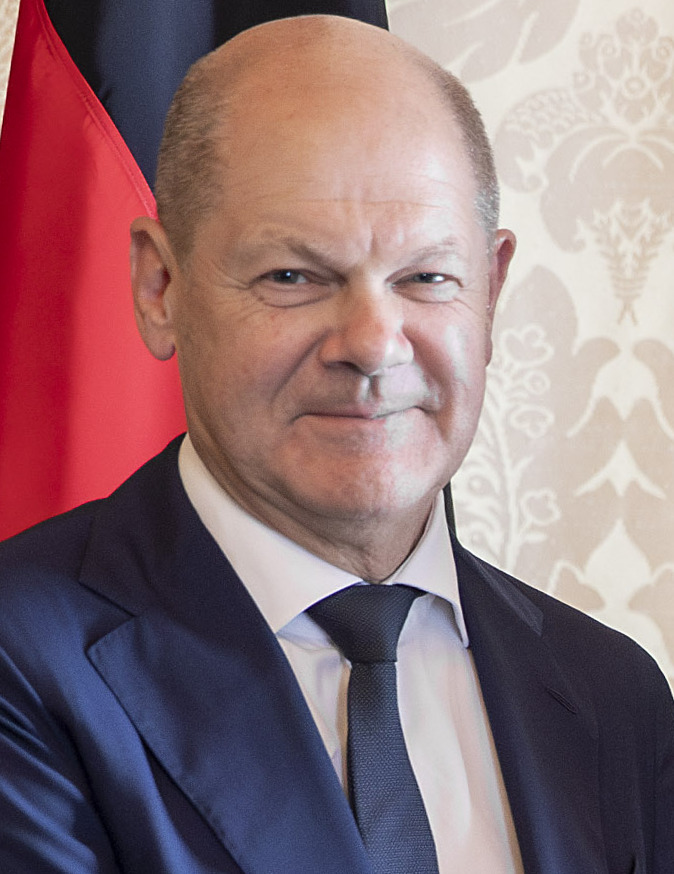
Olaf Scholz (7. März 2011 bis 13. März 2018)
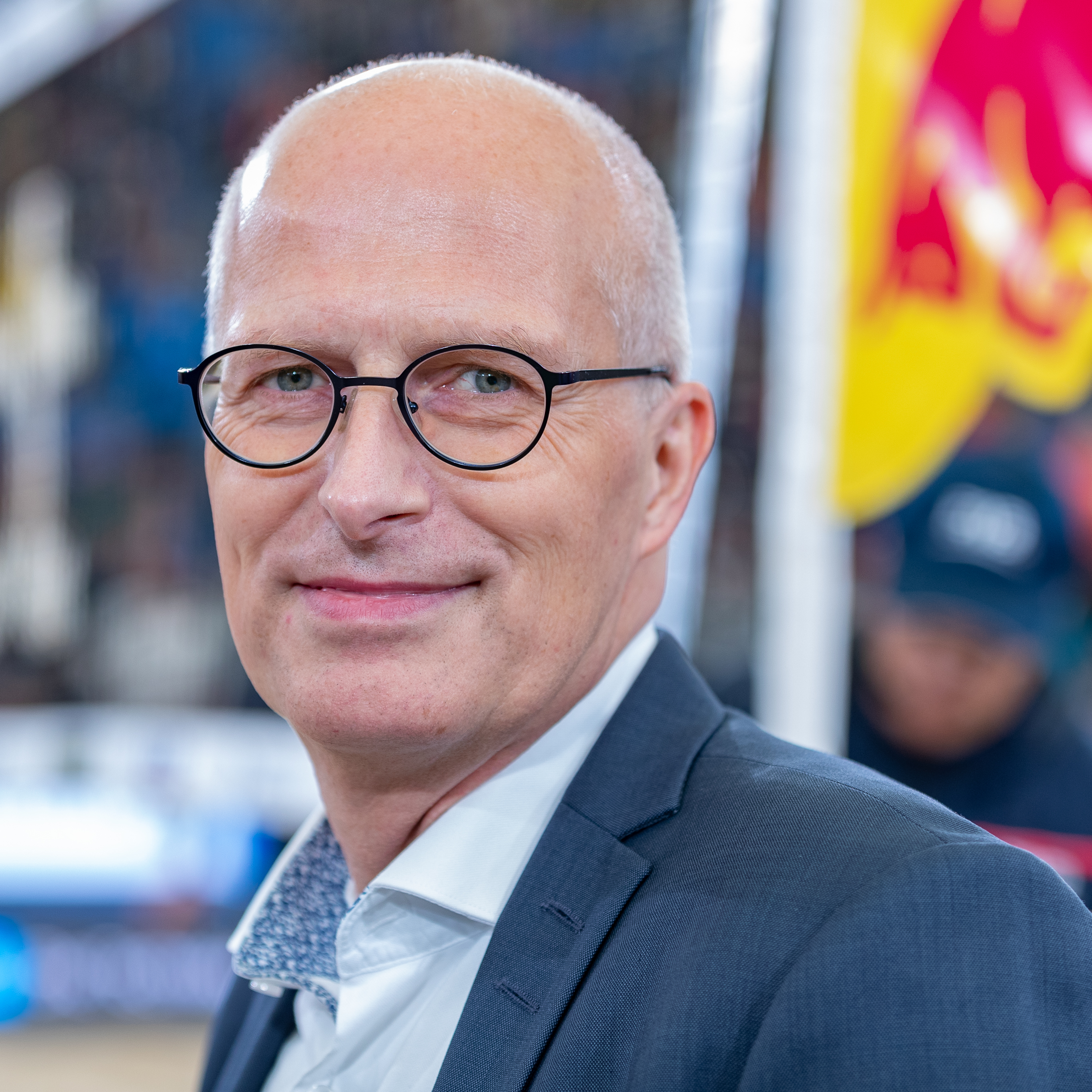
Peter Tschentscher (seit 28. März 2018)

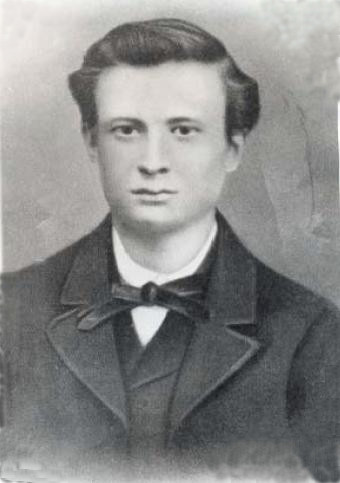
Carl Ulrich Volksstaat Hessen (11. November 1918 bis 14. Februar 1928)
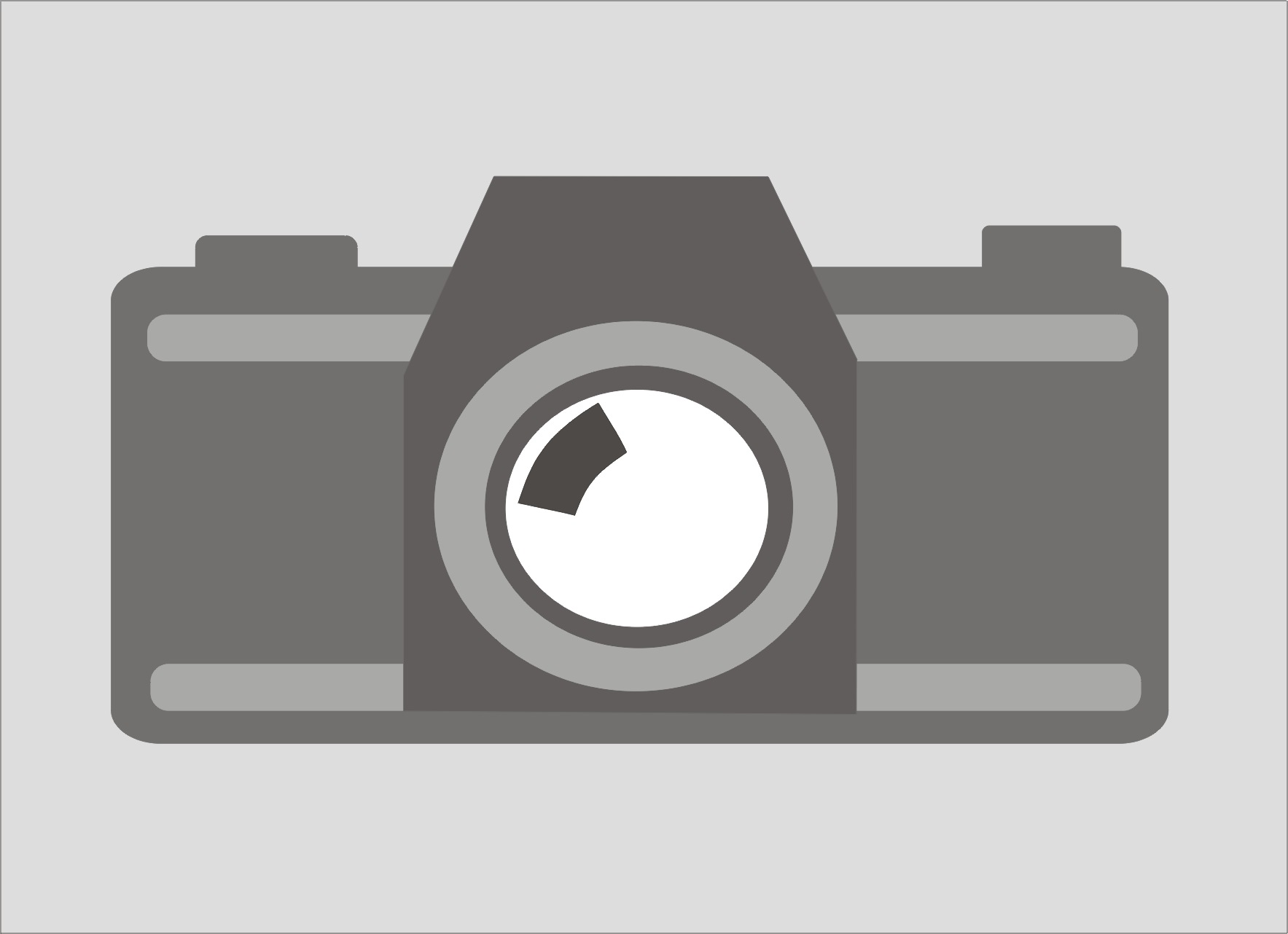
Bernhard Adelung Volksstaat Hessen (14. Februar 1928 bis 13. März 1933)

Christian Stock (20. Dezember 1946 bis 14. Dezember 1950)
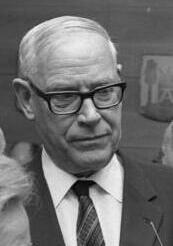
Georg-August Zinn (14. Dezember 1950 bis 3. Oktober 1969)
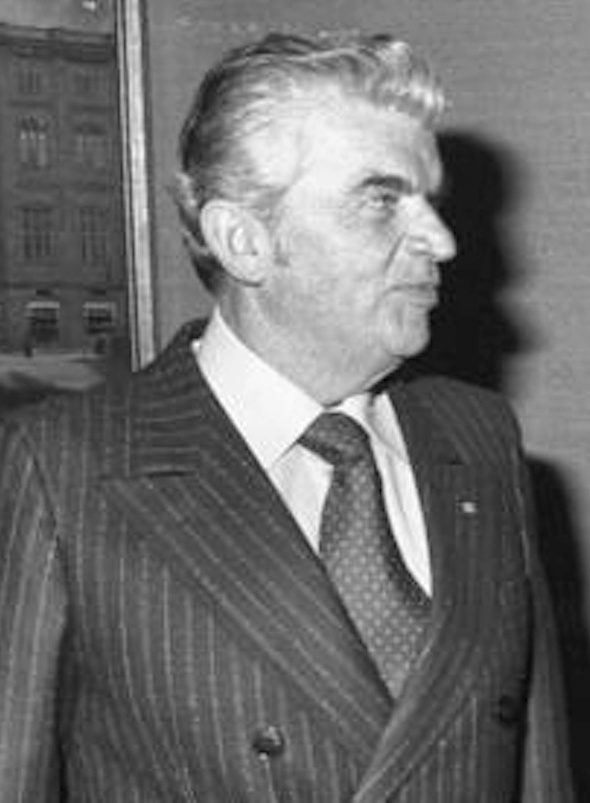
Albert Osswald (3. Oktober 1969 bis 3. Oktober 1976)
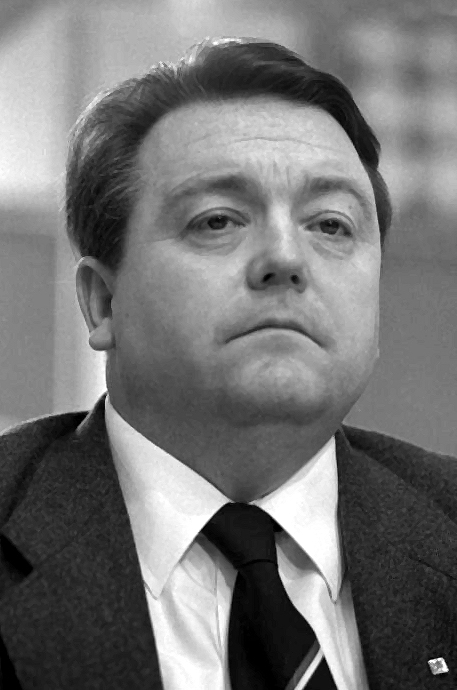
Holger Börner (12. Oktober 1976 bis 23. April 1987)
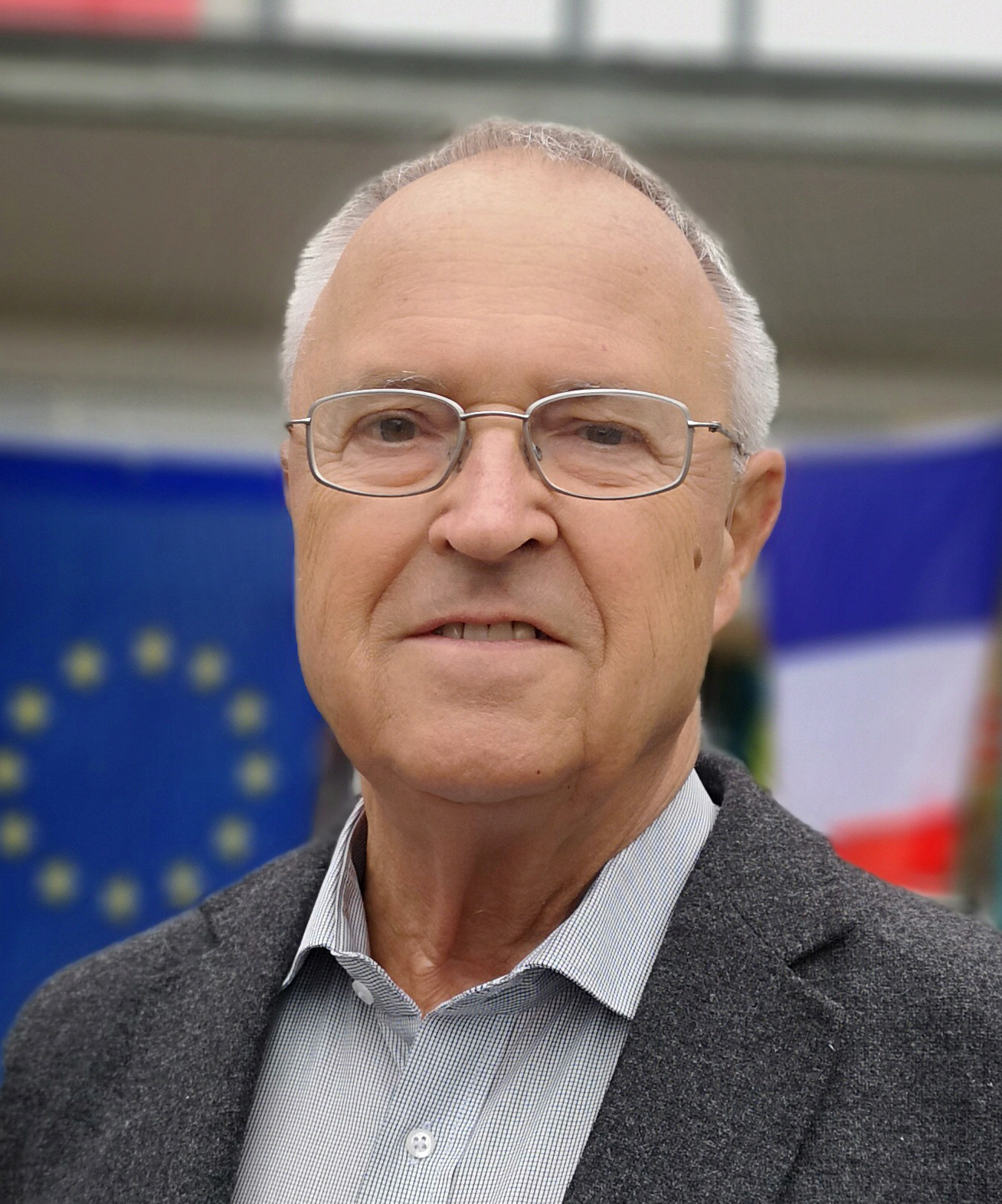
Hans Eichel (5. April 1991 bis 7. April 1999)

Johannes Stelling M.-Schwerin (19. Januar 1921 bis 17. März 1924)
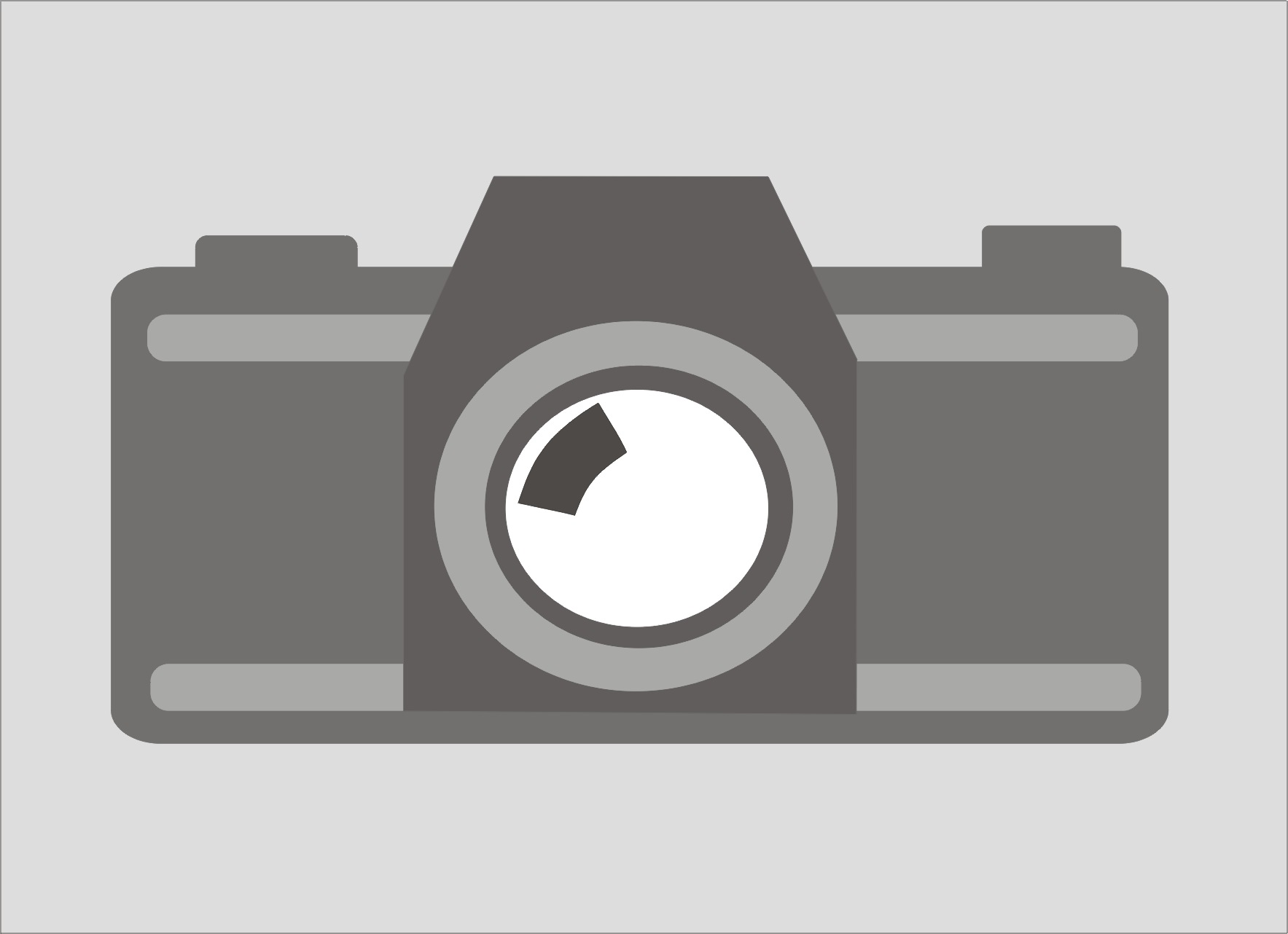
Paul Schröder M.-Schwerin (8. Juli 1926 bis 9. Juli 1929)
Hans Krüger M.-Strelitz (1919)
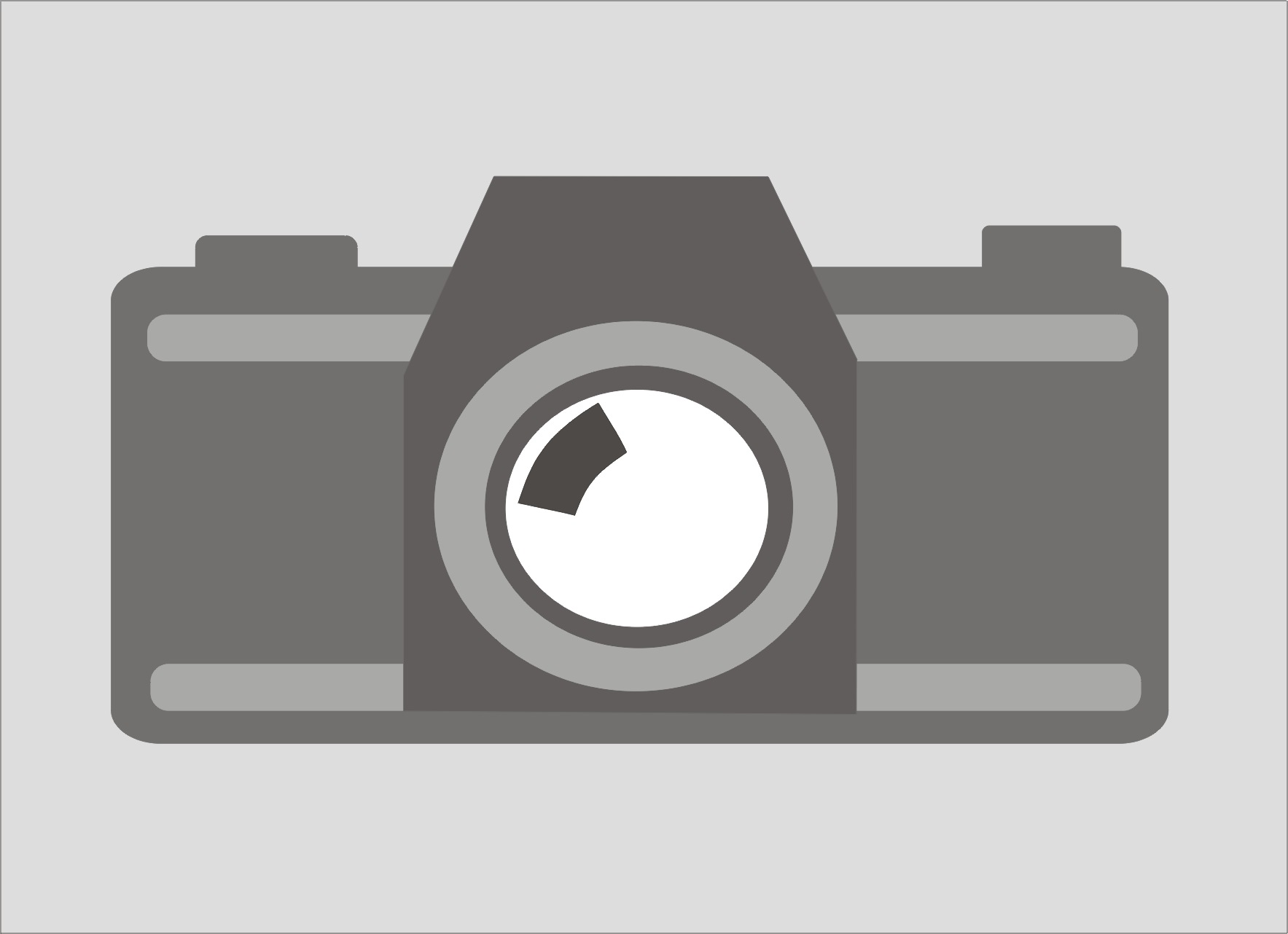
Kurt von Reibnitz M.-Strelitz (1919 bis 1923 und 1928 bis 1931)

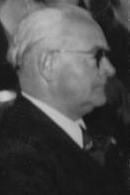
Wilhelm Höcker (9. Dezember 1946 bis 20. Juli 1951)
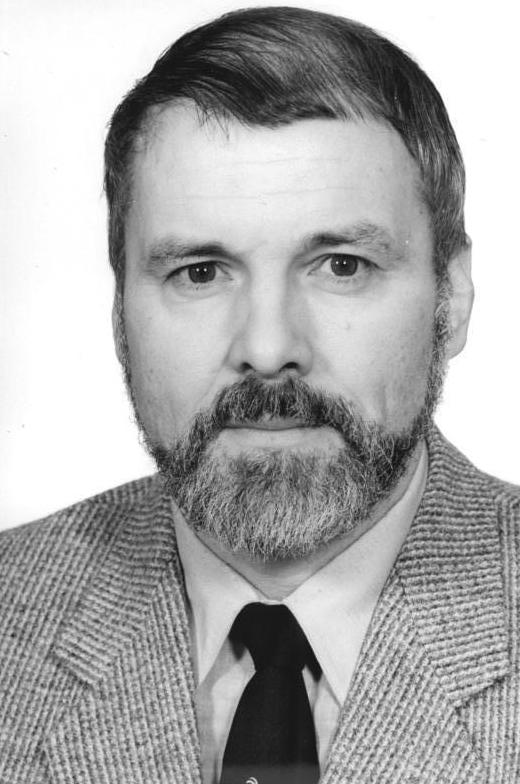
Harald Ringstorff (3. November 1998 bis 5. Oktober 2008)
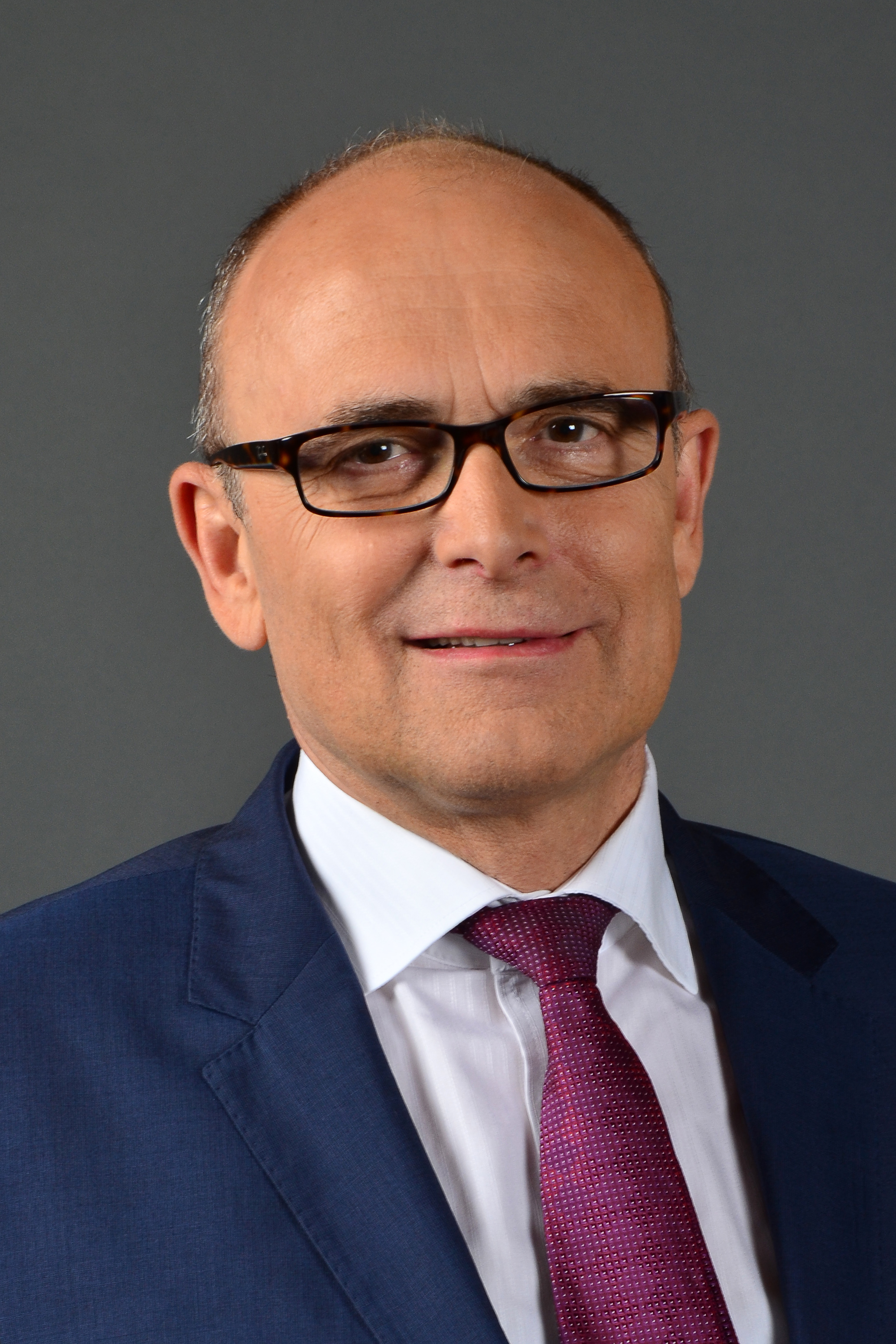
Erwin Sellering (5. Oktober 2008 bis 4. Juli 2017)
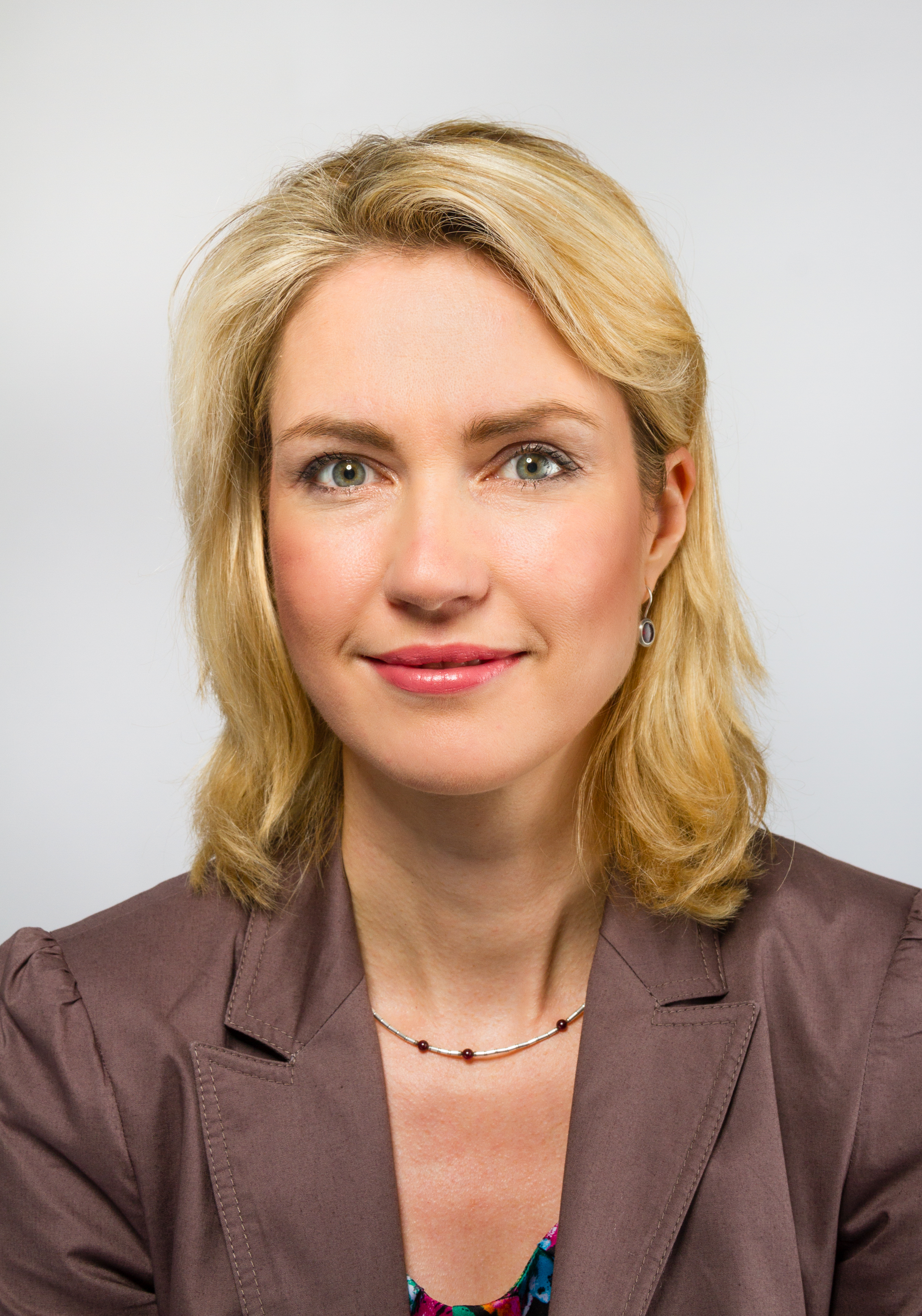
Manuela Schwesig (seit 4. Juli 2017)

Heinrich Jasper Braunschweig (30. April 1919 bis 22. Juni 1920 und 23. Mai 1922 bis 24. Dezember 1924 und 14. Dezember 1927 bis 1. Oktober 1930)
Otto Antrick Braunschweig (28. März 1922 bis 22. Mai 1922 (geschäftsführend))
Hubert Schlebusch Braunschweig (24. April 1945 bis Januar 1946)
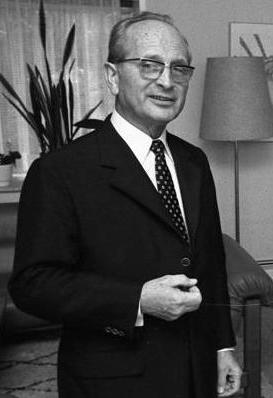
Alfred Kubel Braunschweig (Januar 1946 bis 23. November 1946)
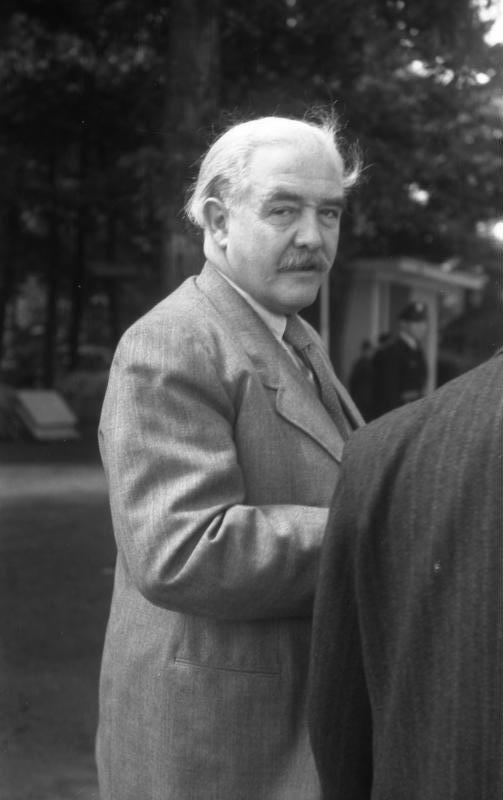
Hinrich Wilhelm Kopf Hannover (23. August 1946 bis 23. November 1946)
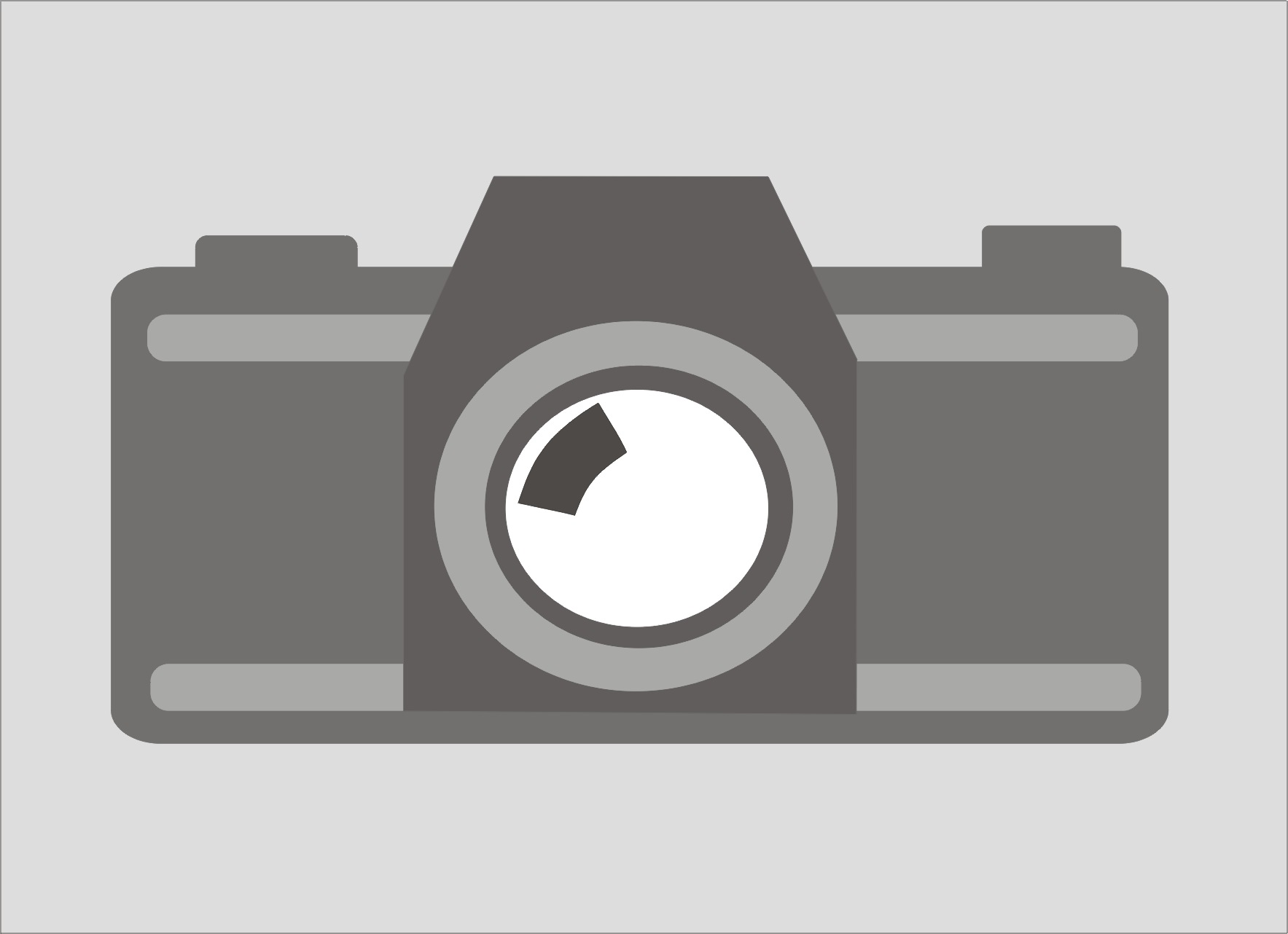
Heinrich Lorenz Schaumburg-Lippe (4. Dezember 1918 bis März 1919 und 19. September 1927 bis 7. März 1933)
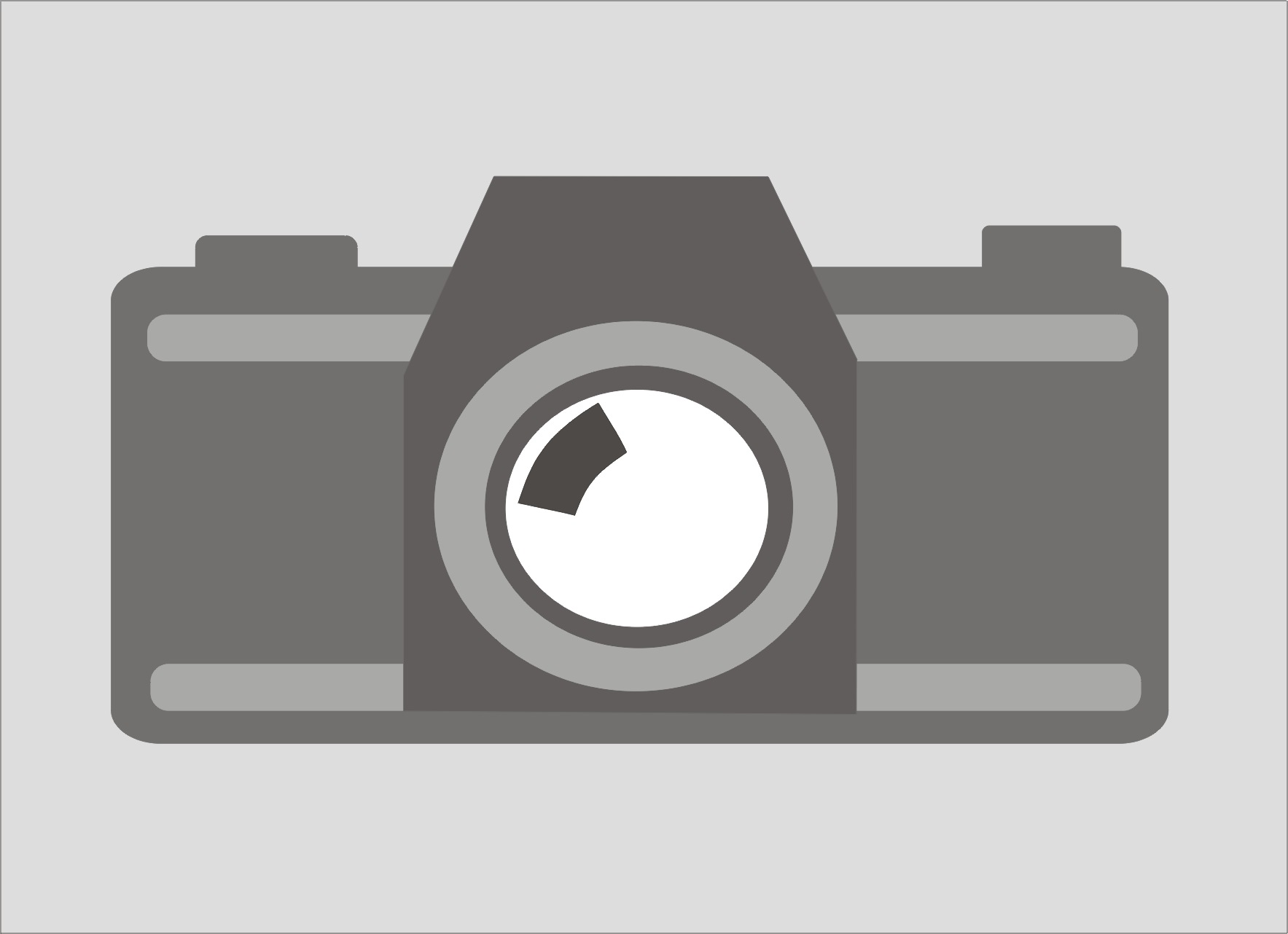
Erich Steinbrecher Schaumburg-Lippe (28. Mai 1925 bis 30. Juni 1927)
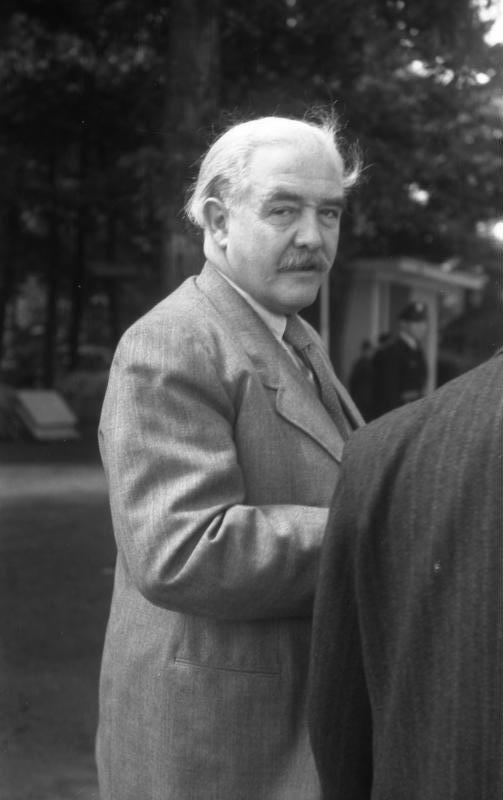
Hinrich Wilhelm Kopf (23. November 1946 bis 26. Mai 1955 und 12. Mai 1959 bis 21. Dezember 1961)
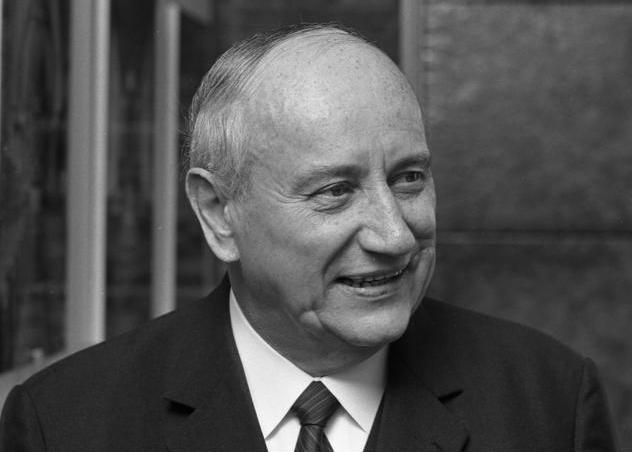
Georg Diederichs (29. Dezember 1961 bis 8. Juli 1970)
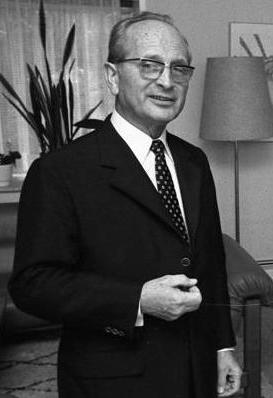
Alfred Kubel (8. Juli 1970 bis 6. Februar 1976)
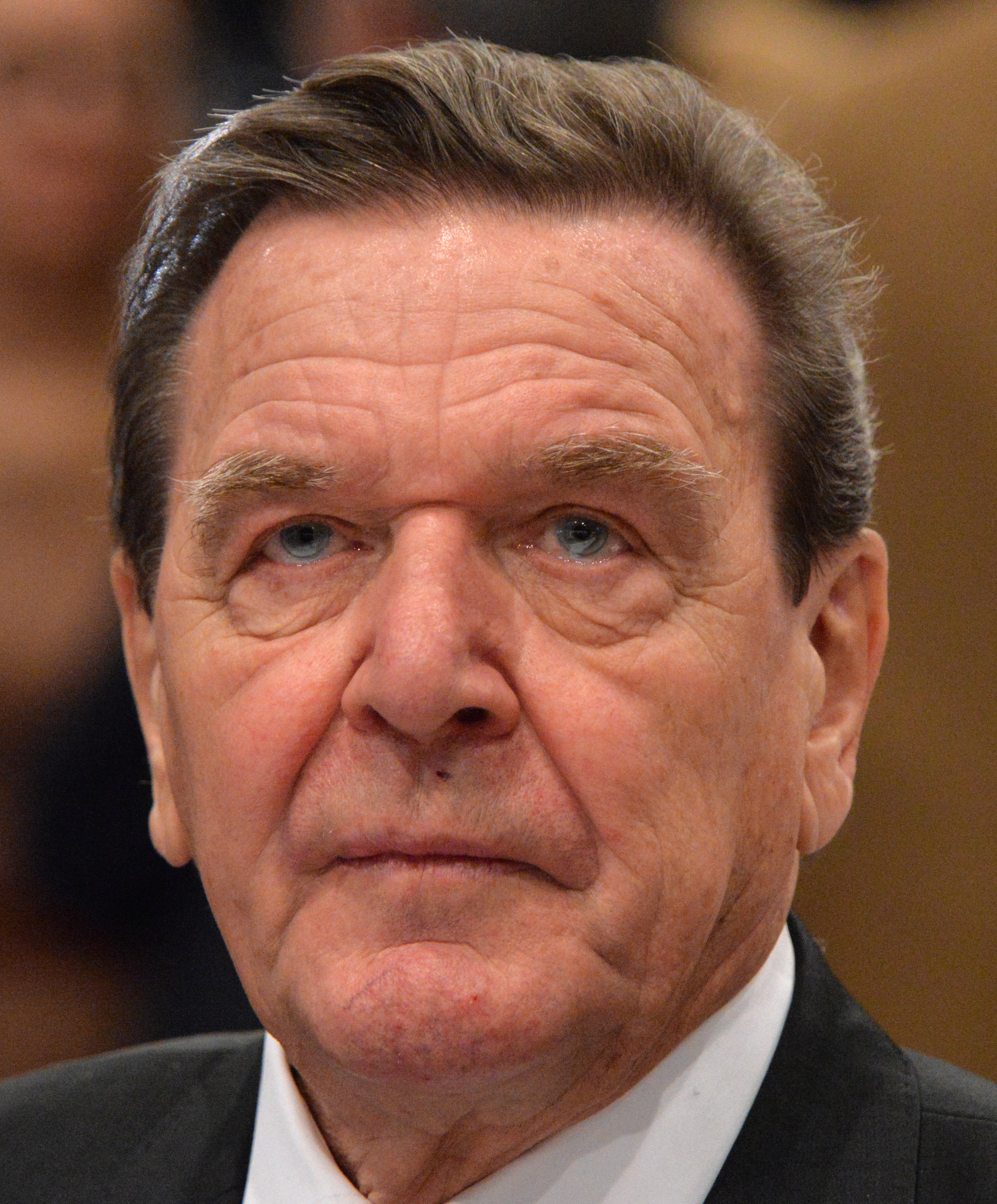
Gerhard Schröder (21. Juni 1990 bis 27. Oktober 1998)
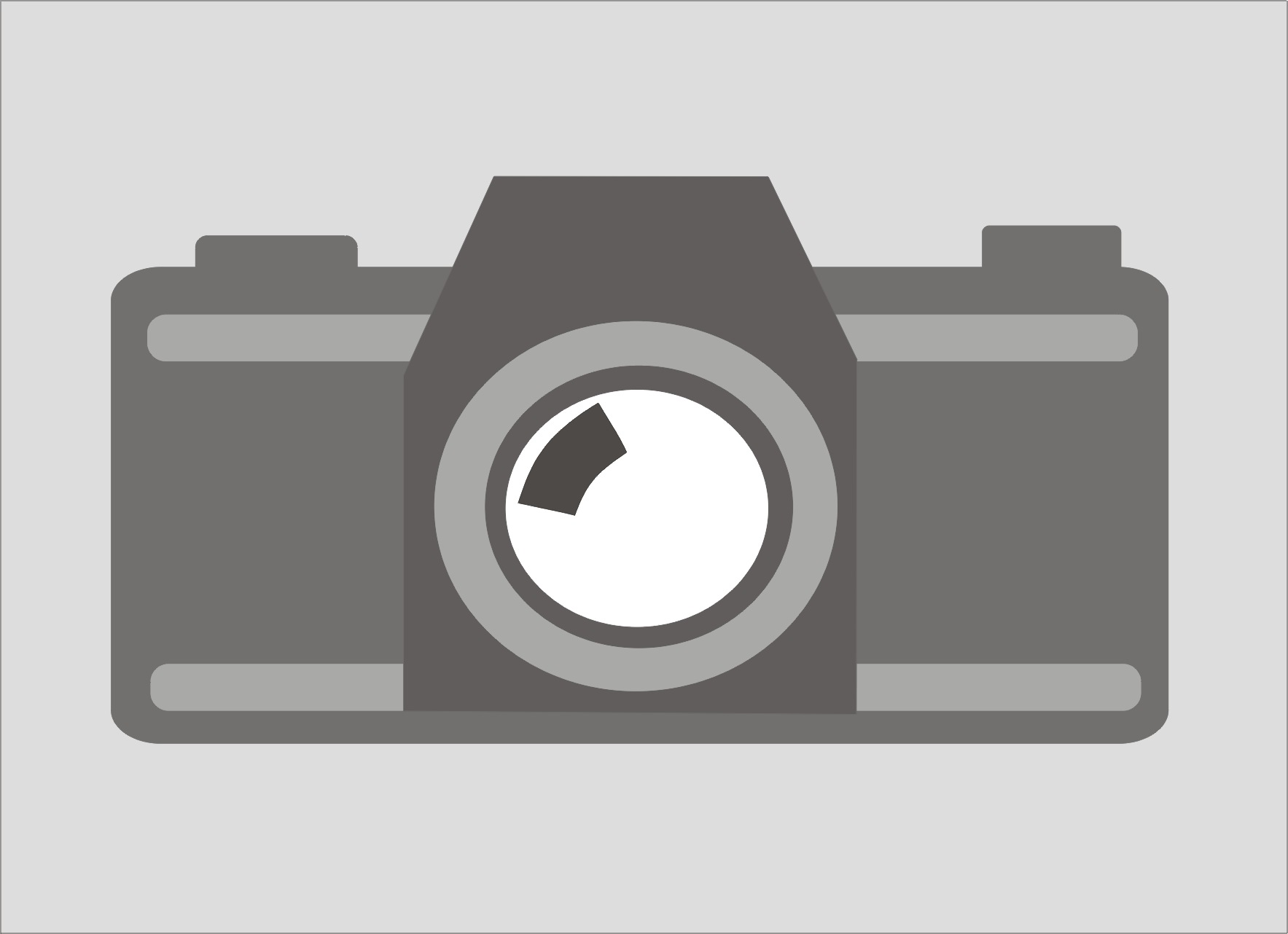
Gerhard Glogowski (28. Oktober 1998 bis 15. Dezember 1999)
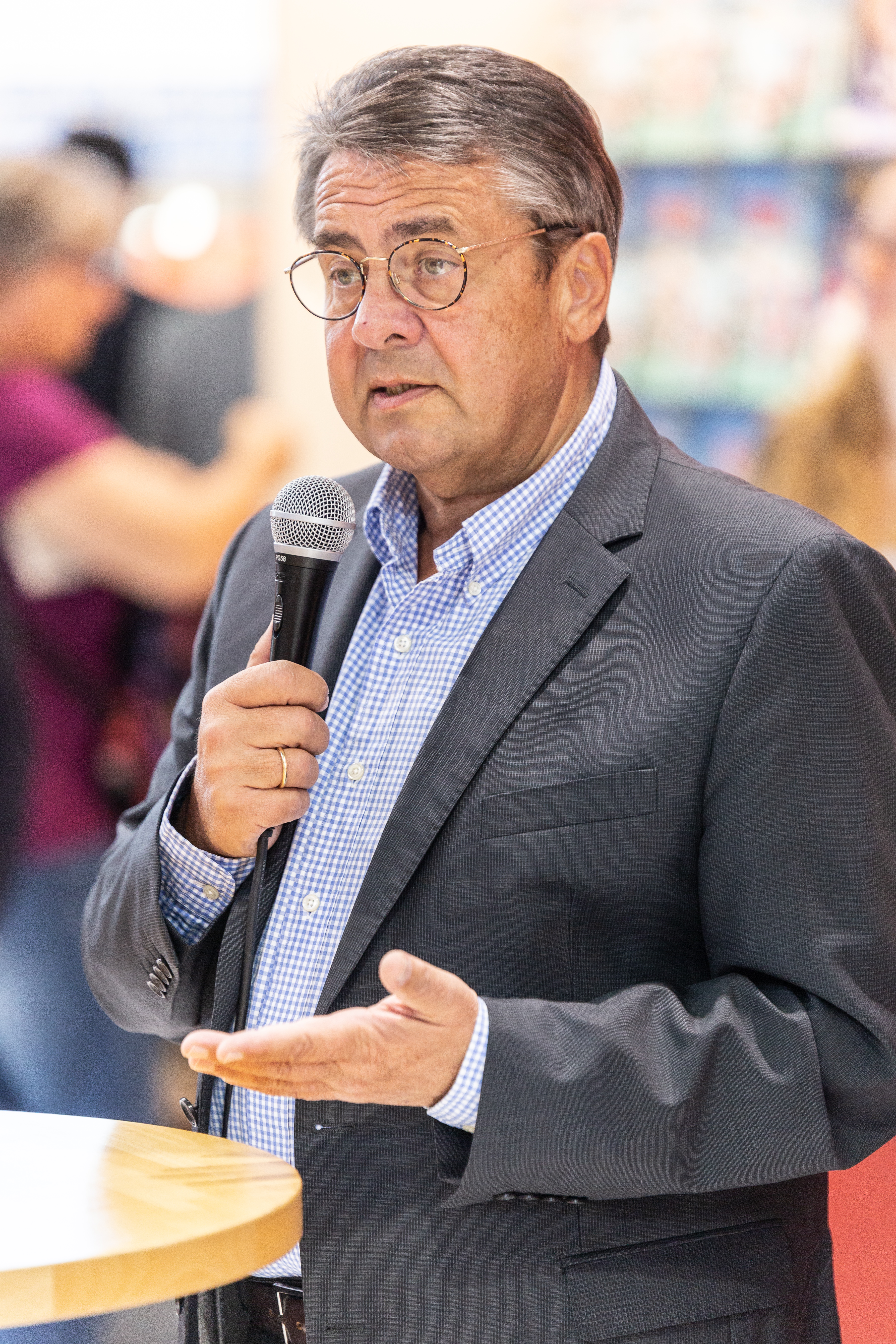
Sigmar Gabriel (15. Dezember 1999 bis 4. März 2003)
Stephan Weil (19. Februar 2013 bis 20. Mai 2025)
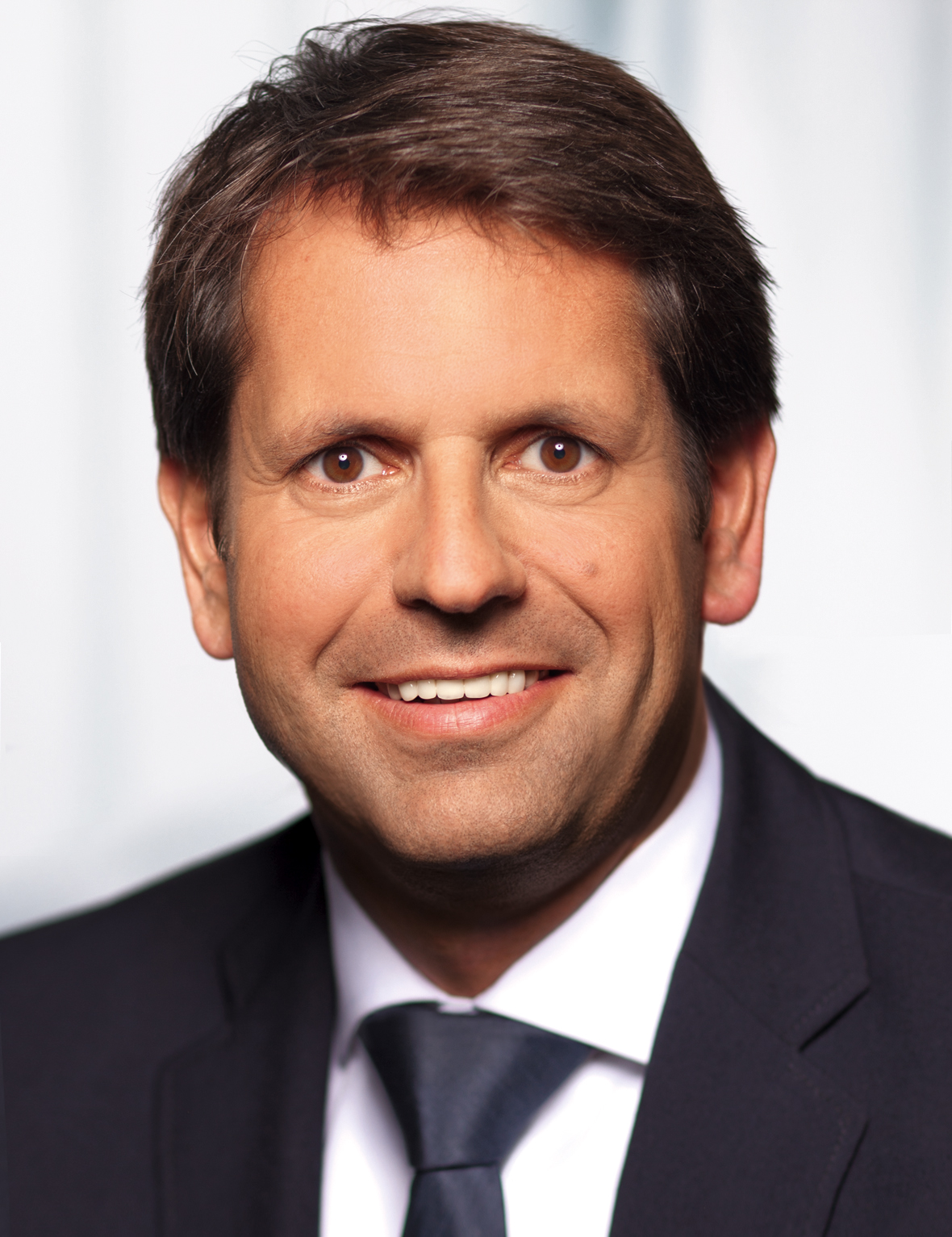
Olaf Lies (seit 20. Mai 2025)

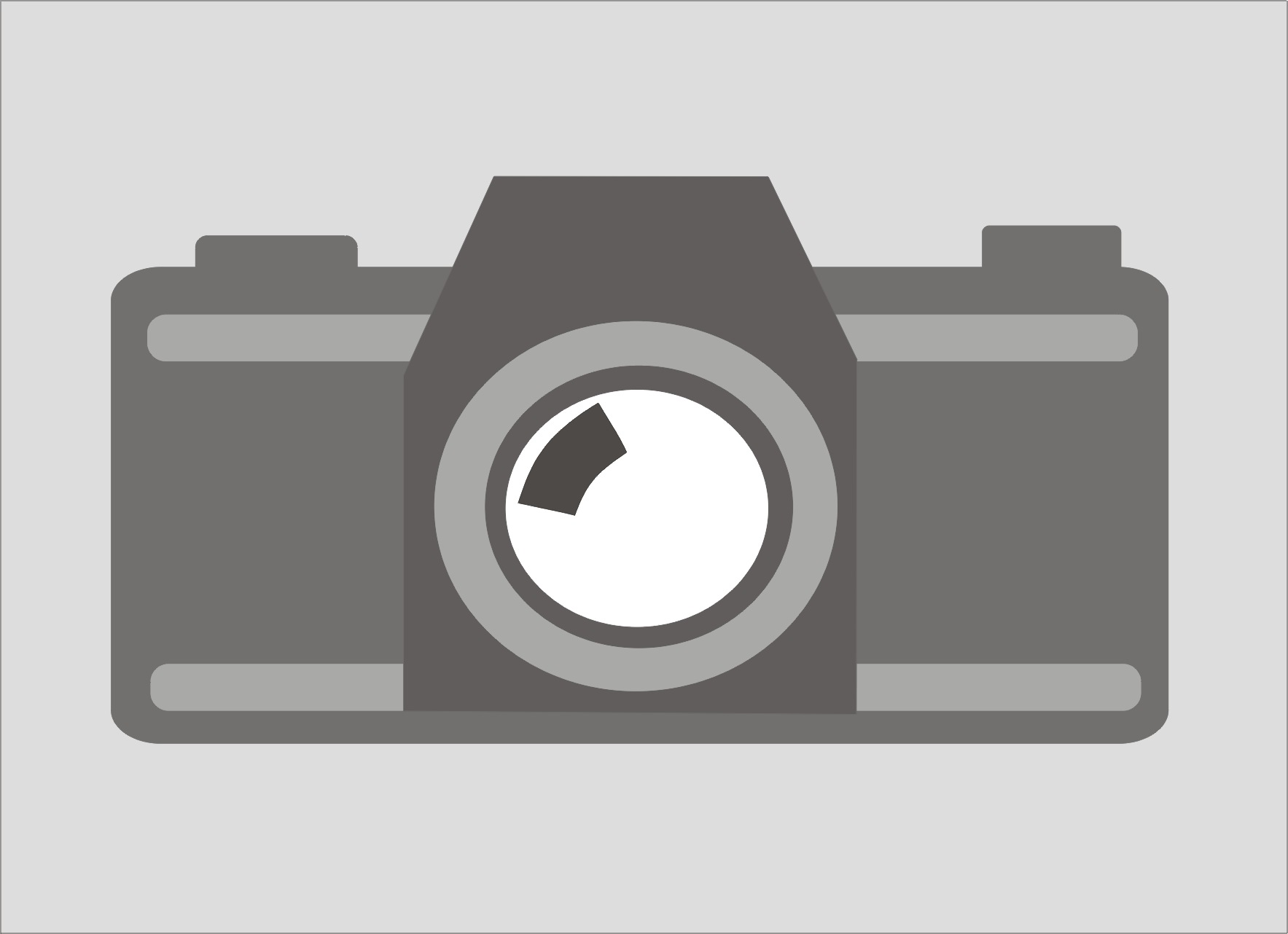
Clemens Becker Freistaat Lippe (November 1918 bis Dezember 1920)
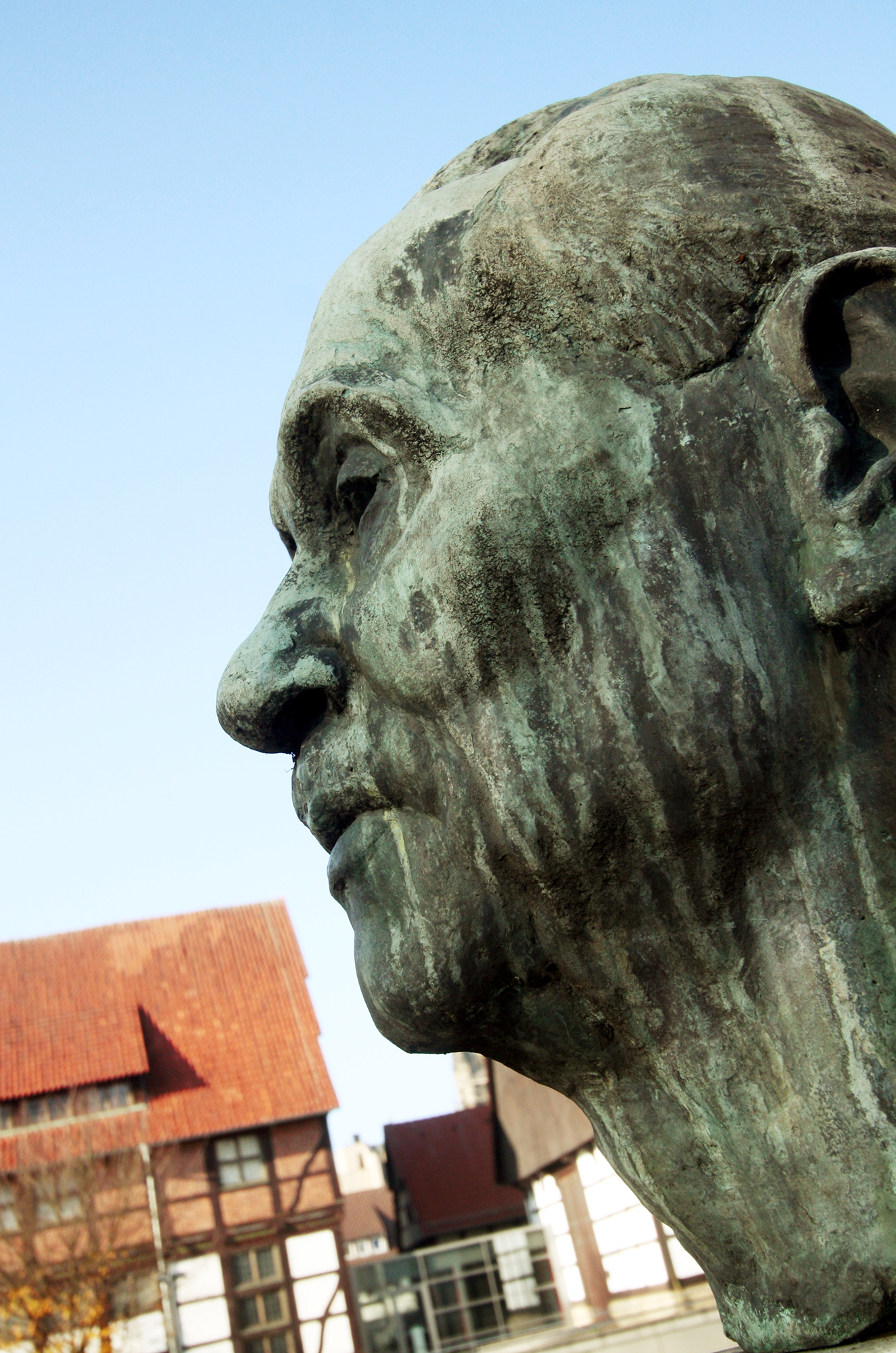
Heinrich Drake Freistaat Lippe (17. Dezember 1920 bis 7. Februar 1933 und Mai 1945 bis 21. Januar 1947)

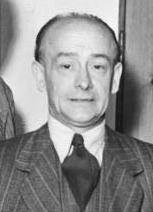
Fritz Steinhoff (20. Februar 1956 bis 20. Juli 1958)
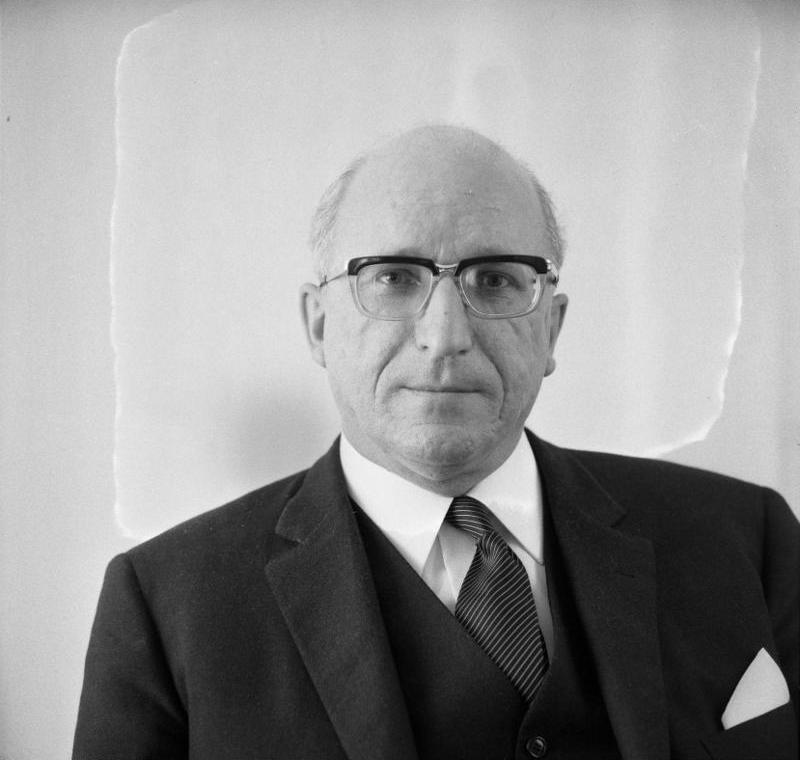
Heinz Kühn (8. Dezember 1966 bis 19. September 1978)
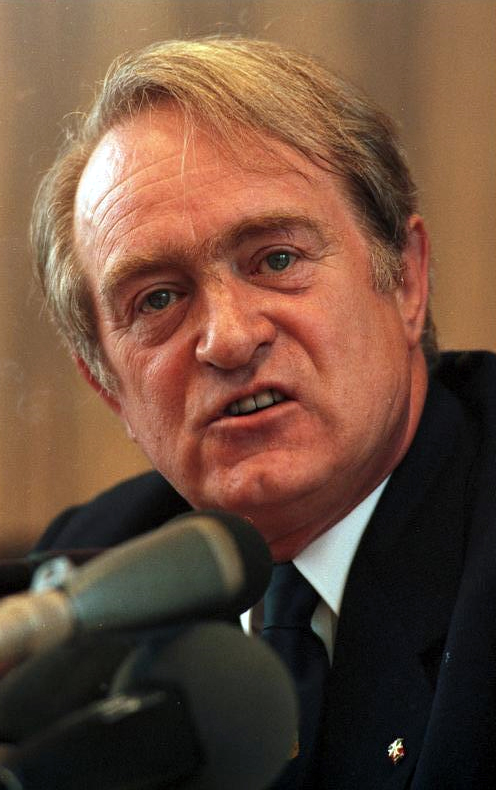
Johannes Rau (20. September 1978 bis 26. Mai 1998)
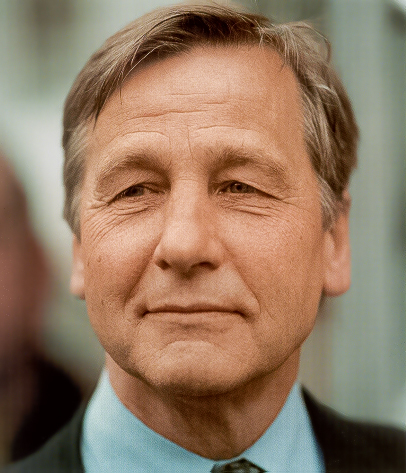
Wolfgang Clement (27. Mai 1998 bis 20. Oktober 2002)
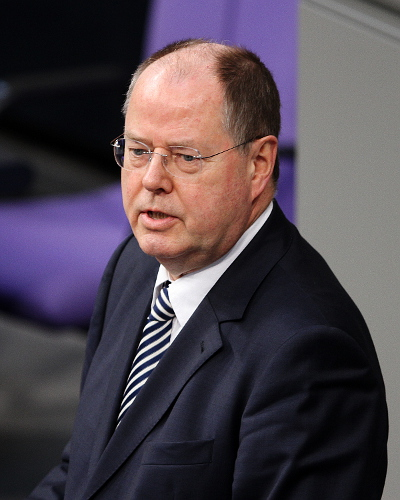
Peer Steinbrück (6. November 2002 bis 21. Juni 2005)
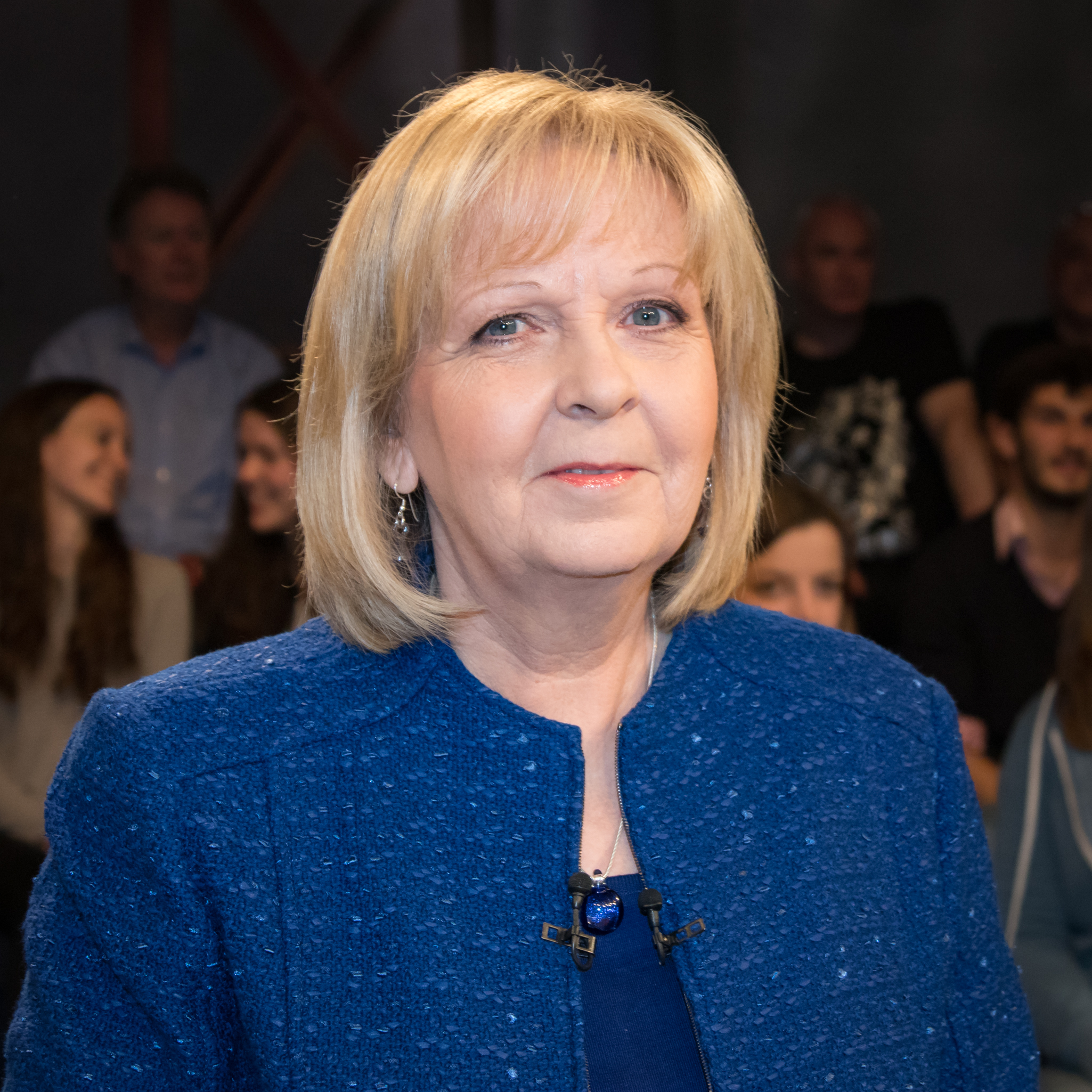
Hannelore Kraft (14. Juli 2010 bis 27. Juni 2017)

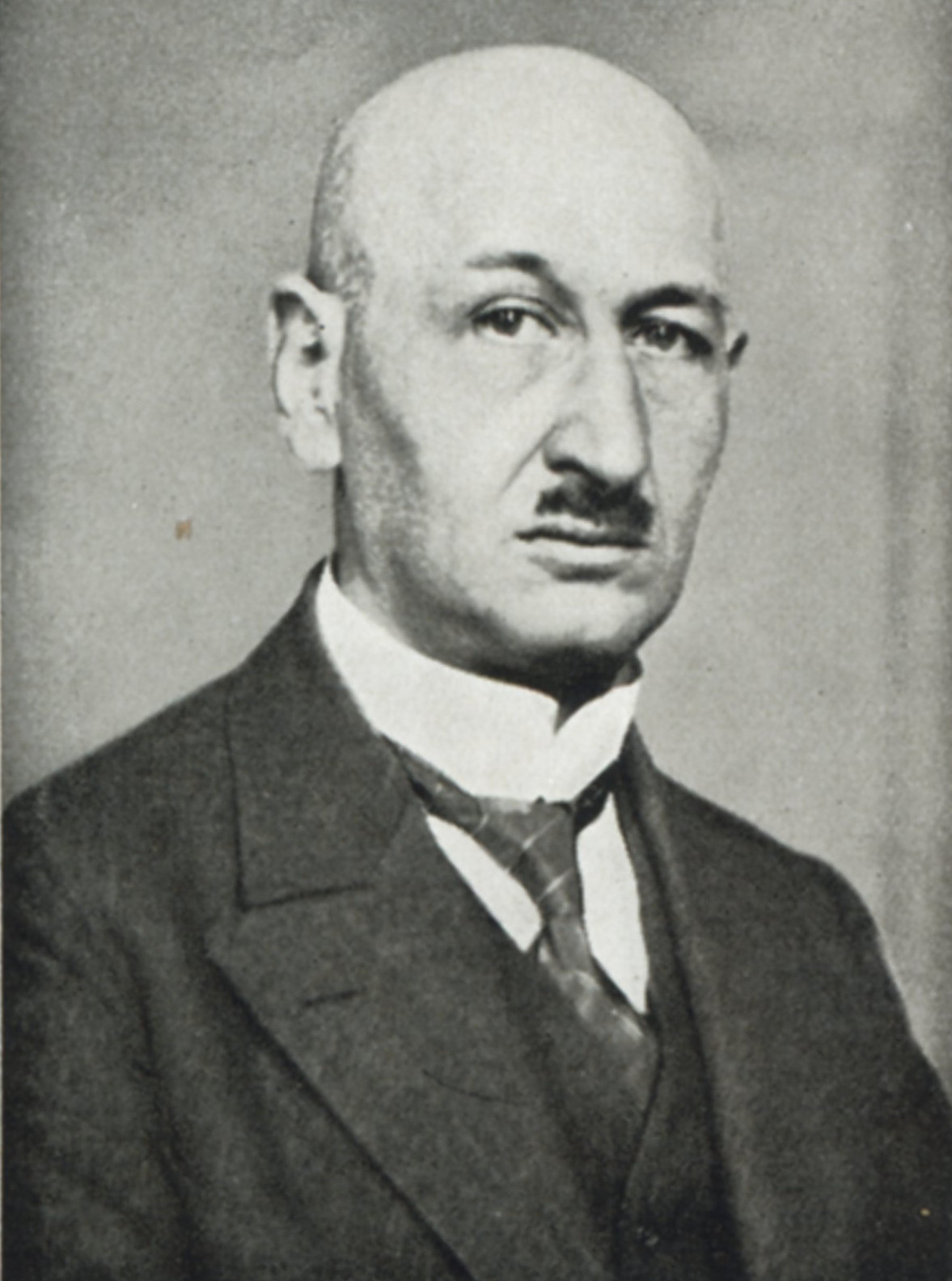
Paul Hirsch (12. November 1918 bis 25. März 1920)
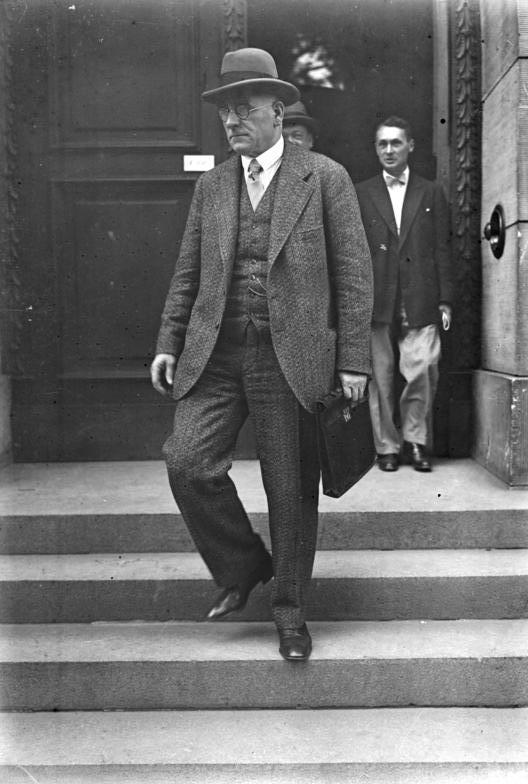
Otto Braun (27. März 1920 bis 10. März 1921, 7. November 1921 bis 23. Januar 1925, 6. April 1925 bis 20. Juli 1932)

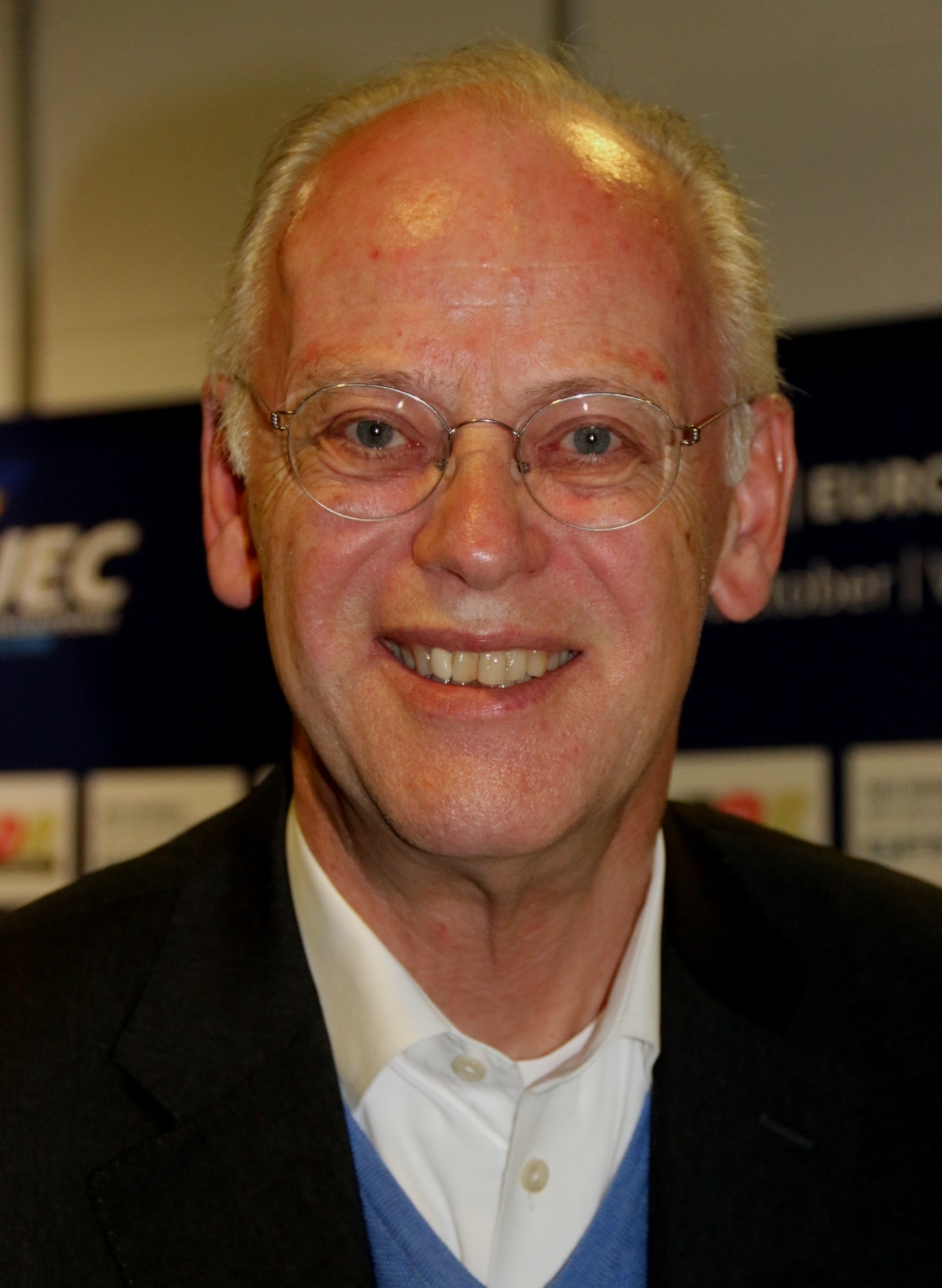
Rudolf Scharping (21. Mai 1991 bis 26. Oktober 1994)
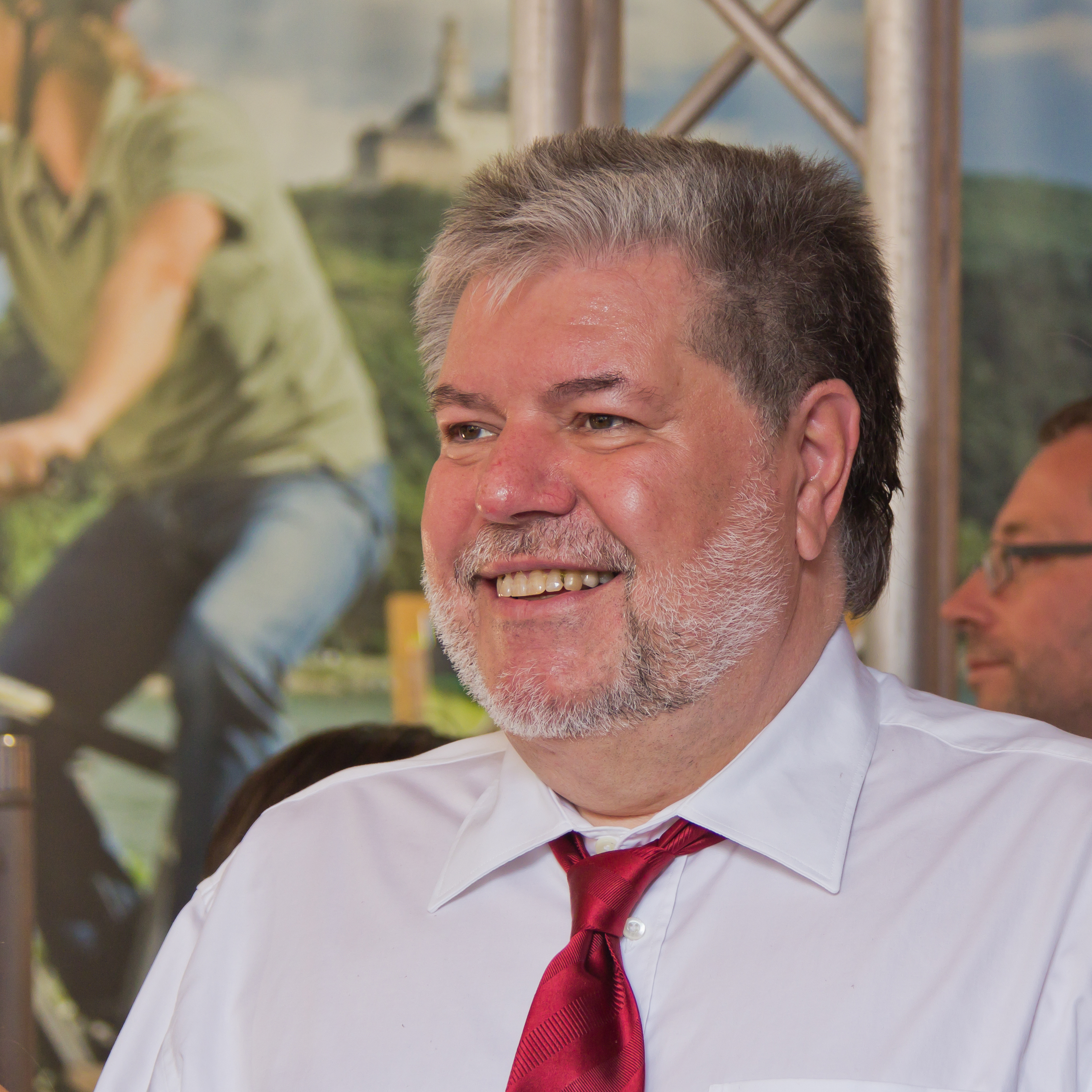
Kurt Beck (26. Oktober 1994 bis 16. Januar 2013)
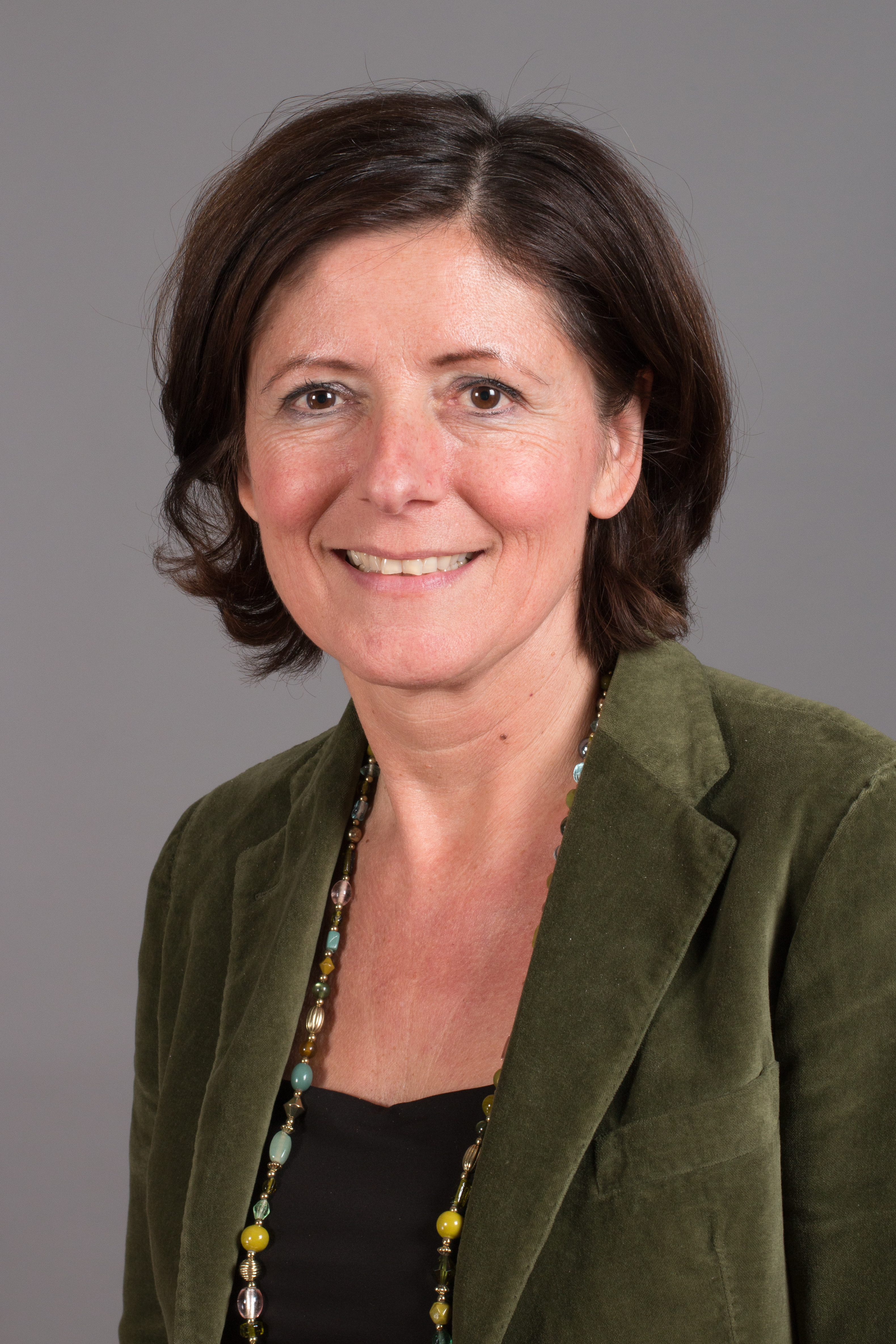
Malu Dreyer (16. Januar 2013 bis 10. Juli 2024)
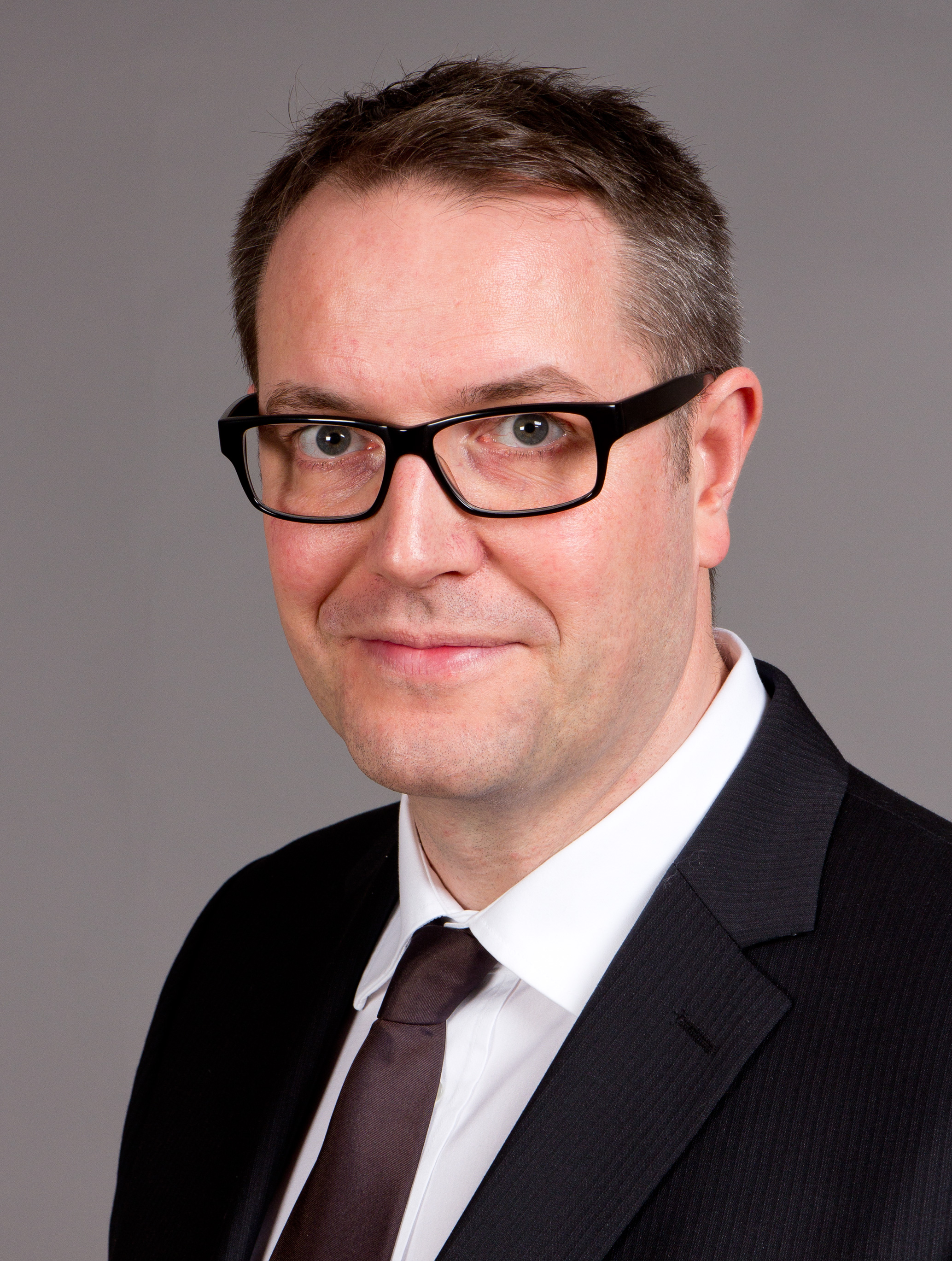
Alexander Schweitzer (seit 10. Juli 2024)

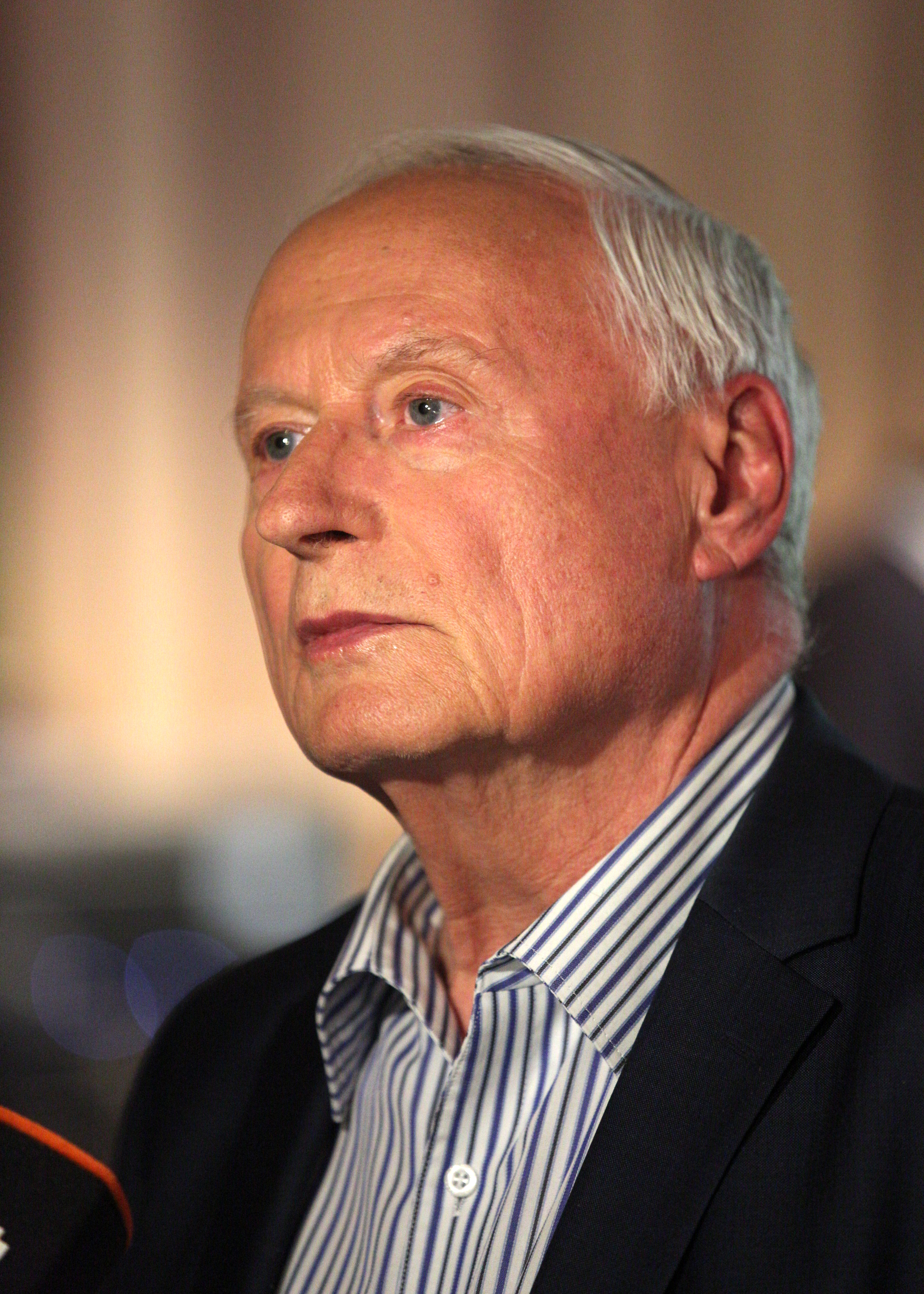
Oskar Lafontaine (9. April 1985 bis 27. Oktober 1998)
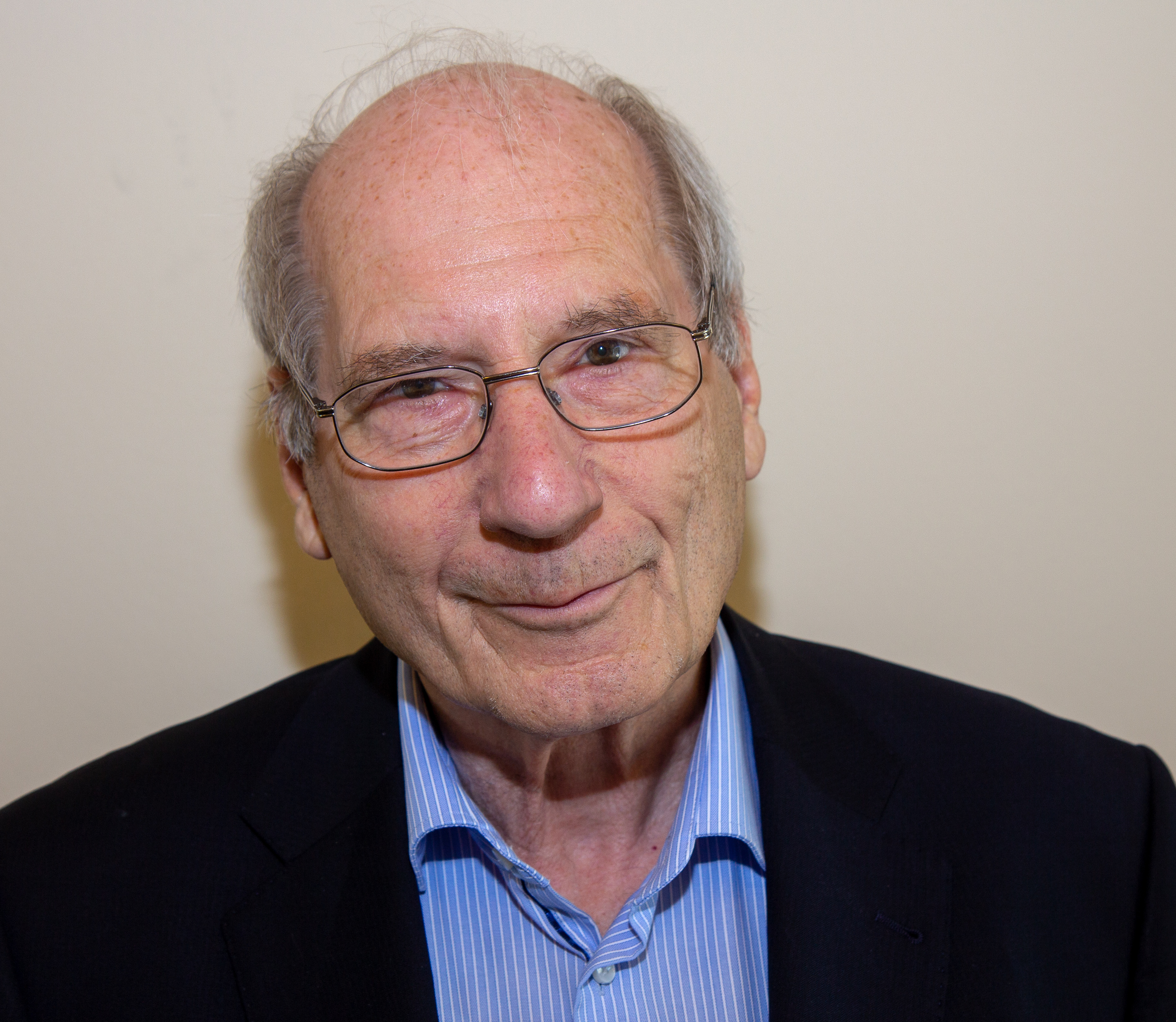
Reinhard Klimmt (10. November 1998 bis 28. September 1999)
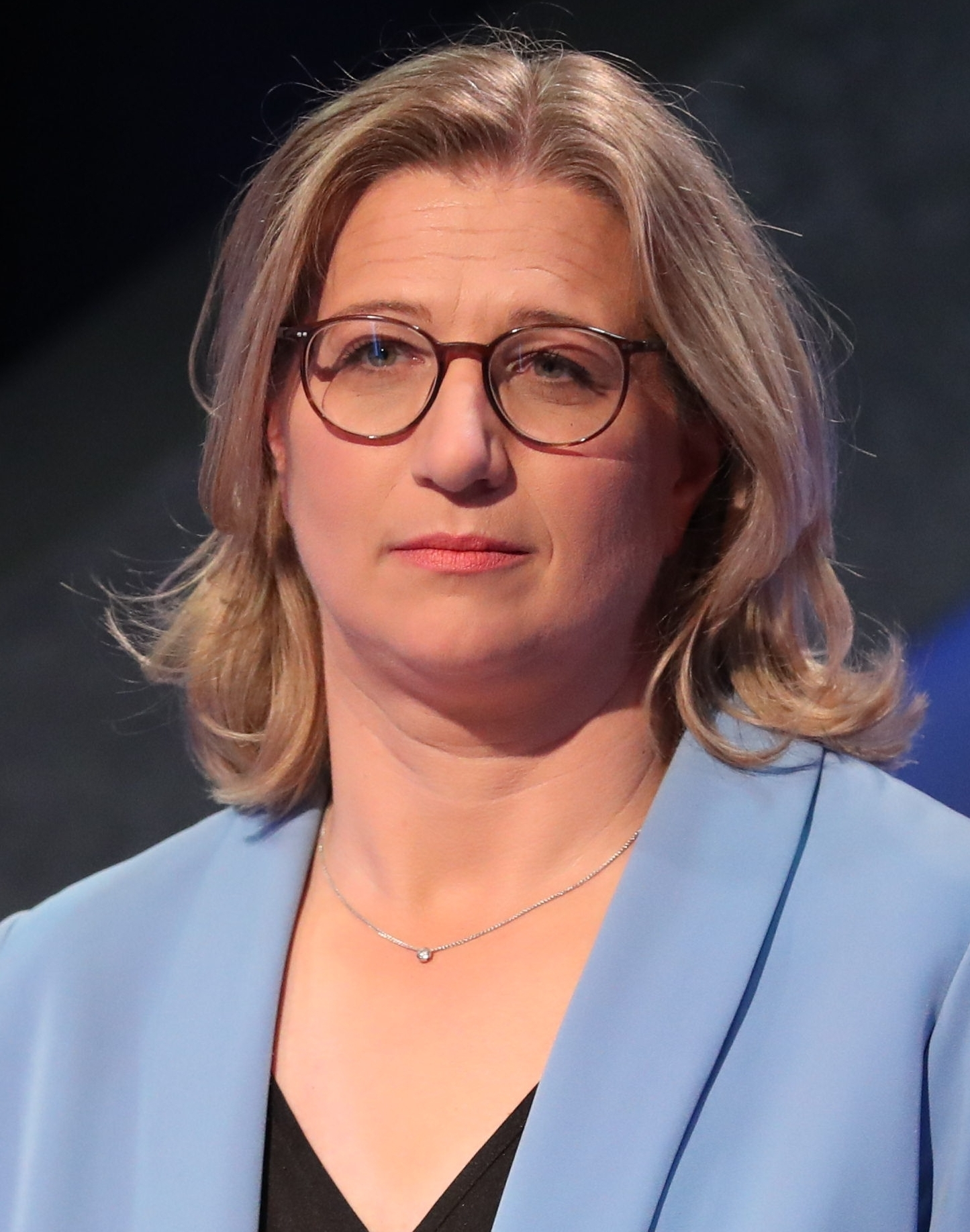
Anke Rehlinger (seit 25. April 2022)

Georg Gradnauer (21. Januar 1919 bis 4. Mai 1920)
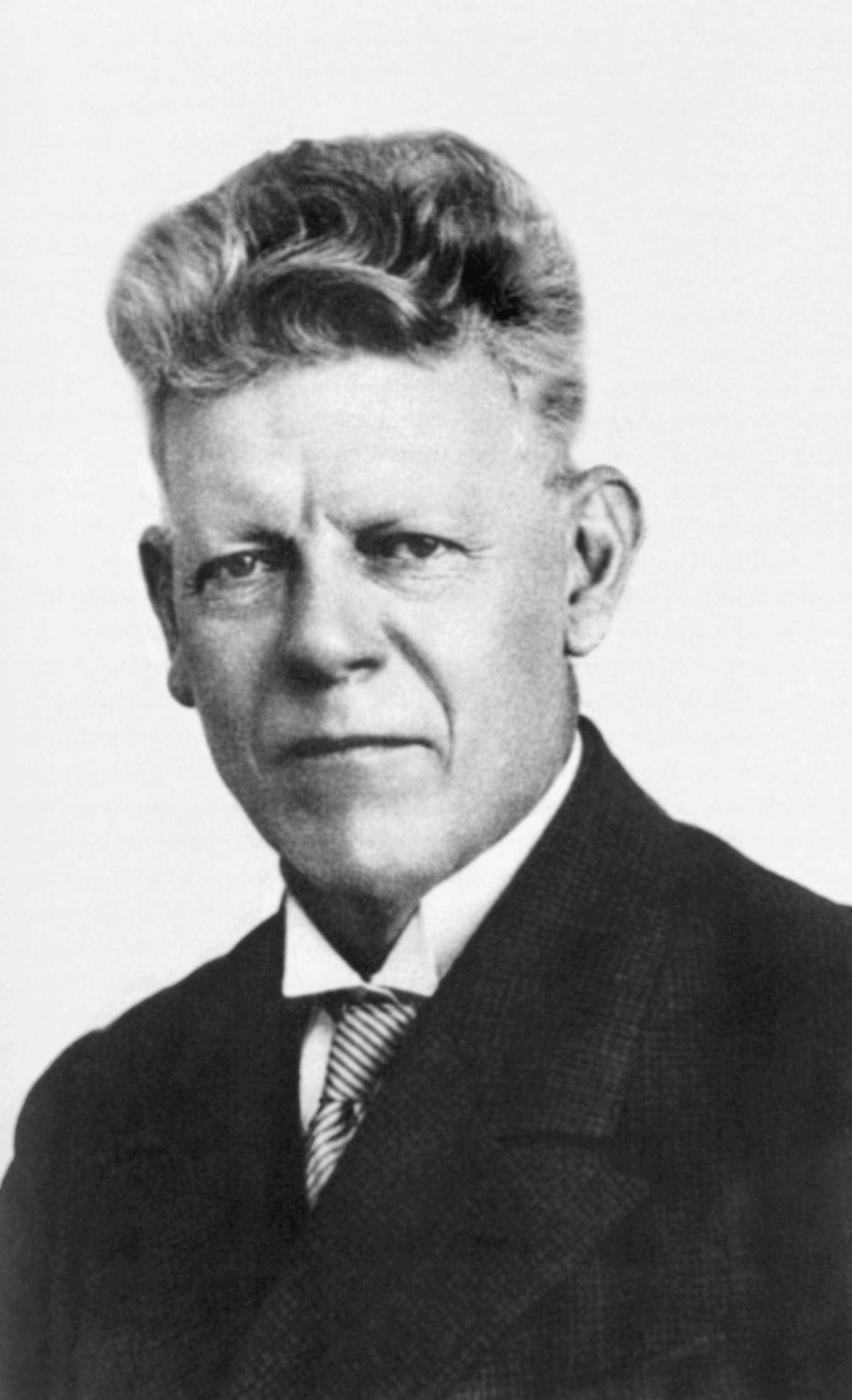
Wilhelm Buck (4. Mai 1920 bis 21. März 1923)
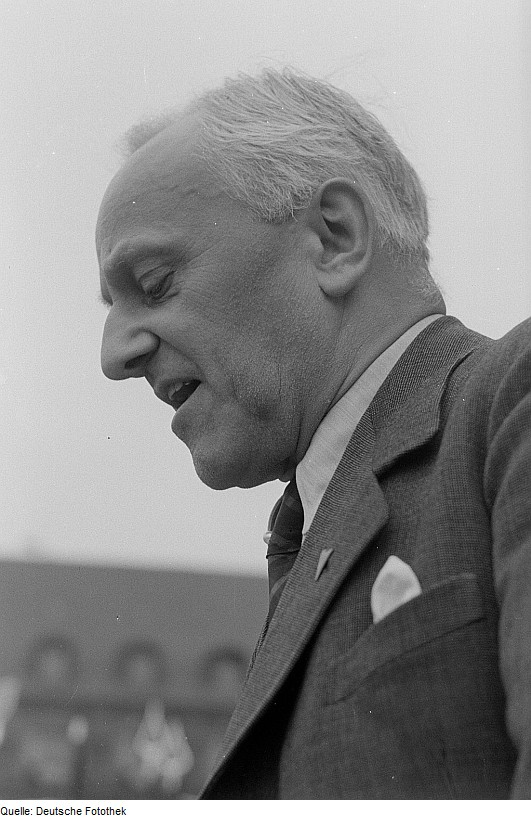
Erich Zeigner (21. März 1923 bis 29. Oktober 1923)
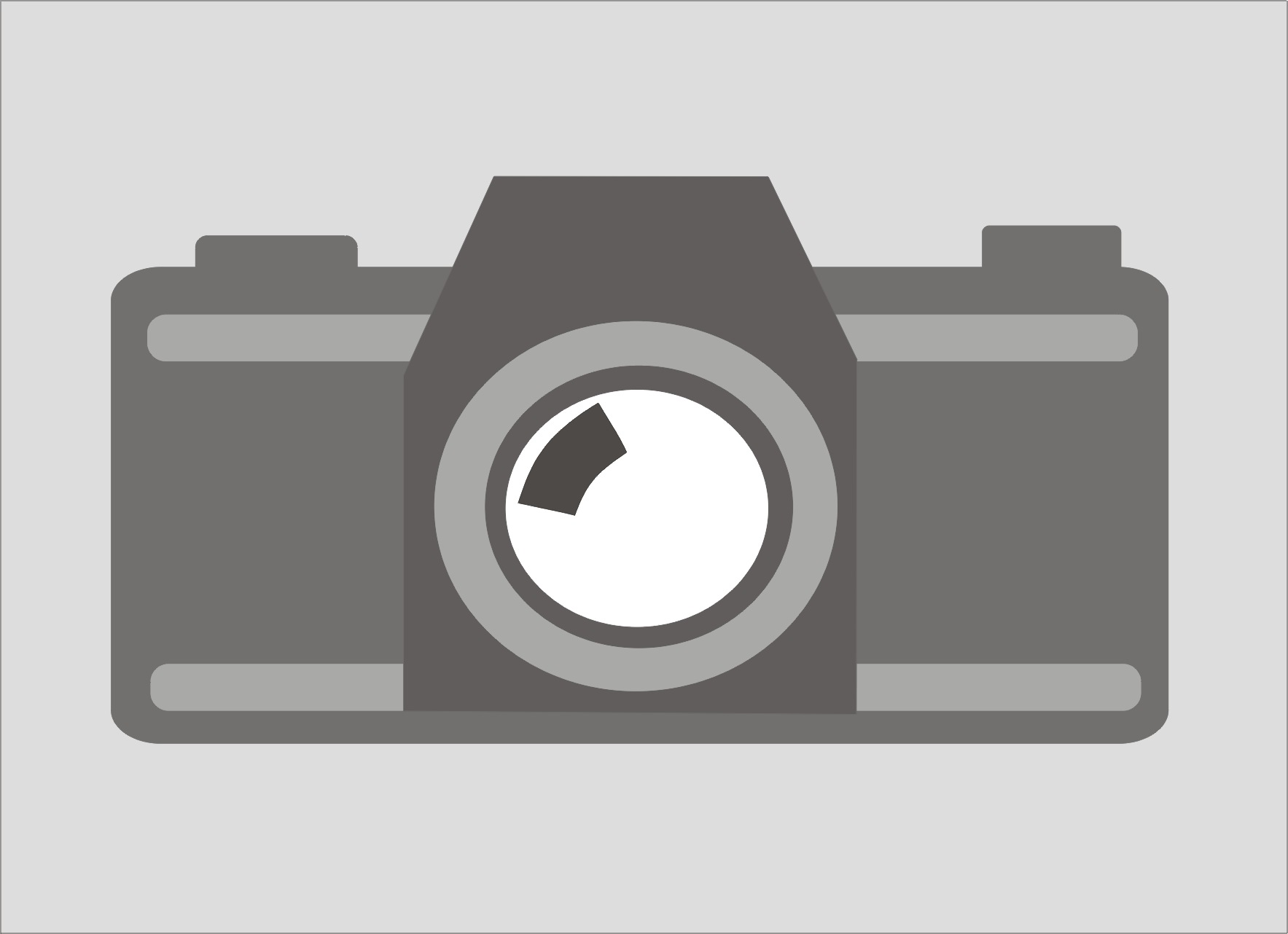
Alfred Fellisch (31. Oktober 1923 bis 4. Januar 1924)
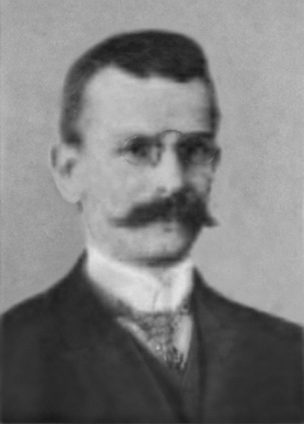
Max Heldt (4. Januar 1924 bis 26. Juni 1929)
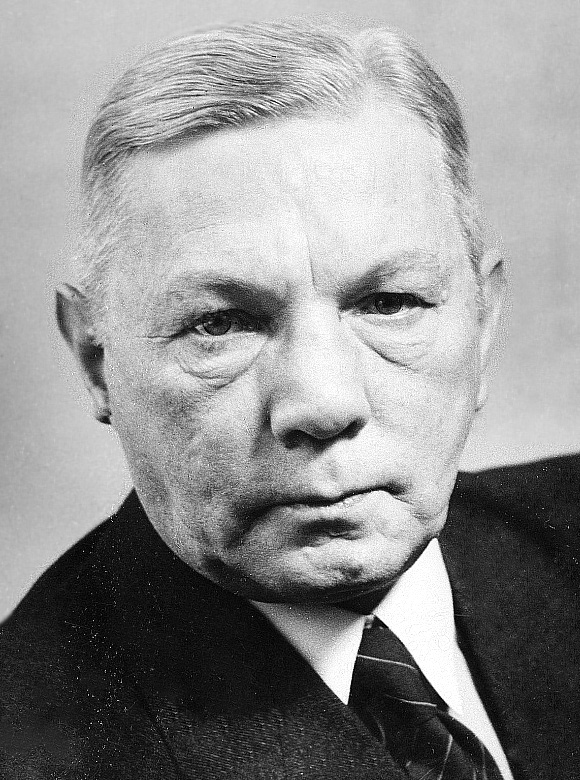
Rudolf Friedrichs (4. Juli 1945 bis 13. Juni 1947)

Wolfgang Heine Freistaat Anhalt (14. November 1918 bis 23. Juli 1919)
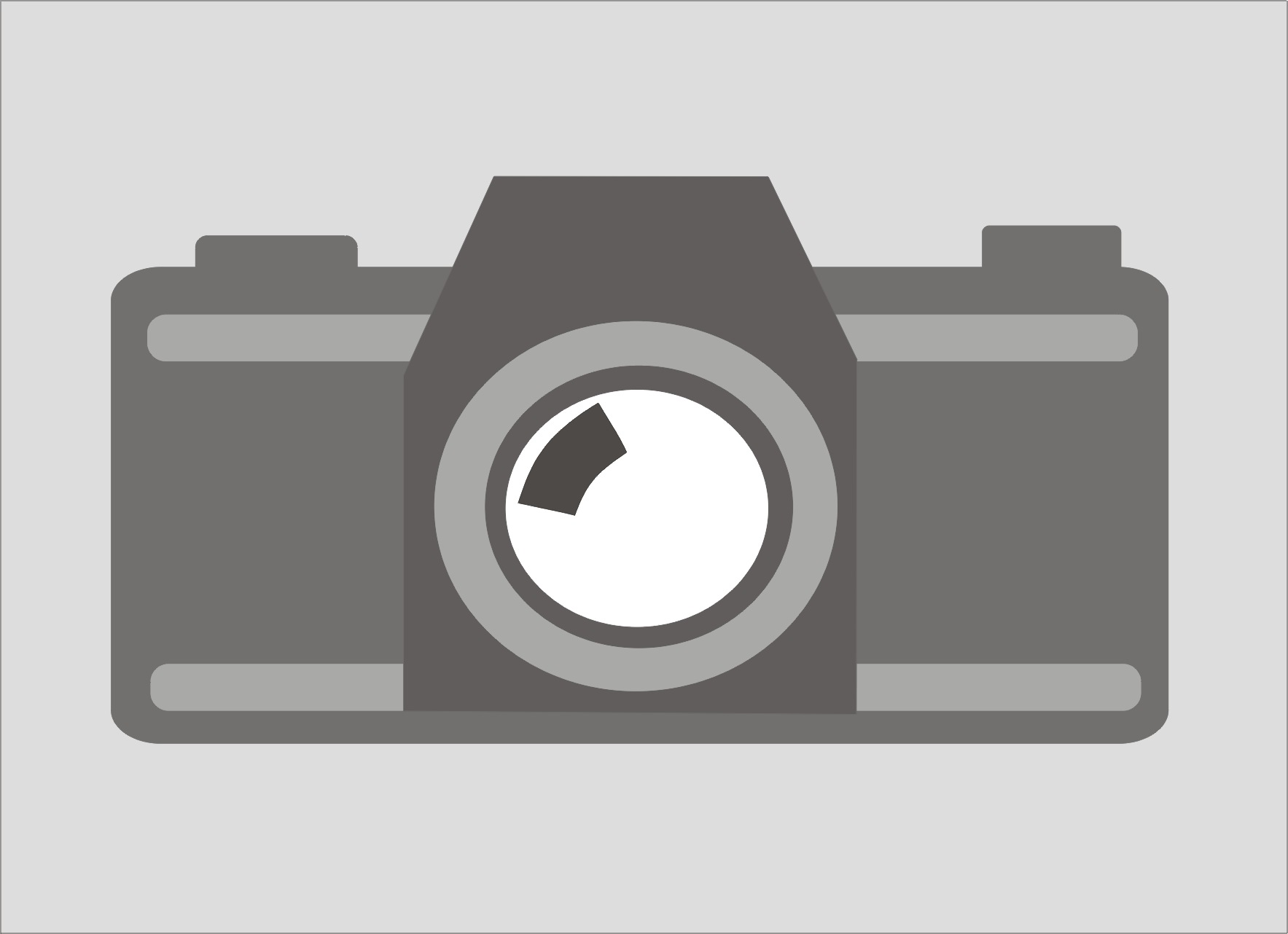
Heinrich Deist Freistaat Anhalt (23. Juli 1919 bis 9. Juli 1924 und 25. November 1924 bis 2. Mai 1932)
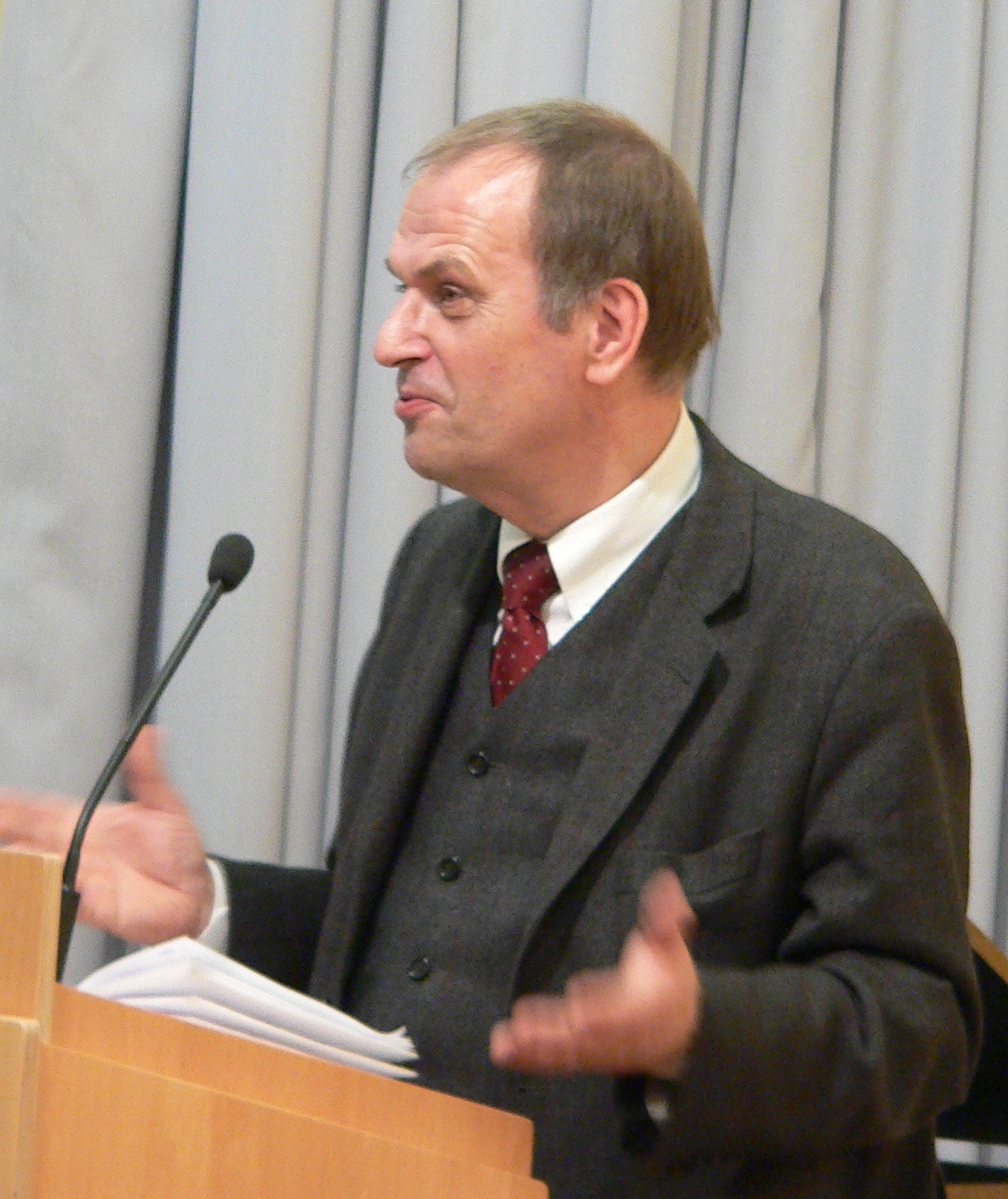
Reinhard Höppner (21. Juli 1994 bis 16. Mai 2002)

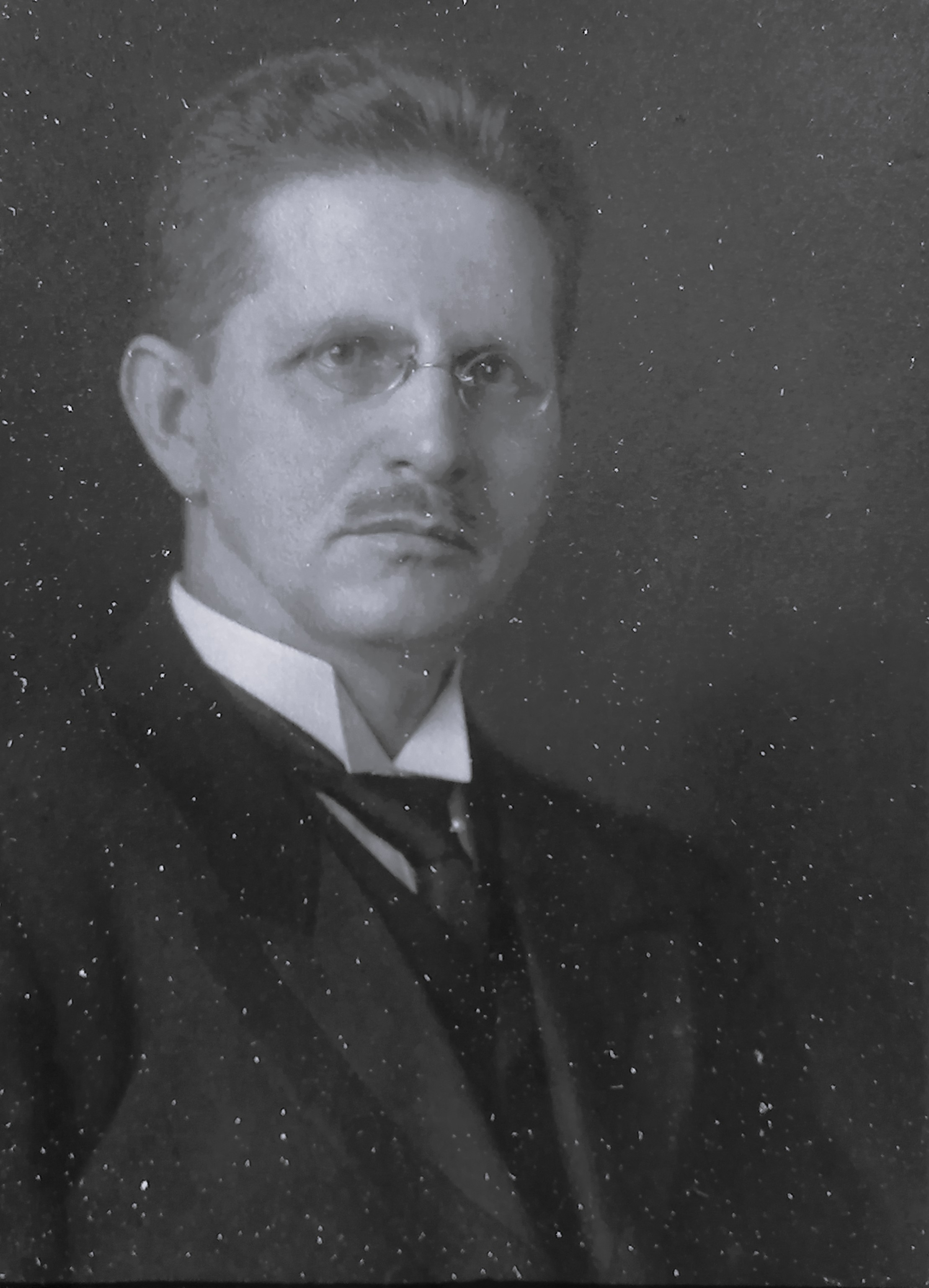
Paul Löwigt Lübeck (1926 bis 1933)
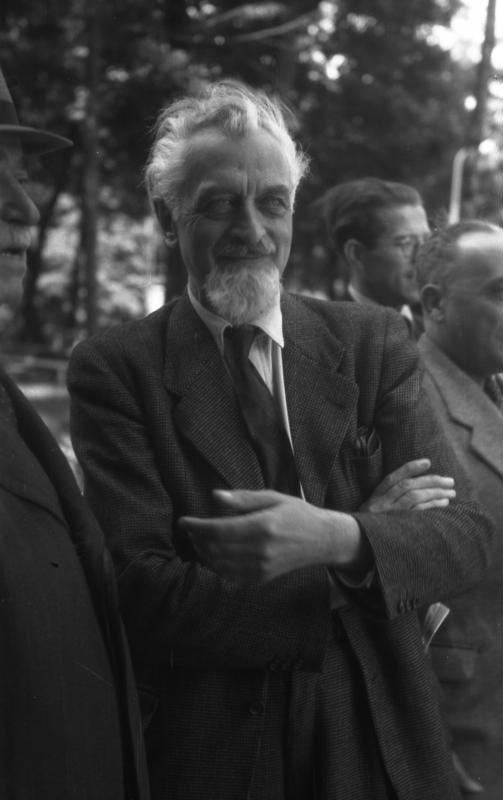
Hermann Lüdemann (29. April 1947 bis 29. August 1949)
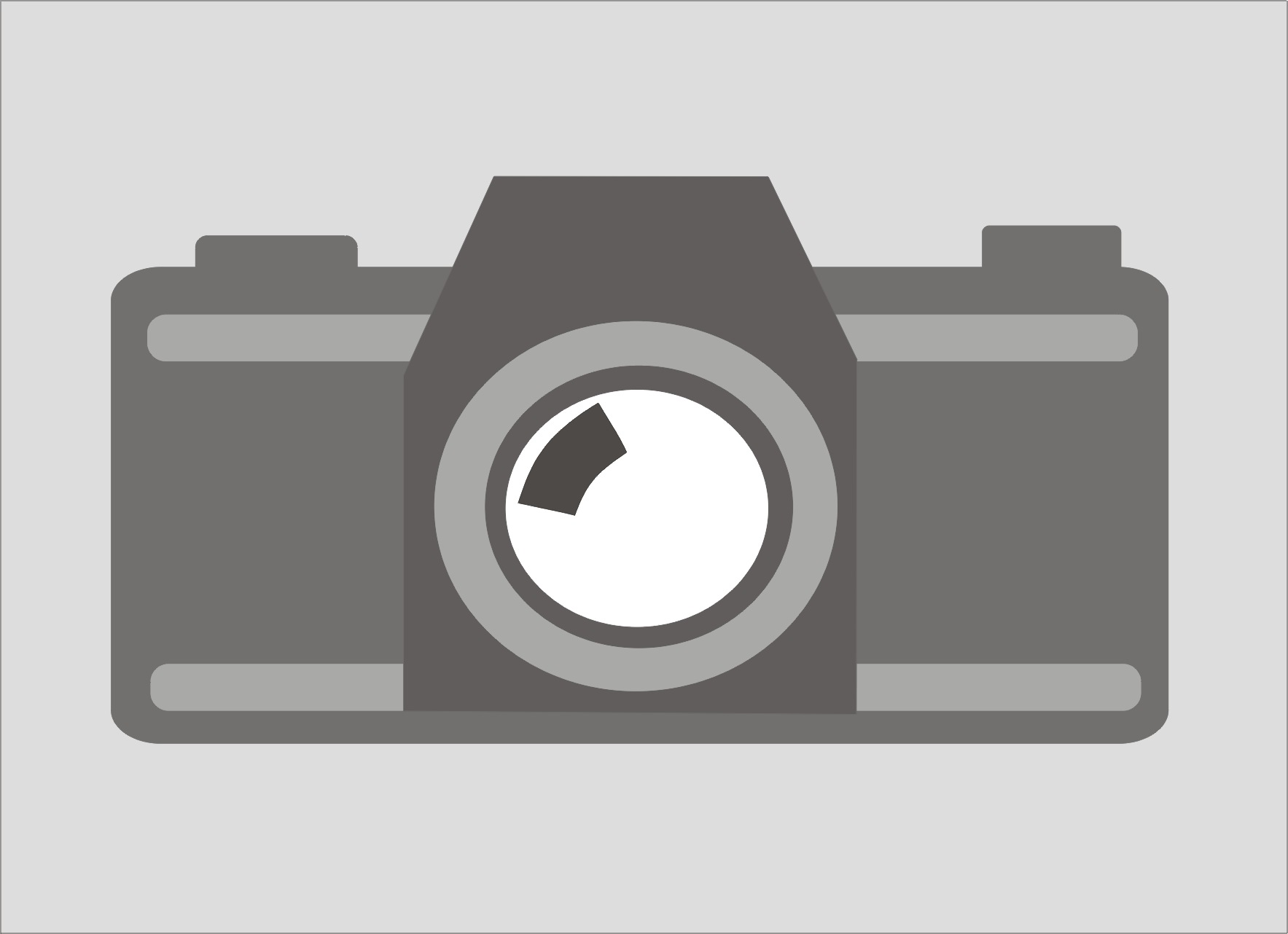
Bruno Diekmann (29. August 1949 bis 5. September 1950)
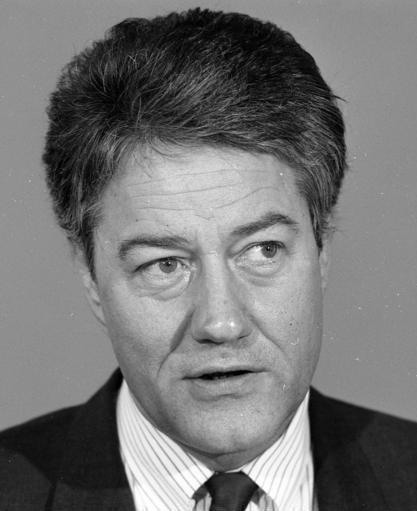
Björn Engholm (31. Mai 1988 bis 4. Mai 1993)
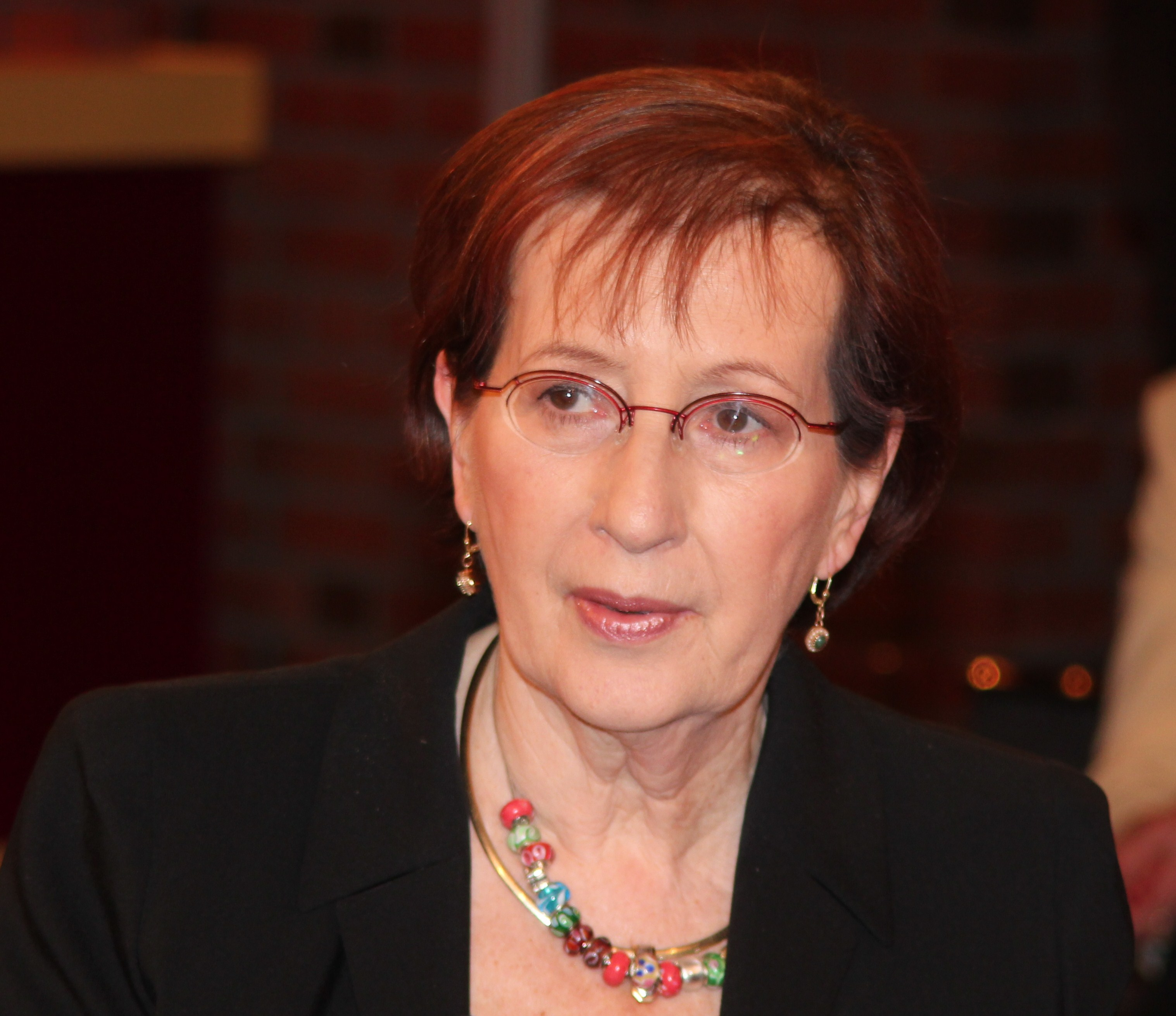
Heide Simonis (19. Mai 1993 bis 27. April 2005)
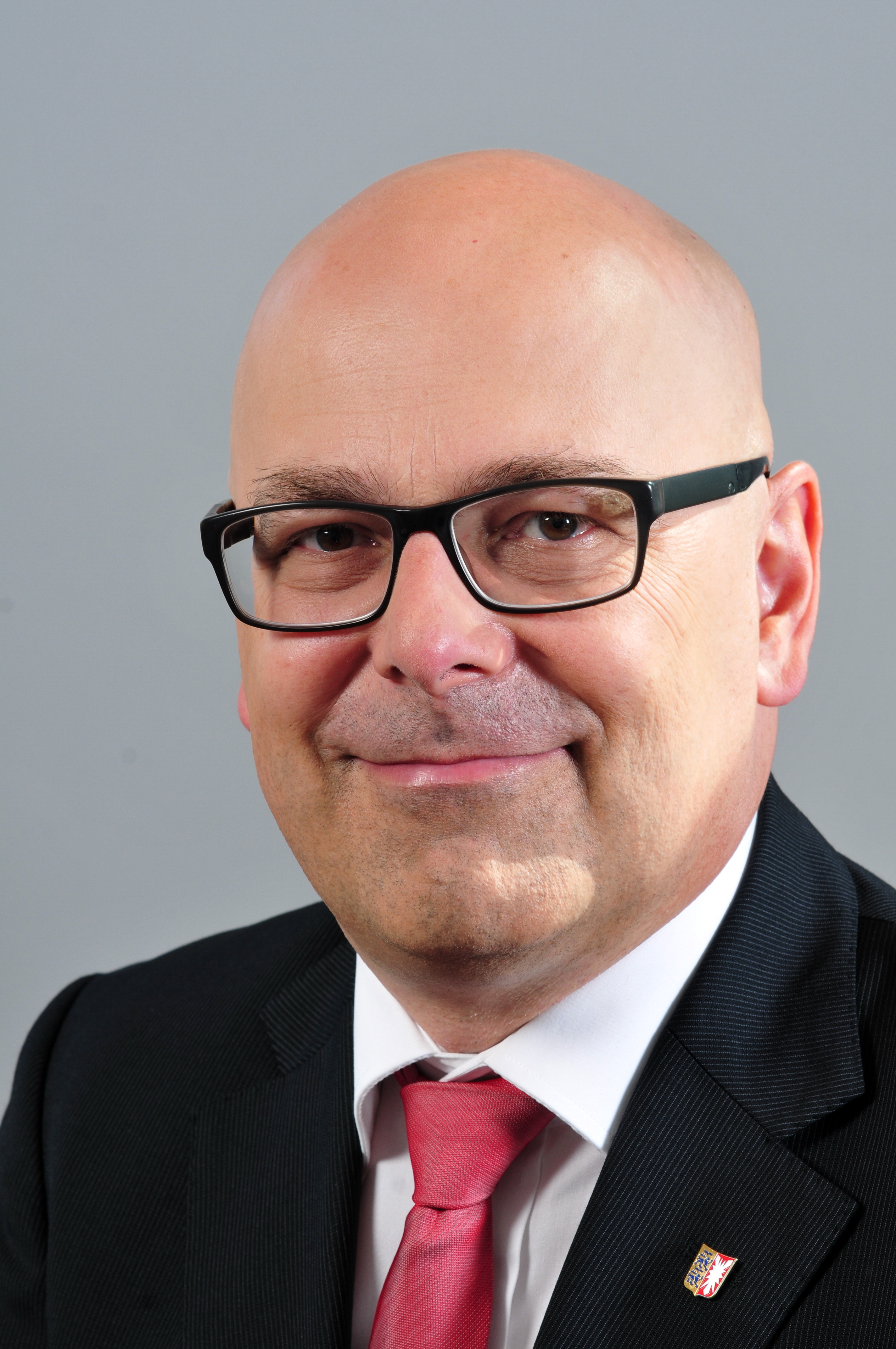
Torsten Albig (12. Juni 2012 bis 28. Juni 2017)

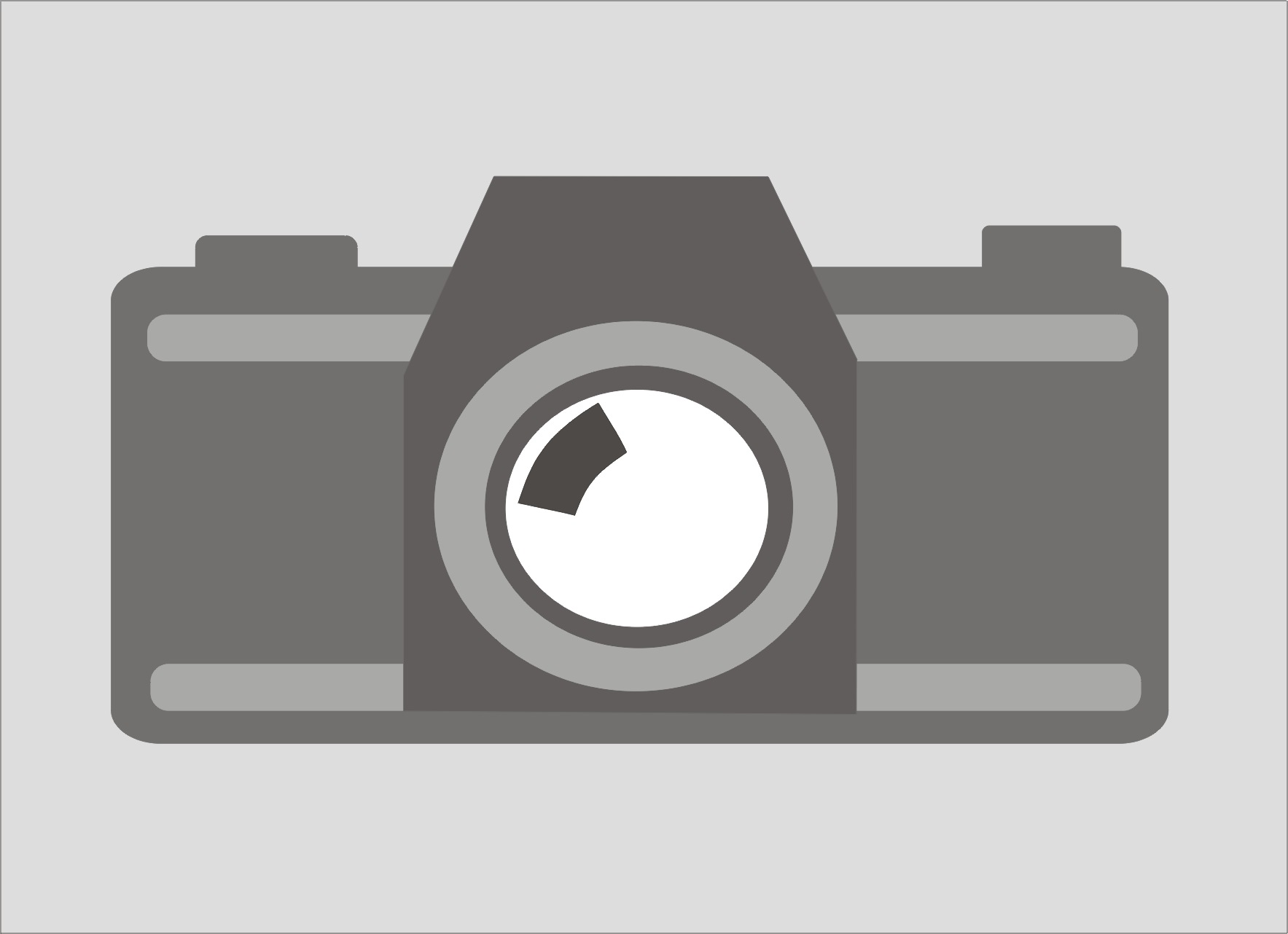
Emil Hartmann Freistaat Schwarzburg-Rudolstadt (März 1919 bis 1. Mai 1920)
August Frölich Freistaat Sachsen-Altenburg (27. März 1919 bis 1. Mai 1920) Thüringen (7. Oktober 1921 bis 21. Februar 1924)
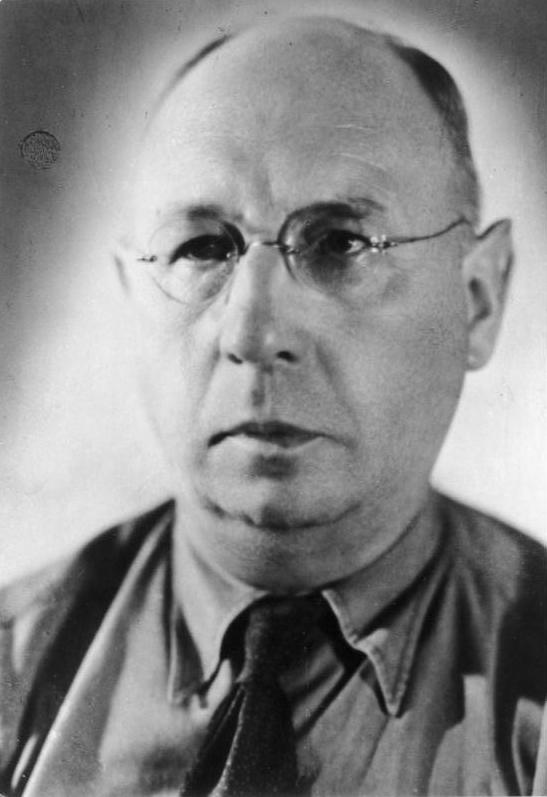
Hermann Brill (Juni bis Juli 1945)

Regierungschefs
 Baden-Württemberg

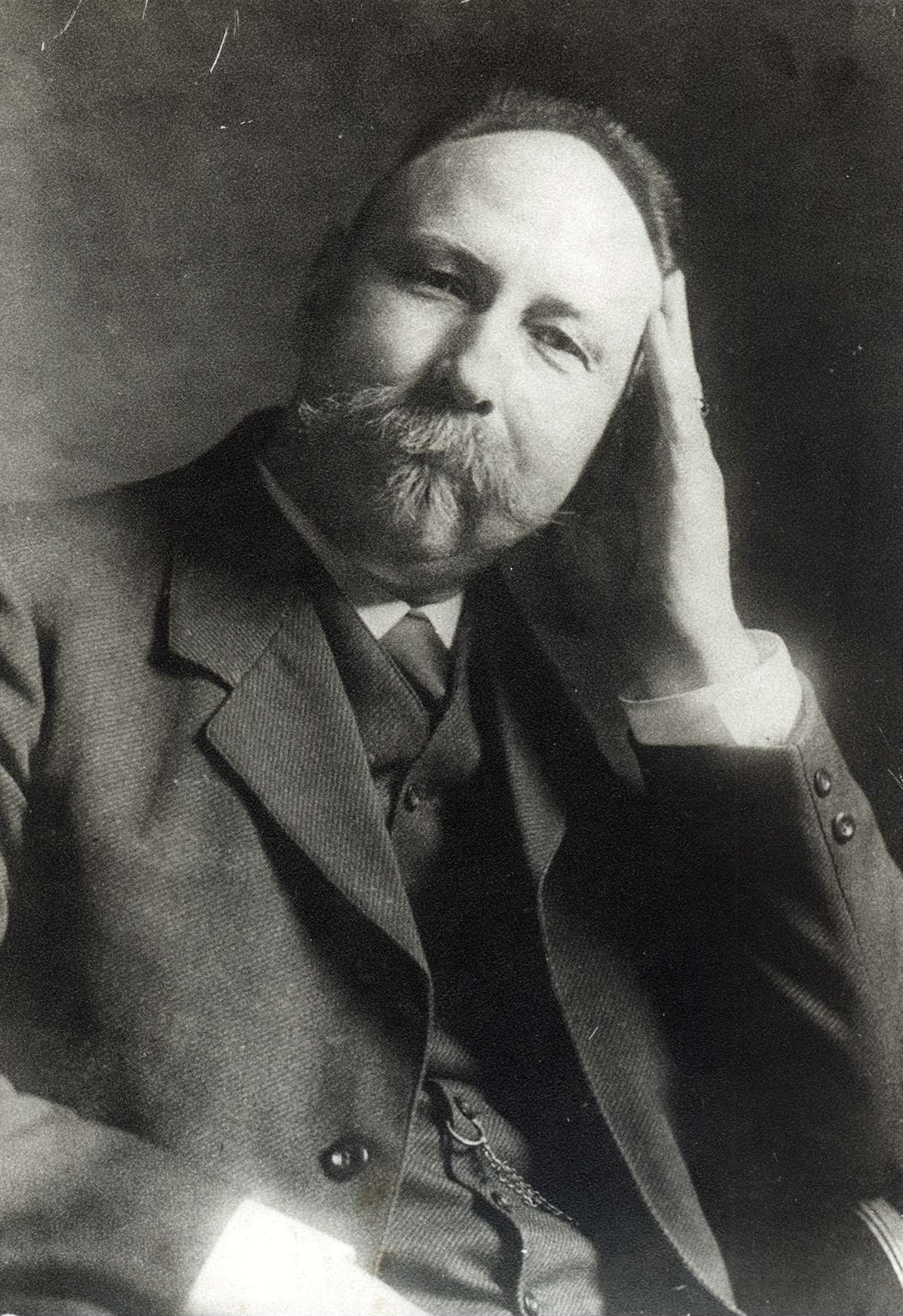
Anton Geiß Baden (10. November 1918 bis 4. August 1920)
Adam Remmele Baden (7. November 1922 bis 7. November 1923 und 23. November 1927 bis 23. November 1928)
Wilhelm Blos Württemberg (9. November 1918 bis 23. Juni 1920)
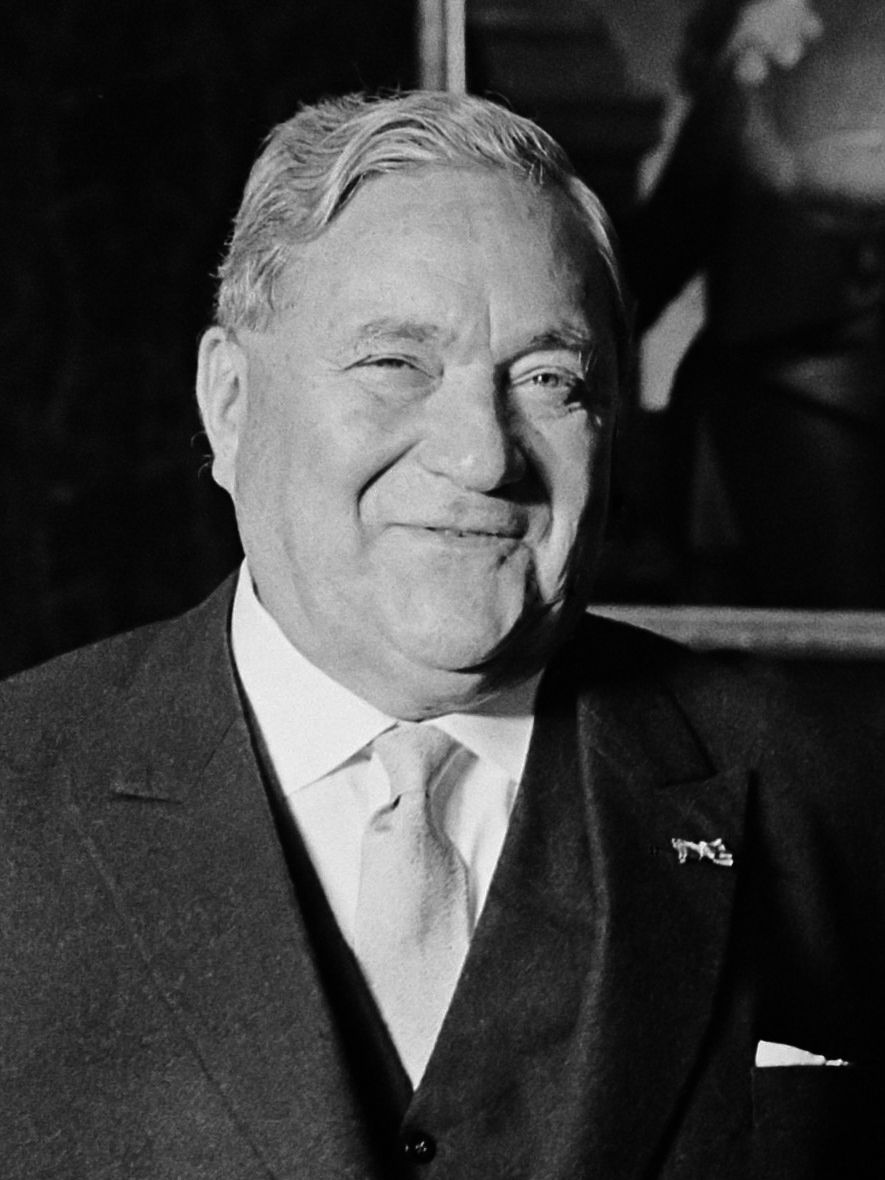
Carlo Schmid Württemberg-Hohenzollern (9. Dezember 1946 bis 8. Juli 1947 und 3. August 1947 bis 13. August 1947 (kommissarisch))

- Adam Remmele
Baden
(7. November 1922 bis
7. November 1923 und
 23. November 1927 bis
23. November 1928)
- Wilhelm Blos
Württemberg
(9. November 1918 bis
23. Juni 1920)
- Carlo Schmid
Württemberg-Hohenzollern
(9. Dezember 1946 bis
8. Juli 1947 und
 3. August 1947 bis
13. August 1947 (kommissarisch))

 Bayern

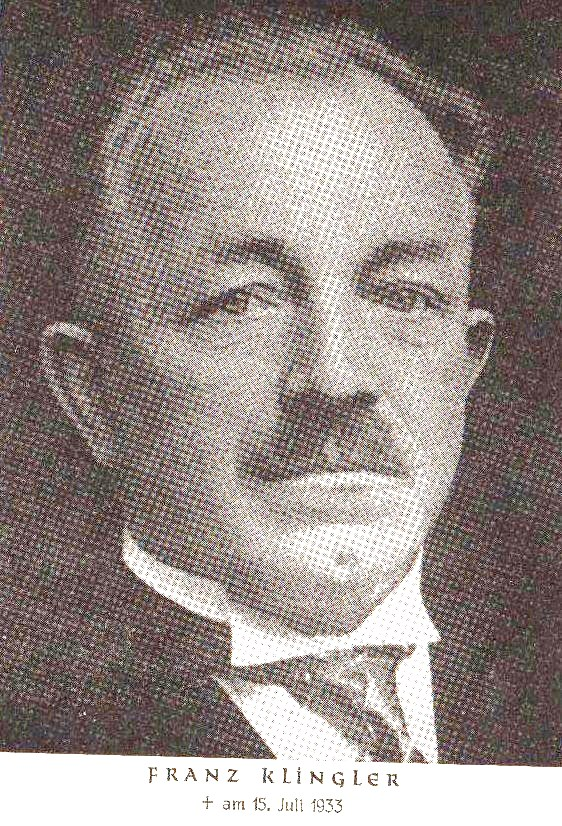
Franz Klingler Freistaat Coburg (8. Juli 1919 bis 1. Juli 1920)
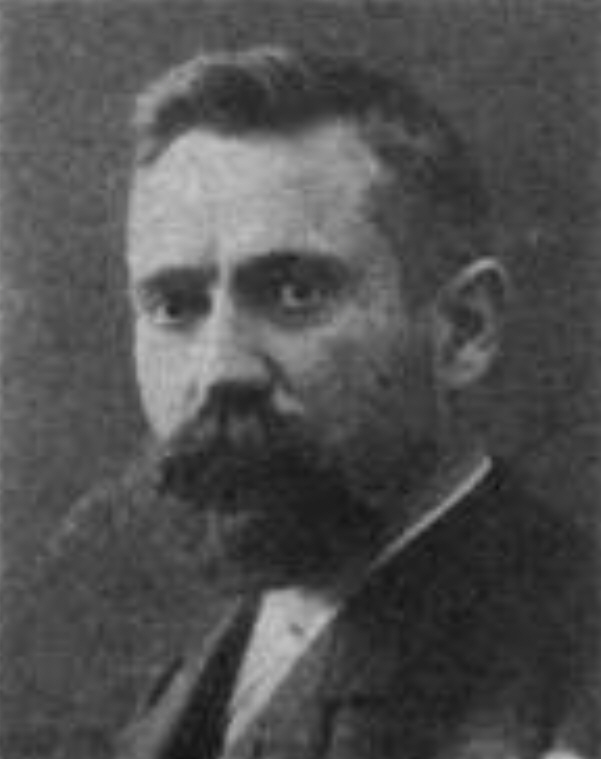
Johannes Hoffmann (17. März 1919 bis 14. März 1920)
Wilhelm Hoegner (28. September 1945 bis 21. Dezember 1946 und 14. Dezember 1954 bis 16. Oktober 1957)

 Berlin
Hinweis: Bis 1951 mit dem Titel Oberbürgermeister. Die Stellung als eigenes Land besteht unumstritten erst seit 1990, ab 1949 war West-Berlin de facto ein Land der Bundesrepublik Deutschland (siehe auch Berlin-Frage).

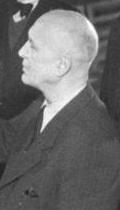
Otto Ostrowski (5. Dezember 1946 bis 17. April 1947)
Louise Schroeder (8. Mai 1947 bis 7. Dezember 1948 (kommissarisch))
Ernst Reuter (7. Dezember 1948 bis 29. September 1953)
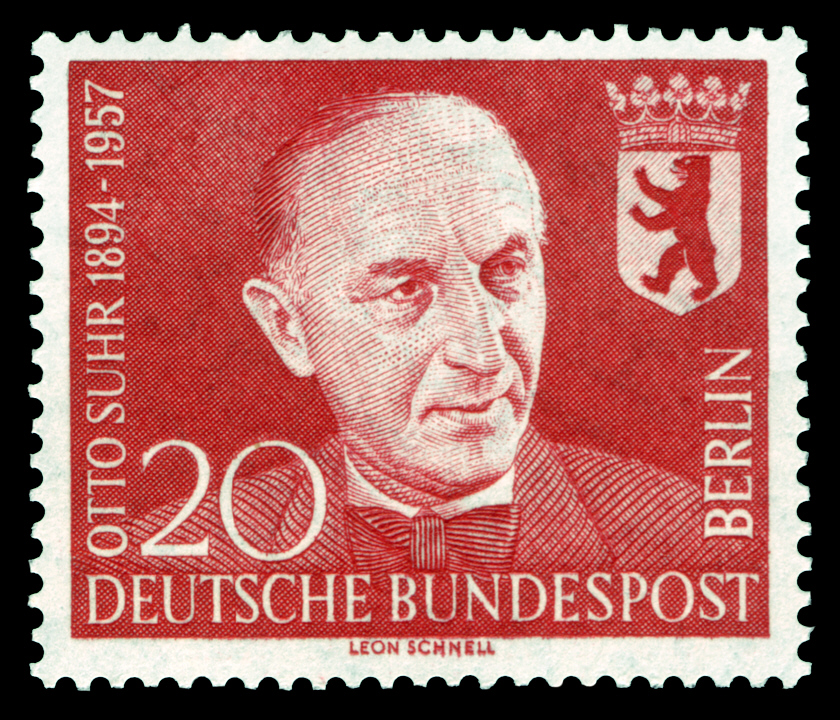
Otto Suhr (11. Januar 1955 bis 30. August 1957)
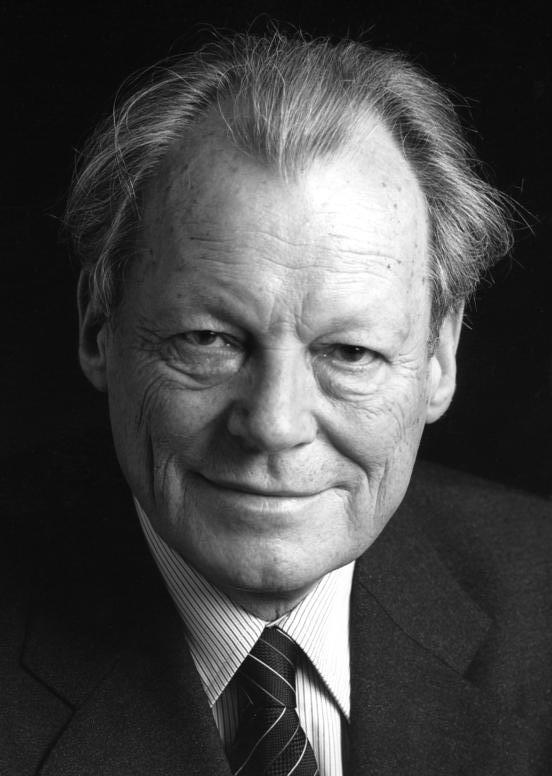
Willy Brandt (3. Oktober 1957 bis 1. Dezember 1966)
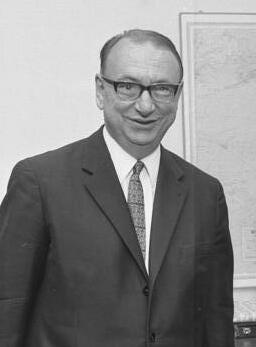
Heinrich Albertz (14. Dezember 1966 bis 19. Oktober 1967)
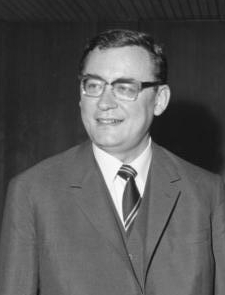
Klaus Schütz (19. Oktober 1967 bis 2. Mai 1977)
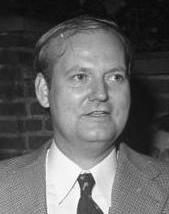
Dietrich Stobbe (2. Mai 1977 bis 23. Januar 1981)
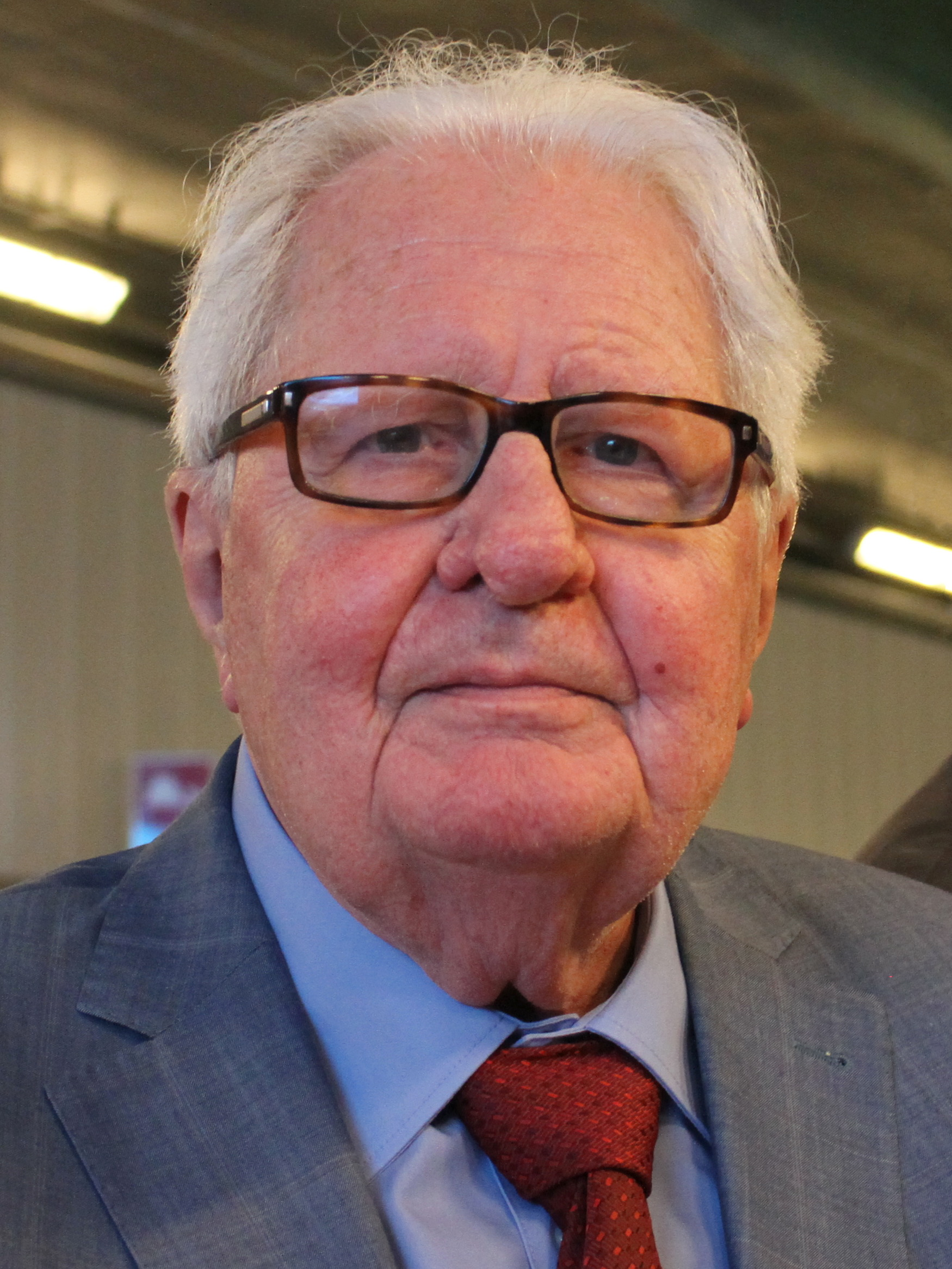
Hans-Jochen Vogel (23. Januar 1981 bis 11. Juni 1981)
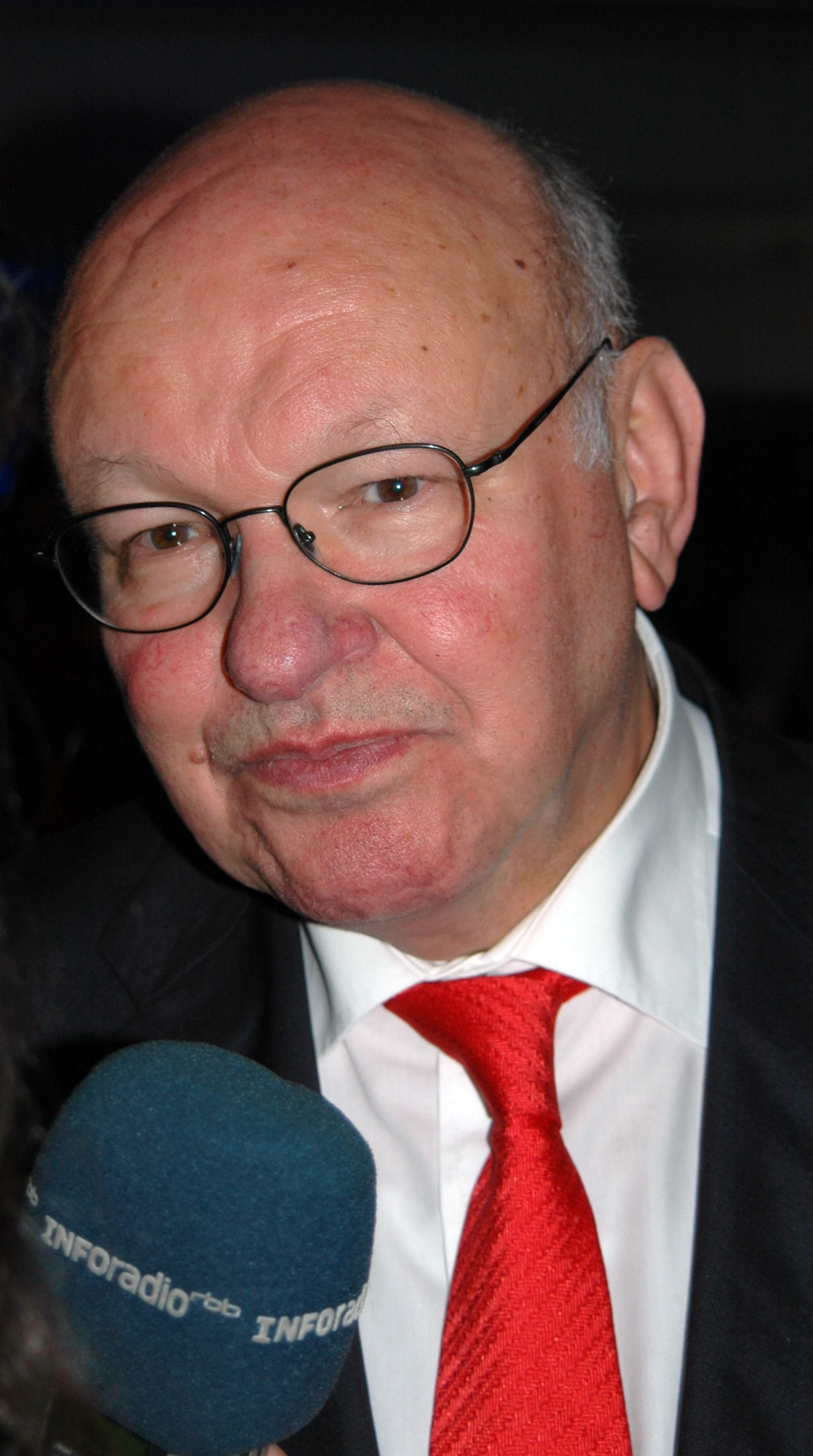
Walter Momper (16. März 1989 bis 24. Januar 1991)
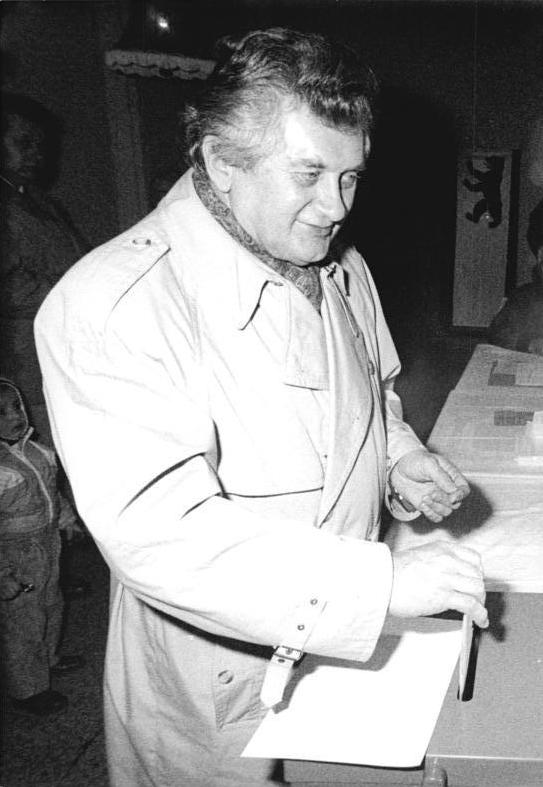
Tino Schwierzina (30. Mai 1990 bis 11. Januar 1991)
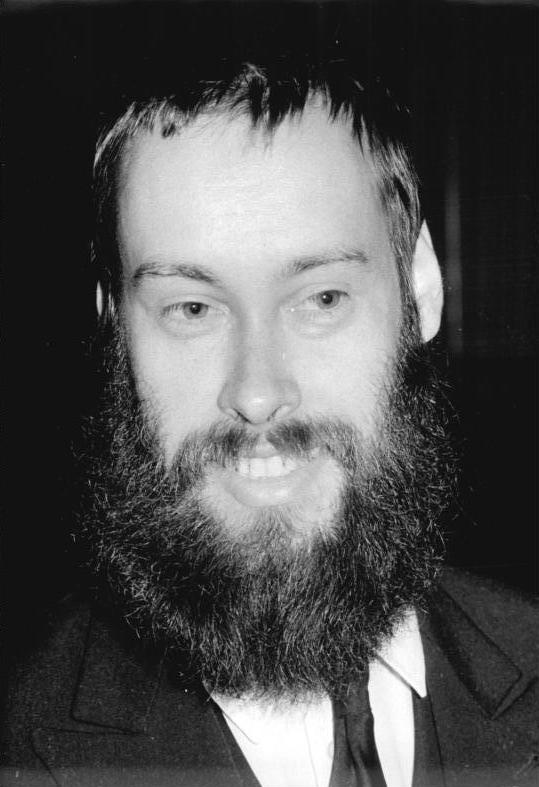
Thomas Krüger (11. Januar 1991 bis 24. Januar 1991 (kommissarisch))
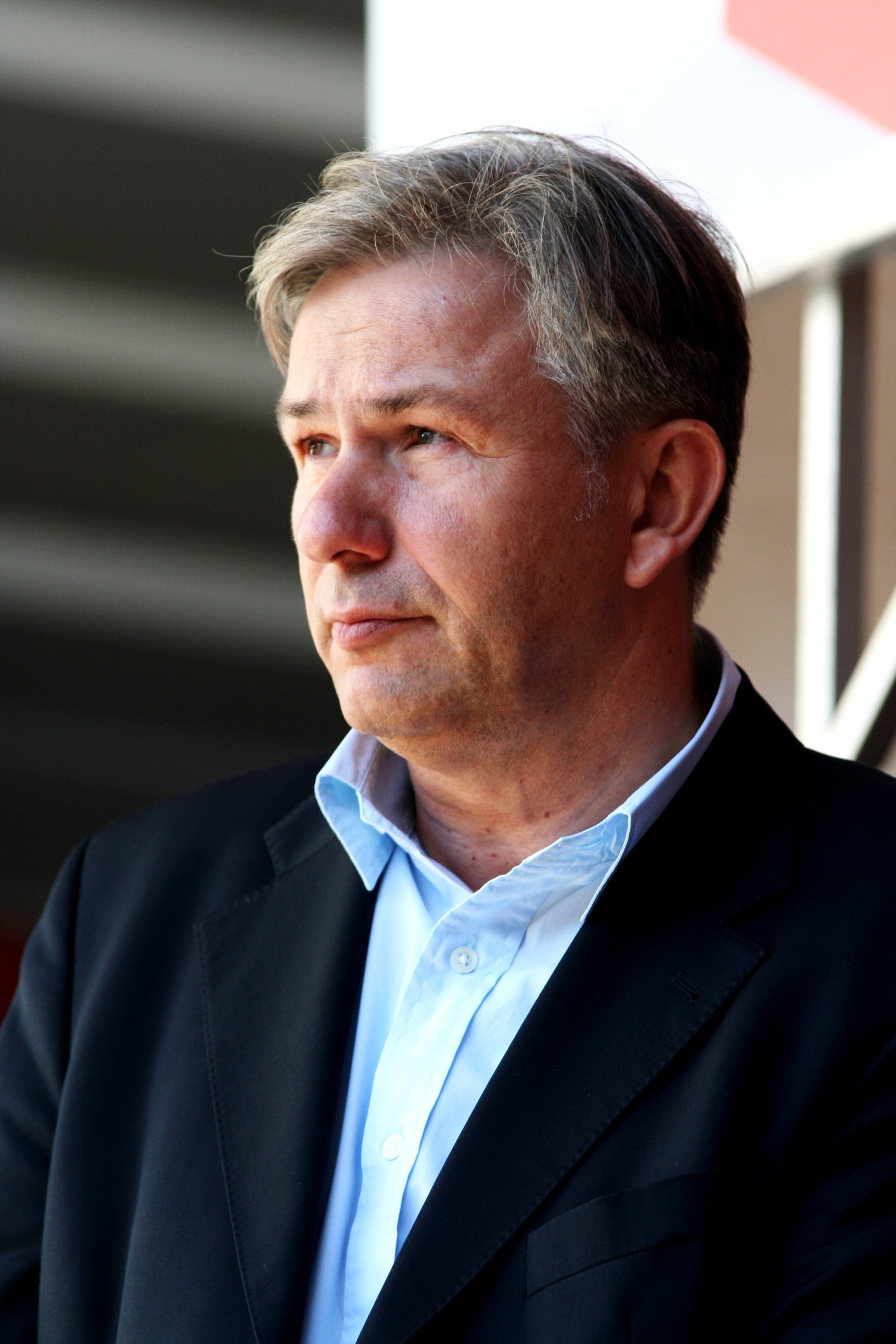
Klaus Wowereit (16. Juni 2001 bis 11. Dezember 2014)
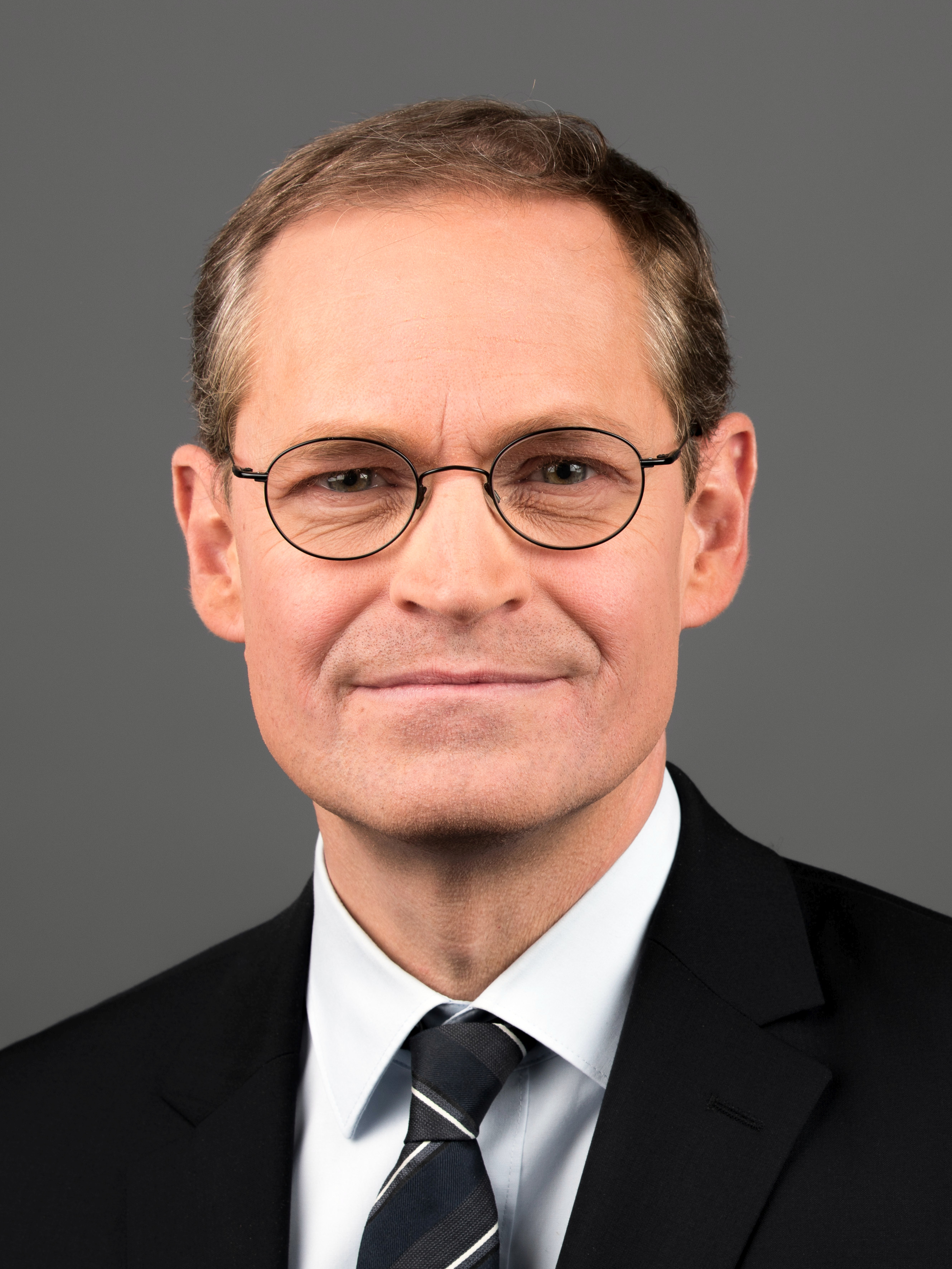
Michael Müller (11. Dezember 2014 bis 21. Dezember 2021)
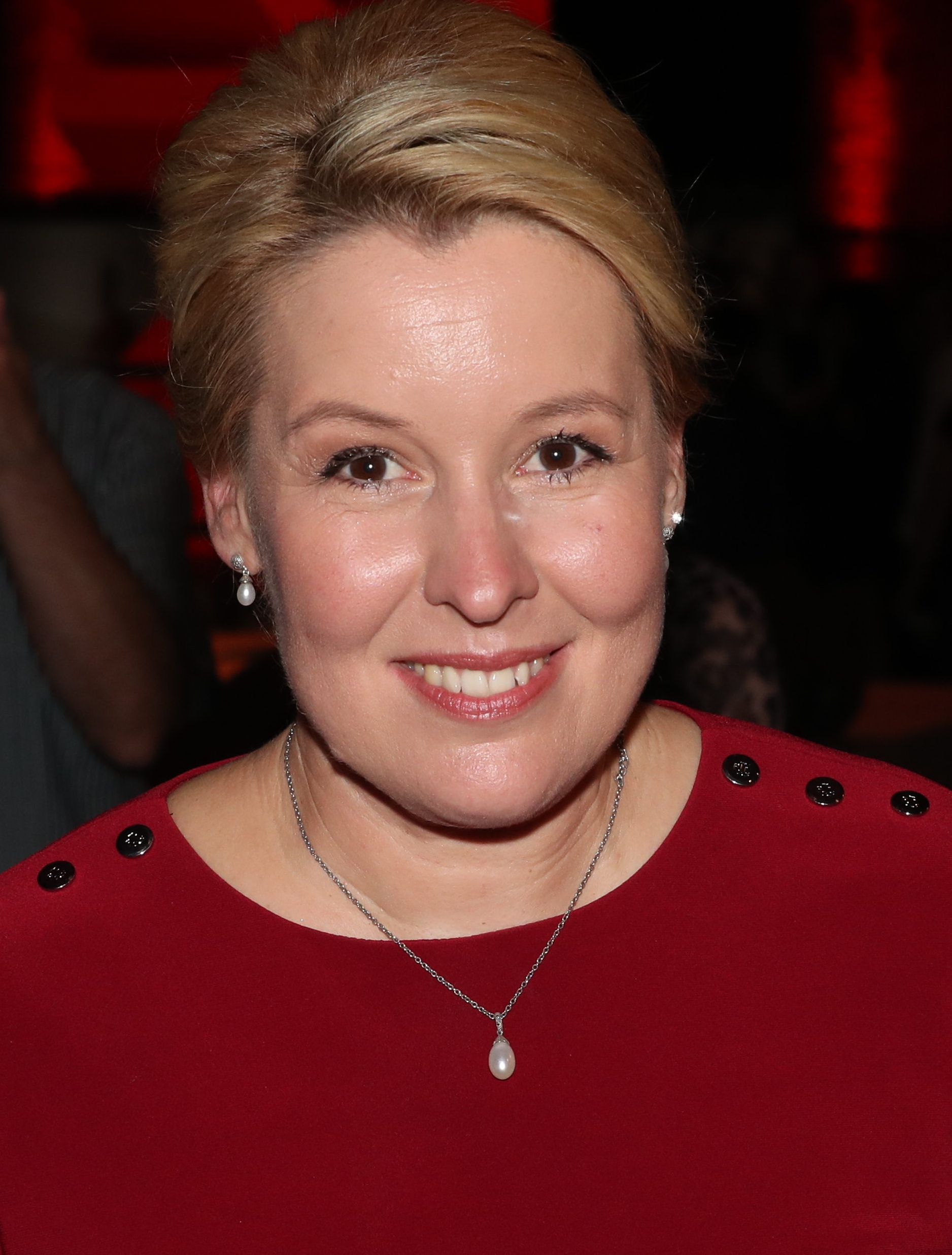
Franziska Giffey (21. Dezember 2021 bis 27. April 2023)

 Brandenburg
- Karl Steinhoff
(20. Dezember 1946 bis
5. Dezember 1949)
- Manfred Stolpe
(1. November 1990 bis
25. Juni 2002)
- Matthias Platzeck
(25. Juni 2002 bis
28. August 2013)
- Dietmar Woidke
(seit 28. August 2013)

 Bremen
- Wilhelm Kaisen
(1. August 1945 bis
19. Juli 1965)
- Willy Dehnkamp
(20. Juli 1965 bis
27. November 1967)
- Hans Koschnick
(28. November 1967 bis
17. September 1985)
- Klaus Wedemeier
(18. September 1985 bis
3. Juli 1995)
- Henning Scherf
(4. Juli 1995 bis
7. November 2005)
- Jens Böhrnsen
(7. November 2005 bis
15. Juli 2015)
- Carsten Sieling
(15. Juli 2015 bis
15. August 2019)
- Andreas Bovenschulte
(seit 15. August 2019)

 Hamburg
- Rudolf Roß
(1. Januar 1930 bis
31. Dezember 1931)
- Max Brauer
(15. November 1946 bis 2. Dezember 1953; 4. Dezember 1957 bis
31. Dezember 1960)
- Paul Nevermann
(1. Januar 1961 bis
9. Juni 1965)
- Herbert Weichmann
(9. Juni 1965 bis
9. Juni 1971)
- Peter Schulz
(9. Juni 1971 bis
4. November 1974)
- Hans-Ulrich Klose
(12. November 1974 bis
25. Mai 1981)
- Klaus von Dohnanyi
(24. Juni 1981 bis
8. Juni 1988)
- Henning Voscherau
(8. Juni 1988 bis
8. Oktober 1997)
- Ortwin Runde
(12. November 1997 bis
31. Oktober 2001)
- Olaf Scholz
(7. März 2011 bis
13. März 2018)
- Peter Tschentscher
(seit 28. März 2018)

 Hessen
- Carl Ulrich
Volksstaat Hessen
(11. November 1918 bis
14. Februar 1928)
- Bernhard Adelung
Volksstaat Hessen
(14. Februar 1928 bis
13. März 1933)

- Christian Stock
(20. Dezember 1946 bis
14. Dezember 1950)
- Georg-August Zinn
(14. Dezember 1950 bis
3. Oktober 1969)
- Albert Osswald
(3. Oktober 1969 bis
3. Oktober 1976)
- Holger Börner
(12. Oktober 1976 bis
23. April 1987)
- Hans Eichel
(5. April 1991 bis
7. April 1999)

 Mecklenburg-Vorpommern
- Johannes Stelling
M.-Schwerin
(19. Januar 1921 bis
17. März 1924)
- Paul Schröder
M.-Schwerin
(8. Juli 1926 bis
9. Juli 1929)
- Hans Krüger
M.-Strelitz
(1919)
- Kurt von Reibnitz
M.-Strelitz
(1919 bis 1923 und
 1928 bis 1931)

- Wilhelm Höcker
(9. Dezember 1946 bis
20. Juli 1951)
- Harald Ringstorff
(3. November 1998 bis
5. Oktober 2008)
- Erwin Sellering
(5. Oktober 2008 bis
4. Juli 2017)
- Manuela Schwesig
(seit 4. Juli 2017)

 Niedersachsen
- Heinrich Jasper
Braunschweig
(30. April 1919 bis
 22. Juni 1920 und
 23. Mai 1922 bis
 24. Dezember 1924 und
 14. Dezember 1927 bis
 1. Oktober 1930)
- Otto Antrick
Braunschweig
(28. März 1922 bis
22. Mai 1922
(geschäftsführend))
- Hubert Schlebusch
Braunschweig
(24. April 1945 bis
Januar 1946)
- Alfred Kubel
Braunschweig
(Januar 1946 bis
23. November 1946)
- Hinrich Wilhelm Kopf
Hannover
(23. August 1946 bis
23. November 1946)
- Heinrich Lorenz
Schaumburg-Lippe
(4. Dezember 1918 bis
März 1919 und
19. September 1927 bis
7. März 1933)
- Erich Steinbrecher
Schaumburg-Lippe
(28. Mai 1925 bis
30. Juni 1927)
- Hinrich Wilhelm Kopf
(23. November 1946 bis
26. Mai 1955 und
12. Mai 1959 bis
21. Dezember 1961)
- Georg Diederichs
(29. Dezember 1961 bis
8. Juli 1970)
- Alfred Kubel
(8. Juli 1970 bis
6. Februar 1976)
- Gerhard Schröder
(21. Juni 1990 bis
27. Oktober 1998)
- Gerhard Glogowski
(28. Oktober 1998 bis
15. Dezember 1999)
- Sigmar Gabriel
(15. Dezember 1999 bis
4. März 2003)
- Stephan Weil
(19. Februar 2013 bis
20. Mai 2025)
- Olaf Lies
(seit 20. Mai 2025)

 Nordrhein-Westfalen
- Clemens Becker
Freistaat Lippe
(November 1918 bis
Dezember 1920)
- Heinrich Drake
Freistaat Lippe
(17. Dezember 1920 bis
 7. Februar 1933 und
 Mai 1945 bis
21. Januar 1947)

- Fritz Steinhoff
(20. Februar 1956 bis
20. Juli 1958)
- Heinz Kühn
(8. Dezember 1966 bis
19. September 1978)
- Johannes Rau
(20. September 1978 bis
26. Mai 1998)
- Wolfgang Clement
(27. Mai 1998 bis
20. Oktober 2002)
- Peer Steinbrück
(6. November 2002 bis
21. Juni 2005)
- Hannelore Kraft
(14. Juli 2010 bis
27. Juni 2017)

 Preußen
- Paul Hirsch
(12. November 1918 bis
25. März 1920)
- Otto Braun
(27. März 1920 bis
10. März 1921,
 7. November 1921 bis
23. Januar 1925,
 6. April 1925 bis
20. Juli 1932)

 Rheinland-Pfalz
- Rudolf Scharping
(21. Mai 1991 bis
26. Oktober 1994)
- Kurt Beck
(26. Oktober 1994 bis
16. Januar 2013)
- Malu Dreyer
(16. Januar 2013 bis
10. Juli 2024)
- Alexander Schweitzer
(seit 10. Juli 2024)

 Saarland
- Oskar Lafontaine
(9. April 1985 bis
27. Oktober 1998)
- Reinhard Klimmt
(10. November 1998 bis
28. September 1999)
- Anke Rehlinger
(seit 25. April 2022)

 Sachsen
- Georg Gradnauer
(21. Januar 1919 bis
4. Mai 1920)
- Wilhelm Buck
(4. Mai 1920 bis
21. März 1923)
- Erich Zeigner
(21. März 1923 bis
29. Oktober 1923)
- Alfred Fellisch
(31. Oktober 1923 bis
4. Januar 1924)
- Max Heldt
(4. Januar 1924 bis
26. Juni 1929)
- Rudolf Friedrichs
(4. Juli 1945 bis
13. Juni 1947)

 Sachsen-Anhalt
- Wolfgang Heine
Freistaat Anhalt
(14. November 1918 bis
23. Juli 1919)
- Heinrich Deist
Freistaat Anhalt
(23. Juli 1919 bis
9. Juli 1924 und
 25. November 1924 bis
 2. Mai 1932)
- Reinhard Höppner
(21. Juli 1994 bis
16. Mai 2002)

 Schleswig-Holstein
- Paul Löwigt
Lübeck
(1926 bis 1933)
- Hermann Lüdemann
(29. April 1947 bis
29. August 1949)
- Bruno Diekmann
(29. August 1949 bis
5. September 1950)
- Björn Engholm
(31. Mai 1988 bis
4. Mai 1993)
- Heide Simonis
(19. Mai 1993 bis
27. April 2005)
- Torsten Albig
(12. Juni 2012 bis
28. Juni 2017)

 Thüringen
- Emil Hartmann
Freistaat Schwarzburg-Rudolstadt
(März 1919 bis
1. Mai 1920)
- August Frölich
Freistaat Sachsen-Altenburg
(27. März 1919 bis
1. Mai 1920)
 Thüringen
(7. Oktober 1921 bis
21. Februar 1924)
- Hermann Brill
(Juni bis Juli 1945)

## Nahestehende Organisationen
- Sozialdemokratische Gemeinschaft für Kommunalpolitik
- Reichsbanner Schwarz-Rot-Gold
- Sozialistische Jugend Deutschlands – Die Falken
- Naturfreunde
- Arbeiterwohlfahrt
- Friedrich-Ebert-Stiftung
- Wilhelm-Dröscher-Stiftung
- Lassalle-Kreis
- Rad- und Kraftfahrerbund Solidarität
- Arbeiter-Samariter-Bund
- Seliger-Gemeinde
- D64 – Zentrum für Digitalen Fortschritt
- Wirtschaftsforum der SPD
- Willy-Brandt-Zentrum Jerusalem
- Kurt-Schumacher-Gesellschaft
- August Bebel Institut
- Georg-von-Vollmar-Akademie
- Akademie Frankenwarte
- Willy-Brandt-Kreis
- Erhard-Eppler-Kreis
- Gustav Heinemann Bildungsstätte

Alle Vorsitzenden des Deutschen Gewerkschaftsbundes (DGB) und die meisten Vorsitzenden der Teilgewerkschaften waren oder sind Mitglied der SPD, jedoch ist der DGB, anders als sein Vorgänger, von Anfang an dem Prinzip der Einheitsgewerkschaft verpflichtet, und es gibt auch einige Vorsitzende aus anderen Parteien wie den ersten Vorsitzenden der GEW Max Traeger (FDP), den ehemaligen Vorsitzenden von ver.di Frank Bsirske (B’90/Grüne), den früheren GdP-Vorsitzenden Hermann Lutz (CDU) oder das Vorstandsmitglied der GdP Berlin Steve Feldmann (BFB).
Der Bundesausschuss der SJD – Die Falken hat 2011 den Unvereinbarkeitsbeschluss aufgehoben, nach dem die Mitgliedschaft in der SJD – Die Falken mit der Mitgliedschaft in anderen Parteien als der SPD unvereinbar war, betont aber die historische und aktuelle Einbettung der Falken in die sozialdemokratische Familie.